# 横浜みなとみらい21
横浜みなとみらい21（よこはまみなとみらい21、Minato Mirai 21）は、神奈川県横浜市の西区と中区にまたがり、横浜港に面しているウォーターフロントの再開発地区である。1983年度から現在にかけて整備が進められている計画都市でもある。この地区全体を指して「みなとみらい21地区」あるいは「みなとみらい地区」などと呼称される。略称は「みなとみらい21」、「みなとみらい」、「MM21」など。都市景観100選受賞地区。
1989年の横浜博覧会 (YES'89) 以降、当該地区の開発が本格化し、首都圏の新都心として、さいたま新都心（埼玉県さいたま市）と幕張新都心（千葉県千葉市）に並び重点的に整備された。当地区全域は、横浜市における都心（ツインコア）の一つである横浜都心に指定されている。

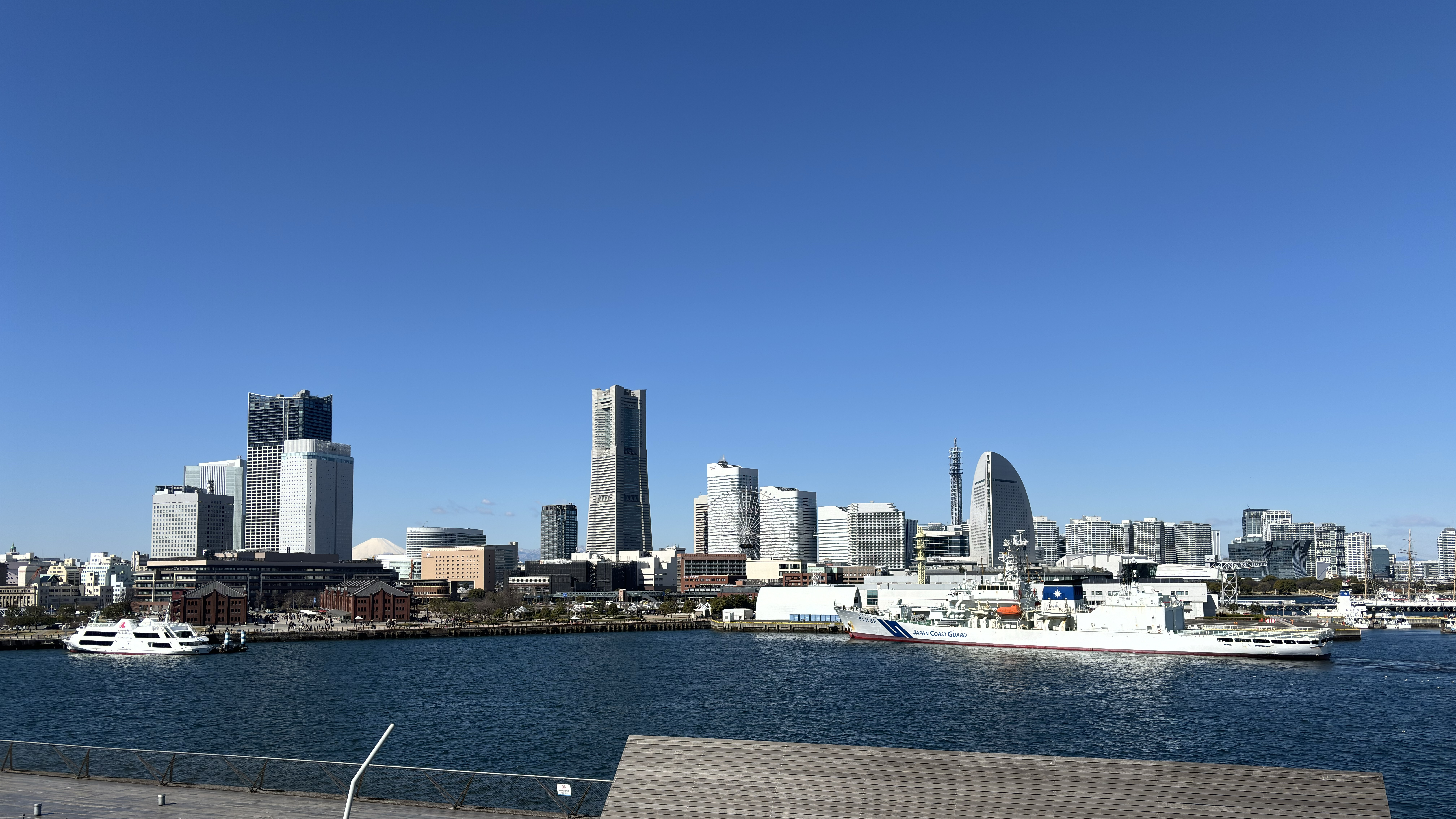
大さん橋から見たみなとみらい21地区（2024年3月）

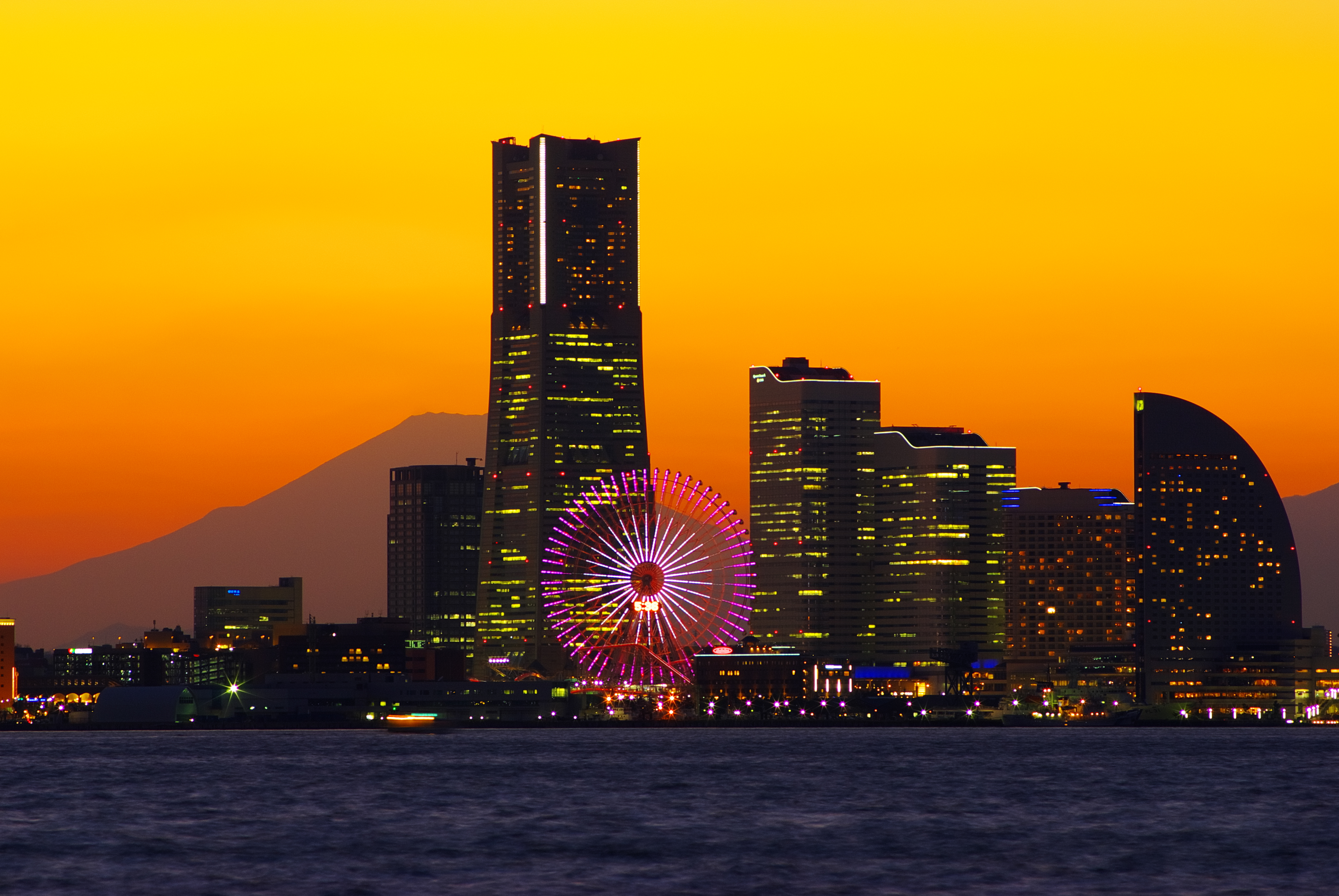
みなとみらい21地区と富士山の夕景（2007年2月）

## 概要

### 事業計画と着工までの経緯
1980年代に再開発が行われる以前、当地には三菱重工業横浜造船所、国鉄高島線（貨物支線）の東横浜駅および高島駅・高島ヤード（操車場）、高島埠頭、新港埠頭などの広大な港湾・業務関連施設が広がっており、横浜市の中心部に位置しているにもかかわらず一般の観光客が気軽に立ち寄れるような場所ではなかった。そのため、横浜港開港以来の中心市街地である関内（中区）と、巨大ターミナル駅で市内随一の繁華街である横浜駅一帯（西区）の2つの横浜都心（ツインコア）は長らく分断された状態が続いていた。そういった経緯から、それまでの港湾・業務施設の機能を他所に移転させ、横浜都心部の一体化と都市機能の強化を目指したウォーターフロント都市再開発として計画・建設された。
飛鳥田一雄が横浜市長に当選した1963年当時、「横浜の五重苦」と呼ばれた関東大震災、昭和恐慌、太平洋戦争による横浜大空襲、GHQによる占領と市内都心部の接収、および人口急増によるスプロール現象を克服することが地域としての大きな課題となっていた。そのため1965年に横浜市六大事業が提案され、都心部強化として三菱重工業横浜造船所、国鉄高島線の東横浜駅（貨物駅）・高島ヤード（操車場）、高島埠頭、新港埠頭の一帯を再整備し横浜駅周辺と関内・伊勢佐木町という2つに分断された横浜都心部を一体化させる「都心部強化事業」として、就業人口19万人・居住人口1万人を目標とした事業計画が打ち出された。以降、オイルショックをはじめとする経済情勢の影響などにより計画はしばらく進行していなかったが、1979年に細郷道一横浜市長の下で「横浜市都心臨海部総合整備計画」基本構想が発表され、三菱重工業横浜造船所等の移転完了とともに1983年に「みなとみらい21」事業としてようやく着工に至った（事業名および街の名称の決定については後節「#街の名称について」を参照）。なお、この時点では高島ヤード周辺の開発の目処が立っていなかったため、横浜駅側からではなく、前述の造船所跡が広がる桜木町駅側から開発を進めていくことになった。
また、首都圏は東京23区（特に都心3区）の都市機能の集積が大きいため、横浜市は自治体として日本一の人口を擁するものの東京の衛星都市・ベッドタウンとしての側面が強く、横浜市から東京への通勤・通学者数が多いことから横浜市の昼夜間人口比率は常に100を下回り続けてきた。このような東京都心一極集中から首都圏での展都という趨勢の中で、みなとみらい計画は神奈川県および横浜市の経済拠点として首都圏経済を牽引する役割の分担により東京都心の負荷を軽減し、さらには市内経済を活性化するため、企業法人本社機能や事業所等の立地促進、企業法人の集積の波及として起こる中小企業の活性化や新規起業者の増加などを目指している。具体的には日産自動車やいすゞ自動車、京浜急行電鉄といった大企業の東京からの本社移転や、富士フイルム、ソニー、資生堂、村田製作所、韓国のLGなどの研究開発施設（R&Dセンター）の誘致に成功し、横浜市の業務機能（オフィスビル）・就業人口の拡大に寄与した。
このように、本計画は横浜市において2つに分断された都心部を一体化させることで都市機能を充実し、昼間人口や就業人口を増やすことで市内経済の活性化を目指し、地域社会の成長を目指した施策である。

### 都市計画

開発中の中央地区（1998年1月）

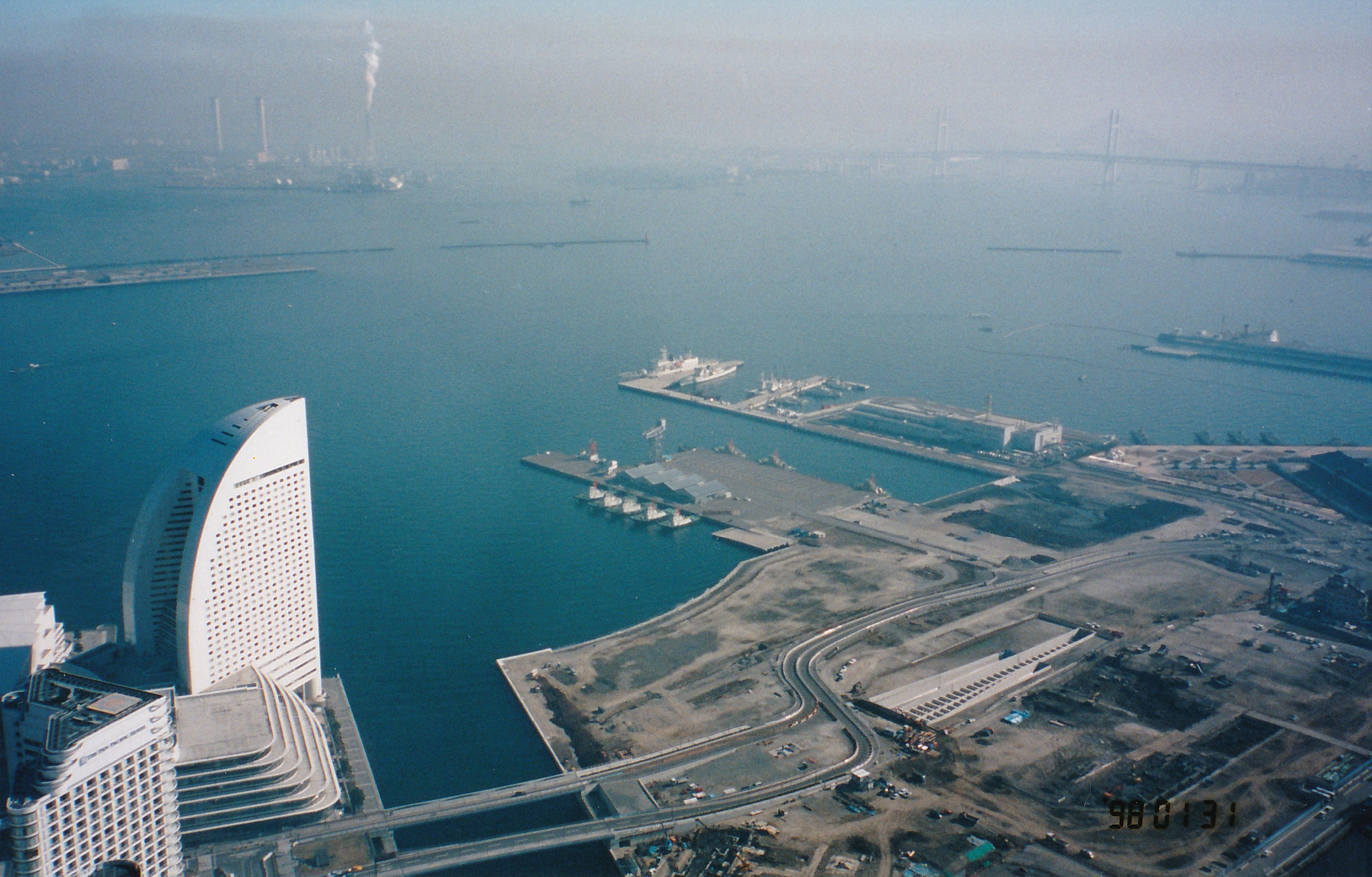
開発中の新港地区（1998年1月）

当地区の細かい区分として、横浜ランドマークタワーや日産自動車グローバル本社などがありオフィスビル開発を推進する「中央地区」と、横浜赤レンガ倉庫やよこはまコスモワールドなどがある「新港地区」、横浜新都市ビル（そごう横浜店）や横浜スカイビルがある68街区の「横浜駅東口地区」（出島地区）に分けられる。当地区全体の面積は約1.86km2（約186ha）、そのうち埋め立て部は約0.76km2（約76ha）である。また、2014年度に策定された「横浜市都心臨海部再生マスタープラン」では「みなとみらい21地区」として、都心臨海部五地区のうちの一つに指定されている。さらに当地区全体は「横浜都心・臨海地域」の一部として都市再生特別措置法による都市再生緊急整備地域に指定されており、そのうち中央地区（臨港パークや日本丸メモリアルパークなど一部除く）は特定都市再生緊急整備地域にも指定されている。
当地区の整備は、あらかじめ決められた基本的方針によって計画的に行われており、「21世紀にふさわしい未来型都市」を目指して開発が進められている。電線・電話線（光ファイバー）は共同溝により上下水道などとともに埋設され、さらに共同溝によるごみ集積（廃棄物管路収集、2017年度末に廃止）、地域冷暖房（みなとみらい21熱供給が運営）を導入しており、省エネにも配慮している。すべての幹線道路の歩道には街路樹が植えられ（後述）、建設される建物は白を基調（新港地区は茶色系統）とし統一感を持たせている。
また、災害・非常時の対策として臨港パーク、高島中央公園、ヨーヨー広場、カップヌードルミュージアムパーク（新港パーク）の地下に災害用地下給水タンク（4基あわせて約4,500m3 、50万人分の飲料水3日分を貯水）が設置されている。この他、中央地区の大部分は埋立地であるが液状化対策として、造成時に粒径が異なる土砂を使用したり、地中では各種地盤改良も施されている。さらに津波対策として中央地区では護岸の高さが標高2.7 - 3.1m、宅地の高さが標高3.1 - 5.0mに設定されているなど、当初より災害に強い街づくりが行われている。
当地区の中核には、高さ296mで建設当時日本一高いビルであった横浜ランドマークタワーがある（現在は3番目）。このビルを頂点として、海側に向かって建物の高さが段々と低くなるスカイラインが形成されている。ランドマークタワー横の「ドックヤードガーデン」は造船所で実際にドックとして使われていたもので、1997年（平成9年）12月に国の重要文化財に指定されている（指定名：旧横浜船渠株式会社第二号船渠）。また、1911年（明治44年）と1913年（大正2年）にそれぞれ竣工した新港地区の横浜赤レンガ倉庫（1号館・2号館）は5年以上かけて修復工事および周辺の整備が行われ、2002年に「赤レンガパーク」としてオープンし、現在では横浜を代表する観光地となっている。
当地区の道路は、「みなとみらい大通り」「国際大通り」の2本の大通り（主要幹線道路）と、それらを結ぶ「さくら通り」「けやき通り」「いちょう通り」「すずかけ通り」「とちのき通り」（幹線道路）で構成されている。これらの通りにはそれぞれ四季を代表する種類の異なった街路樹が植えられており、みなとみらい大通りがクスノキ、さくら通りがソメイヨシノ、けやき通りがケヤキ、いちょう通りがイチョウ、すずかけ通りがプラタナス、とちのき通りがベニバナトチノキとなっている（みなとみらい大通りを除き、通りの呼び名は街路樹の種類に因む）。また道路とは別に歩行者専用通路として、クイーン軸・グランモール軸・キング軸（整備中）という三つの軸が整備されている（詳細は後節）。一方、横浜港を周回する「臨港幹線道路」の一部として、山内埠頭（コットンハーバー）方面へ至る連絡橋（みなとみらい橋、コットン大橋）が予定より大幅に遅れて2008年12月に開通しており、同道路の国際大通り地下部分に当たる整備計画では、みなとみらい橋手前から横浜ワールドポーターズ付近までの延長約1.3kmのトンネルが長期供用延期の末、2013年3月に「みなとみらいトンネル」としてようやく開通に至った。この他に今後整備予定の道路として、みなとみらい大通り（栄本町線）の橋で帷子川下流・港湾上に架かるみなとみらい大橋と、そごうやスカイビルが建設されている68街区の横浜駅東口地区（出島地区）を結ぶ「栄本町線支線1号」の計画がある。
公共交通機関では2004年に横浜高速鉄道みなとみらい線が開業し、当地区内にも新高島駅とみなとみらい駅が設置された。さらに新しい交通システムとして、2020年7月に横浜市が当地区内を経由する連節バス「ベイサイドブルー」の運行を開始しているほか、LRT（次世代型路面電車システム）の導入検討や索道（ロープウェイなど）による複数の空中交通構想も浮上している。なお、索道のうちコスモワールドを運営する泉陽興業による桜木町駅前から運河パーク（横浜ワールドポーターズ前）まで汽車道沿いの南側（北仲通地区寄り）を通るロープウェイ「YOKOHAMA AIR CABIN」は、2021年4月に開業している（設置・運営など事業に関する費用を同社が全額負担するため横浜市の公費負担はなし）。

### 開発の進展

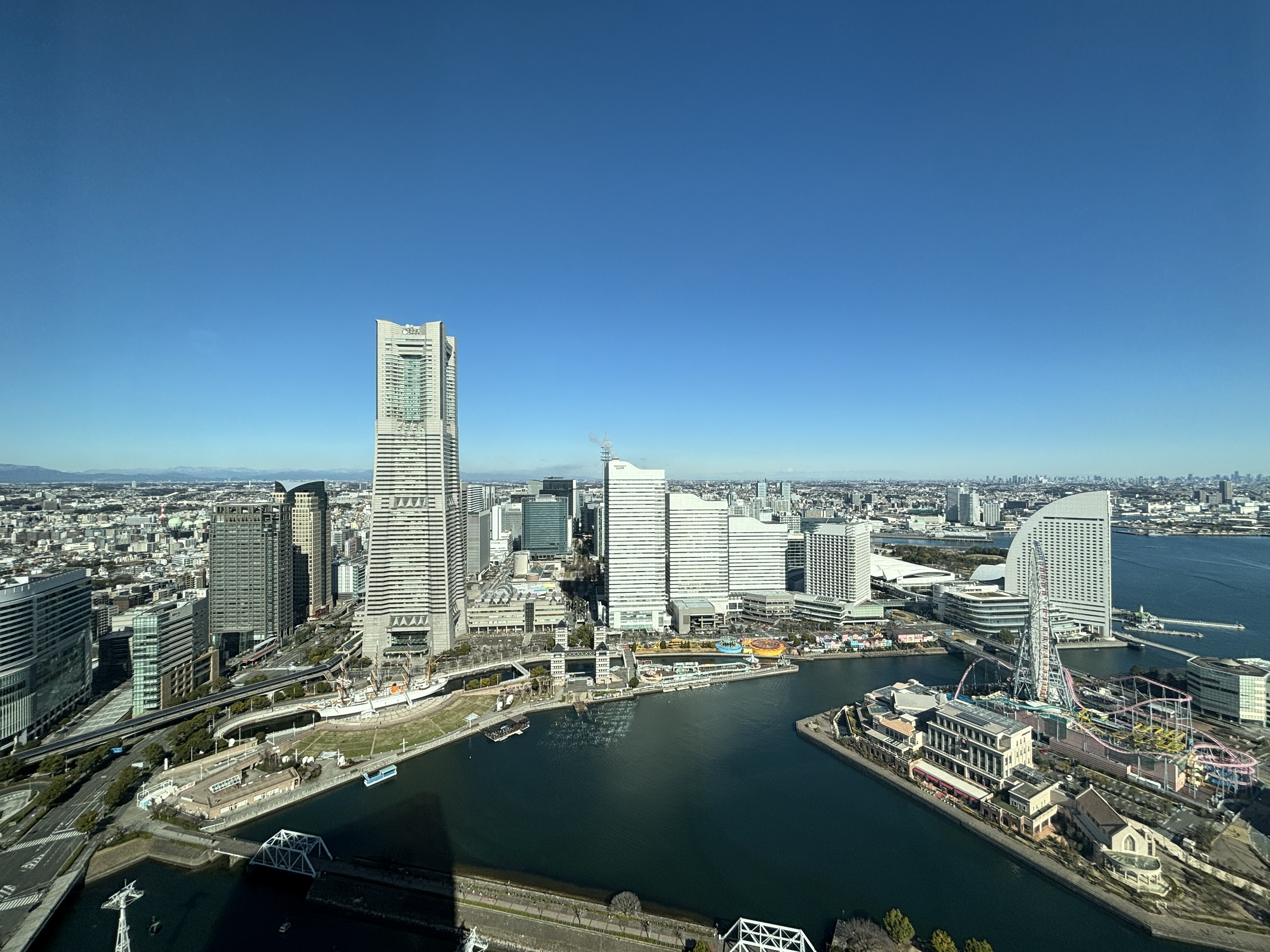
北仲通地区から見たみなとみらい21地区（2024年3月）

当初は2000年頃までに街全体の完成を目指していたが、バブル崩壊の影響などにより計画は延期されている。2000年代より、中田宏横浜市長や松沢成文神奈川県知事の積極的な企業誘致とともに、横浜市では企業立地促進条例が制定され、神奈川県もインベスト神奈川を策定し、市税の減額や助成金など企業の負担を軽減する措置によって優良な企業立地環境の整備を行っている。2008年末のリーマン・ショックに端を発する世界的な景気後退の影響を受け、いくつかのオフィスビル建設計画では中止・延期等もあったが、後任の林文子横浜市長は引き続き企業誘致に向けたトップセールスを行い、上場企業の本社機能立地が着実に進んでおり、さらに2010年代半ば以降は研究開発拠点や音楽施設の集積なども進んでいる。
この他、2010年には横浜国際平和会議場（パシフィコ横浜）でアジア太平洋経済協力首脳会議 (APEC) が開催されたが、コンベンション機能を拡張するため2020年に向けて新展示場「横浜みなとみらい国際コンベンションセンター」（パシフィコ横浜ノース）が整備され、国際会議の誘致などMICE市場に注力している。また、新港地区では新たな客船ターミナル複合施設「横浜ハンマーヘッド」（新港ふ頭客船ターミナル）が整備され、クルーズ客船の誘致にも力を入れている。
当地区は現在も事業中であり、2024年4月時点の事業進捗率は約98.6%、暫定利用施設を除く本格利用が決定している土地（建設中・計画中含む）の割合は約93.4%となっている。近年では、これまで一定期間で打ち切っていた開発事業者の公募を継続して行うようにしたり、横浜市の指定地域における環境アセスメントの緩和（条例改正）などにより開発条件の柔軟性と共に、経済状況に左右されがちだった当地区の開発にスピード性を持たせている。街づくりとしては業務、集合住宅、商業、観光などの用途で集積が進み最終段階に入りつつある。2024年12月時点の就業人口は約14万4,000人（前年比約1万人増）と増加傾向にある。さらに首都圏における観光地・行楽地としての人気も高く、2024年の年間来街者数は約8,260万人（前年比約530万人増）とコロナ禍前の水準（2019年の約8,340万人）まで回復している。一方、当地区内の人口も2017年12月時点時点で8,500人に上っており、今後も児童数の増加が見込まれることから、地区内に横浜市立みなとみらい本町小学校（同本町小学校から分離新設）を2018年に期間限定開校している。

## 歴史・今後の予定
当地区の歴史（沿革）および今後の予定・計画を以下に記す。

### 1960-1980年代
- 1965年 - 横浜市の六大事業の一つとして、当地区の再開発構想が出る。
- 1979年 - 「横浜市都心臨海部総合整備計画」基本構想発表。

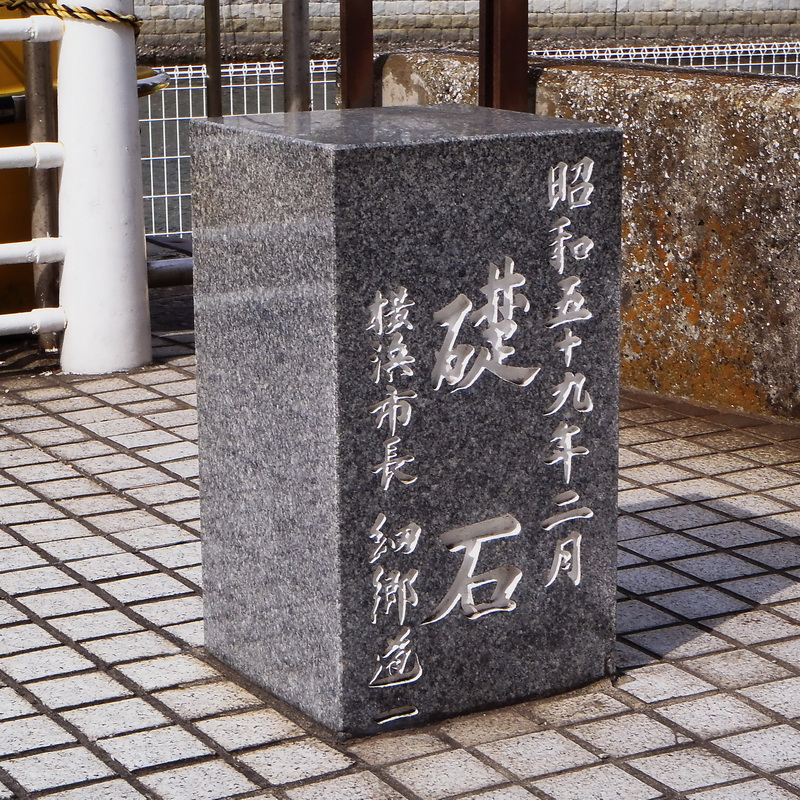
埋立事業礎石：当時の市長署名がある（現在は日本丸メモリアルパーク内に設置）

- 1981年 - 一般公募により事業名が「みなとみらい21」に決定（詳細は後節）。
- 1983年
  - 三菱重工業横浜造船所の移転完了。
  - 帆船日本丸の横浜市への移管が決定。
  - 11月8日に「みなとみらい21」事業着工（起工式）[76][77][78][79][80]。
- 1984年
  - 2月に埋立事業の礎石沈定式[75][80][81][注 15]。
  - 7月28日に株式会社横浜みなとみらい21設立[79][注 16]。

- 1985年

日本丸

  - 横浜そごうが入る「横浜新都市ビル」（68街区）開業。
  - 「日本丸メモリアルパーク」（23街区）一部完成、帆船日本丸を一般公開。

- 1989年
  - 動く歩道完成。

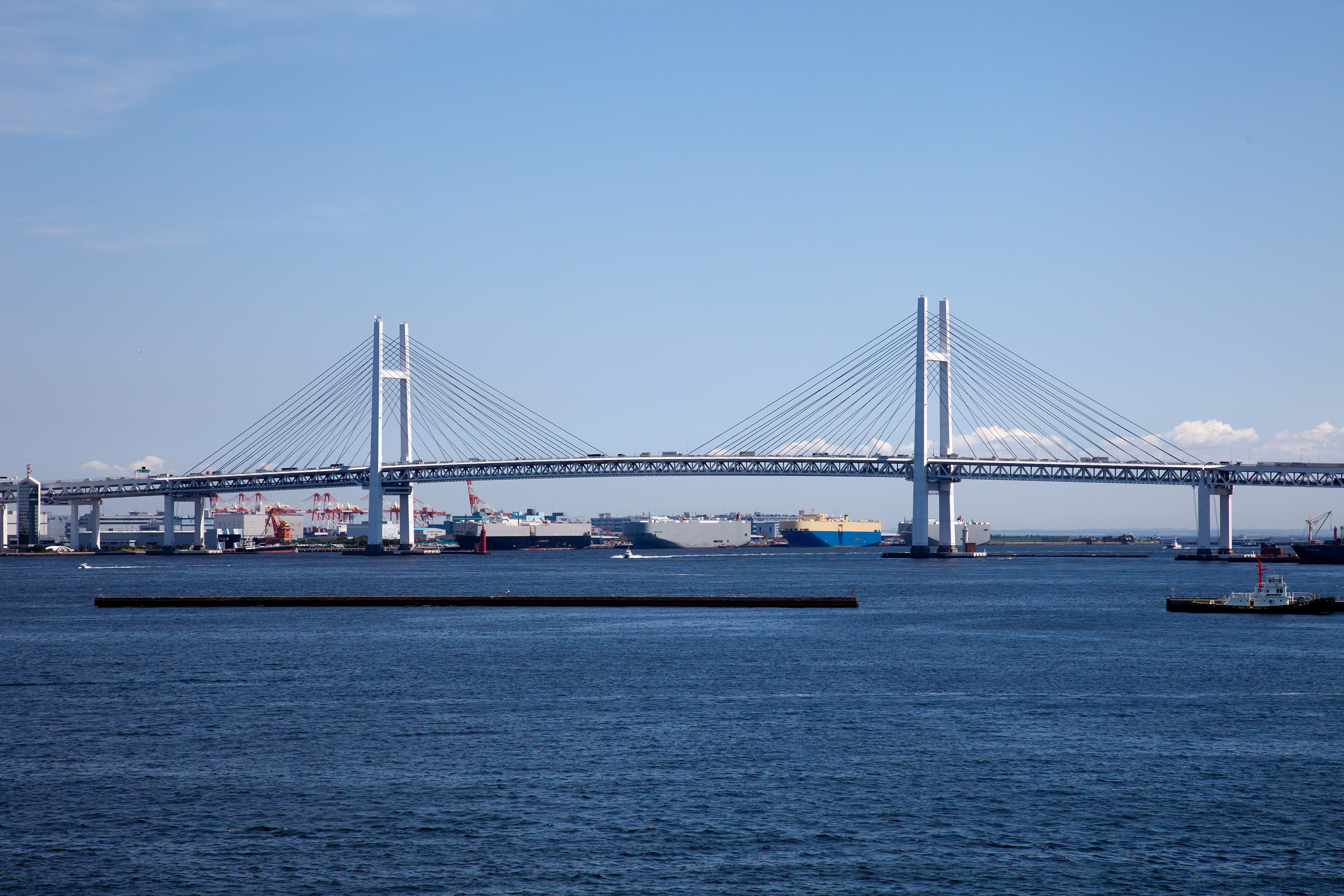
横浜ベイブリッジ

  - 横浜市制100周年、開港130周年を記念して「横浜博覧会 (YES'89)」開催。動員数1333万人。以後、当地区の開発が本格化。
  - 「横浜ベイブリッジ」開通。
  - 「横浜マリタイムミュージアム」（現：横浜みなと博物館）（23街区）開館。
  - 「臨港パーク」（19街区）一部完成。
  - 横浜市内初の大型美術館である「横浜美術館」（36街区）正式開館。
  - みなとみらい21熱供給のセンタープラント（31街区）により、当地区の地域冷暖房（地域熱供給）事業開始。
  - 中央地区の広範囲における町名、住所表記が「みなとみらい」に決定。

### 1990年代
- 1991年
  - 「横浜国際平和会議場」（パシフィコ横浜・展示ホール）（18・22街区）竣工。
  - 「ヨコハマグランドインターコンチネンタルホテル」（18街区）開業[82]。
  - 「ぷかりさん橋」（18街区）完成。
  - 「みなとみらいクリーンセンター」（31街区）にて、ごみを一元集積するシステム（廃棄物管路収集）[注 5][17]が一部稼動。
- 1992年
  - 首都高速道路横羽線にみなとみらい出入口設置、供用開始。
  - 中央地区（高島地区除く、59.9ha）の埋立が竣工した。

- 1993年

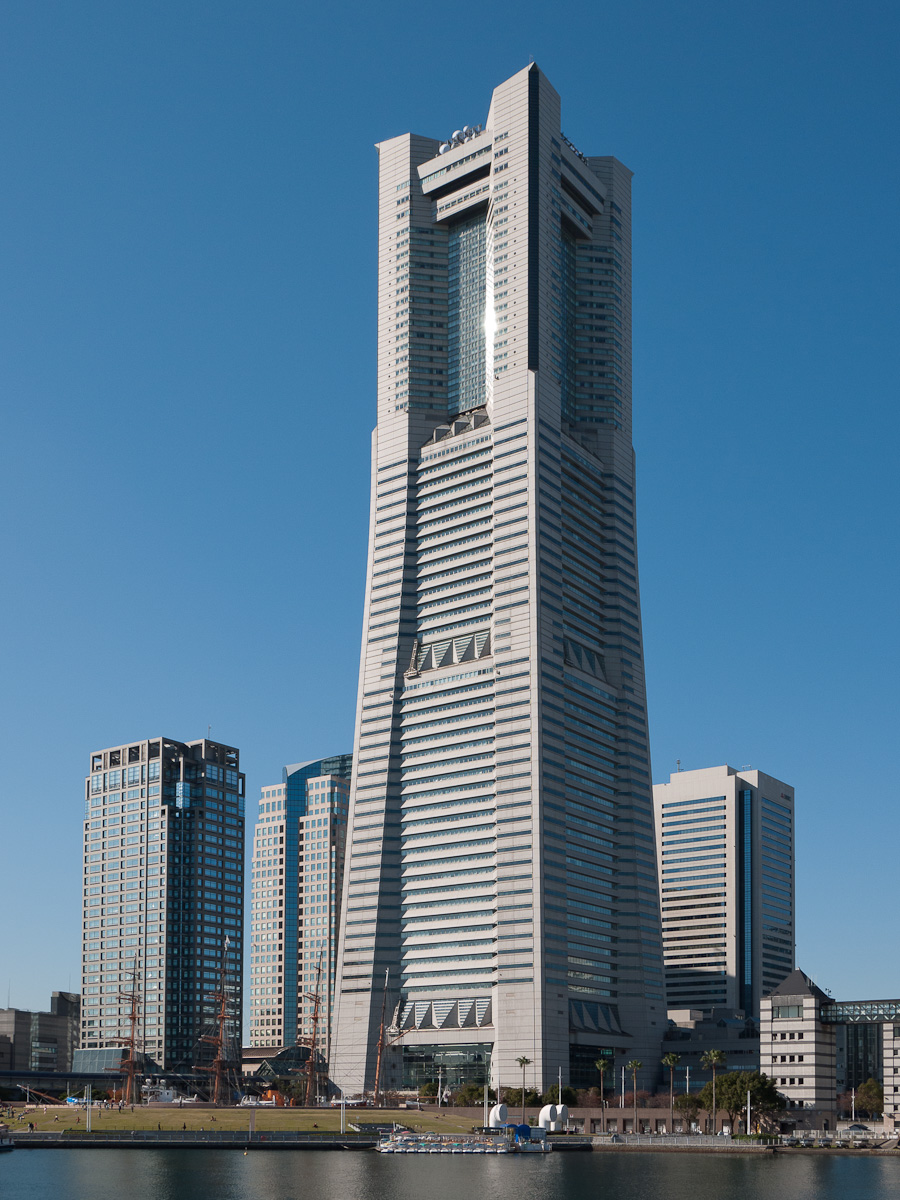
横浜ランドマークタワー

  - 「横浜ランドマークタワー」（25街区）開業。
  - 「横浜銀行本店ビル」（30街区）竣工。
  - 「横浜ロイヤルパークホテルニッコー」（現：横浜ロイヤルパークホテル）（25街区）開業。

- 1994年
  - 国際大通りの「国際橋」開通。

ヨーヨー広場

  - 横浜国際平和会議場（パシフィコ横浜）（18・22街区）内に「国立横浜国際会議場（国立大ホール）」が完成。
  - 「三菱重工横浜ビル」（現：KDX横浜みなとみらいタワー）（37街区）竣工。
  - ランドマークプラザ前に最上壽之による巨大彫刻「モクモク ワクワク ヨコハマ ヨーヨー」完成（彫刻の名称から設置場所は「ヨーヨー広場」と呼ばれる）。
- 1996年
  - 「けいゆう病院」（32街区）移転開業。
  - 「横浜スカイビル」（68街区）開業。
  - 32街区に飲食店や商業店舗などからなる暫定施設「32番館」が開業（10年間の借地契約）。
  - 当地区内で「木下大サーカス」の横浜公演初開催[83]。
  - 中央地区のうち、高島地区 (5.5ha) の埋立が竣工した。
- 1997年
  - 新港地区の都市計画が決定。
  - 「横浜桜木郵便局」（27街区）開業。
  - 「クイーンズスクエア横浜」（24街区）開業。
  - 「日石横浜ビル」（30街区）竣工。
  - 「汽車道」開通。
  - 「パンパシフィックホテル横浜」（現：横浜ベイホテル東急）（24街区）開業。
  - みなとみらい大通り（栄本町線）において、ポートサイド地区と接続する「みなとみらい大橋」が開通。
  - みなとみらい21熱供給による地域冷暖房システム第2プラント（クイーンズタワーA地下）（24街区）が竣工。
  - ドックヤードガーデン（旧横浜船渠株式会社第二号船渠）が国の重要文化財に指定。
- 1998年
  - 「横浜みなとみらいホール」（24街区）正式開業。
  - 新港地区 (8.5ha) の埋立が全て竣工、これにより「みなとみらい21」の埋立（臨海部土地造成）事業が概ね完了した。

- 1999年

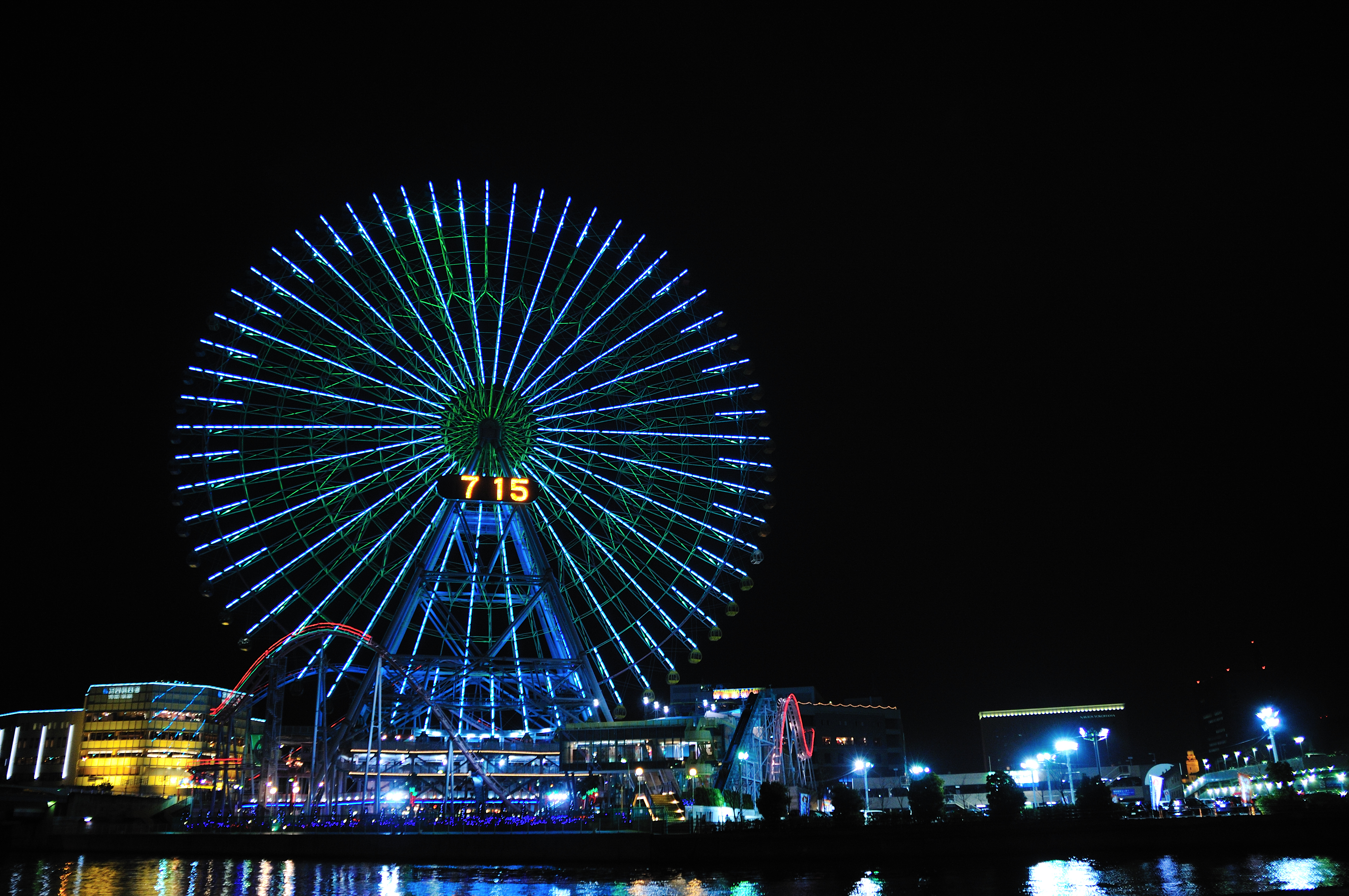
よこはまコスモワールド・コスモクロック21

  - 「横浜メディアタワー」（NTTドコモ神奈川支店）（41街区）開業。
  - 「よこはまコスモワールド」（15・23街区）正式開業（観覧車コスモクロック21も移転）。
  - 「横浜ワールドポーターズ」（12・14街区）開業。
  - 「運河パーク」（17街区）完成。
  - 横浜国際船員センター「ナビオス横浜」（13街区）開業。
  - 「グランモール公園」（35街区）全面完成、暫定商業施設の「横浜ジャックモール」開業。

### 2000年代
- 2000年
  - 「神奈川県警みなとみらい分庁舎」（32街区）竣工。
  - 複合商業施設「クロスゲート」（高層階：横浜桜木町ワシントンホテル）（26街区）開業。
  - 日本丸展示ドック（旧横浜船渠株式会社第一号船渠）が国の重要文化財に指定。
- 2001年
  - 「新港パーク」（現：カップヌードルミュージアムパーク）（10街区）全面完成。
  - 集客イベントとして企画された初の「横浜トリエンナーレ」（横浜トリエンナーレ2001）開催。
- 2002年
  - みなとみらい大通り（栄本町線）が全面供用開始。
  - 「山下臨港線プロムナード」完成。
  - 横浜赤レンガ倉庫が改築され、「赤レンガパーク」（2街区）全面完成。
  - 「JICA横浜国際センター」（赤レンガ国際館）（11-1街区）開業。
- 2003年
  - 当地区初の高層マンション「M.M.TOWERS」（39街区）竣工。
  - 「富士ソフトABC（現：富士ソフト）本社ビル」（27街区）竣工。
  - ホームセンターのセキチューなどが入る暫定商業施設「アルカエフ[注 17]」（44街区）開業。

- 2004年

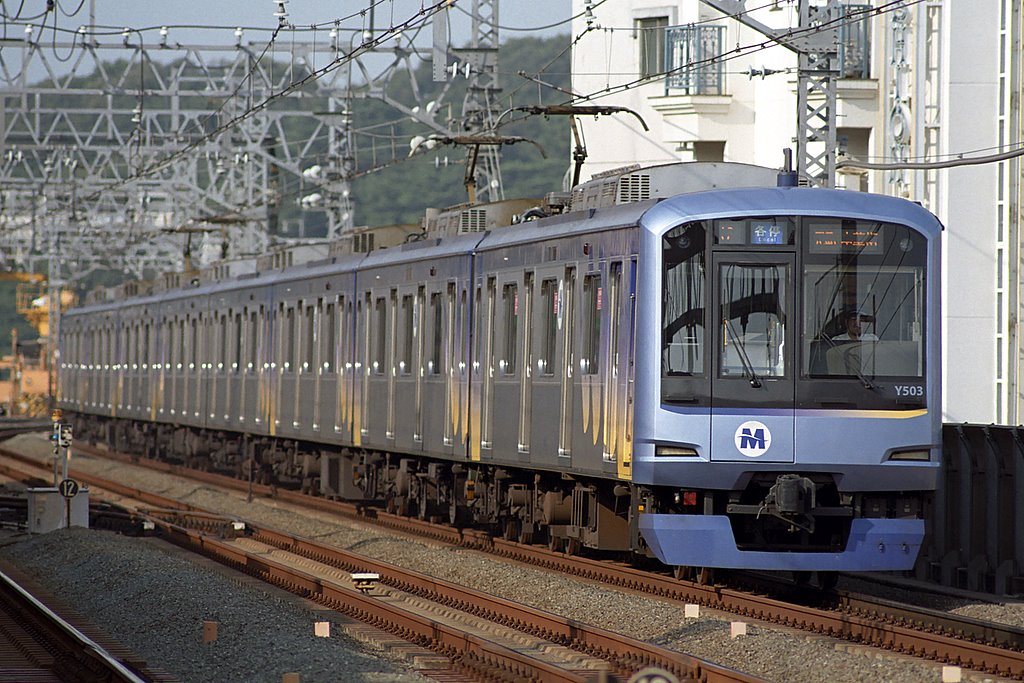
みなとみらい線の車両（Y500系）

  - 「県民共済プラザビル」（29街区）竣工、神奈川県民共済生活協同組合の本部が置かれる。
  - 「みなとみらい線」開通。当地区内ではみなとみらい駅と新高島駅が開業。
  - 46街区（旧ジャックモール隣接地）の特設会場で「木下大サーカス」の横浜公演開催[83][86]。
  - 伊藤忠商事等による商業ビル「リーフみなとみらい」（42街区）開業。
  - 東京海上日動火災保険による高層オフィスビル「みなとみらいビジネススクエア」（33街区）開業。
  - 新高島駅近くの53街区にシネマコンプレックス（109シネマズ）やライブハウス（横浜BLITZ）などを備えた暫定複合施設「GENTO YOKOHAMA」開業。
- 2005年
  - 温泉施設「横浜みなとみらい 万葉倶楽部」（11-3街区）開業。
  - 10月31日の町区域の変更に伴い、高島一丁目の半分以上がみなとみらい五丁目および六丁目に変更となり、みなとみらい六丁目が新たに誕生した[87]。なお、新高島駅周辺の町名も高島一丁目からみなとみらい五丁目に変更となっている（町名としての「みなとみらい」の項参照）。
- 2006年
  - 60街区に「横浜みなとみらいスポーツパーク」（暫定施設）完成。
  - 飲食店や商業店舗などからなる暫定施設「32番館」が契約終了により閉鎖。
  - 新港客船ターミナル（6-1街区）区域内にある客船ターミナルや上屋機能の一部を転用して、東京藝術大学の「大学院映像研究科新港校舎」（映像文化施設・スタジオ）が設立された。
- 2007年
  - 61街区に「マリノスタウン」（暫定施設）が開業、横浜F・マリノスがクラブハウスを移転した。
  - 「横浜アンパンマンこどもミュージアム」が48街区に暫定施設[注 18]として開業[90]。
  - 「高島中央公園」（51街区）完成。
  - 高層オフィスビル「MMパークビル」（33街区）竣工。
- 2008年
  - 「シンクロン本社ビル」（49街区）竣工。
  - 臨港幹線道路の一部である「みなとみらい橋」、「コットン大橋」が開通。
  - 横浜国際平和会議場（パシフィコ横浜）にてアフリカ開発会議が開催される。
  - 「横浜トリエンナーレ2008」の会場の一つとして、新港客船ターミナル（6-1街区）区域内に「新港ピア」（新港埠頭展示施設）が開設された。
- 2009年
  - 開港150周年、横浜市制120周年を記念して「開国博Y150」開催。「ベイサイドエリア」として当地区でも様々なイベントが行われ、7街区が「トゥモローパーク」、8街区（新港中央広場）が「はじまりの森」の会場となった。
  - 動く歩道の屋根にソーラーパネル設置。
  - 横浜駅東口と新高島地区（66街区〜68街区間）を結ぶペデストリアンデッキ「はまみらいウォーク」開通。
  - 「象の鼻パーク」（3街区）完成。
  - 日産自動車が66街区に本社を移転（日産自動車グローバル本社）。
  - 劇団四季による「キヤノン・キャッツ・シアター」が57街区に完成。ミュージカル「キャッツ」が2012年11月の千秋楽まで3年間公演された。
  - 高層オフィスビル「横浜ブルーアベニュー[注 19]」が46街区に完成。

### 2010年代
- 2010年
  - テーオーシーによるニューオータニイン横浜プレミアム、商業施設「コレットマーレ」、シネコン「横浜ブルク13」、オフィスを備えた「TOCみなとみらい」（現：ヒューリックみなとみらい）が28街区に開業。
  - 富士ゼロックス（現：富士フイルムビジネスイノベーション）の新しい研究開発拠点となる「富士ゼロックスR&Dスクエア」が65街区に完成。
  - 日産本社ビルと新高島駅方面および富士ゼロックスR&Dスクエア方面を結ぶ「みなとみらい歩道橋」が完成。
  - オリックス不動産、大和ハウス工業、ケン・コーポレーションによる複合オフィスビル「みなとみらいセンタービル」が33街区に完成。
  - 横浜国際平和会議場（パシフィコ横浜）にてアジア太平洋経済協力首脳会議 (APEC) が開催。
  - APEC開催に合わせて54街区にスマートハウス実証実験住宅「観環居」（かんかんきょ）が設置された（総務省主体・積水ハウス開発）[91]。なお、APEC終了後も暫定施設として2014年2月まで継続、事前申込みにより内覧も可能であった。
- 2011年
  - 「みなとみらい21」の土地区画整理事業が完了（3月）[注 20]。
  - マリノスタウン脇の63・64街区に「高島水際線公園」開園。
  - 丸紅と三菱商事による複合オフィスビル「みなとみらいグランドセントラルタワー」が42街区に完成。
  - 日清食品による「安藤百福発明記念館」（カップヌードルミュージアム）が11-2街区に開業。
- 2012年
  - 三井不動産による複合オフィスビル「横浜三井ビルディング」が67街区に完成。同年7月10日には低層部商業施設のテツモポート内に「原鉄道模型博物館」が開館。
  - 暫定利用施設（借地契約）であった45・46街区の「横浜ジャックモール」が営業を終了した。
- 2013年
  - 臨港幹線道路の一部である、国際大通り地下部分（本線）の「みなとみらいトンネル」が開通[36][37]。これにより国際大通りが全面供用開始。
  - 三菱地所によるMM地区最大級の商業施設「MARK IS みなとみらい」が34街区に開業。また、開業2ヵ月後には施設内5階に大自然体感型のエンターテインメント施設「Orbi Yokohama」（オービィ横浜）がオープンした。
  - アウディジャパンによる国内最大級のショールーム「Audi みなとみらい」が11-2街区に開業。
  - GENTO YOKOHAMA内のライブハウス「横浜BLITZ」が約9年の歴史に幕を下ろし閉鎖となった。
  - ブライダル・プロデュースによるブライダル関連複合施設「グランドオリエンタルみなとみらい」が11-2街区に開業。
- 2014年
  - アトラシアンの日本オフィスがマリノスタウン（61街区）内に移転（※同施設の閉鎖に伴い、翌2015年には馬車道地区に再移転している）。横浜市が推進するIT産業振興の一環として、同市の誘致活動により実現した[92][93][94][95]。
  - アニヴェルセルによるブライダル関連施設「アニヴェルセル みなとみらい横浜」が16街区に開業（土地は30年間の定期借地[96]）。
  - 清水建設による複合オフィスビル「横浜アイマークプレイス」がジャックモール跡地（46街区）に完成[97][98]。
  - 岡田ビルによる自動車ショールーム（ポルシェ・BMW・ミニ）・店舗（ニトリ・AOKI）からなる商業施設「PRYME GALLERY みなとみらい」が43街区に開業[99][100]。なお、10年間の暫定施設となる見込み[101]。
  - 49街区にシンクロン本社ビルの新館（2008年完成の本社ビルに増築）が完成。
- 2015年
  - 暫定利用施設（10年間借地契約）であった53街区の「GENTO YOKOHAMA」が、当初の予定通り開業から約10年で営業を終了[102]。
  - 8階建ての研修施設「MUFGグローバルラーニングセンター」[103][104][105][106]（三菱UFJフィナンシャル・グループが1000人規模の研修施設を開設[107]、企業向け宿泊施設なども完備）がジャックモール跡地（45街区）に完成[108]。
  - 新港地区（6-1街区・新港客船ターミナル区域内）の展示施設「新港ピア」が閉鎖となった。
  - Appleが米国以外では初の研究開発拠点となる「テクニカル・デベロップメント・センター」を当地区の「横浜アイマークプレイス」内に設置[109][110][111][注 21]。
- 2016年
  - 横浜F・マリノスのクラブハウスなどが新横浜地区へ完全移転することとなり、61街区の「マリノスタウン」（10年間の暫定施設）は当初の借用期間通り閉鎖した[112]。また、隣接地・60街区の「横浜みなとみらいスポーツパーク」も3月末をもって運営終了となった[113][注 22]。
  - 三菱商事都市開発による低層分棟型の商業施設「MARINE & WALK YOKOHAMA」が赤レンガ倉庫近くの4街区に開業[116][117]。
  - 新港地区（6-1街区・新港客船ターミナル区域内）の東京藝術大学「大学院映像研究科新港校舎」が閉鎖（※山下町の元町中華街新校舎へ移転）となった[118]。
  - 59街区にオーケーの本社ビルが完成。低層部は店舗などとし、岡田ビルによる同街区の複合高層ビル（後述）と一体開発する[119]。
  - 55-2街区にみなとみらい学園（旧：鶴見歯科学園）の校舎が完成。建物内には歯科診療所やギャラリー、カフェ、商業店舗なども併設[120][121]。
  - 47街区の暫定施設（スーパーオートバックスやPC DEPOT、西松屋、LIXILショールーム）が今後の再開発に伴い閉鎖となった（土地は三菱地所が所有）[122][123]。

- 2017年

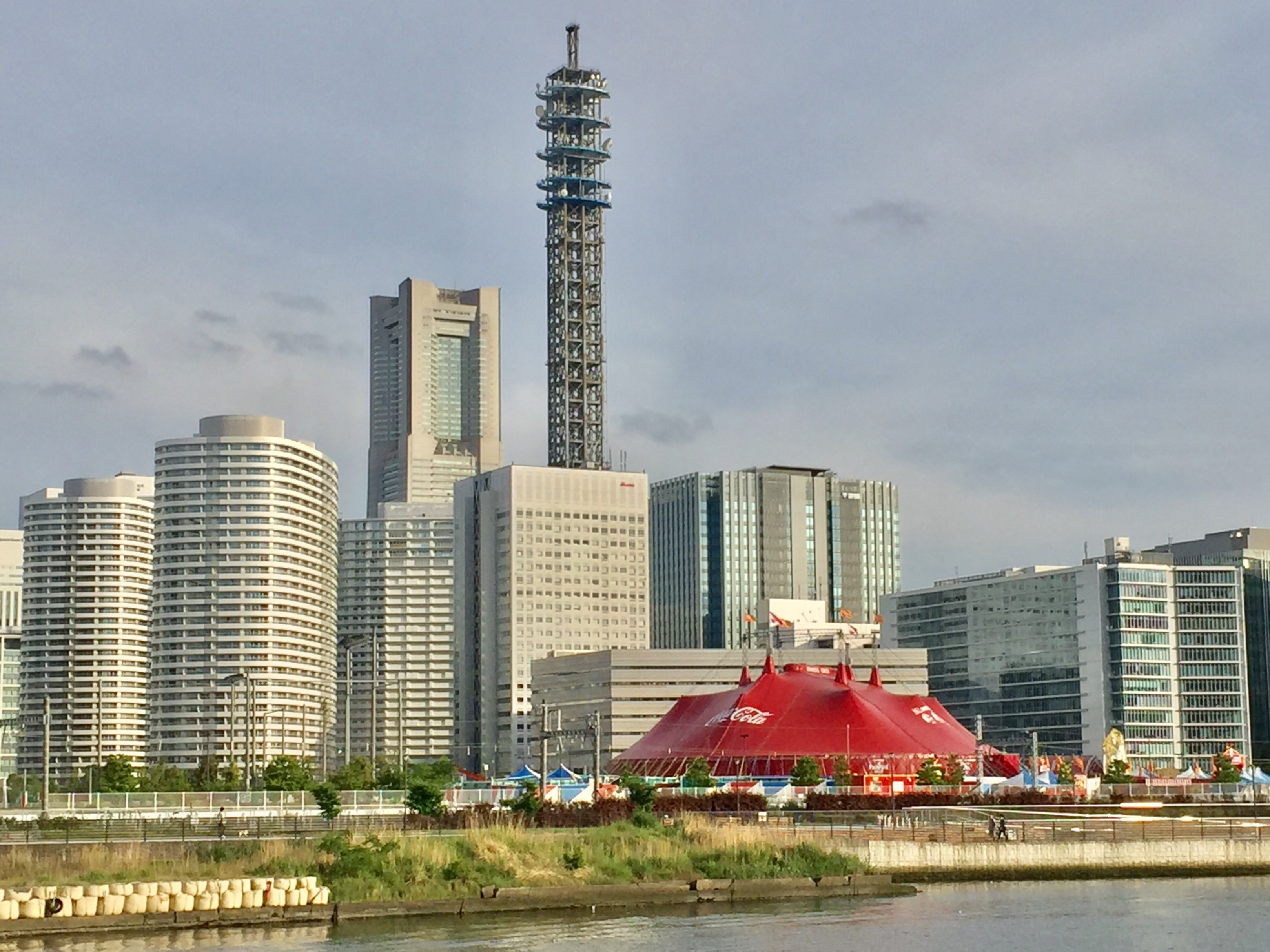
木下大サーカスのテントとみなとみらいのビル群（2017年5月）

  - 横浜野村ビル（事業者：野村不動産・野村総合研究所）が46街区に完成[12][124]。
  - 61街区（マリノスタウン跡地）の特設会場で「木下大サーカス」の横浜公演開催[125][注 23]。
  - 第33回全国都市緑化よこはまフェア（ガーデンネックレス横浜2017）開催。「みなとガーデン」として、当地区ではグランモール公園や象の鼻パーク、新港中央広場、運河パークが会場となっている[127][128]。
  - 59街区に岡田ビルによる27階建ての複合高層ビル「PRYME COAST みなとみらい」（ホテル・集合住宅・商業施設）が完成。
  - オーシャンゲートみなとみらい（事務所棟）とブランズタワーみなとみらい（集合住宅棟）の2棟からなる、東急不動産による高層複合施設が32街区に完成[129][130][131]。
  - 44街区の再開発事業（南区画）に伴い、暫定商業施設「アルカエフ」のセキチュー（メインテナント）などが閉店[132]。
  - 日本丸メモリアルパーク内の展示ドックに繋留保存されている帆船日本丸が国の重要文化財に指定[133]。
  - クイーンズスクエア横浜内のショッピングエリア「クイーンズイースト」と「［アット！］」が統合され、「みなとみらい東急スクエア」としてリニューアルオープン[134][135][136][137]。
- 2018年
  - 横浜市は当地区内の廃棄物処理管路収集事業（ごみを一元集積するシステム）[17]を2017年度末に廃止[注 5][18][19][20]。
  - 横浜市ではこの年の4月から57街区の一部（約9,000m2）に「市立みなとみらい本町小学校」（同本町小学校から分離新設）を期間限定開校している[68][69][70][71][72][注 14]。
  - 56-2街区に建設される資生堂の研究開発拠点「グローバルイノベーションセンター：S/PARK (エスパーク)」が同年末より順次稼働。なお、翌年4月には低層部のにぎわい施設も含めて全面開業している[138][139][140][141][142]。
- 2019年
  - 41街区の集合住宅「みなとみらいミッドスクエア ザ・タワーレジデンス」低層部にあるTSUTAYA上階にミニシアター「kino cinéma (キノシネマ) 横浜みなとみらい」（キノフィルムズの関連会社が運営）が開館[143][144]。
  - 48街区で暫定施設として運営されていた「横浜アンパンマンこどもミュージアム」[注 24]が、61街区の一部区画にて移転開業（土地は30年間の定期借地）[145][146][147]。
  - 京急グループ本社が56-1街区に完成。また、建物1階部分には保存車両の展示などを行う「京急ミュージアム」も翌年1月に開設している[145][148]。
  - 新港地区（6-1街区）で整備が進められていた客船岸壁と新たな客船ターミナル複合施設「横浜ハンマーヘッド」[149]（新港ふ頭客船ターミナルや食をテーマとした商業施設、ホテルなどからなる）が完成[60][150][151][152]。また、客船施設の整備に合わせて海側隣接地（5街区）に現存する近代化産業遺産のハンマーヘッドクレーンについても、その周辺（約0.5ha）を緑地公園「ハンマーヘッドパーク」[152]として整備し、翌年8月にオープン[153][154]。

### 2020年代
- 2020年

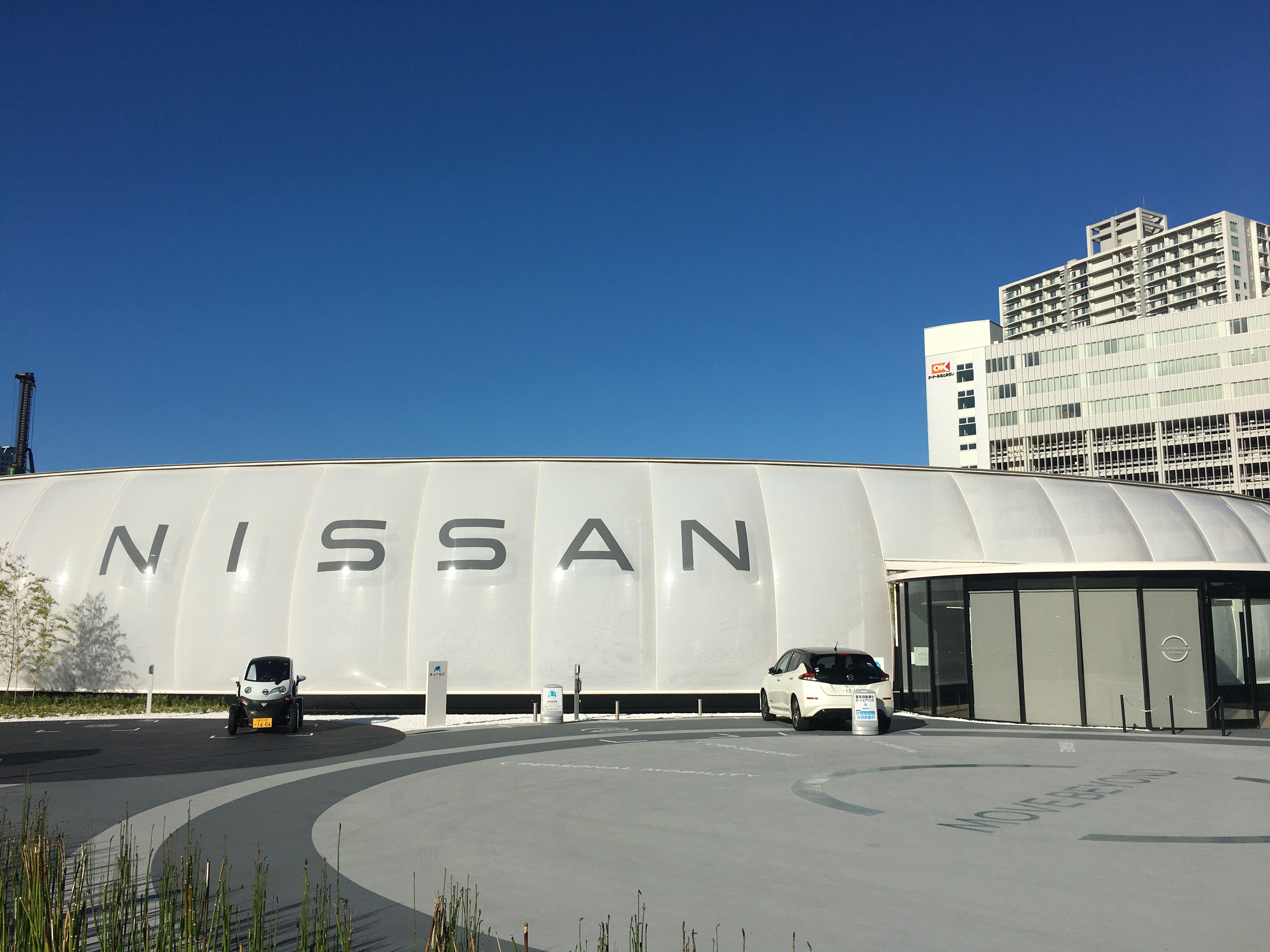
NISSAN PAVILION（2020年9月）

  - 三菱地所による複合ビル「KTビル」（オフィス・ホテル・ライブハウス型ホール・店舗）が47街区（北区画）に完成。完成後にはコーエーテクモゲームスがオフィス部分とライブハウス型ホールを取得し本社を移転[122][155]（ライブハウス型ホールの運営はZeppホールネットワークに委託[156][157][158]）、また高層部のホテル部分には東急ホテルズの「東急REIホテル」ブランドが出店する[159][160]。
  - 清水建設の大規模賃貸オフィスビル「横浜グランゲート」が54街区に完成[145][161][162]。
  - ぴあが38街区に収容客数1万人規模の大型コンサートアリーナ「ぴあアリーナMM」を開設[163]（土地は30年間の定期借地[164]）。
  - 横浜国際平和会議場（パシフィコ横浜）と隣接する20街区において新展示場「横浜みなとみらい国際コンベンションセンター」（パシフィコ横浜ノース）[165]が開業[166][167][168][169]。また同街区内の隣接地には、リゾートトラストによる会員制リゾートホテル「横浜ベイコート倶楽部 ホテル&スパリゾート」と一般高級ホテル「ザ・カハラ・ホテル&リゾート 横浜」も開業[170]。
  - 当地区内を経由する連節バス「ベイサイドブルー」が運行開始[42]。
  - 日産自動車が体験型エンターテインメント施設「NISSAN PAVILION Yokohama（ニッサンパビリオン）」を61街区に期間限定開設[171][172][173]。
  - 村田製作所の研究開発拠点「みなとみらいイノベーションセンター」が47街区（南区画）に完成[174][175][176][177][178]。
  - 61街区（NISSAN PAVILION跡地）の特設会場で約4年ぶりに「木下大サーカス」の横浜公演開催（年末から翌年3月まで）[179]。
- 2021年
  - 首都高速道路神奈川局のオフィスビルが38街区に完成[180]。
  - 神奈川大学が43街区（北区画）に「みなとみらいキャンパス」を開設[181]。
  - よこはまコスモワールドを運営する泉陽興業により、桜木町駅前から運河パーク（横浜ワールドポーターズ前）まで結ぶロープウェイ「YOKOHAMA AIR CABIN」が開業[48][49][51][52][53]。
  - 鹿島建設による複合オフィスビル「横濱ゲートタワー」が58街区に完成[182][183][184]。低層部にはプラネタリウム「コニカミノルタプラネタリアYOKOHAMA」（2022年3月開業）も併設する[185]。
  - LGグループの研究開発拠点「LG YOKOHAMA INNOVATION CENTER」および賃貸オフィス複合ビルが55-1街区に完成[186]。
- 2022年
  - ラグジュアリーホテル 「ウェスティンホテル横浜」および長期滞在型ホテル「The Apartment Bay YOKOHAMA」などからなる積水ハウスによる複合ビルが44街区（南区画/アルカエフ跡地）に完成[187]。
  - いすゞ自動車が58街区の「横濱ゲートタワー」に本社を移転[188][189][190][191]。
- 2023年
  - KRF48（ケネディクス・パナソニックホームズ・鹿島建設）によるオフィス・ホテル・店舗を主とした複合高層ビル「横浜コネクトスクエア」が37街区（北区画/旧：三菱重工横浜ビル隣接地）に完成[192]。高層部のホテル部分には三井不動産ホテルマネジメントの「三井ガーデンホテル横浜みなとみらいプレミア」が開業。
  - 新港地区（9街区）に国の15機関を移転集約した「よこはま新港合同庁舎」完成[193][194]。
  - ケン・コーポレーションによる収容客数2万人規模の音楽アリーナ「Kアリーナ横浜」・ホテル「ヒルトン横浜」・賃貸オフィス「Kタワー横浜」・展示施設などからなる60・61街区（北側半分程の区画）大規模複合開発「ミュージックテラス」が完成[195][196][197][198][199]。
  - 暮らし提案型暫定施設「LIVINGTOWN みなとみらい」が44街区（北区画/アルカエフ跡地）に開業[200]。
- 2024年
  - 大林組、京浜急行電鉄、日鉄興和不動産（旧：新日鉄興和不動産）、ヤマハの4社企業グループによる、オフィス・ホテル・商業施設・にぎわい施設・オープンイノベーションスペースなどが入る複合ビル2棟からなる「横浜シンフォステージ」[201][202]が53街区（GENTO YOKOHAMA跡地）に完成[203][204][205][206]。
  - MARK IS みなとみらい内にシネマコンプレックス「ローソン・ユナイテッドシネマ STYLE-S みなとみらい」が開業[207][208]。
- 2025年
  - 横浜ワールドポーターズの管理・運営及び開発を担っていたイオンモールの子会社である横浜インポートマートが同年3月1日にイオンモールへの吸収合併により解散、同日以降は同社に同施設の管理・運営及び開発が継承され、同社の直営店舗として引き続き営業を継続する[209]。
  - 臨港パークの北口付近にカフェ・レストランなどからなる複合施設「横浜ティンバーワーフ」が開業予定[210][211][212][213]。
  - 臨港パーク先端部（北東端）における人工海浜（砂浜）や藻場・浅場、桟橋、展望ゾーンなどの整備が2025年度に完了予定[214][215][216]。
- 2027年
  - 大和ハウス工業と光優による、オフィスビル・ゲームアートミュージアムなどからなる52街区の複合開発が完成予定[217][218][219]。
- 2028年
  - ケン・コーポレーション、SMFLみらいパートナーズ、鹿島建設、学校法人岩崎学園による60・61街区（南側半分程の区画）複合施設「Linkage Terrace」（リンケージテラス）のうち、西棟の専門学校が完成予定[220]。
  - ベルジャヤ・コーポレーション、丸紅、大和ハウス工業の3社企業グループ（BMD 62/ベルジャヤ横浜ホスピタリティアセット特定目的会社を設立）による、グローバルラグジュアリーホテル&ホテルコンドミニアム・デジタル水族館・ミュージアム・店舗などからなる複合施設（仮称：HARBOR EDGE PROJECT[221]）が62街区に完成予定[222][223][224]。
- 2029年
  - 上記の複合施設「Linkage Terrace」のうち、東棟のオフィスビル、ホテル、ミュージアム、商業施設が完成予定[220]。

### 中止となった開発計画
以下は当地区内において、一度は計画されながら何らかの理由により中止となった開発計画である。
- 2003年 - ナムコの映像関連施設開発と日活本社および撮影所の移転計画（20街区）
2001年に横浜市の「新映像都市構想」と共に計画が発表された。しかし、撮影所の移転などに関して日活労働組合による反発が大きく、またナムコの経済的な問題等もあり2003年11月に計画の中止が発表された。以降も横浜市では今後開発が行われるであろう同街区を「映像文化拠点」と位置づけていたが、後に方針を見直している。
⇒街区の最新動向：同街区において新展示場「横浜みなとみらい国際コンベンションセンター」（通称：パシフィコ横浜ノース、パシフィコ横浜のMICE機能[注 25]の拡張）[165][225][226][227]や大型バンケットルームを備えたリゾートホテル（詳細は後節）を開発。新展示場は2020年4月に開業した[166][167][168][169]。
- 2004年 - 新日鉄、三菱地所などからなる横浜ニューポートによるホテル開発計画（新港・11-2街区）
現在は安藤百福発明記念館 横浜（カップヌードルミュージアム 横浜）などがある同街区で過去にホテルの開発が計画されていたが、資金難などを理由に2004年に中止された。
⇒街区の最新動向：2011年9月に開業した安藤百福発明記念館に続いて、アウディのショールーム「Audi みなとみらい」が2013年8月、ブライダル・プロデュースによる結婚式場「グランドオリエンタルみなとみらい」が同年11月にそれぞれ開業となった。
- 2005年 - ヤマダ電機の本社機能の一部移転と同社で最大規模となる店舗の開発計画（67街区）
2004年4月〜7月に実施された同街区における開発事業者（土地売却）の公募受付で、開発提案を行ったのがヤマダ電機の一社のみであったことから、同社の当地区への進出が一時は濃厚とされていた。計画では同社オフィス（本社機能を一部移転）と同社で最大規模となる店舗を2年後の2006年にも完成させるとしていたが、店舗の進出に伴う交通渋滞量予測（推計）が当地区のオフィスエリアにおける当初の想定のおよそ2倍になることが判明したため、2005年2月に横浜市側が同社の進出計画を不適当と判断して結果的に計画自体が白紙となった[228]。
⇒街区の最新動向：この街区では2012年2月に「横浜三井ビルディング」が完成している。
- 2008年
  - セガおよびセガサミーホールディングスの複合娯楽施設開発計画（55〜58街区）
セガは2004年に55・56街区の開発事業者に選定されていたが、2006年には57・58街区でも追加で選定され計4街区（約4.1ha）の一体開発を行うこととなった。これにより、同社の本社機能の一部移転を含む業務施設と劇場、シネコン、アミューズメント施設、ホテル、商業店舗などからなる複合娯楽施設の開発計画が発表された[229]。最終的には2008年の秋に着工し2011年の完成・オープンを目指していたが、同社と同企業グループの財政が悪化したことを理由として着工前の2008年3月に計画の中止が発表された[230][231]。本計画中止後も横浜市ではこれらの街区の開発方針として「エンターテイメント施設」を集積する路線を引き継ぐとしていたが、現在では60〜62街区にて「観光・エンターテイメント」を軸とした街づくりの計画が進められている。一方、4つの街区は一体的な開発とはならず別々に開発されることとなり、55街区と56街区、58街区ではそれぞれ55-1・55-2街区、56-1・56-2街区、58-1・58-2街区という様に分割開発も可能となっている。
⇒街区の最新動向：55・56・58街区では、55-2街区にてみなとみらい学園（旧：鶴見歯科学園）の校舎[120]が2016年8月に完成、また55-1街区にてLGグループの研究開発拠点「LG YOKOHAMA INNOVATION CENTER」および賃貸オフィス複合ビル[232]、56-1街区にて京急グループの本社ビル[148]、56-2街区にて資生堂の研究開発拠点「グローバルイノベーションセンター：S/PARK (エスパーク)」[142]、58街区にて鹿島建設による複合オフィスビル「横濱ゲートタワー」[182][183]がそれぞれ完成した。一方、57街区の一部には横浜市立みなとみらい本町小学校が2018年度より期間限定開校している[68][69][70][71][72][注 14]。
  - モリモトによるオフィスビル開発計画「コンカードみなとみらい」（43街区南区画）
2008年6月に着工するも、同年11月にはモリモトが民事再生法の適用を申請し開発が中断（事実上の中止）された。その後、2年近く工事途中のまま放置されていたが、2010年9月に岡田不動産が土地を取得し、「2011年3月以降にモリモトの計画を引き継いだオフィスビルか低層（2階建て）の暫定商業施設を建設する」と発表している[233]。しかし、2012年になっても同街区における開発は再開されておらず、また同年には「MM43街区計画」として大成建設が埋戻し作業を行っており、動向は不透明であった。
⇒街区の最新動向：2013年3月に岡田不動産の関連会社である岡田ビルが同街区で商業地域の用途制限を超える自動車修理工場（物品販売等店舗、車庫含む）の新築申請を横浜市に行い[234]、同年6月には自動車のショールームおよび整備工場、物販店などを含む暫定商業施設「PRYME GALLERY みなとみらい」（鉄骨造2階建て、ポルシェジャパンやニトリなどが出店[235]）の建設を大成建設の施工で着工、2014年4月に開業した[99][100]。
- 2009年
  - CSKグループの本社ビル開発計画（43街区北区画）
CSKグループ本社の移転の他、CSR活動の文化交流諸点、医科学系先端研究施設、ITやバイオ関連のインキュベーション施設などを軸とした開発計画が2007年に発表された[236]。しかし、リーマン・ショック以降の景気の悪化を受け同社グループにおける損失も拡大したことから、2009年2月に計画の中止が発表された[237]。
⇒街区の最新動向：神奈川大学が2021年4月に「みなとみらいキャンパス」を開設している[181]。
  - ダブリュー・ホテル（W Hotels）の日本初進出計画「W Yokohama」（新港・4街区）
エイ・ピイホテルアンドリゾートグループが同街区で計画するアーバンリゾートホテルとして[238]、ダブリュー・ホテルの日本初進出が2007年に発表され、この時点では2010年の完成を目指していた[239]（その後のホテル側の情報として2012年5月開業予定）。しかし、開発を行う特別目的会社の一社であるパシフィックホールディングスが2009年3月に会社更生法の適用を申請し事業から撤退、同じく特別目的会社として開発に参加していた五洋建設が新しい開発パートナー企業を模索するも、同年8月に計画の中止が発表された[240]。なお、この計画以前にはザ・リッツ・カールトンも同街区に進出の意向であった[239]。
⇒街区の最新動向：三菱商事都市開発による低層分棟型の商業施設「MARINE & WALK YOKOHAMA」が2016年3月に開業している[116][117]。

## 施設

### 主な施設

#### 商業施設・劇場・テーマパーク
- 横浜ランドマークタワー

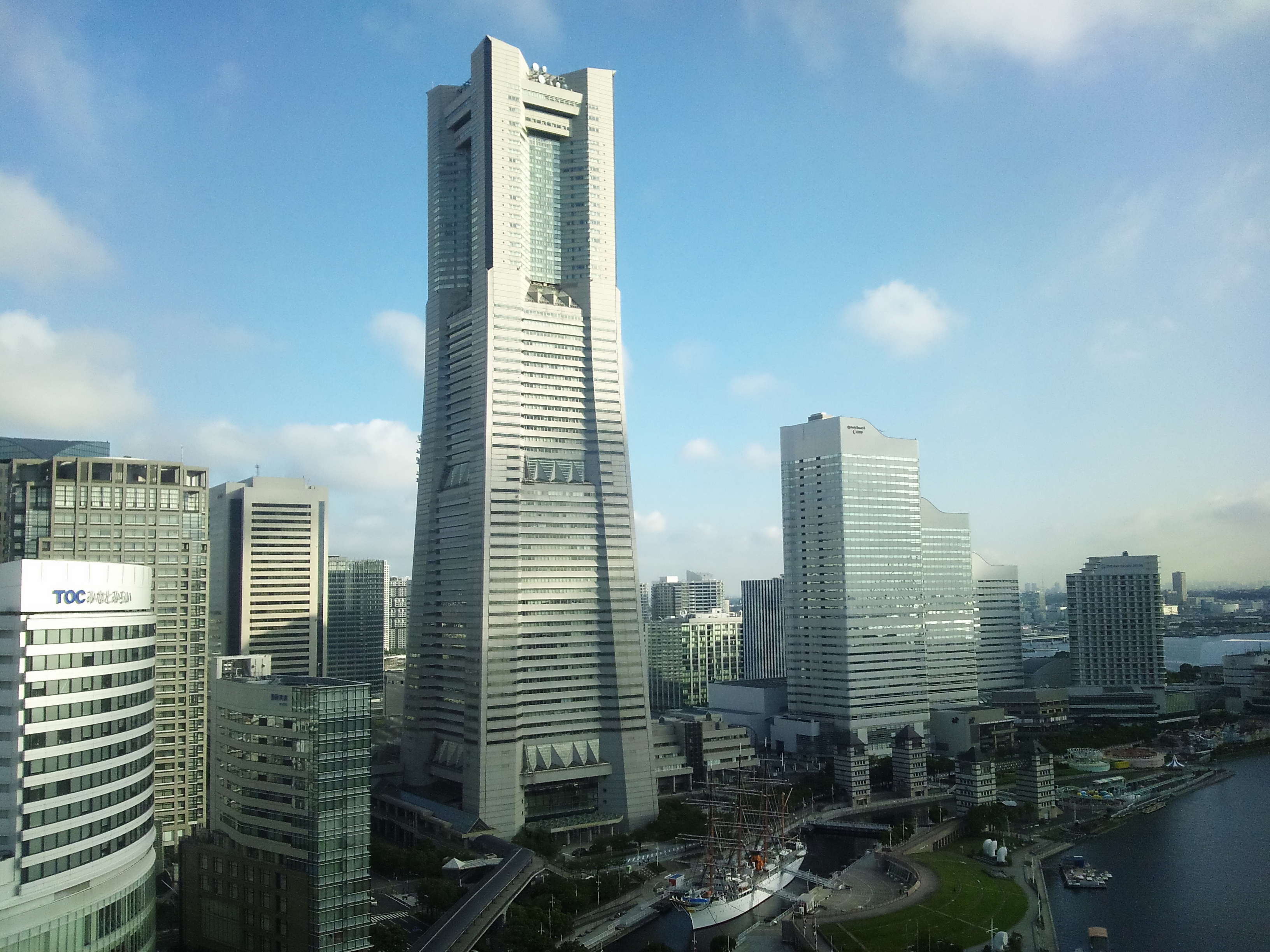
横浜ランドマークタワー（中央）
ヒューリックみなとみらい（左）
クイーンズスクエア横浜（右）
日本丸メモリアルパーク（下）

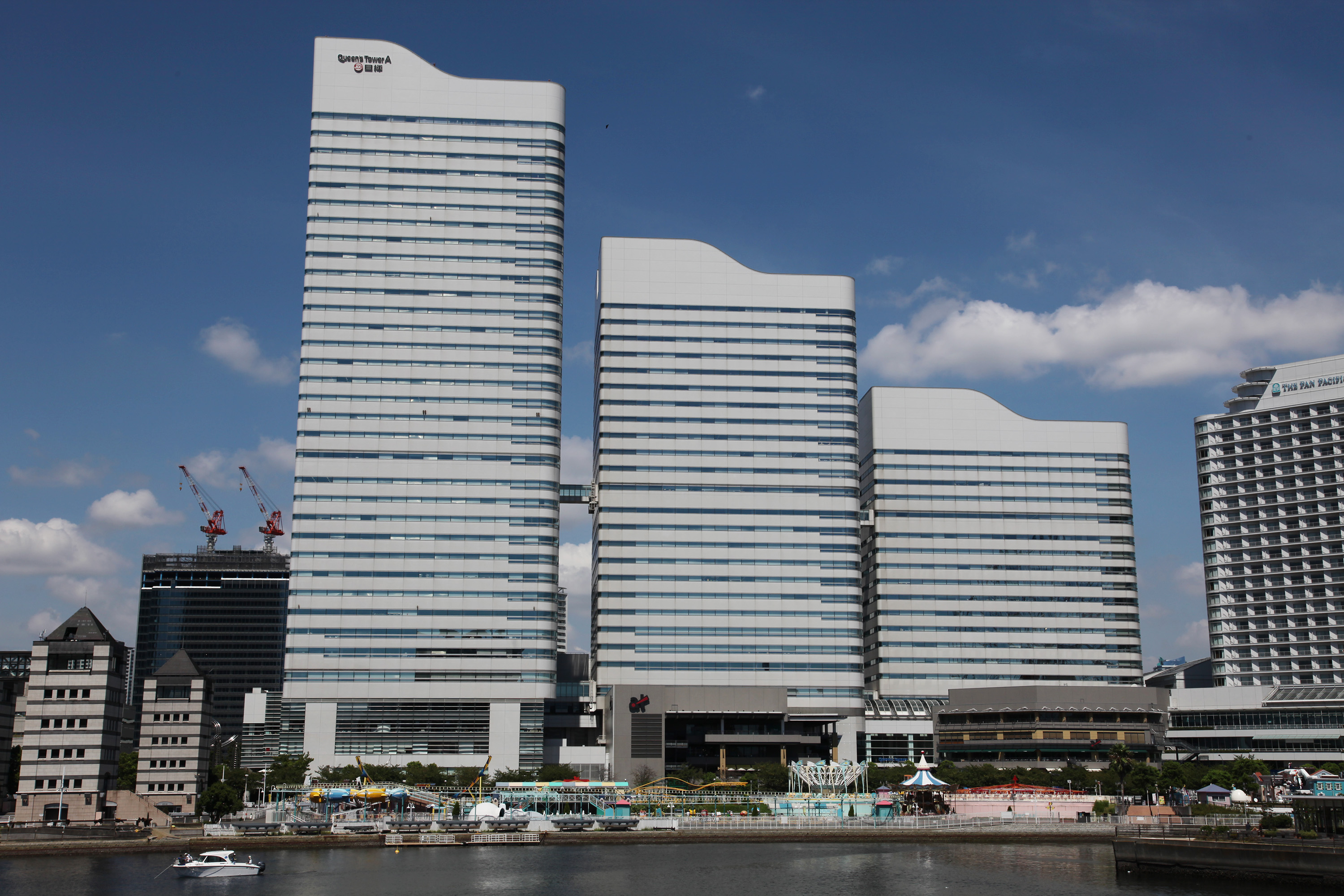
クイーンズスクエア横浜

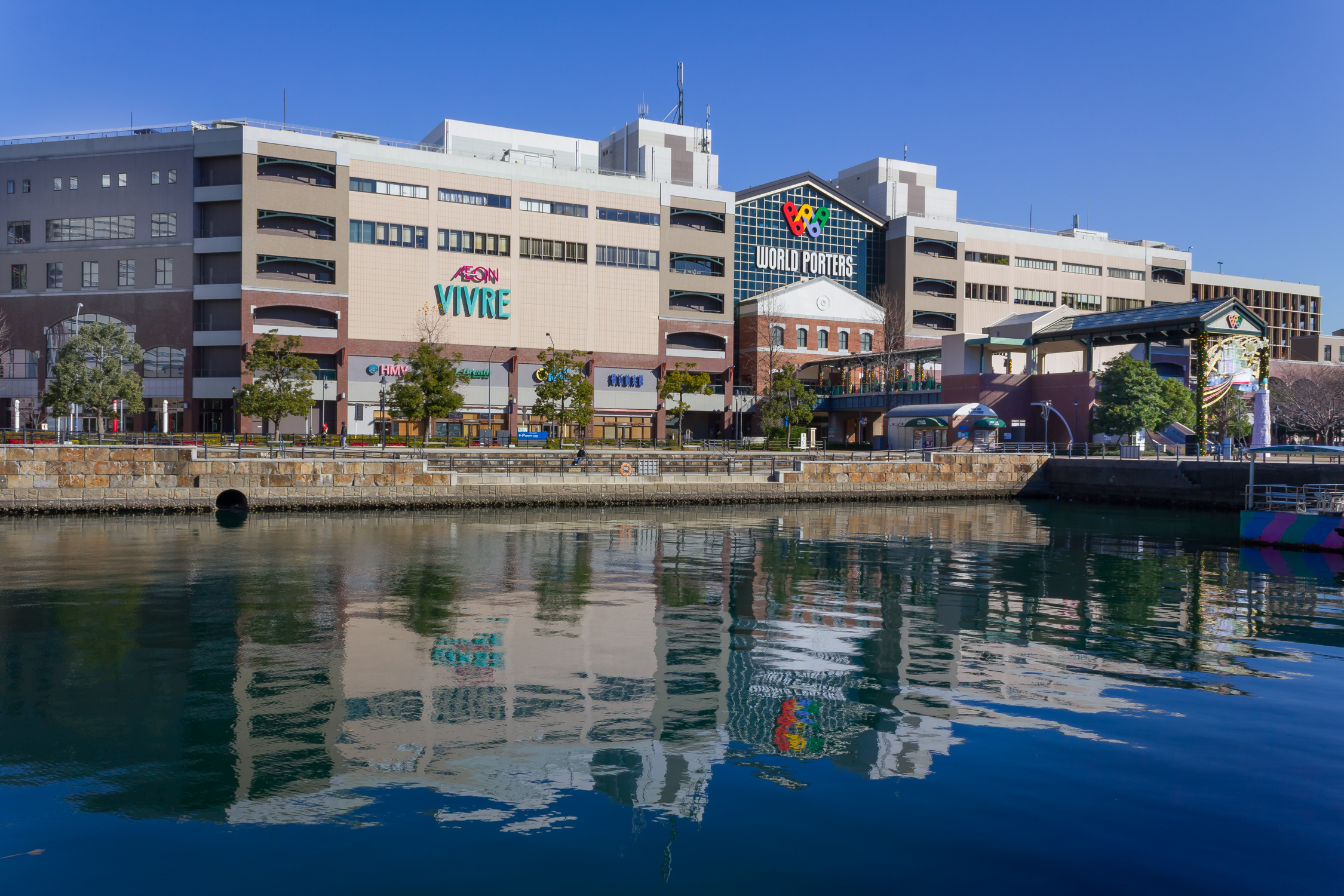
横浜ワールドポーターズ

PRYME GALLERY みなとみらい

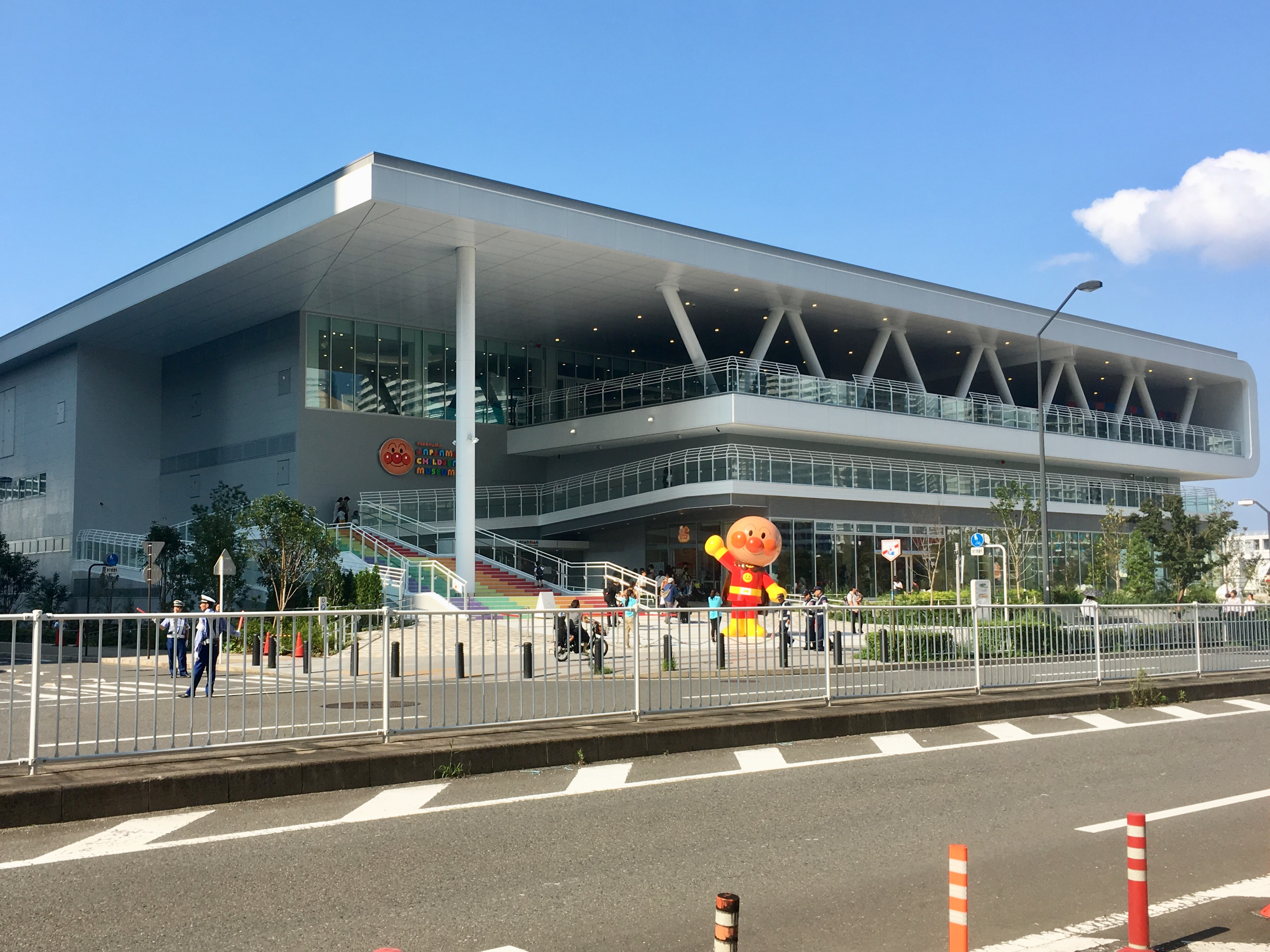
横浜アンパンマンこどもミュージアム

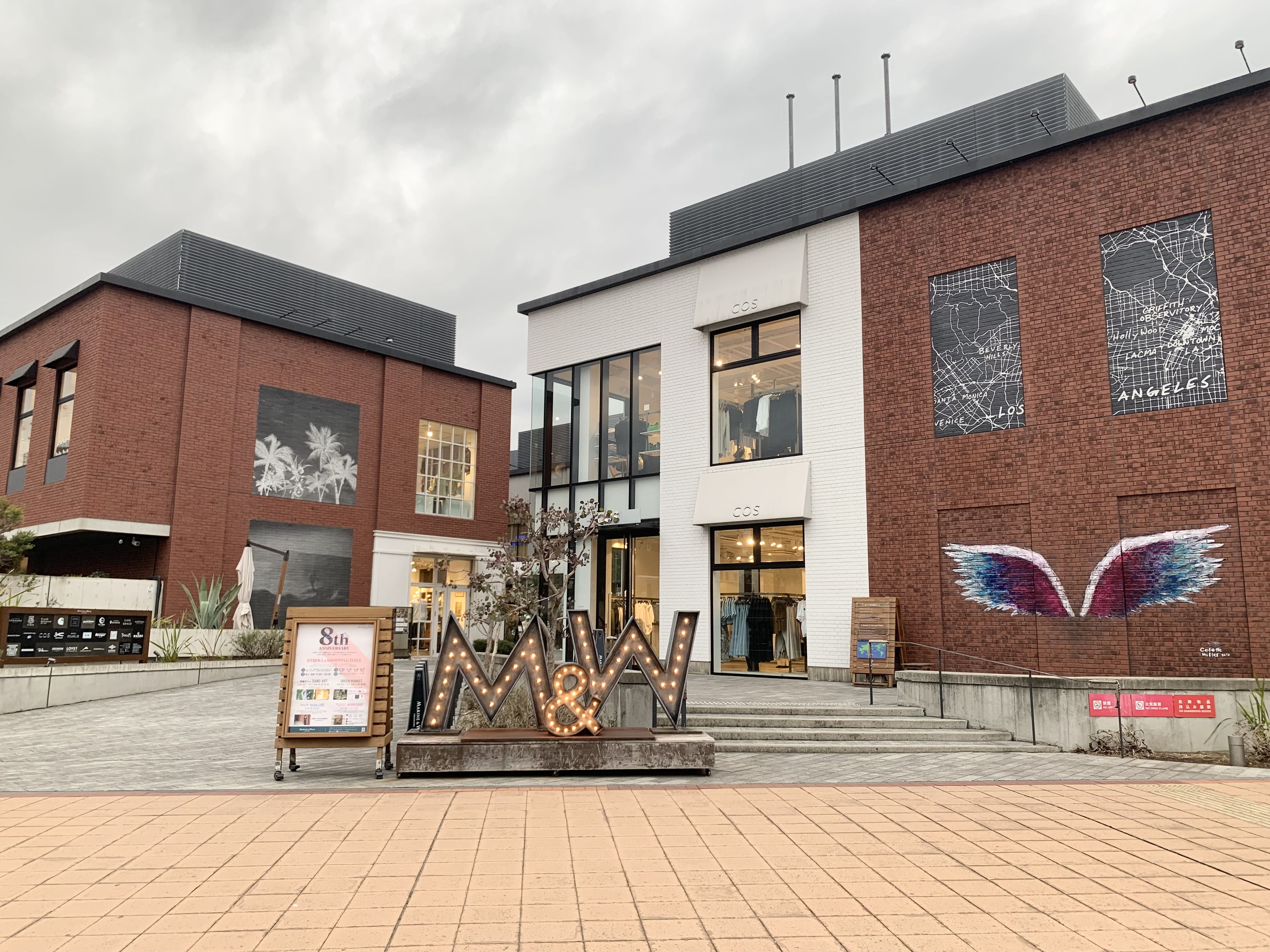
MARINE & WALK YOKOHAMA

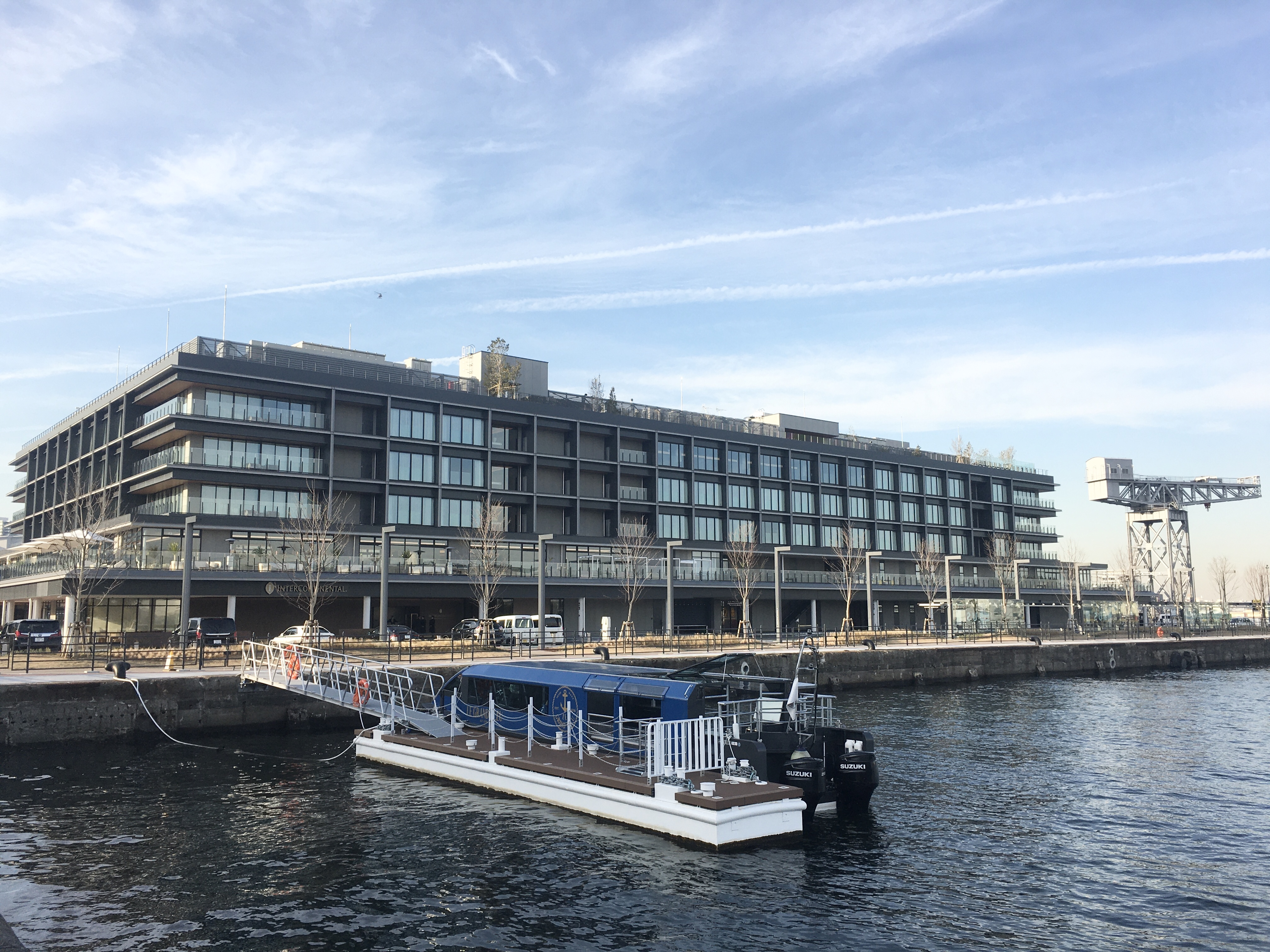
横浜ハンマーヘッド

  - スカイガーデン（高さ272mの展望フロア、かつては日本で最も高度に位置していた〈現在は3番目〉）
  - ランドマークプラザ
- クイーンズスクエア横浜
  - みなとみらい東急スクエア（クイーンズイーストと［アット！］を2017年10月に統合）[134][135][136][137]
- MARK IS みなとみらい
  - 食品館 まいにちマルシェ
  - ボーネルンドあそびのせかい
  - 東京ガス横浜ショールーム（食や創エネに関する体験コーナーも併設）
  - ローソン・ユナイテッドシネマ STYLE-S みなとみらい（映画館/2024年4月開業）
    - 過去：Orbi Yokohama（大自然体感型ミュージアム・エンターテインメント施設、2020年12月閉館）→ Moff animal world (モフ アニマルワールド)（屋内型アニマルテーマパーク、2021年4月27日より約1年間期間限定オープン）[241]
- ヒューリックみなとみらい（旧名称：TOCみなとみらい〈2017年12月に改称〉）[242]
  - コレットマーレ
  - 横浜ブルク13（映画館）
- 横浜ワールドポーターズ

  - イオンシネマみなとみらい（旧ワーナー・マイカル・シネマズ系）（映画館）
- クロスゲート (CROSS GATE)
- みなとみらいグランドセントラルタワー
  - MMテラス（1-2階、飲食店街）
- 横浜アイマークプレイス
  - スターバックス
  - ガスト（ファミリーレストラン）
  - バーミヤン（ファミリーレストラン）
  - 海鮮問屋 お魚どうらく
- PRYME GALLERY みなとみらい（暫定施設）[99][100][101]

  - AOKI（1階）
  - ニトリ（2階）
- LIVINGTOWN みなとみらい（暫定施設）[200]
- M.M.MID SQUARE（集合住宅）低層部
  - TSUTAYA 横浜みなとみらい店
  - スターバックス（TSUTAYA併設）
  - kino cinéma (キノシネマ) 横浜みなとみらい（ミニシアター、TSUTAYAの2階部分に2019年4月開業）[143][144]
- Brillia Grande MM（集合住宅）低層部"Filmee"
  - ブリリア・ショートショートシアター（短編映画専門の商業映画館、2017年12月閉館）[243]
  - 横浜みなとみらいブロンテ ライブ (Bronth.LIVE)（ライブハウス・多目的ホール、上記短編映画館を改装利用し2019年7月開設）[244][245]
  - まいばすけっとみなとみらい店 （旧TESCO EXPRESS・TSURUKAME）
- オーケー本社ビル
  - オーケーディスカウント・センターみなとみらい店（旗艦店）
  - PC DEPOT（パソコンショップ）
  - 西松屋（乳幼児・子供用品）
  - キャンドゥ（100円ショップ）
  - QBハウス（ヘアカット専門店）
  - オーケーフードコート（焼肉・カフェ・ダイニング）
- PRYME COAST みなとみらい（岡田ビルによる59街区複合高層ビル）
  - コンビニなど商業店舗も入居
- 横浜三井ビルディング低層部"テツモポート"（商業文化ゾーン）
  - 原鉄道模型博物館
- 京急グループ本社低層部
  - 京急ミュージアム（デハ230形などを展示、2020年1月に開設）[246]
- 横濱ゲートタワー[183]
  - コニカミノルタプラネタリアYOKOHAMA（プラネタリウム、2022年3月開業）を併設[185]
- 横浜シンフォステージ
  - 低層部商業ゾーン[247]
    - ヤマハミュージック横浜みなとみらい（ヤマハの体験型ブランドショップ/ウエストタワー1〜3階）[248][249]
    - YAMAHA E-Ride BASE（ヤマハ発動機のeBike等ショールーム/イーストタワー1階）[250][251]
- 大和ハウス工業などによる52街区複合開発（2027年5月完成予定）[218][219]
  - ゲームアートミュージアムを同年7月に開設予定[252][253]
- ベルジャヤ・コーポレーションなどによる62街区複合施設[222]（2028年9月完成予定）
  - 水族館を低層部に設置予定
  - レストランやスパ・プールなども設置予定
- 60・61街区複合施設「Linkage Terrace」内の商業施設（2029年2月完成予定）[220]
- 資生堂グローバルイノベーションセンター（S/PARK）
  - Shiseido Beauty Park（美の体験パーク・ミュージアム、2025年1月リニューアル）[254][255]
- 村田製作所みなとみらいイノベーションセンター
  - Mulabo!（科学体験施設、2020年12月開設）[256]
- LG YOKOHAMA INNOVATION CENTER
  - YUMESAKI GALLERY（エンターテインメント・体験型施設、2022年3月開設）[257]
- 富士フイルムビジネスイノベーション横浜みなとみらい事業所 (R&Dスクエア)
  - Green Park FLOOP（体験型施設、2024年6月開設）[258]
- 横浜スカイビル（横浜駅東口地区）
  - スカイスパ（サウナ・温浴施設）
- よこはまコスモワールド（レジャー施設〈暫定施設〉）
  - 観覧車「コスモクロック21」
- 横浜アンパンマンこどもミュージアム（48街区から61街区へ2019年7月移転[147]〈30年間の定期借地[145][146]〉）
- 横浜赤レンガ倉庫
- MARINE & WALK YOKOHAMA (マリン アンド ウォーク ヨコハマ)[117]
- 横浜ハンマーヘッド (YOKOHAMA HAMMERHEAD)[149][259]
  - ハンマーヘッド SHOP＆RESTAURANT（飲食店を中心に25店舗出店）[260]
- 横浜みなとみらい万葉倶楽部（日帰り温泉・宿泊施設）
- 安藤百福発明記念館 横浜（愛称：カップヌードルミュージアム 横浜）

#### オフィス・業務関連施設
- 横浜ランドマークタワー
- クイーンズスクエア横浜

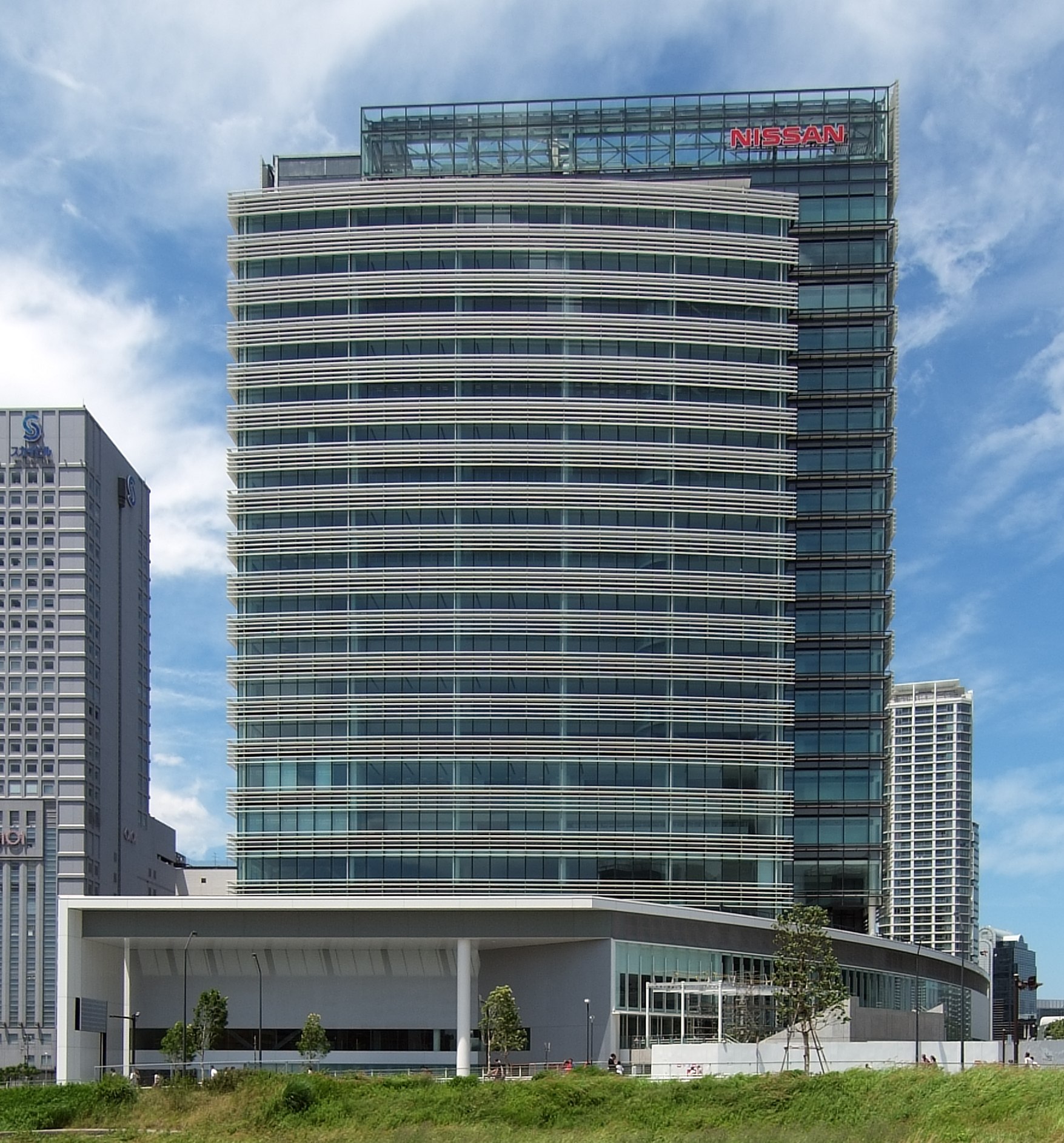
日産自動車グローバル本社

- KDX横浜みなとみらいタワー（旧名称：三菱重工横浜ビル〈2014年11月に改称〉）[261]
- 横浜コネクトスクエア[192][262]
- 横浜銀行本店ビル
- 日石横浜ビル
- 県民共済プラザビル（神奈川県民共済生活協同組合本部）
- ヒューリックみなとみらい（旧名称：TOCみなとみらい〈2017年12月に改称〉）[242]
- 富士ソフト本社ビル
- シンクロン本社ビル
- 京急グループ本社
- LGグループの研究開発拠点「LG YOKOHAMA INNOVATION CENTER」および賃貸オフィス複合ビル
- KTビル（コーエーテクモゲームスの本社ビル〈同社本社オフィスやホテル、ライブハウスを含む複合ビル〉）
- オーケー本社ビル
- みなとみらいセンタービル
- MMパークビル
- みなとみらいビジネススクエア
- リーフみなとみらい
  - かつてはIDC大塚家具などが入居する商業ビルだったが、2024年よりオフィスビルに転換[263]。
- みなとみらいグランドセントラルタワー
  - 千代田化工建設グローバル本社
- オーシャンゲートみなとみらい (OCEAN GATE MINATO MIRAI)
- 横浜メディアタワー
- 横浜アイマークプレイス[97][98]
- 横浜グランゲート
  - ソニーシティみなとみらい：ソニーがカメラ関連事業における事業所の移転集約および研究開発拠点を設置
- 横浜シンフォステージ[201][202]（複合オフィスビル2棟）[203][204][205]
  - ウエストタワー
    - ヤマハ首都圏事業所横浜オフィス（首都圏に点在する拠点を集約）[248][264]
    - ヤマハ発動機横浜オフィス[250]
      - 共創スペース「YAMAHA MOTOR Regenerative Lab（通称：リジェラボ）」[265]

  - イーストタワー
    - コーエーテクモゲームスの当地区内2拠点目となる新オフィス（5〜9階を取得したと2025年5月に発表）[266]
- 大和ハウス工業などによる52街区複合オフィスビル（2027年5月完成予定）[217][218][219]
- Kタワー横浜（ケン・コーポレーションによる音楽アリーナ「Kアリーナ横浜」の隣接オフィスビル）[198][199]
- 60・61街区複合施設「Linkage Terrace」内のオフィスビル（2029年2月完成予定）[220]
- 横濱ゲートタワー[183]
  - いすゞ自動車本社[188][191]
- 横浜ブルーアベニュー[注 19]
- 日産自動車グローバル本社
- 横浜三井ビルディング
- 横浜野村ビル
- 横浜スカイビル（横浜駅東口地区）

研究開発 (R&D) 施設
- 富士フイルムビジネスイノベーションの研究開発拠点「横浜みなとみらい事業所 (R&Dスクエア)」（2010年4月開業）
- レノボ・ジャパンの企業向けノートブックPC研究開発拠点「大和研究所」（みなとみらいセンタービル内、2011年1月開設）
- Appleの研究開発拠点「テクニカル・デベロップメント・センター」（横浜アイマークプレイス内）[109][110][111][注 21]
- 資生堂の研究開発拠点「資生堂グローバルイノベーションセンター：S/PARK (エスパーク)」（2018年12月より順次稼働）[138][142]
- 京セラの研究開発拠点「みなとみらいリサーチセンター」（オーシャンゲートみなとみらい内、2019年5月より順次稼働）
- フォルクスワーゲングループジャパンの研究開発拠点（みなとみらいグランドセントラルタワー内、2020年4月開設）[267]
- 村田製作所の研究開発拠点「みなとみらいイノベーションセンター」（2020年12月開業）
- ソニーのカメラ関連事業の研究開発拠点（横浜グランゲート内「ソニーシティみなとみらい」、2021年3月事業開始）
- LGグループの研究開発拠点「LG YOKOHAMA INNOVATION CENTER」（55-1街区同社複合ビル内、2022年2月開業）
- ヤマハの研究開発拠点：浜松の開発部門の一部も移転した首都圏R&D拠点[248][268]/ヤマハ発動機の先進技術開発機能も担う拠点[250]（横浜シンフォステージ内、いずれも2024年開設）[269]
- サムスン電子（サムスンデバイスソリューションズ研究所）の半導体先端パッケージ技術関連研究開発拠点「みなとみらいPackage」（リーフみなとみらい内[263][270][271]、2024年11月開設[270]・2027年3月事業開始予定[271]）
- 東京エレクトロングループ[注 26]の半導体製造装置研究開発拠点（横浜シンフォステージ内、2025年9月開設・2026年10月事業開始予定）[272][273][274]

企業支援・連携拠点
- 技術系スタートアップ成長支援拠点「TECH HUB YOKOHAMA」（テックハブヨコハマ/横浜ランドマークタワー隣接地〈同ビル二期棟用地[122][275]〉の25街区ギャラリー棟〈暫定施設〉に2024年11月開設[276][277][278][279]）
脱炭素GX[注 27]やモビリティなど技術系分野においてユニコーン・クラスのスタートアップ創出や企業のオープンイノベーション促進を目指す交流拠点[276][277][278][279]。

研修施設
- MUFGグローバルラーニングセンター（三菱UFJフィナンシャル・グループの研修施設）

#### ホテル・宿泊施設
- 横浜ロイヤルパークホテル

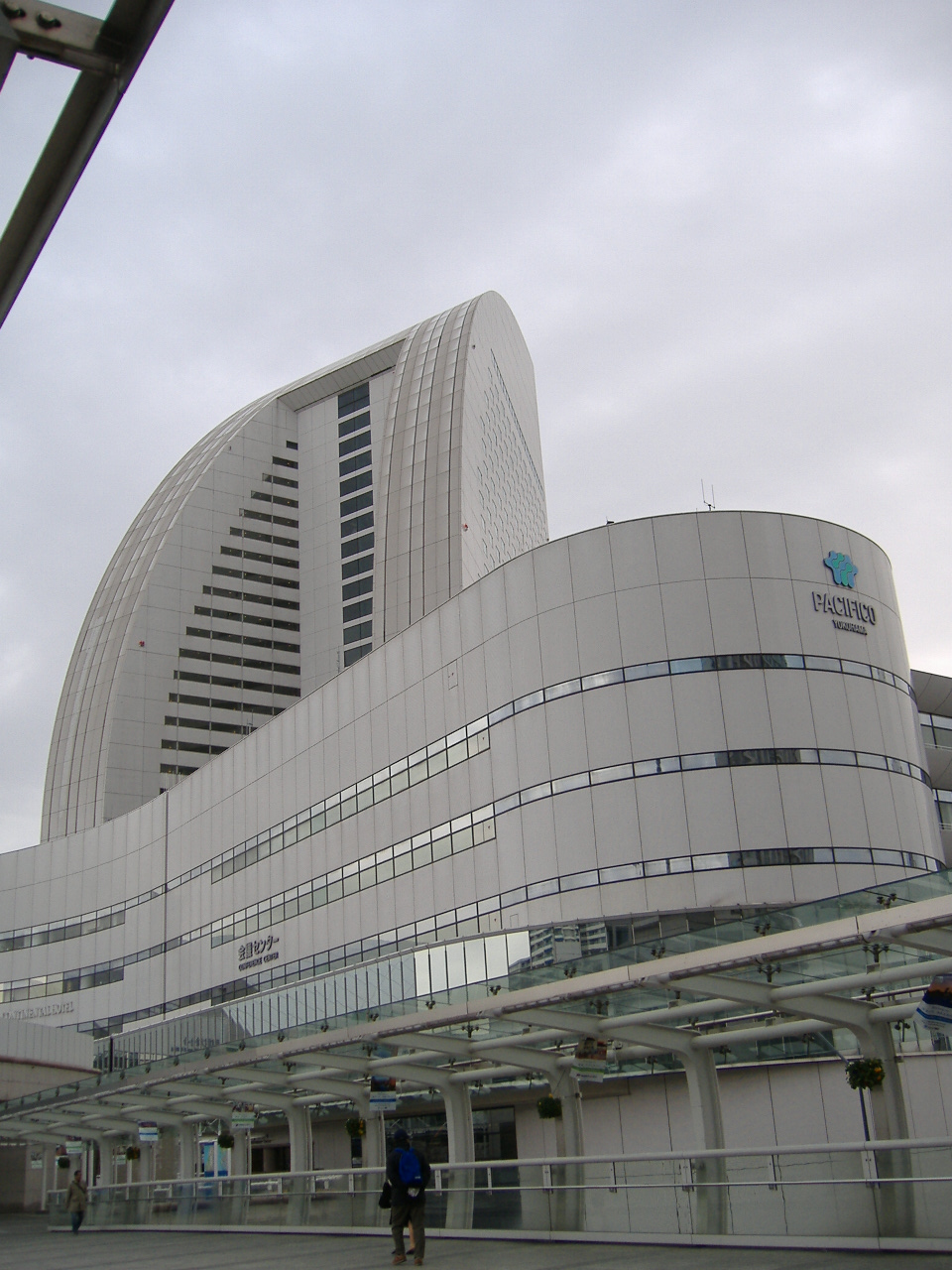
ヨコハマグランドインターコンチネンタルホテル

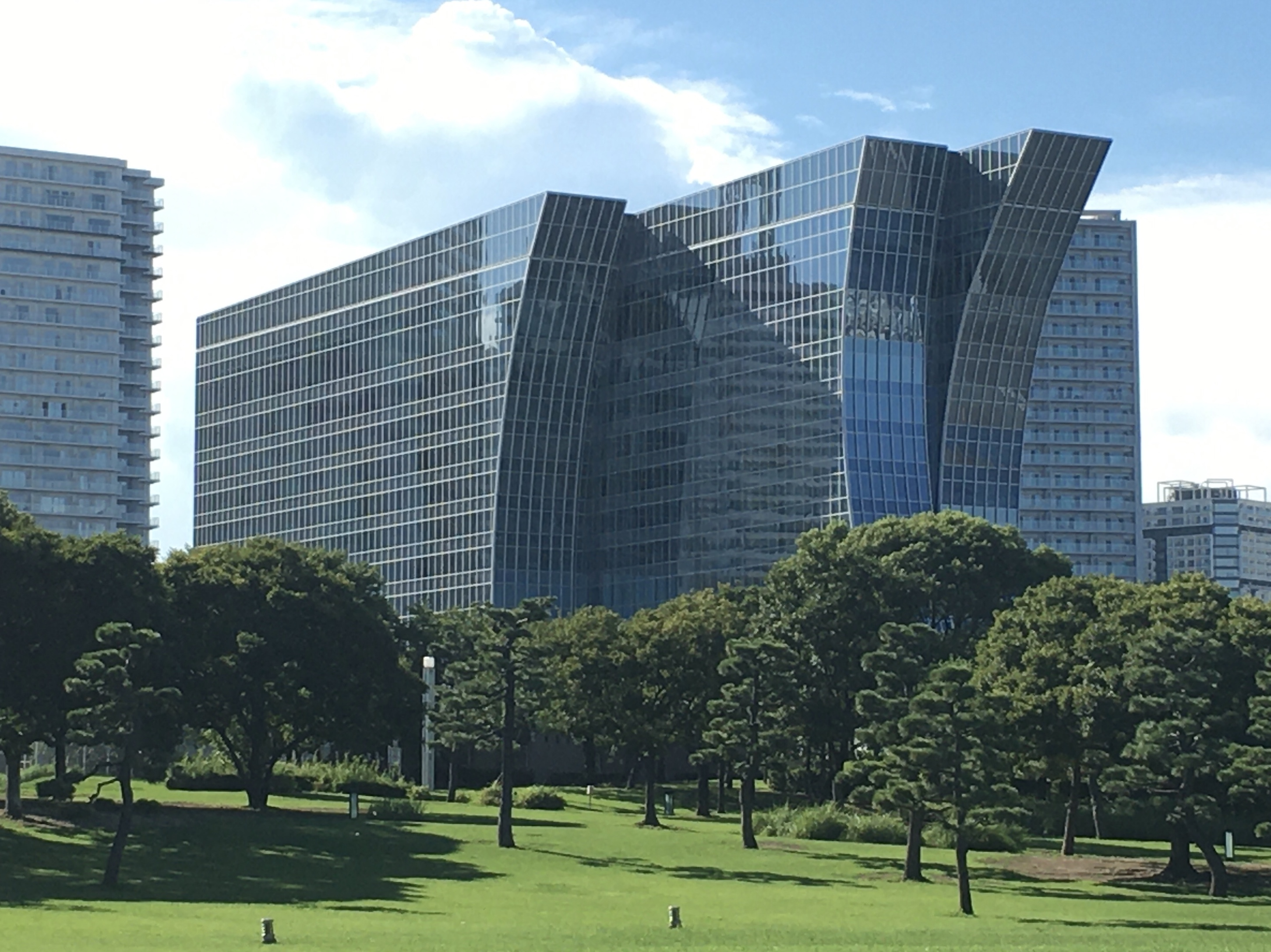
横浜ベイコート倶楽部 ホテル&スパリゾート / ザ・カハラ・ホテル&リゾート 横浜

- ヨコハマグランドインターコンチネンタルホテル
- インターコンチネンタル横浜Pier 8 (ピアエイト)（新港地区の客船ターミナル複合施設「横浜ハンマーヘッド」内のホテル）[152][280]
- 横浜桜木町ワシントンホテル（クロスゲート内）
- ニューオータニイン横浜プレミアム（ヒューリックみなとみらい内）
- 横浜ベイホテル東急（旧名称：パン パシフィックホテル横浜）
- 横浜東急REIホテル（ビジネスホテル、コーエーテクモゲームス本社オフィスとの47街区複合ビル「KTビル」内）
- 京急EXホテルみなとみらい横浜（横浜シンフォステージ内のホテル）
- ザ・スクエアホテル横浜みなとみらい（PRYME COAST みなとみらい内のホテル、旧ホテルビスタプレミオ横浜［みなとみらい］を改装利用し2021年12月開業[281][282]、2025年6月閉館予定[283]）
  - 再び改装工事を行い、2026年前半に「ヒルトン・ガーデン・イン横浜みなとみらい」（日本国内2軒目・関東初進出）として開業予定[283][284]
- 三井ガーデンホテル横浜みなとみらいプレミア（横浜コネクトスクエア内のホテル）
- ウェスティンホテル横浜/長期滞在型ホテル「The Apartment Bay YOKOHAMA」（積水ハウスによる44街区複合ビル内）
- ヒルトン横浜（ケン・コーポレーションによる音楽アリーナ「Kアリーナ横浜」の隣接ホテル）[198][199]
- 60・61街区複合施設「Linkage Terrace」内のホテル（2029年2月完成予定）[220]
- ベルジャヤ・コーポレーションなどによる62街区複合施設内にグローバルラグジュアリーホテルを開業（フォーシーズンズ・ホテルズ&リゾーツなどのブランドを誘致、2028年9月完成予定）[222]
- パシフィコ横浜ノース隣接ホテル（20街区）
  - 会員制リゾートホテル「横浜ベイコート倶楽部 ホテル&スパリゾート」
  - 一般高級ホテル「ザ・カハラ・ホテル&リゾート 横浜」（ハワイ州オアフ島のホテルブランド「ザ・カハラ・ホテル&リゾート」の世界展開第一号）
- ナビオス横浜（横浜国際船員センター）

#### 公園・緑地・遊歩道
- 臨港パーク

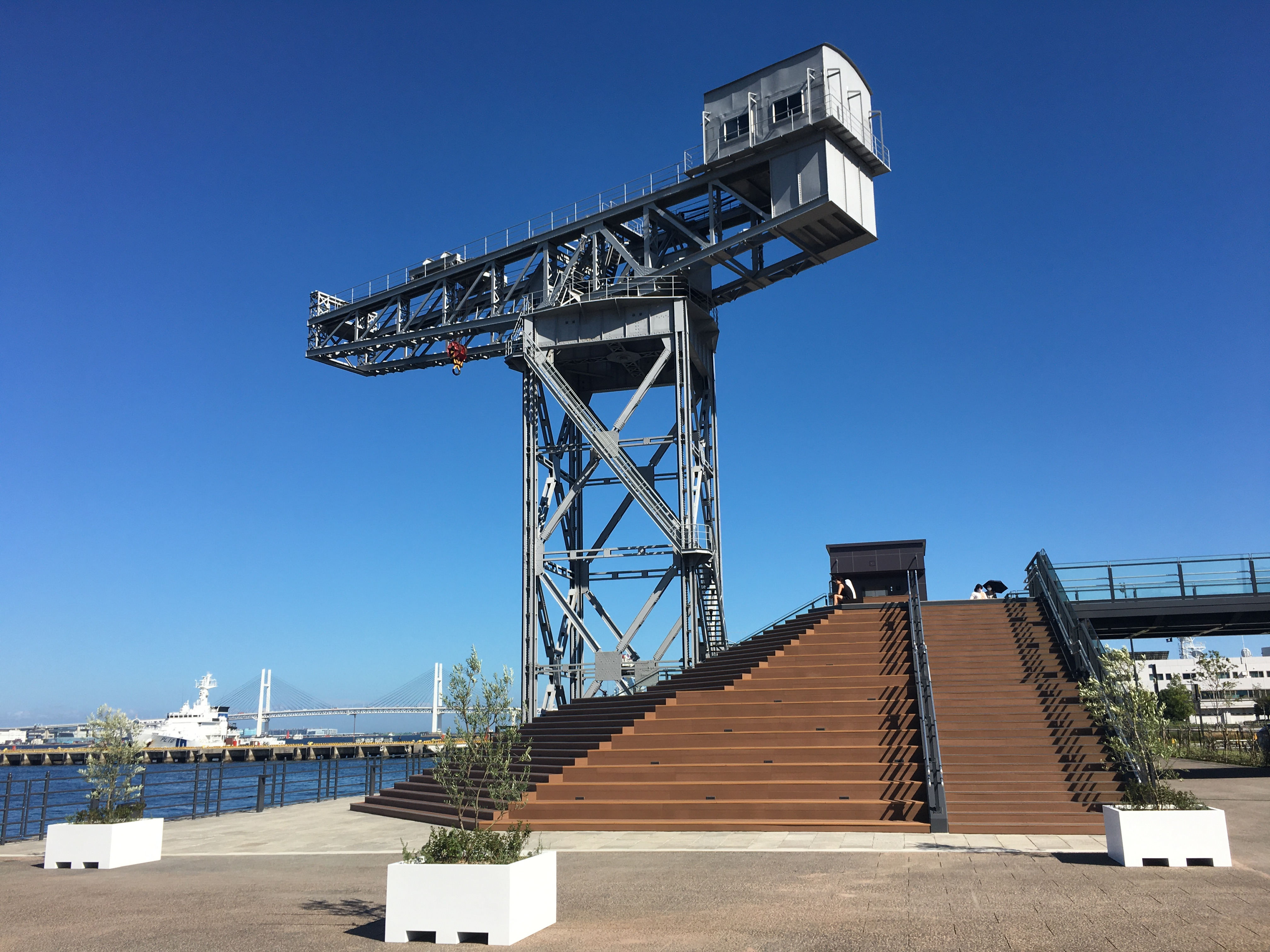
ハンマーヘッドパーク

  - カフェ・レストラン等複合施設「横浜ティンバーワーフ」（2025年10月開業予定〈暫定施設〉）[210][211][212][213]
  - 北東先端部：人工海浜（砂浜）や藻場・浅場、展望ゾーンなどを整備（2025年度完成予定）[214][215]
- 象の鼻パーク
  - 象の鼻テラス（象の鼻カフェやイベントスペースを併設）[285]
- 日本丸メモリアルパーク
- 赤レンガパーク
- ハンマーヘッドパーク（新港地区の客船ターミナル複合施設「横浜ハンマーヘッド」先端部の公園・広場、2020年8月開園）[152][154][259]
- カップヌードルミュージアムパーク[注 28]（旧名称：新港パーク）
  - グランピング施設「DREAM DOOR YOKOHAMA HAMMERHEAD (ドリームドア ヨコハマハンマーヘッド)」（暫定施設）[288][289][290]
- 新港中央広場
- プロムナード「汽車道」・運河パーク（一体的に整備）
- グランモール公園
- 高島中央公園
- 高島水際線公園

※「キング軸」、「クイーン軸」、「グランモール軸」の3つの歩行者動線については、後節の「#ペデストリアン軸（歩行者動線）」を参照。

#### 桟橋・船乗り場・客船ターミナル
- ぷかりさん橋

ぷかりさん橋

- 臨港パーク北東先端部の桟橋（2025年度完成予定）[214][215]
- 62街区開発（2028年9月完成予定）で護岸に桟橋を整備予定
- ピア日本丸
- ピア運河パーク
- ピア赤レンガ（桟橋）
- ピア象の鼻（桟橋）
- 新港ふ頭客船ターミナル（新港地区の複合施設「横浜ハンマーヘッド」[149]内の客船施設）[151][152][259]
  - 新港ふ頭さん橋（上記施設の南東側〈新港埠頭8号岸壁側〉に設置）

#### 展示場・芸術・文化・スポーツ施設等

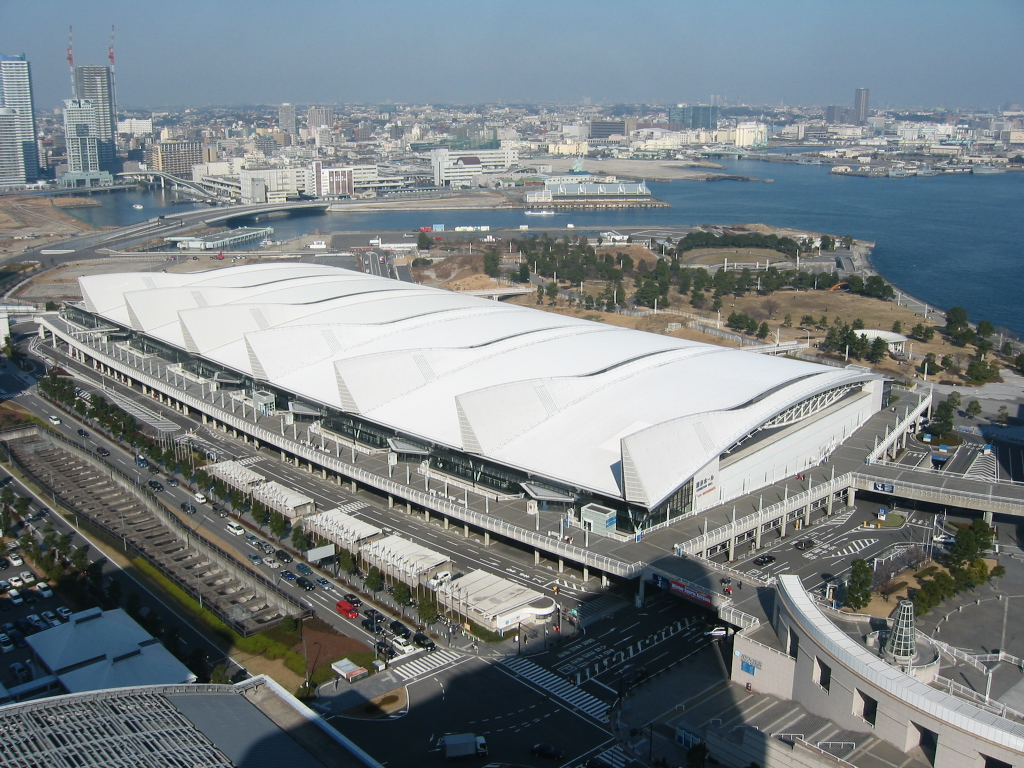
横浜国際平和会議場 展示ホール

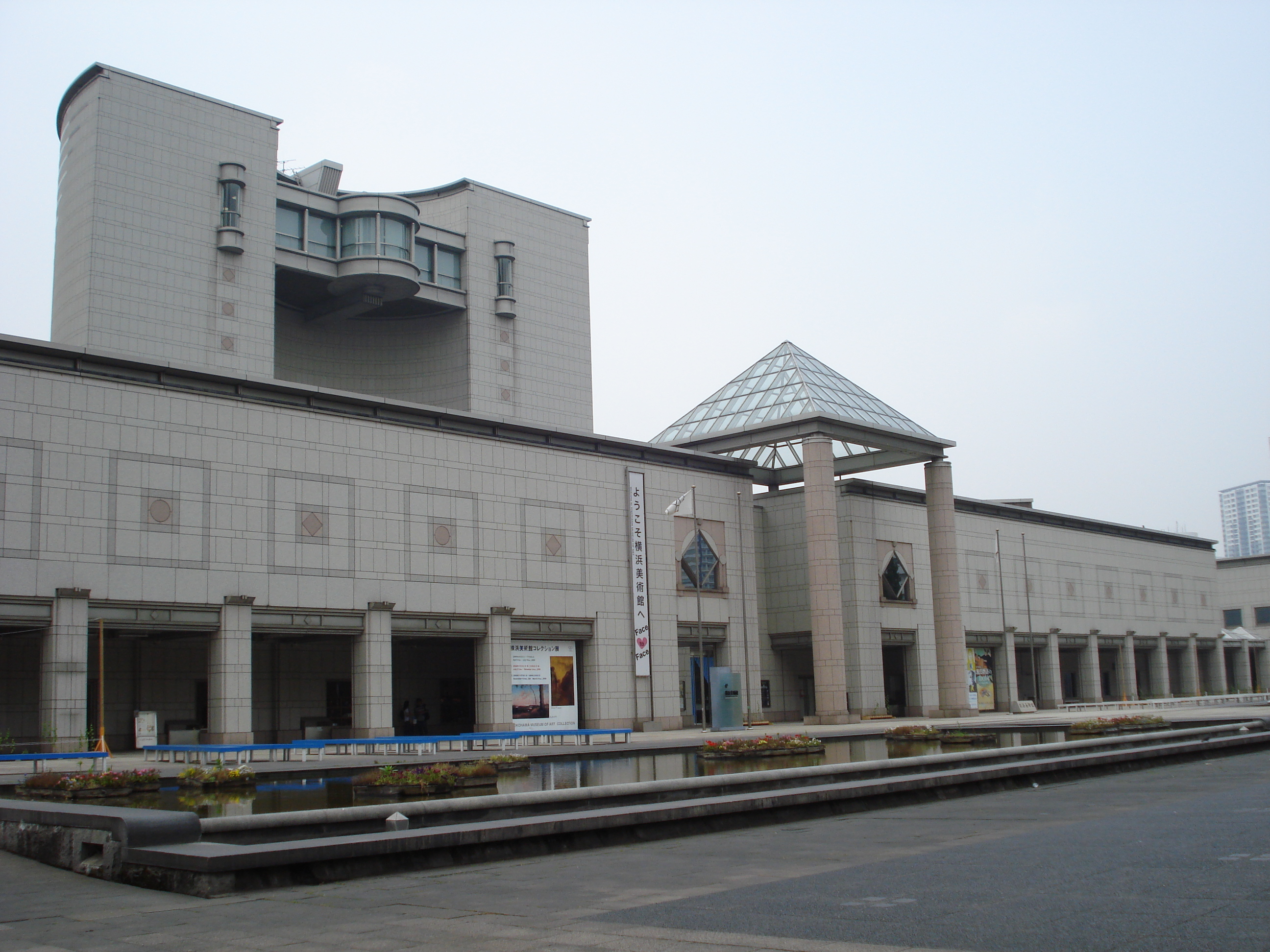
横浜美術館

- 横浜国際平和会議場（通称：パシフィコ横浜）
- 横浜みなとみらい国際コンベンションセンター（通称：パシフィコ横浜ノース、パシフィコ横浜の拡張を目的とした新展示場）[165]
- 横浜美術館
- 横浜みなとみらいホール
- 横浜みなと博物館
- 海外移住資料館（JICA横浜国際センター内2階）
- 三菱みなとみらい技術館（KDX横浜みなとみらいタワー低層部）
- 安藤百福発明記念館 横浜（愛称：カップヌードルミュージアム 横浜）
- 原鉄道模型博物館（横浜三井ビルディング2階）
- ゲームアートミュージアム（大和ハウス工業などによる52街区複合開発の南側区画、2027年7月開設予定）[252][253]
- 60・61街区複合施設「Linkage Terrace」内のミュージアム（2029年2月完成予定）[220]
- ヤマハミュージック横浜みなとみらい（横浜シンフォステージウエストタワー内〈1-3階〉のヤマハ体験型ブランドショップ、2024年6月開設）[249]
- YAMAHA E-Ride BASE（横浜シンフォステージイーストタワー内〈1階〉のヤマハ発動機のeBike等ショールーム、2024年6月開設）[250][251]
- 京急ミュージアム（デハ230形などを展示、京急グループ本社1階に2020年1月開設）[246]
- Shiseido Beauty Park（資生堂グローバルイノベーションセンター1・2階にある美の体験パークで薬膳カフェやミュージアムも設置、2025年1月リニューアルオープン）[254][255]
- Mulabo! (ムラーボ!)（村田製作所みなとみらいイノベーションセンター内〈1-2階〉の科学体験施設、2020年12月開設）[256]
- YUMESAKI GALLERY (ユメサキギャラリー)（LG YOKOHAMA INNOVATION CENTER内のエンターテインメント・体験型施設、2022年3月開設）[257]
- Green Park FLOOP（富士フイルムビジネスイノベーション横浜みなとみらい事業所 (R&Dスクエア) 内〈3階〉の体験型施設、2024年6月開設）[258]
- 首都高MMパーク（首都高速道路神奈川局内〈1-2階〉の無料展示スペース、2021年6月開設）[291]
- プロット48（横浜都市みらいが管理する賑わいや文化芸術創出スペース[292]〈暫定施設〉）
  - 「ツタンカーメン・ミュージアム」として、2024年12月から1年間限定でツタンカーメンのイベント「MYSTERY OF TUTANKHAMEN」を開催[293][294]。
  - BankART1929が同月よりアーティストシェアスタジオ「ExPLOT Studio」を開設[295][296]。
- 海上保安資料館 横浜館（九州南西海域工作船事件における北朝鮮の工作船展示館）

#### 音楽ホール・アリーナ・ライブハウス

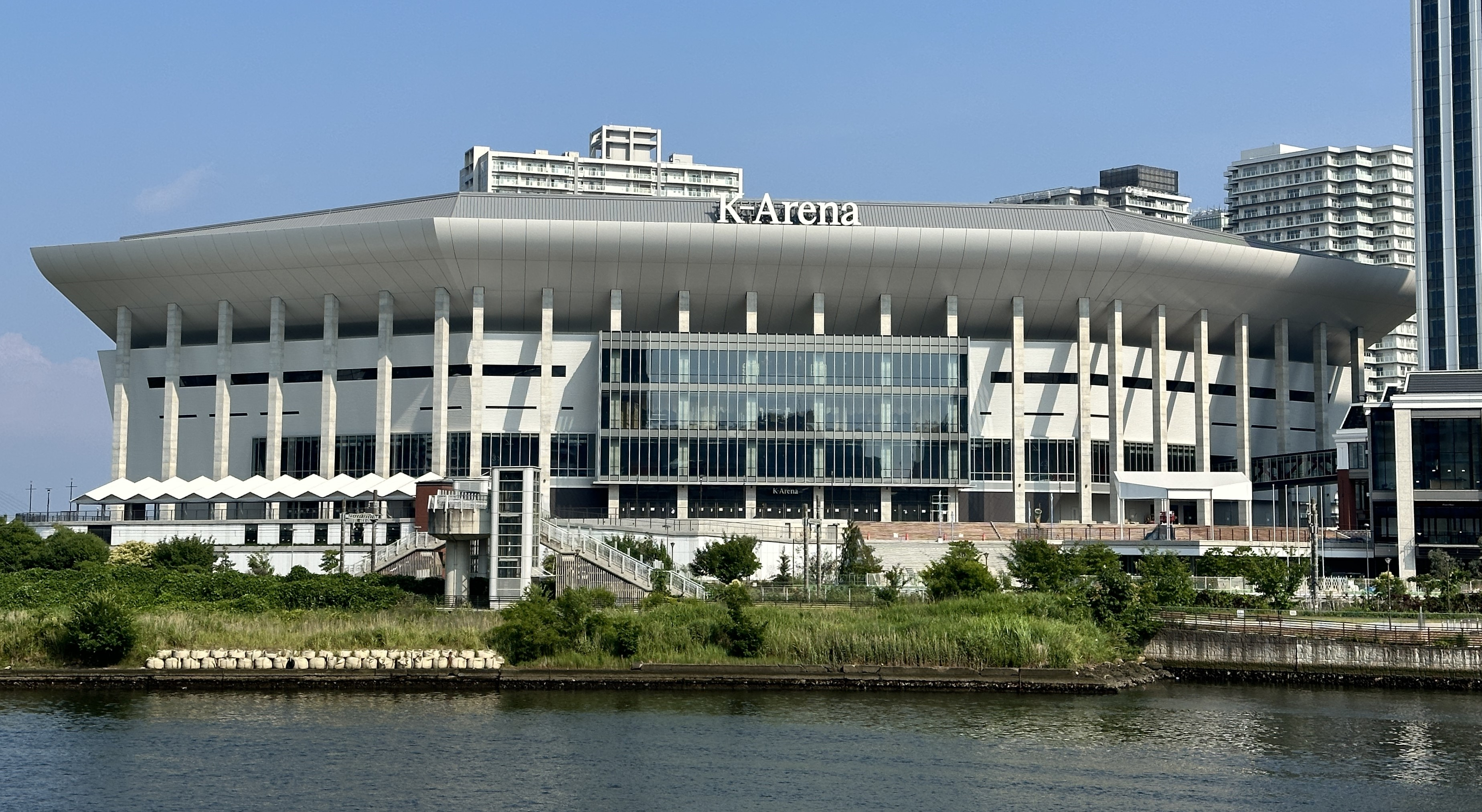
Kアリーナ横浜

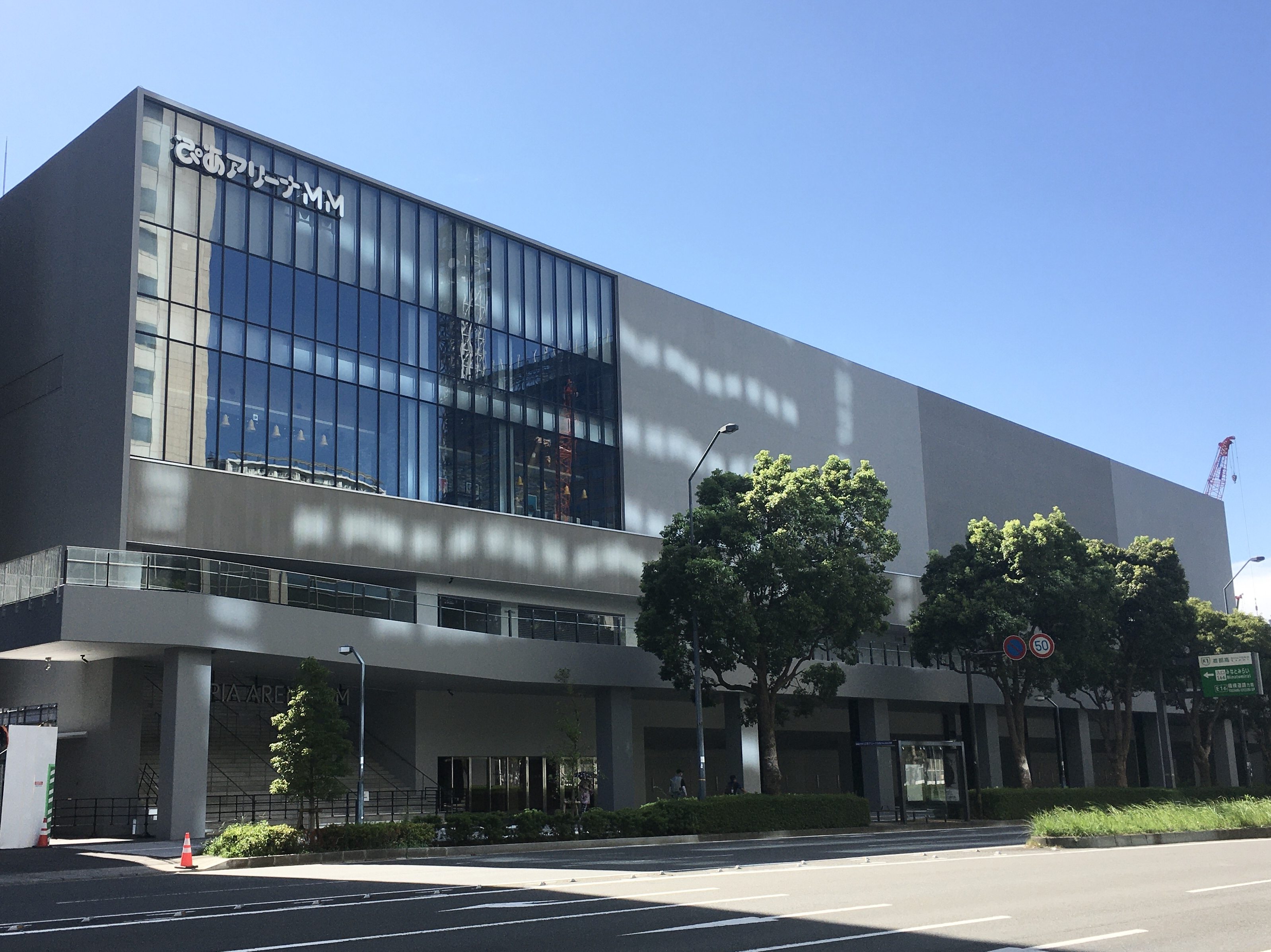
ぴあアリーナMM

- パシフィコ横浜・国立大ホール（収容人数約5,000人/1994年開館）
- 横浜みなとみらいホール（大ホール：収容人数2,020人/1998年開館）
- ランドマークホール（収容人数510人/音楽コンサートを核とした施設として2018年リニューアル）[297]
- Kアリーナ横浜（収容人数2万人規模/ケン・コーポレーション音楽専用アリーナ/60・61街区にて2023年9月開業）[196][198][199][298]
- ぴあアリーナMM（収容人数1万人規模/38街区にて2020年7月開業〈30年間の定期借地[164]〉）[298][299][300]
- ライブハウス型ホール「KT Zepp Yokohama」（収容人数約2,000人/47街区〈KTビル併設〉にて2020年3月開業）[298]
- 横浜みなとみらいブロンテ ライブ (Bronth.LIVE)（収容人数約350人/旧ブリリア・ショートショートシアターを改装利用し2019年7月開設）[244][245]
- XLV Bayside Motion (ベイサイドモーション)（「横浜ハンマーヘッド」内のエンターテイメント・スペース、2019年10月開設、2023年1月閉店）[301][302]

#### 自動車ショールーム

Audi みなとみらい

- NISSAN GALLERY（日産グローバル本社ギャラリー）
- Audi みなとみらい（自動車ショールーム・カフェ）
- オーシャンゲートみなとみらい（ビル内1階）
  - ベントレー横浜（ディーラー：SKYグループ）[303]
- みなとみらいセンタービル（ビル内1階）
  - マセラティみなとみらい（ディーラー：セントラル自動車技研傘下のセブンアベニュー）[304]
  - ランボルギーニ横浜（ディーラー：SKYグループ傘下のボロネーゼ）[305][306]
- 横浜コネクトスクエア（ビル内1階）
  - Nicole Competizione 横浜ショールーム（ディーラー：ニコル・グループ）[307]
フェラーリのショールーム。2023年10月23日にランドマークプラザ隣の25街区暫定施設より移転[308]。
  - ヒョンデ みなとみらい 本社ショールーム[309]
当ビルに本社を置くヒョンデモビリティジャパンの直営ショールーム。2025年1月17日グランドオープン[310][311]。
- リーフみなとみらい（建物内1階）
  - テスラみなとみらい（テスラモーターズジャパン直営販売店）[312]
2024年5月16日オープン[313]。2018年4月27日〜10月31日までMARK IS みなとみらいに期間限定ストア「テスラデザインスタジオ横浜」をオープンしていた[314]が、今回は神奈川県内で川崎店に続いて2店舗目となる本格進出[313][315]。
- ウェスティンホテル横浜（建物内1階）
  - ポルシェセンターみなとみらい（ディーラー：インプロブ）[316]
2022年5月20日にみなとみらい大通りを挟んで向かい側（43街区）にあるPRYME GALLERY みなとみらいより移転[317][318]。
- LIVINGTOWN みなとみらい（暫定施設）[200]
  - ロールス・ロイス・モーター・カーズ横浜[319]（ディーラー：ニコル・グループ）
2024年1月19日にランドマークプラザ隣の25街区暫定施設より移転。
  - みなとみらいBMW[320]/MINIみなとみらい[321]（ディーラー：ウエインズインポートカーズ）
PRYME GALLERY みなとみらいより今後移転予定。
- PRYME GALLERY みなとみらい（暫定施設）[99][100]
  - ポルシェセンターみなとみらい 認定中古車センター（ディーラー：インプロブ）[322]
サービス工場も設置。元々は「ポルシェセンターみなとみらい」があった[323]が、2022年5月20日にみなとみらい大通りを挟んで向かい側（44街区）にあるウェスティンホテル横浜の1階に移転し、当ショールームは「認定中古車センター」に変更[317][318]。
  - みなとみらいBMW（認定中古車「BMW Premium Selection みなとみらい」）[320][324]/MINIみなとみらい（認定中古車「MINI NEXT みなとみらい」）[321][325]（ディーラー：ウエインズインポートカーズ）
サービス工場も設置。LIVINGTOWN みなとみらいに今後移転予定。
- 横浜野村ビル（ビル内1階）
  - ジープ横浜みなとみらい（ディーラー：シリウス）[326][327]
- MUFGグローバルラーニングセンター（ビル内1階）
  - ジャガー・ランドローバー横浜（ディーラー：ミッドランズ）[328]
- ミュージックテラス（グラウンドフロア）
  - マクラーレン横浜（ディーラー：SKYグループ運営のブルース）[329]

#### 結婚式場

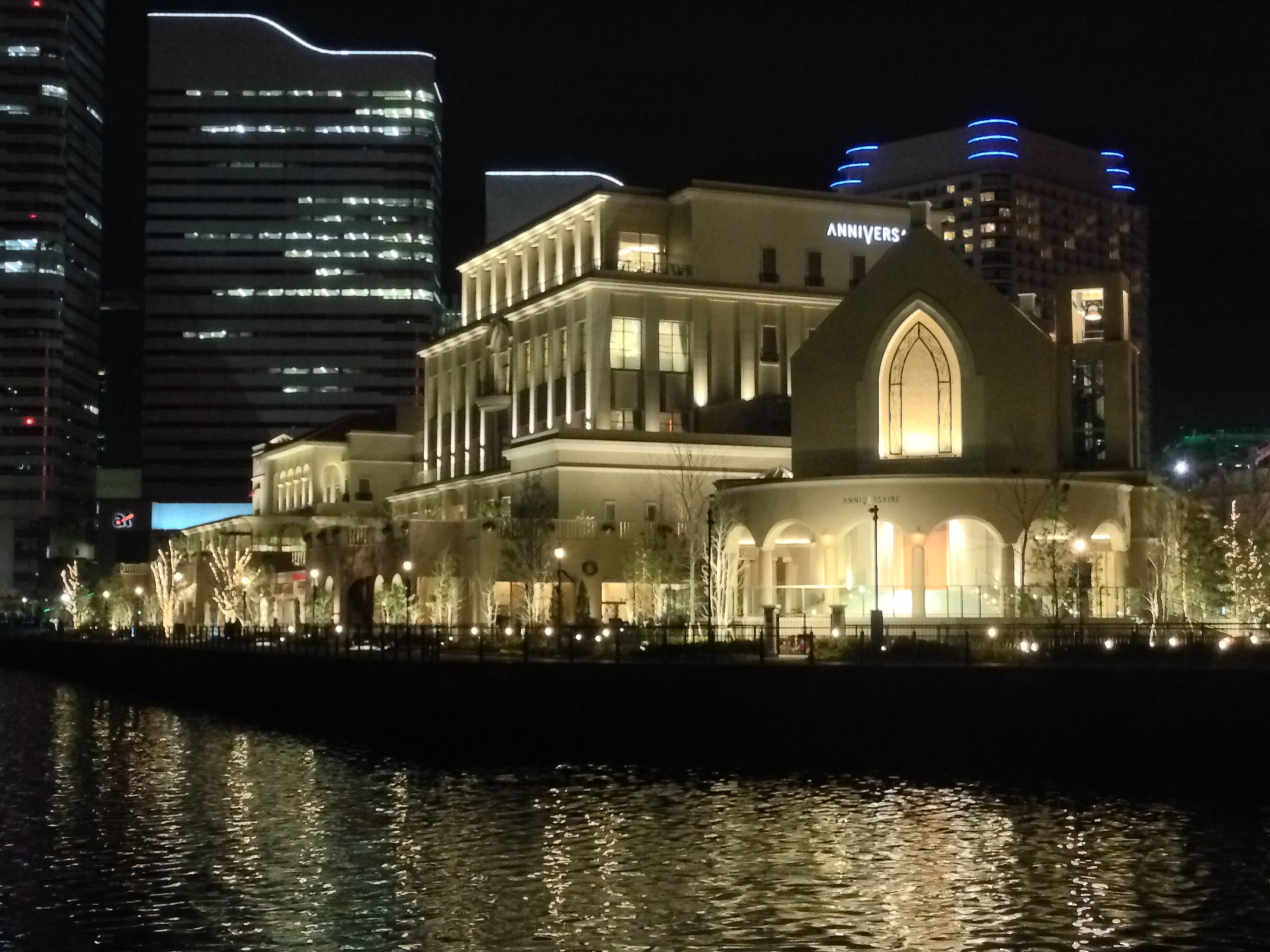
アニヴェルセル みなとみらい横浜

- MARINE & WALK YOKOHAMA[117]
  - ウェディングゲストハウス「BAYSIDE GEIHINKAN VERANDA minatomirai (ベイサイド ゲイヒンカン ヴェランダ ミナトミライ)」[330][331]

（旧GENTO YOKOHAMAの併設施設「ベイサイド迎賓館・ベイサイドガーデンクラブ」を運営していたテイクアンドギヴ・ニーズ (T&G) による）
- グランドオリエンタルみなとみらい（カフェ&レストラン・アートギャラリーを併設）[332][333]
- アニヴェルセル みなとみらい横浜（30年間の定期借地[96]）
  - アニヴェルセルカフェ みなとみらい
- 県民共済プラザビル
  - 結婚式場メルヴェーユ（神奈川県民共済生活協同組合の組合員が利用できる結婚式場）

#### 病院・警察・庁舎・郵便局・学校
- けいゆう病院
- 神奈川県警察みなとみらい分庁舎
  - 建物内1階：戸部警察署みなとみらい交番
- よこはま新港合同庁舎
- 横浜桜木郵便局
- 神奈川大学みなとみらいキャンパス（2021年4月開設）
  - 図書館（一般市民も利用可）なども設置
- みなとみらい学園 横浜歯科医療専門学校（旧：鶴見歯科学園）
- 60・61街区複合施設「Linkage Terrace」内西棟の専門学校（運営：学校法人岩崎学園、2028年8月完成予定）[220]
- 横浜市立みなとみらい本町小学校（本町小学校から分離新設、2018年度より期間限定開校[注 14]）[68]

#### 歴史的建造物
- 横浜赤レンガ倉庫
- ハンマーヘッドクレーンの遺構

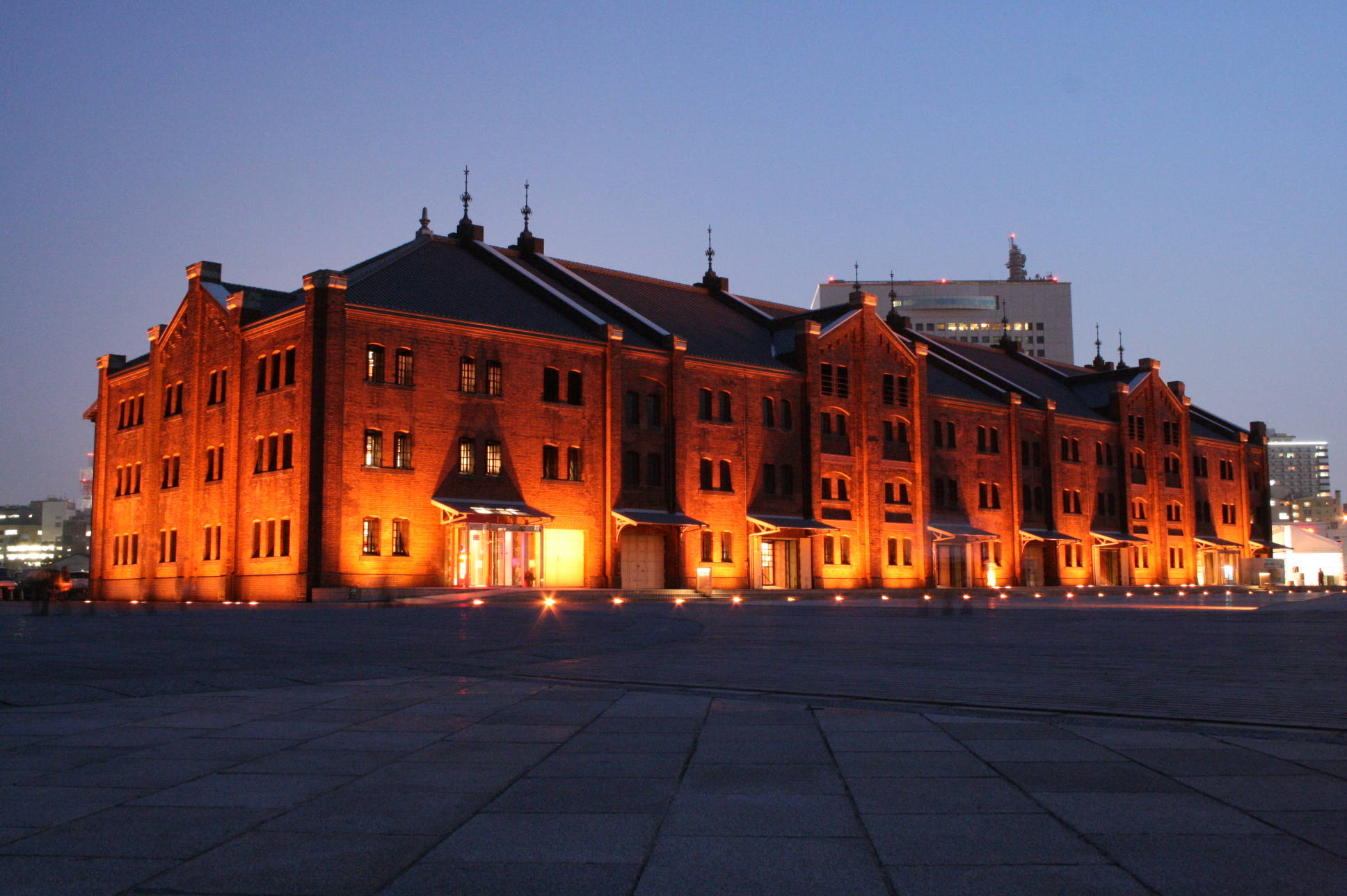
横浜赤レンガ倉庫

- 日本丸展示ドック（重要文化財：旧横浜船渠株式会社第一号船渠、2000年指定）
  - 帆船日本丸（重要文化財、2017年指定）[133]
- ドックヤードガーデン（重要文化財：旧横浜船渠株式会社第二号船渠、1997年指定）
- 汽車道

### 街区別施設一覧

みなとみらい21 街区開発状況図（2020年4月1日時点）

各街区の位置・詳細情報は、横浜市都市整備局の「みなとみらい21街区開発状況」を参照。また、中央地区における各街区の高さ制限等については同局サイト内の「みなとみらい21中央地区地区計画」および「計画図 (PDF) 」、あるいはみなとみらいエリアマネジメント公式サイト内の「中央地区の街づくり」を参照。
- 開発事業者を公募中・今後公募予定の街区
  - 横浜市等の所有街区：57街区[334][注 29]
    - 最新状況はみなとみらいエリアマネジメント公式サイト内の「開発事業者公募」を参照。

  - UR都市機構の所有街区：44街区、48街区[337][注 30]
- 土地所有者により今後開発予定の街区（公募実施街区を除く）
  - 三菱地所の所有街区：25街区、38街区、47街区[122][275]
  - その他企業の所有街区：43街区（岡田ビル）
- 期間限定で貸し出している・貸し出す予定の街区（※長期間の定期借地となっている街区も含む）
  - 暫定利用施設：15街区、23街区、43・44街区、48・49街区、57街区[11]

    - 土地利用の契約期間は原則10年間だが、近年は緩和され延長するケースも出ている[345]。また、契約期間（運用ルール）について原則20年に延長することも検討されている[62]。
    - 一部街区では土地の一時貸付募集も行っている[346]。

  - 定期借地・将来開発地等：6-2・7街区、16街区、25街区、32街区、38街区、61街区
- なお、49街区の西隣・道を挟んで向かい側のハートケア横浜（介護老人保健施設）、グランシティみなとみらい（マンション）などがある区画はみなとみらいの開発地区に含まれていない[12]。

#### 新港地区（1-17街区）
| 街区      | 内容 | 内容 | 備考                                                               |
| --------- | --- | --- | ------------------------------------------------------------------ |
| 1街区     | 横浜海上防災基地（海上保安庁第三管区海上保安本部） - 海上保安資料館横浜館（工作船展示館） | 横浜海上防災基地（海上保安庁第三管区海上保安本部） - 海上保安資料館横浜館（工作船展示館） | 陸上施設：1995年4月供用 海上施設：1996年3月供用                    |
| 2街区     | 横浜赤レンガ倉庫 （2007年に近代化産業遺産認定） - 1号館（劇場、イベントスペース） - 2号館（商業施設） - 赤レンガ倉庫広場 | 横浜赤レンガ倉庫 （2007年に近代化産業遺産認定） - 1号館（劇場、イベントスペース） - 2号館（商業施設） - 赤レンガ倉庫広場 | 2002年4月開業（文化・商業施設） （2022年12月リニューアル開業予定） |
| 2街区     | 赤レンガパーク | 赤レンガパーク | 2002年4月開園                                                      |
| 2街区     | ピア赤レンガ桟橋（船乗り場/シーバス乗り場） | ピア赤レンガ桟橋（船乗り場/シーバス乗り場） | 2004年3月供用                                                      |
| 3街区     | 象の鼻パーク - 象の鼻テラス（象の鼻カフェ・イベントスペース併設） - ピア象の鼻桟橋（船乗り場） | 象の鼻パーク - 象の鼻テラス（象の鼻カフェ・イベントスペース併設） - ピア象の鼻桟橋（船乗り場） | 2009年6月開園                                                      |
| 4街区     | MARINE & WALK YOKOHAMA (マリン アンド ウォーク ヨコハマ) （事業者：三菱商事都市開発/施工：鹿島建設） 2階建て（結婚式場は5階建て）の低層分棟方式・ライフスタイル提案型の商業施設として計画され、2016年3月4日に開業。 - ストリートスケープ型オープンモール - アパレル、雑貨、カフェなど24店舗が入居。 - ウェディングゲストハウス「BAYSIDE GEIHINKAN VERANDA minatomirai (ベイサイド ゲイヒンカン ヴェランダ ミナトミライ)」 - 全フロア完全貸切り型の結婚式場の他に、1階にはレストラン「Pie Holi」も入居。 （旧GENTO YOKOHAMAの併設施設「ベイサイド迎賓館・ベイサイドガーデンクラブ」を運営していたテイクアンドギヴ・ニーズ (T&G) による） （過去：開発が行われる以前は新港地区第4街区臨時駐車場 (一般車・バス) となっていた） （過去：委託事業者倒産でWホテル進出中止） | MARINE & WALK YOKOHAMA (マリン アンド ウォーク ヨコハマ) （事業者：三菱商事都市開発/施工：鹿島建設） 2階建て（結婚式場は5階建て）の低層分棟方式・ライフスタイル提案型の商業施設として計画され、2016年3月4日に開業。 - ストリートスケープ型オープンモール - アパレル、雑貨、カフェなど24店舗が入居。 - ウェディングゲストハウス「BAYSIDE GEIHINKAN VERANDA minatomirai (ベイサイド ゲイヒンカン ヴェランダ ミナトミライ)」 - 全フロア完全貸切り型の結婚式場の他に、1階にはレストラン「Pie Holi」も入居。 （旧GENTO YOKOHAMAの併設施設「ベイサイド迎賓館・ベイサイドガーデンクラブ」を運営していたテイクアンドギヴ・ニーズ (T&G) による） （過去：開発が行われる以前は新港地区第4街区臨時駐車場 (一般車・バス) となっていた） （過去：委託事業者倒産でWホテル進出中止） | 2014年11月着工 2016年3月開業                                       |
| 5街区     | ハンマーヘッドパーク - 歴史的な産業遺産（2007年に近代化産業遺産、2018年に土木学会選奨土木遺産認定）であるハンマーヘッドクレーン（50t起重機）を保存し、周辺約0.5haを緑地公園（広場・プロムナード）として整備。 - 横浜市では下記客船施設（6-1街区）の整備に合わせて2017年に基本設計を決定。客船施設より少し遅く2020年8月に開園している。 （下記客船施設ともデッキで接続） （当街区は6-1街区の海側先端部分に位置する） | ハンマーヘッドパーク - 歴史的な産業遺産（2007年に近代化産業遺産、2018年に土木学会選奨土木遺産認定）であるハンマーヘッドクレーン（50t起重機）を保存し、周辺約0.5haを緑地公園（広場・プロムナード）として整備。 - 横浜市では下記客船施設（6-1街区）の整備に合わせて2017年に基本設計を決定。客船施設より少し遅く2020年8月に開園している。 （下記客船施設ともデッキで接続） （当街区は6-1街区の海側先端部分に位置する） | 2020年8月開園                                                      |
| 6-1街区   | 横浜ハンマーヘッド（YOKOHAMA HAMMERHEAD/客船ターミナル複合施設） 〈YOKOHAMA HAMMERHEAD PROJECT （ヨコハマ ハンマーヘッド プロジェクト）〉 - 新港地区9号岸壁を拡張整備し、その背後地に新たな客船ターミナルを整備。 - 2017年度に開発事業者を決定（公民連携による事業提案方式）。 - 開発事業者は横浜岡田屋を代表企業とする Yokohama Pier9（仮称）（他に横浜グランドインターコンチネンタルホテル、野村不動産など計7社で構成）。 - CIQ（税関・出入国管理・検疫）施設や商業・サービス施設、宿泊施設、駐車場、交通広場、プロムナードなどを備えた複合施設とする方針。 - 建物は5階建て（1階：CIQ施設/1-2階：商業施設、3-5階：ホテル）で、食をテーマにした商業施設なども入る。 - 客船施設「新港ふ頭客船ターミナル」：2019年11月4日に入港したカーニバル・コーポレーションの「ダイヤモンド・プリンセス」が第1号入港船となる。 - 商業施設「ハンマーヘッド SHOP＆RESTAURANT」：飲食店を中心に25店舗（レストランやファーストフード、カフェ、ラーメン、フードコート、コンビニなど）が出店し2019年10月開業。 - ホテル「インターコンチネンタル横浜Pier 8 (ピアエイト)」：全173室のラグジュアリーなホテルとして2019年10月開業。横浜市では同じく当地区内のヨコハマグランドインターコンチネンタルホテルに続く2軒目のインターコンチネンタルホテルとなる。 （当施設への動線および臨海部の回遊性向上を目的として、新港サークルウォークから当施設まで接続する歩行者デッキ「ハンマーヘッドウォーク」を整備し2024年3月開通） （過去：区域内には東京藝術大学大学院映像研究科新港校舎や新港ピア（2008年に横浜トリエンナーレの会場として建設）があったが、2015年度に閉鎖となった） | 横浜ハンマーヘッド（YOKOHAMA HAMMERHEAD/客船ターミナル複合施設） 〈YOKOHAMA HAMMERHEAD PROJECT （ヨコハマ ハンマーヘッド プロジェクト）〉 - 新港地区9号岸壁を拡張整備し、その背後地に新たな客船ターミナルを整備。 - 2017年度に開発事業者を決定（公民連携による事業提案方式）。 - 開発事業者は横浜岡田屋を代表企業とする Yokohama Pier9（仮称）（他に横浜グランドインターコンチネンタルホテル、野村不動産など計7社で構成）。 - CIQ（税関・出入国管理・検疫）施設や商業・サービス施設、宿泊施設、駐車場、交通広場、プロムナードなどを備えた複合施設とする方針。 - 建物は5階建て（1階：CIQ施設/1-2階：商業施設、3-5階：ホテル）で、食をテーマにした商業施設なども入る。 - 客船施設「新港ふ頭客船ターミナル」：2019年11月4日に入港したカーニバル・コーポレーションの「ダイヤモンド・プリンセス」が第1号入港船となる。 - 商業施設「ハンマーヘッド SHOP＆RESTAURANT」：飲食店を中心に25店舗（レストランやファーストフード、カフェ、ラーメン、フードコート、コンビニなど）が出店し2019年10月開業。 - ホテル「インターコンチネンタル横浜Pier 8 (ピアエイト)」：全173室のラグジュアリーなホテルとして2019年10月開業。横浜市では同じく当地区内のヨコハマグランドインターコンチネンタルホテルに続く2軒目のインターコンチネンタルホテルとなる。 （当施設への動線および臨海部の回遊性向上を目的として、新港サークルウォークから当施設まで接続する歩行者デッキ「ハンマーヘッドウォーク」を整備し2024年3月開通） （過去：区域内には東京藝術大学大学院映像研究科新港校舎や新港ピア（2008年に横浜トリエンナーレの会場として建設）があったが、2015年度に閉鎖となった） | 2018年6月着工 2019年10月開業 （定期借地権を設定）                  |
| 6-1街区   | 新港ふ頭さん橋（船乗り場/シーバス乗り場） | 新港ふ頭さん橋（船乗り場/シーバス乗り場） | 2020年9月供用 （シーバス：2022年4月定期航路開始）                  |
| 6-2街区   | 暫定駐車場/緑地化予定 （新港ふ頭客船ターミナルの駐車場・車両待機場として一時利用する方針） - 下記の方針などを踏まえ、2019年7月〜10月にかけて駐車場としてアスファルト舗装整備された。 - 6-1街区「新港ふ頭客船ターミナル」の計画では、当該区の敷地の一部を車両待機場（迂回路）として一時利用する方針が示されている。 - 敷地内は「タイムズ横浜ハンマーヘッド第2駐車場」（参照）として利用されている。 | 暫定駐車場/緑地化予定 （新港ふ頭客船ターミナルの駐車場・車両待機場として一時利用する方針） - 下記の方針などを踏まえ、2019年7月〜10月にかけて駐車場としてアスファルト舗装整備された。 - 6-1街区「新港ふ頭客船ターミナル」の計画では、当該区の敷地の一部を車両待機場（迂回路）として一時利用する方針が示されている。 - 敷地内は「タイムズ横浜ハンマーヘッド第2駐車場」（参照）として利用されている。 | 暫定施設 （客船ターミナル関連一時利用）                            |
| 7街区     | 暫定駐車場/緑地兼駐車場整備予定（国際大通りを挟み新港中央広場の拡張） （新港ふ頭客船ターミナルの駐車場・寄港時バス待機場として、敷地の一部を一時利用する方針） - 当街区に緑地兼駐車場（15年間の暫定利用を想定）を整備する方針が示され2012年度にも着工する予定としていたが、その後も動きがないまま暫く臨時駐車場として利用されていた。 - 2017年12月に横浜市港湾局が暫定駐車場の業務委託先を決定し、以降駐車スペースの配置（駐車台数含む）の検討など設計が進められた（※緑地の整備については今回の情報では不明）。 - 下記の方針などを踏まえ、2019年5月〜6月にかけて駐車場としてアスファルト舗装整備された。 - 6-1街区「新港ふ頭客船ターミナル」の計画では、当該区の敷地の一部を寄港時のバス待機場（ショットガン方式）として一時利用する方針が示されている。 - 敷地の一部は「タイムズ横浜ハンマーヘッド第3駐車場」（参照）として利用されている。 （敷地の一部は整備後も引き続き、観光バスなどの駐車場となっている） （この他、上記客船ターミナルへの動線および臨海部の回遊性向上を目的として、当街区付近に新港サークルウォークのエスカレーターを設置〈2020年度整備〉している） （開国博Y150では「トゥモローパーク」の会場となった） | 暫定駐車場/緑地兼駐車場整備予定（国際大通りを挟み新港中央広場の拡張） （新港ふ頭客船ターミナルの駐車場・寄港時バス待機場として、敷地の一部を一時利用する方針） - 当街区に緑地兼駐車場（15年間の暫定利用を想定）を整備する方針が示され2012年度にも着工する予定としていたが、その後も動きがないまま暫く臨時駐車場として利用されていた。 - 2017年12月に横浜市港湾局が暫定駐車場の業務委託先を決定し、以降駐車スペースの配置（駐車台数含む）の検討など設計が進められた（※緑地の整備については今回の情報では不明）。 - 下記の方針などを踏まえ、2019年5月〜6月にかけて駐車場としてアスファルト舗装整備された。 - 6-1街区「新港ふ頭客船ターミナル」の計画では、当該区の敷地の一部を寄港時のバス待機場（ショットガン方式）として一時利用する方針が示されている。 - 敷地の一部は「タイムズ横浜ハンマーヘッド第3駐車場」（参照）として利用されている。 （敷地の一部は整備後も引き続き、観光バスなどの駐車場となっている） （この他、上記客船ターミナルへの動線および臨海部の回遊性向上を目的として、当街区付近に新港サークルウォークのエスカレーターを設置〈2020年度整備〉している） （開国博Y150では「トゥモローパーク」の会場となった） | 暫定施設 （客船ターミナル関連一時利用）                            |
| 8街区     | 新港中央広場（汽車道と赤レンガ倉庫を結ぶ公共緑地広場） - 公共施設緑化整備の事業計画地に選定。 （上記客船ターミナルへの動線および臨海部の回遊性向上を目的として、当街区付近に新港サークルウォークのエスカレーターを設置〈2020年度整備〉している） （開国博Y150では「はじまりの森」の会場となった） | 新港中央広場（汽車道と赤レンガ倉庫を結ぶ公共緑地広場） - 公共施設緑化整備の事業計画地に選定。 （上記客船ターミナルへの動線および臨海部の回遊性向上を目的として、当街区付近に新港サークルウォークのエスカレーターを設置〈2020年度整備〉している） （開国博Y150では「はじまりの森」の会場となった） | 2005年6月開園                                                      |
| 9街区     | よこはま新港合同庁舎（管轄：国土交通省関東地方整備局） 〈国の出先機関（15機関）を集約した新たな合同庁舎〉 現在は国の機関が横浜地方合同庁舎（既存）や横浜第二港湾合同庁舎など市内の建物に分散しているが、建物の老朽化に加え執務スペース不足などの課題もあることから当地への移転集約が計画されている。 - 移転の対象となるのは東京国税局横浜中税務署や横浜公共職業安定所など15機関を予定。なおこの15機関の中には、横浜市の要望にある59街区・国土交通省関東地方整備局京浜港湾事務所の移転も含まれる。 - 横浜税関新港分関および横浜第一港湾合同庁舎等の敷地を再開発し、7階建て（高さ約35m）の建物（合同庁舎）を整備する方針。 - 2018年4月より入札を実施し、同年12月に事業者（PFI：BTO方式）を決定した。事業者には戸田建設を代表とするグループ（後に特別目的会社としてヨコハマしんこうパートナーズ株式会社設立）が選ばれている。 - 合同庁舎の機能だけでなく、建物の一部を収益施設とする方針（売店や食堂のほか、協力企業にファミリーマートが入っておりコンビニも出店予定）。 - 敷地の一部に広場を設けるほか、建物内を貫く動線の確保や水際線プロムナード沿いの建物2階に憩いの空間として「しんこうデッキ」も整備する方針。 - 上記再開発に向けて、2019年6月より既存建物の解体工事を実施している。 - 2020年2月、発見された埋蔵文化財の発掘調査を実施するため事業者のヨコハマしんこうパートナーズが横浜市に開発事業計画廃止届を提出し、現地にも「開発事業の廃止のお知らせ」が掲示された。しかし、工期に影響はなく予定通り同年9月に着工（設計：梓設計、施工：戸田建設）している。 （過去：横浜税関新港分関庁舎および横浜第一港湾合同庁舎の建物があった） （過去：敷地の一部には時間貸し駐車場（コインパーキングのPEN・タイムズ）および赤レンガパーク臨時駐輪場もあったが、2018年2月に閉鎖された） | よこはま新港合同庁舎（管轄：国土交通省関東地方整備局） 〈国の出先機関（15機関）を集約した新たな合同庁舎〉 現在は国の機関が横浜地方合同庁舎（既存）や横浜第二港湾合同庁舎など市内の建物に分散しているが、建物の老朽化に加え執務スペース不足などの課題もあることから当地への移転集約が計画されている。 - 移転の対象となるのは東京国税局横浜中税務署や横浜公共職業安定所など15機関を予定。なおこの15機関の中には、横浜市の要望にある59街区・国土交通省関東地方整備局京浜港湾事務所の移転も含まれる。 - 横浜税関新港分関および横浜第一港湾合同庁舎等の敷地を再開発し、7階建て（高さ約35m）の建物（合同庁舎）を整備する方針。 - 2018年4月より入札を実施し、同年12月に事業者（PFI：BTO方式）を決定した。事業者には戸田建設を代表とするグループ（後に特別目的会社としてヨコハマしんこうパートナーズ株式会社設立）が選ばれている。 - 合同庁舎の機能だけでなく、建物の一部を収益施設とする方針（売店や食堂のほか、協力企業にファミリーマートが入っておりコンビニも出店予定）。 - 敷地の一部に広場を設けるほか、建物内を貫く動線の確保や水際線プロムナード沿いの建物2階に憩いの空間として「しんこうデッキ」も整備する方針。 - 上記再開発に向けて、2019年6月より既存建物の解体工事を実施している。 - 2020年2月、発見された埋蔵文化財の発掘調査を実施するため事業者のヨコハマしんこうパートナーズが横浜市に開発事業計画廃止届を提出し、現地にも「開発事業の廃止のお知らせ」が掲示された。しかし、工期に影響はなく予定通り同年9月に着工（設計：梓設計、施工：戸田建設）している。 （過去：横浜税関新港分関庁舎および横浜第一港湾合同庁舎の建物があった） （過去：敷地の一部には時間貸し駐車場（コインパーキングのPEN・タイムズ）および赤レンガパーク臨時駐輪場もあったが、2018年2月に閉鎖された） | 2020年9月着工 （2021年2月本着工） 2023年3月竣工 （同年5月開業）    |
| 10街区    | カップヌードルミュージアムパーク（旧名称：新港パーク） - グランピング施設「DREAM DOOR YOKOHAMA HAMMERHEAD (ドリームドア ヨコハマハンマーヘッド)」（展望デッキも設置、2021年8月オープン〈暫定施設〉） （国際橋より海側〈ぷかりさん橋手前 (18街区) との間〉に新たな人道橋「女神橋」を2020年度に架橋） | カップヌードルミュージアムパーク（旧名称：新港パーク） - グランピング施設「DREAM DOOR YOKOHAMA HAMMERHEAD (ドリームドア ヨコハマハンマーヘッド)」（展望デッキも設置、2021年8月オープン〈暫定施設〉） （国際橋より海側〈ぷかりさん橋手前 (18街区) との間〉に新たな人道橋「女神橋」を2020年度に架橋） | 2001年4月開園                                                      |
| 11-1街区  | JICA横浜（横浜センター〈旧：横浜国際センター〉/赤レンガ国際館） - 海外移住資料館（建物内2階） - 図書資料室（建物内2階） - JICAプラザよこはま（建物内2階） - 港が見えるレストラン Port Terrace Cafe（建物内3階） | JICA横浜（横浜センター〈旧：横浜国際センター〉/赤レンガ国際館） - 海外移住資料館（建物内2階） - 図書資料室（建物内2階） - JICAプラザよこはま（建物内2階） - 港が見えるレストラン Port Terrace Cafe（建物内3階） | 2002年12月開設                                                     |
| 11-2街区  | 安藤百福発明記念館 横浜（カップヌードルミュージアム 横浜） （事業者：日清食品ホールディングス） | 安藤百福発明記念館 横浜（カップヌードルミュージアム 横浜） （事業者：日清食品ホールディングス） | 2011年9月開業                                                      |
| 11-2街区  | グランドオリエンタルみなとみらい （大型チャペルなどブライダル関連複合施設、事業者：ブライダル・プロデュース） - 一般客が利用可能なカフェ&レストラン・アートギャラリーを併設。 - この他にイベント会場やコンサートホールとしての施設利用も可能。 | グランドオリエンタルみなとみらい （大型チャペルなどブライダル関連複合施設、事業者：ブライダル・プロデュース） - 一般客が利用可能なカフェ&レストラン・アートギャラリーを併設。 - この他にイベント会場やコンサートホールとしての施設利用も可能。 | 2013年11月開業                                                     |
| 11-2街区  | Audi みなとみらい （カフェ併設の自動車ショールーム等関連施設、事業者：アウディジャパン） | Audi みなとみらい （カフェ併設の自動車ショールーム等関連施設、事業者：アウディジャパン） | 2013年8月開業                                                      |
| 11-3街区  | 横浜みなとみらい万葉倶楽部（日帰り温泉・宿泊施設） | 横浜みなとみらい万葉倶楽部（日帰り温泉・宿泊施設） | 2005年6月開業                                                      |
| 12,14街区 | 横浜ワールドポーターズ（運営：イオンモール） - イオンシネマみなとみらい（旧ワーナー・マイカル・シネマズ系）（映画館） - 横浜ワールドビジネスサポートセンター <リニューアル> 2024年4月26日と同年7月の2期に分けて大規模リニューアル。 - ワールドフードホール（約500席/2024年7月オープン） - VRアトラクション「DIVR IMMERSIVE ARENA」（日本初上陸/2024年4月オープン） - 屋内アクティビティ施設「VS PARK」（神奈川県初出店/2024年7月オープン） | 横浜ワールドポーターズ（運営：イオンモール） - イオンシネマみなとみらい（旧ワーナー・マイカル・シネマズ系）（映画館） - 横浜ワールドビジネスサポートセンター <リニューアル> 2024年4月26日と同年7月の2期に分けて大規模リニューアル。 - ワールドフードホール（約500席/2024年7月オープン） - VRアトラクション「DIVR IMMERSIVE ARENA」（日本初上陸/2024年4月オープン） - 屋内アクティビティ施設「VS PARK」（神奈川県初出店/2024年7月オープン） | 1999年9月開業                                                      |
| 13街区    | ナビオス横浜（横浜国際船員センター） | ナビオス横浜（横浜国際船員センター） | 1999年10月開業                                                     |
| 15街区    | よこはまコスモワールド - コスモクロック21（観覧車） | よこはまコスモワールド - コスモクロック21（観覧車） | 1999年3月開園（15街区側） 暫定施設 （所有：横浜市）                |
| 16街区    | アニヴェルセル みなとみらい横浜 （ブライダル関連施設、事業者：アニヴェルセル） - 一般客が利用可能なカフェ&レストラン（アニヴェルセル カフェ）を併設。 （アニヴェルセル カフェは2013年12月先行開業） （景観問題により、外観や高さなどの変更が行われた） （過去：カーチス横浜、2011年3月末閉店） | アニヴェルセル みなとみらい横浜 （ブライダル関連施設、事業者：アニヴェルセル） - 一般客が利用可能なカフェ&レストラン（アニヴェルセル カフェ）を併設。 （アニヴェルセル カフェは2013年12月先行開業） （景観問題により、外観や高さなどの変更が行われた） （過去：カーチス横浜、2011年3月末閉店） | 2014年2月開業 （30年間の定期借地） （所有：横浜市）                |
| 17街区    | 運河パーク/プロムナード「汽車道」 - YOKOHAMA AIR CABIN「運河パーク駅」（都市型ロープウェイ、2021年4月開業） - ピア運河パーク（船乗り場） | 運河パーク/プロムナード「汽車道」 - YOKOHAMA AIR CABIN「運河パーク駅」（都市型ロープウェイ、2021年4月開業） - ピア運河パーク（船乗り場） | 汽車道：1997年7月開通 運河パーク：1999年9月開園                    |

#### 中央地区（18-67街区）

##### 18-25街区（みなとみらい駅方面）
| 街区      | 内容 | 内容 | 備考 |
| --------- | --- | --- | --- |
| 18,22街区 | 横浜国際平和会議場（パシフィコ横浜） - 展示ホール - 国立横浜国際会議場（国立大ホール） - 会議センター - 国際熱帯木材機関 - ヨコハマグランドインターコンチネンタルホテル | 横浜国際平和会議場（パシフィコ横浜） - 展示ホール - 国立横浜国際会議場（国立大ホール） - 会議センター - 国際熱帯木材機関 - ヨコハマグランドインターコンチネンタルホテル | 1988年12月着工 会議センター：1991年7月開業 ホテル：同年8月開業 展示ホール：同年10月開業 国立大ホール：1994年4月開業                       |
| 18,22街区 | ぷかりさん橋 - みなとみらいさん橋・海上旅客ターミナル（船乗り場） - ピア21（レストラン）（建物内2階） （2018年、「よこはま・みなとみらい海の駅」として海の駅に認定） （国際橋より海側〈カップヌードルミュージアムパーク (10街区) との間〉に新たな人道橋「女神橋」を2020年度に架橋） | ぷかりさん橋 - みなとみらいさん橋・海上旅客ターミナル（船乗り場） - ピア21（レストラン）（建物内2階） （2018年、「よこはま・みなとみらい海の駅」として海の駅に認定） （国際橋より海側〈カップヌードルミュージアムパーク (10街区) との間〉に新たな人道橋「女神橋」を2020年度に架橋） | 1991年11月供用 |
| 19街区    | 臨港パーク - 潮入りの池（2022年に既存の池は芝生化し人工海浜〈砂浜〉を整備） - カフェ・レストラン等複合施設「横浜ティンバーワーフ」（事業者：DRAFT/建築設計・デザイン：山下泰樹建築デザイン研究所、2025年10月開業予定〈暫定施設〉） 〈臨港パークプロジェクト（仮称）〉 - 北東先端部（2025年度完成予定） - 人工海浜や藻場・浅場、展望ゾーンなどを整備 - 桟橋（船乗り場）を整備 （パシフィコ横浜と接続する3橋の本設デッキを2025年度に整備予定） | 臨港パーク - 潮入りの池（2022年に既存の池は芝生化し人工海浜〈砂浜〉を整備） - カフェ・レストラン等複合施設「横浜ティンバーワーフ」（事業者：DRAFT/建築設計・デザイン：山下泰樹建築デザイン研究所、2025年10月開業予定〈暫定施設〉） 〈臨港パークプロジェクト（仮称）〉 - 北東先端部（2025年度完成予定） - 人工海浜や藻場・浅場、展望ゾーンなどを整備 - 桟橋（船乗り場）を整備 （パシフィコ横浜と接続する3橋の本設デッキを2025年度に整備予定） | 1989年3月開園 （一部供用開始） |
| 20街区    | 横浜みなとみらい国際コンベンションセンター（パシフィコ横浜ノース〈新展示場〉） 〈みなとみらい21中央地区20街区MICE施設整備事業〉 稼働率が限界に近づいているパシフィコ横浜の拡張およびMICE機能を拡充するため、新たなコンベンション施設（新展示場）をパシフィコ横浜の隣接地である20街区に開発（※パシフィコ横浜とはペデストリアンデッキで接続し、一体的に運用される）。2020年4月に開業。 ※当街区は「パシフィコ横浜」に隣接していることから、稼働率が限界に近づく展示場などの拡張とホテルの新設を計画。民間資金を活用するPFI事業とし、施設の建設・維持管理を行う事業者については入札を行い竹中工務店が選定された（2015年12月契約締結）。 ※なお、運営事業者については既存施設（パシフィコ横浜）の運営も行う横浜国際平和会議場が選定されている。 （過去：ナムコおよび日活が経済的な理由の他、労働組合の反発等もあって当街区での開発を中止） | 横浜みなとみらい国際コンベンションセンター（パシフィコ横浜ノース〈新展示場〉） 〈みなとみらい21中央地区20街区MICE施設整備事業〉 稼働率が限界に近づいているパシフィコ横浜の拡張およびMICE機能を拡充するため、新たなコンベンション施設（新展示場）をパシフィコ横浜の隣接地である20街区に開発（※パシフィコ横浜とはペデストリアンデッキで接続し、一体的に運用される）。2020年4月に開業。 ※当街区は「パシフィコ横浜」に隣接していることから、稼働率が限界に近づく展示場などの拡張とホテルの新設を計画。民間資金を活用するPFI事業とし、施設の建設・維持管理を行う事業者については入札を行い竹中工務店が選定された（2015年12月契約締結）。 ※なお、運営事業者については既存施設（パシフィコ横浜）の運営も行う横浜国際平和会議場が選定されている。 （過去：ナムコおよび日活が経済的な理由の他、労働組合の反発等もあって当街区での開発を中止） | 2017年8月着工 2020年4月開業 （所有：横浜市）                                                                                              |
| 20街区    | 会員制リゾートホテル「横浜ベイコート倶楽部 ホテル&スパリゾート」 / 一般高級ホテル「ザ・カハラ・ホテル&リゾート 横浜」 新展示場の隣接地（同街区内）には、リゾートトラストが会員制リゾートホテル「横浜ベイコート倶楽部 ホテル&スパリゾート」および一般高級ホテル「ザ・カハラ・ホテル&リゾート 横浜」（ハワイ州オアフ島のホテルブランド「ザ・カハラ・ホテル&リゾート」の世界展開第一号）を開発。2020年9月に開業。 （新展示場とホテルの間には歩行者動線の「キング軸」を整備、さらに集合住宅2棟が建つ50街区方面に向けて歩行者デッキ「キングモール橋 (きょう)」を架橋し、2020年4月に供用開始） | 会員制リゾートホテル「横浜ベイコート倶楽部 ホテル&スパリゾート」 / 一般高級ホテル「ザ・カハラ・ホテル&リゾート 横浜」 新展示場の隣接地（同街区内）には、リゾートトラストが会員制リゾートホテル「横浜ベイコート倶楽部 ホテル&スパリゾート」および一般高級ホテル「ザ・カハラ・ホテル&リゾート 横浜」（ハワイ州オアフ島のホテルブランド「ザ・カハラ・ホテル&リゾート」の世界展開第一号）を開発。2020年9月に開業。 （新展示場とホテルの間には歩行者動線の「キング軸」を整備、さらに集合住宅2棟が建つ50街区方面に向けて歩行者デッキ「キングモール橋 (きょう)」を架橋し、2020年4月に供用開始） | 2017年9月着工 2020年4月竣工 （同年9月開業） （所有：横浜市）                                                                              |
| 21街区    | 内貿バース（耐震バース・耐震強化岸壁） - みなとみらい臨時ヘリポート | 内貿バース（耐震バース・耐震強化岸壁） - みなとみらい臨時ヘリポート | 大規模災害発生時に緊急物資や被災者の海上輸送基地として利用                                                                                |
| 23街区    | よこはまコスモワールド （コスモワールドの当街区敷地にて、日本丸メモリアルパークの拡張計画あり） | よこはまコスモワールド （コスモワールドの当街区敷地にて、日本丸メモリアルパークの拡張計画あり） | 1990年8月開園（23街区側） （1999年3月リニューアル再開園） 暫定施設 （所有：横浜市）                                                       |
| 23街区    | 日本丸メモリアルパーク - 横浜みなと博物館（旧名称：横浜マリタイムミュージアム） - 日本丸展示ドック（重要文化財：旧横浜船渠株式会社第一号船渠、2000年指定） - 帆船日本丸（重要文化財、2017年指定/1985年4月より浮体展示） - ヘミングウェイ横浜（カフェ・バー&レストラン） - ピア日本丸（船乗り場） | 日本丸メモリアルパーク - 横浜みなと博物館（旧名称：横浜マリタイムミュージアム） - 日本丸展示ドック（重要文化財：旧横浜船渠株式会社第一号船渠、2000年指定） - 帆船日本丸（重要文化財、2017年指定/1985年4月より浮体展示） - ヘミングウェイ横浜（カフェ・バー&レストラン） - ピア日本丸（船乗り場） | 1985年4月開園 （一部供用開始） <横浜みなと博物館> 1989年3月開館（横浜博覧会開幕時） 2009年4月現名称で再開館 （2022年6月リニューアル開館） |
| 24街区    | クイーンズスクエア横浜 | クイーンモール（低層部メインストリート） | 1997年7月供用 |
| 24街区    | クイーンズスクエア横浜 | クイーンズサークル（建物内1階、イベントフロア） | 1997年7月供用 |
| 24街区    | クイーンズスクエア横浜 | クイーンズパーク（クイーンズスクエア前広場） | 1997年7月供用 |
| 24街区    | クイーンズスクエア横浜 | ショッピングフロア - みなとみらい東急スクエア - クイーンズイースト（旧よこはま東急百貨店）と［アット！］を2017年10月に統合。5つのゾーン（①、②、③、④、ステーションコア）で構成される。 | 2017年10月開業 （［アット！］：1997年7月開業） （よこはま東急百貨店：同年9月開業）                                                        |
| 24街区    | クイーンズスクエア横浜 | クイーンズタワーA （地上36階・地下5階、高さ約172m） - 日揮横浜本社（建物内の大部分） - 神奈川大学みなとみらいエクステンションセンター（KUポートスクエア/建物内14階にあったが、2021年度開設のみなとみらいキャンパス2階に移転） | 1997年7月開業 |
| 24街区    | クイーンズスクエア横浜 | クイーンズタワーB （地上28階・地下5階、高さ約138m） - ノジマ本社（建物内26階） - 日立情報通信エンジニアリング本社（同22階） | 1997年7月開業 |
| 24街区    | クイーンズスクエア横浜 | クイーンズタワーC （地上21階・地下5階、高さ約109m） | 1997年7月開業 |
| 24街区    | クイーンズスクエア横浜 | 横浜ベイホテル東急（旧名称：パン パシフィックホテル横浜） | 1997年8月開業 |
| 24街区    | クイーンズスクエア横浜 | 横浜みなとみらいホール（建物内1階） | 1998年6月開館 （2022年10月リニューアル開館）                                                                                              |
| 24街区    | クイーンズスクエア横浜 | みなとみらいギャラリー（建物内2階） | |
| 24街区    | クイーンズスクエア横浜 | みなとみらい駅（建物内地下3階で直結） | 2004年2月開業 |
| 24街区    | クイーンズスクエア横浜 | 地域冷暖房システム第2プラント（クイーンズタワーA地下4-5階、事業者：みなとみらい21熱供給） | 1997年6月竣工 |
| 25街区    | 横浜ランドマーク | 横浜ランドマークタワー （事業者：三菱地所） （地上70階・地下3階、高さ約296m〈最頂部高さ296.33m〉） - スカイガーデン（建物内69階・展望フロア） - 横浜ロイヤルパークホテル - 横浜国立大学みなとみらいキャンパス（同18階） - 横浜エフエム放送 (FM Yokohama) 本社（同10階） - テレビ神奈川 (tvk) 中継局横浜みなと | 1990年3月着工 1993年7月開業 （ホテル：同年9月開業）                                                                                       |
| 25街区    | 横浜ランドマーク | ランドマークプラザ（ショッピングモール） - ランドマークホール（建物内5階） - ランドマークスタジオ（同5階） - ポケモンセンターヨコハマ（同4階） | 1993年7月開業 |
| 25街区    | 横浜ランドマーク | ドックヤードガーデン（重要文化財：旧横浜船渠株式会社第二号船渠、1997年指定） | 1993年7月供用 |
| 25街区    | ギャラリー棟 - 技術系スタートアップ成長支援拠点「TECH HUB YOKOHAMA」（2024年11月開設） - 三菱地所のレジデンスクラブラウンジ「みなとみらいイベントスクエア」 - 三菱地所ホームのリフォームショールーム - 三菱地所ハウスネットみなとみらい営業所 （ランドマークタワー二期棟建設予定地） （過去：2006年8月まで、マンション販売センターの「フォレシスギャラリー」（暫定施設）があった） （過去：ニコル・グループの自動車ショールームがあったが2024年1月までに地区内の施設に移転した） | ギャラリー棟 - 技術系スタートアップ成長支援拠点「TECH HUB YOKOHAMA」（2024年11月開設） - 三菱地所のレジデンスクラブラウンジ「みなとみらいイベントスクエア」 - 三菱地所ホームのリフォームショールーム - 三菱地所ハウスネットみなとみらい営業所 （ランドマークタワー二期棟建設予定地） （過去：2006年8月まで、マンション販売センターの「フォレシスギャラリー」（暫定施設）があった） （過去：ニコル・グループの自動車ショールームがあったが2024年1月までに地区内の施設に移転した） | 暫定施設 （所有：三菱地所） （ランドマークタワー二期棟の開発時期等詳細については不明）                                                    |

##### 26-31街区（桜木町駅方面）
| 街区   | 内容 | 内容 | 備考                            |
| ------ | --- | --- | ------------------------------- |
| 26街区 | クロスゲート (CROSS GATE) （地上25階・地下2階、高さ約100m） - 横浜桜木町ワシントンホテル | クロスゲート (CROSS GATE) （地上25階・地下2階、高さ約100m） - 横浜桜木町ワシントンホテル | 1998年4月着工 2000年10月開業    |
| 27街区 | 横浜桜木郵便局 | 横浜桜木郵便局 | 1997年4月移転開局               |
| 27街区 | 富士ソフト本社ビル （地上21階・地下2階、高さ約105m） | 富士ソフト本社ビル （地上21階・地下2階、高さ約105m） | 2004年4月開業                   |

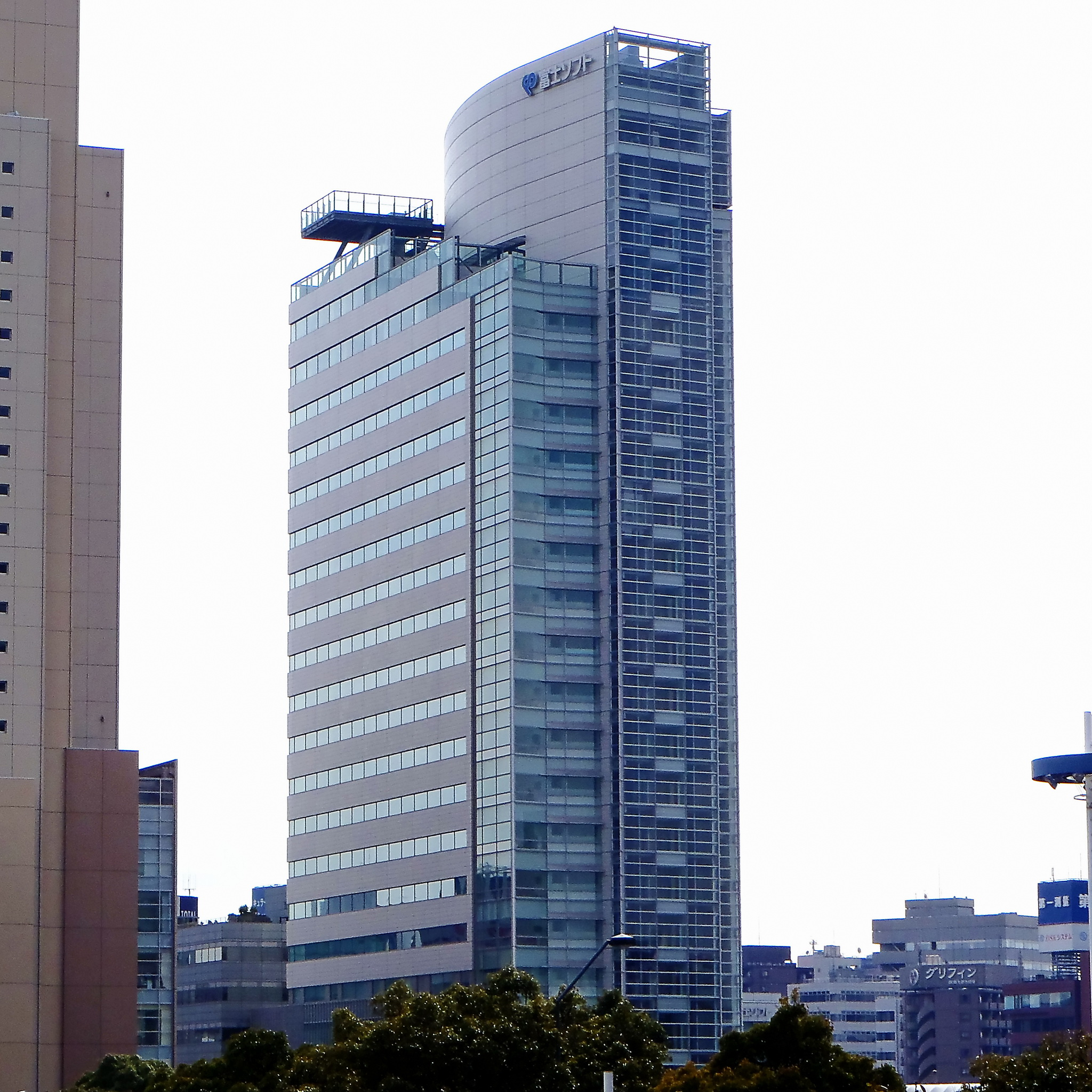
富士ソフト本社ビル

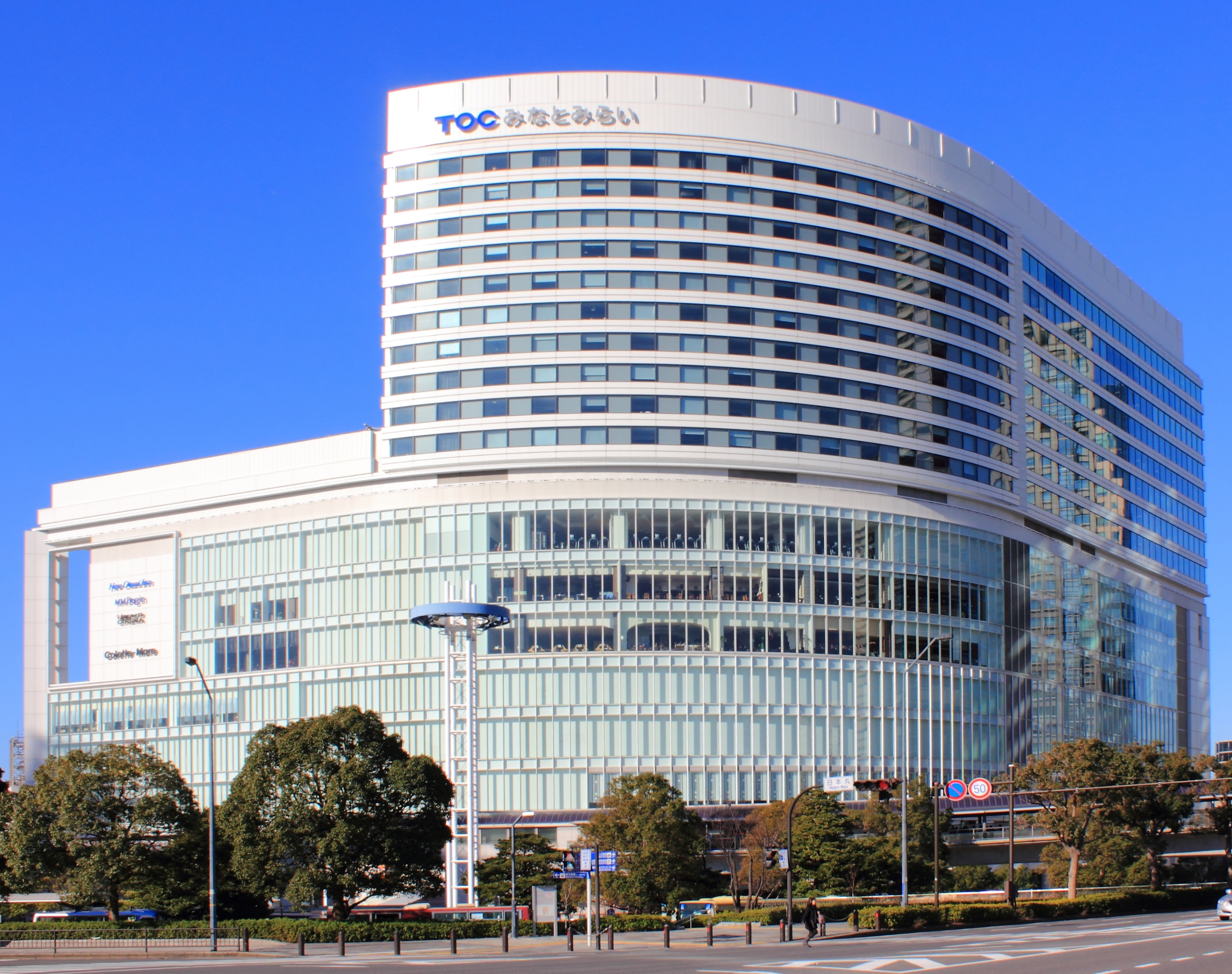
ヒューリックみなとみらい

| 28街区 | ヒューリックみなとみらい（旧名称：TOCみなとみらい〈2017年12月に改称〉） （事業者：テーオーシー） （所有：ヒューリック（土地）/ 芙蓉総合リース（建物）） （地上19階・地下1階、高さ約94m） - 商業棟（低層部） - コレットマーレ (B1-7F) - 横浜ブルク13（映画館/6-9F） - MM Begin（フィットネスクラブ/7-8F） - ホテル・オフィス棟（高層部） - ニューオータニイン横浜プレミアム (10-19F) | ヒューリックみなとみらい（旧名称：TOCみなとみらい〈2017年12月に改称〉） （事業者：テーオーシー） （所有：ヒューリック（土地）/ 芙蓉総合リース（建物）） （地上19階・地下1階、高さ約94m） - 商業棟（低層部） - コレットマーレ (B1-7F) - 横浜ブルク13（映画館/6-9F） - MM Begin（フィットネスクラブ/7-8F） - ホテル・オフィス棟（高層部） - ニューオータニイン横浜プレミアム (10-19F) | 2007年9月着工 2010年3月開業     |
| 29街区 | 県民共済プラザビル（神奈川県民共済生活協同組合の本部を設置） （地上14階・地下2階、高さ約70m） - 県民共済みらいホール（建物内1階、貸ホール） - 結婚式場メルヴェーユ（建物内4-7階、同組合員が利用できる結婚式場） | 県民共済プラザビル（神奈川県民共済生活協同組合の本部を設置） （地上14階・地下2階、高さ約70m） - 県民共済みらいホール（建物内1階、貸ホール） - 結婚式場メルヴェーユ（建物内4-7階、同組合員が利用できる結婚式場） | 2004年3月開業                   |
| 30街区 | 横浜銀行本店ビル （地上28階・地下3階、高さ約152m） | 横浜銀行本店ビル （地上28階・地下3階、高さ約152m） | 1990年12月着工 1993年9月開業    |
| 30街区 | 日石横浜ビル （地上30階・地下2階、高さ約133m） | 日石横浜ビル （地上30階・地下2階、高さ約133m） | 1994年7月着工 1997年7月開業     |
| 31街区 | みなとみらい21クリーンセンター - 廃棄物管路収集施設（みなとみらい21管路収集システムを管理運用） （管路収集は2017年度末〈2018年3月末〉に廃止） - 以前からオフィススペースもあり、上記の施設を管理・運営する公益財団法人横浜市資源循環公社が入居していた。 - 収集施設廃止後は横浜市役所の共用書庫や事務処理センター機能を設けて、庁舎建物として活用（リノベーション）。               | みなとみらい21クリーンセンター - 廃棄物管路収集施設（みなとみらい21管路収集システムを管理運用） （管路収集は2017年度末〈2018年3月末〉に廃止） - 以前からオフィススペースもあり、上記の施設を管理・運営する公益財団法人横浜市資源循環公社が入居していた。 - 収集施設廃止後は横浜市役所の共用書庫や事務処理センター機能を設けて、庁舎建物として活用（リノベーション）。               | 1988年4月着工 1991年5月開業     |
| 31街区 | みなとみらい21熱供給 - 地域冷暖房システムセンタープラント | みなとみらい21熱供給 - 地域冷暖房システムセンタープラント | 1989年2月竣工 同年4月熱供給開始 |

##### 32-38街区
| 街区   | 内容 | 内容 | 備考 |
| ------ | --- | --- | --- |
| 32街区 | けいゆう病院/ （別棟：けいゆうみらい館） | けいゆう病院/ （別棟：けいゆうみらい館） | 1996年1月移転開院 |

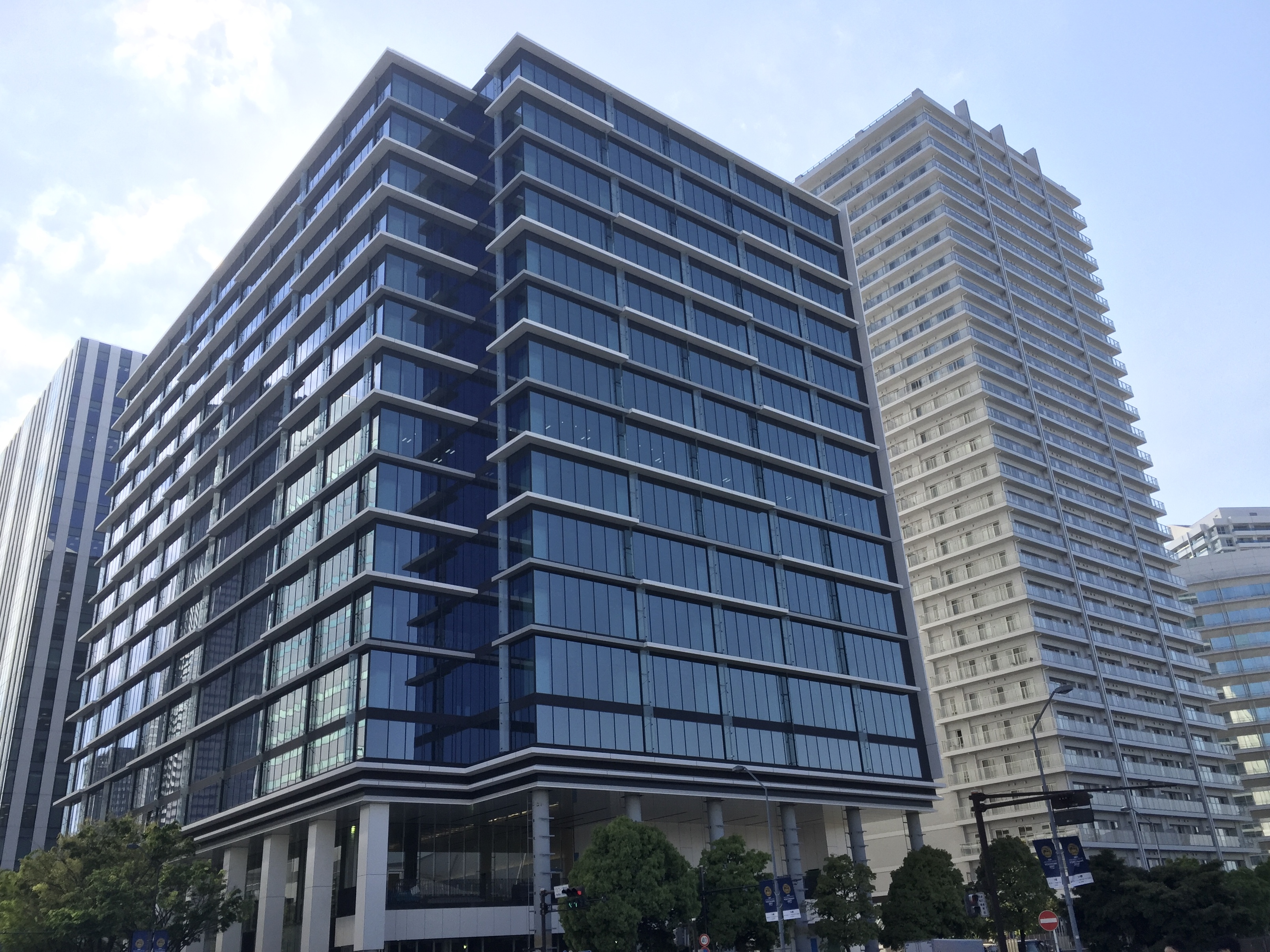
オーシャンゲートみなとみらい

みなとみらいビジネススクエア

MMパークビル

みなとみらいセンタービル

MARK IS みなとみらい

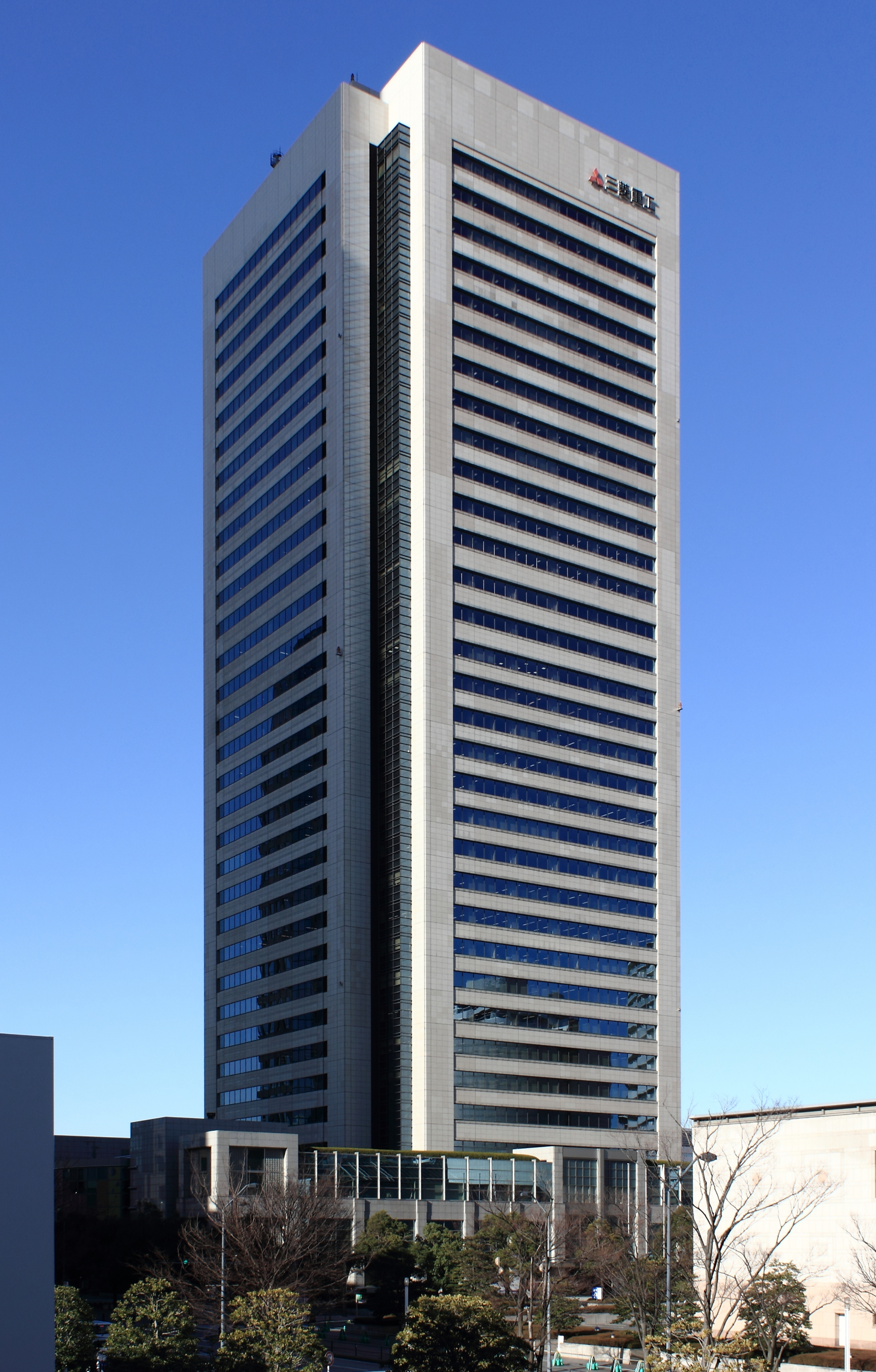
KDX横浜みなとみらいタワー

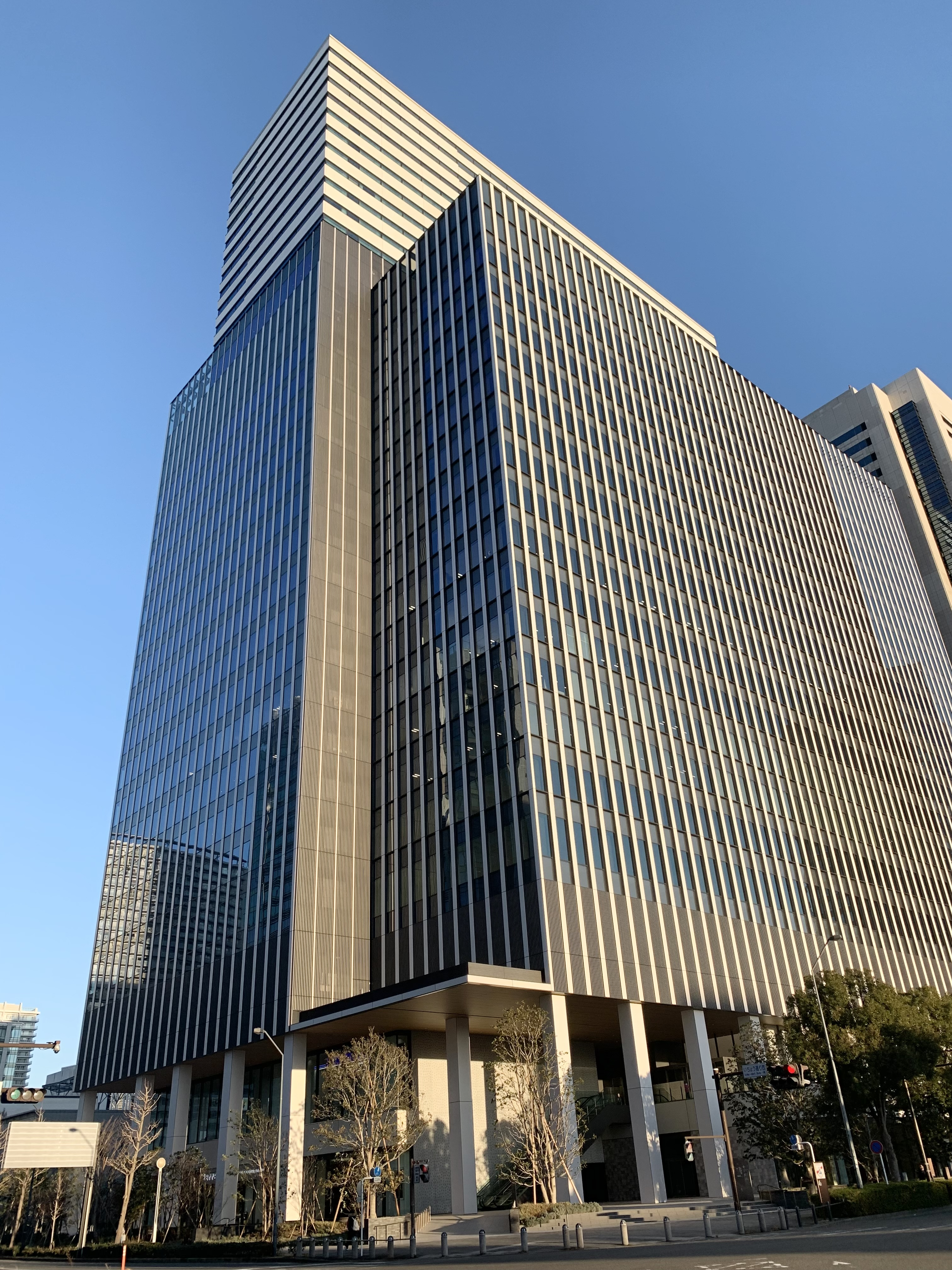
横浜コネクトスクエア

| 32街区 | 神奈川県警みなとみらい分庁舎 - 戸部警察署みなとみらい交番（建物内1階） （国際大通り側に神奈川県警みなとみらい分庁舎が使用する暫定駐車場あり） | 神奈川県警みなとみらい分庁舎 - 戸部警察署みなとみらい交番（建物内1階） （国際大通り側に神奈川県警みなとみらい分庁舎が使用する暫定駐車場あり） | 2000年3月開庁 |
| 32街区 | オーシャンゲートみなとみらい（事務所棟）・ブランズタワーみなとみらい（集合住宅棟）からなる高層複合施設 （事業者：東急不動産/設計・施工：清水建設） - オーシャンゲートみなとみらい (OCEAN GATE MINATO MIRAI)：オフィス、店舗、保育所などが入る。 （地上15階、高さ約82m） - キャタピラージャパンが2017年12月に本社や複数の部門、関連会社を移転・集約。 - 京セラが2019年5月に国内6箇所目となる研究開発拠点「みなとみらいリサーチセンター」を開設（開所式は同年7月19日）。 - 品川や横浜市内の計3箇所に分散する通信システム・AI関連技術者など約600人（最終的に1,000人規模に拡大）を集約し、IoTやエネルギー関連、自動車の先進運転支援システム (ADAS) といった先進技術・システムの研究開発などを強化。 - 「共創スペース」を開設し、オープンイノベーションの仕組みも導入。 - ウィーワークが2018年11月に国内最大拠点となるコワーキングスペース（シェアオフィス）を開設。 - ベントレー横浜（自動車ショールーム、ディーラー：SKYグループ） - ブランズタワーみなとみらい（BRANZTOWER みなとみらい）：東急不動産のマンションブランド「BRANZ（ブランズ）」の基幹物件。 （地上29階・地下1階、高さ99.7m） （UR都市機構が2013年3月25日に行った入札で同社が落札、土地を取得） （過去：2006年3月に32番館 (飲食店等) 、同年10月に臨時バス専用駐車場閉鎖） | オーシャンゲートみなとみらい（事務所棟）・ブランズタワーみなとみらい（集合住宅棟）からなる高層複合施設 （事業者：東急不動産/設計・施工：清水建設） - オーシャンゲートみなとみらい (OCEAN GATE MINATO MIRAI)：オフィス、店舗、保育所などが入る。 （地上15階、高さ約82m） - キャタピラージャパンが2017年12月に本社や複数の部門、関連会社を移転・集約。 - 京セラが2019年5月に国内6箇所目となる研究開発拠点「みなとみらいリサーチセンター」を開設（開所式は同年7月19日）。 - 品川や横浜市内の計3箇所に分散する通信システム・AI関連技術者など約600人（最終的に1,000人規模に拡大）を集約し、IoTやエネルギー関連、自動車の先進運転支援システム (ADAS) といった先進技術・システムの研究開発などを強化。 - 「共創スペース」を開設し、オープンイノベーションの仕組みも導入。 - ウィーワークが2018年11月に国内最大拠点となるコワーキングスペース（シェアオフィス）を開設。 - ベントレー横浜（自動車ショールーム、ディーラー：SKYグループ） - ブランズタワーみなとみらい（BRANZTOWER みなとみらい）：東急不動産のマンションブランド「BRANZ（ブランズ）」の基幹物件。 （地上29階・地下1階、高さ99.7m） （UR都市機構が2013年3月25日に行った入札で同社が落札、土地を取得） （過去：2006年3月に32番館 (飲食店等) 、同年10月に臨時バス専用駐車場閉鎖） | <ブランズタワーみなとみらい> 2014年10月着工 2017年1月竣工 <オーシャンゲートみなとみらい> 2015年10月着工 2017年7月竣工 （同年12月開業） |
| 33街区 | みなとみらいビジネススクエア（オフィスビル・低層部商業施設） （事業者：東京海上日動火災保険） （地上14階・地下2階、高さ約60m） | みなとみらいビジネススクエア（オフィスビル・低層部商業施設） （事業者：東京海上日動火災保険） （地上14階・地下2階、高さ約60m） | 2002年7月着工 2004年8月竣工 みなとみらい駅直結                                                                                         |
| 33街区 | MMパークビル（オフィスビル・低層部商業施設・医療機関等） （事業者：三菱地所） （地上16階・地下1階、高さ約72m） | MMパークビル（オフィスビル・低層部商業施設・医療機関等） （事業者：三菱地所） （地上16階・地下1階、高さ約72m） | 2006年5月着工 2007年12月竣工 みなとみらい駅直結                                                                                        |
| 33街区 | みなとみらいセンタービル（オフィスビル・低層部商業施設） （事業者：オリックス、大和ハウス工業、ケン・コーポレーション） （地上21階・地下2階、高さ約100m） - MMcruise（1-3階、飲食店・ショップ・薬局・実験施設） - マセラティみなとみらい（自動車ショールーム、ディーラー：セブンアベニュー） - ランボルギーニ横浜（自動車ショールーム、ディーラー：ボロネーゼ） - レノボ・ジャパンの企業向けノートブックPC研究開発拠点「大和研究所」 （大型実験施設：1階の一部と2階の大部分、オフィス・実験室：20-21階） - バンテック本社（2019年7月29日移転） | みなとみらいセンタービル（オフィスビル・低層部商業施設） （事業者：オリックス、大和ハウス工業、ケン・コーポレーション） （地上21階・地下2階、高さ約100m） - MMcruise（1-3階、飲食店・ショップ・薬局・実験施設） - マセラティみなとみらい（自動車ショールーム、ディーラー：セブンアベニュー） - ランボルギーニ横浜（自動車ショールーム、ディーラー：ボロネーゼ） - レノボ・ジャパンの企業向けノートブックPC研究開発拠点「大和研究所」 （大型実験施設：1階の一部と2階の大部分、オフィス・実験室：20-21階） - バンテック本社（2019年7月29日移転） | 2007年9月着工 2010年5月竣工 みなとみらい駅直結                                                                                         |
| 34街区 | MARK IS みなとみらい（大型商業施設） （土地所有・事業者：三菱地所） （地上6階・地下4階、高さ約37m） 当地区最大級の商業施設が横浜美術館前に誕生。地下でみなとみらい駅とも直結。 ファッション、雑貨、レストラン、食料品店など約190のテナントが出店している。 <主要テナント> - ローソン・ユナイテッドシネマ STYLE-S みなとみらい（映画館/2024年4月開業） 〈過去の施設：セガによる大自然体感型エンターテインメント施設「Orbi Yokohama」（BBCと提携、2020年12月閉館）→屋内型アニマルテーマパーク「Moff animal world（モフ アニマルワールド）」（2021年4月27日より約1年間期間限定オープン）〉 - 東京ガス横浜みなとみらいショールーム（横浜の食文化に関する体験型施設を併設） - ボーネルンドあそびのせかい（子供の遊び場などキッズコーナー・ベビーコーナー） - 認可保育所「ポピンズナーサリースクールみなとみらい」 - ジャックモールのテナントのうち、スポーツオーソリティ、ノジマ、トイザらス等が再出店 | MARK IS みなとみらい（大型商業施設） （土地所有・事業者：三菱地所） （地上6階・地下4階、高さ約37m） 当地区最大級の商業施設が横浜美術館前に誕生。地下でみなとみらい駅とも直結。 ファッション、雑貨、レストラン、食料品店など約190のテナントが出店している。 <主要テナント> - ローソン・ユナイテッドシネマ STYLE-S みなとみらい（映画館/2024年4月開業） 〈過去の施設：セガによる大自然体感型エンターテインメント施設「Orbi Yokohama」（BBCと提携、2020年12月閉館）→屋内型アニマルテーマパーク「Moff animal world（モフ アニマルワールド）」（2021年4月27日より約1年間期間限定オープン）〉 - 東京ガス横浜みなとみらいショールーム（横浜の食文化に関する体験型施設を併設） - ボーネルンドあそびのせかい（子供の遊び場などキッズコーナー・ベビーコーナー） - 認可保育所「ポピンズナーサリースクールみなとみらい」 - ジャックモールのテナントのうち、スポーツオーソリティ、ノジマ、トイザらス等が再出店 | 2011年5月着工 2013年6月開業 みなとみらい駅直結 （駐車場：約900台収容）                                                                 |
| 35街区 | グランモール公園（美術の広場） | グランモール公園（美術の広場） | 1991年12月一部開園 1999年11月全面開園 （2015年度〜2016年度リニューアル）                                                               |
| 36街区 | 横浜美術館 | 横浜美術館 | 1989年3月暫定開館（横浜博覧会のパビリオン） 同年11月正式開館 （2024年3月リニューアル開館）                                             |
| 37街区 | （南区画）KDX横浜みなとみらいタワー（旧名称：三菱重工横浜ビル〈2024年11月に改称〉） （建物の規模：地上33階・地下2階、高さ151.9m/延床面積約100,900m2） - 三菱重工業の本社機能を有し（横浜本社）、火力発電システム事業などを行う三菱パワーの本社なども入居していたが、三菱重工グループは2024年8月より東京都港区の田町タワーに完全移転した。 - 三菱みなとみらい技術館（建物内1-2階） （2017年3月にヒューリックが当ビルを取得しており、その後、ケネディクスグループが組成するファンド等に組み入れられている） | （南区画）KDX横浜みなとみらいタワー（旧名称：三菱重工横浜ビル〈2024年11月に改称〉） （建物の規模：地上33階・地下2階、高さ151.9m/延床面積約100,900m2） - 三菱重工業の本社機能を有し（横浜本社）、火力発電システム事業などを行う三菱パワーの本社なども入居していたが、三菱重工グループは2024年8月より東京都港区の田町タワーに完全移転した。 - 三菱みなとみらい技術館（建物内1-2階） （2017年3月にヒューリックが当ビルを取得しており、その後、ケネディクスグループが組成するファンド等に組み入れられている） | 1992年4月着工 1994年2月竣工 （同年6月開業）                                                                                            |
| 37街区 | （北区画）横浜コネクトスクエア 〈みなとみらい21中央地区37街区開発計画/MM37タワー（仮称）〉 （設計：鹿島建設・三菱地所設計、施工：鹿島建設） （敷地面積：約10,082m2、そのうち建築面積は約6,106m2） オフィス・ホテル・店舗を主とした複合高層ビル。 ケネディクス・パナソニックホームズ・鹿島建設で構成される合同会社KRF48による旧：三菱重工横浜ビル隣接地における開発計画。当計画は国土交通大臣の民間都市再生事業計画に認定されている。 <フロア構成> （建物の規模：地上28階・地下1階、高さ約146m/延床面積約121,727m2） - 低層部 - 地下1階：駐車場（駐車台数254台） - 1-2階：商業施設 - フェラーリのショールーム「Nicole Competizione 横浜ショールーム」（ディーラー：ニコル・グループ） 25街区の暫定施設より2023年10月23日に移転。 - ヒョンデ みなとみらい 本社ショールーム（当ビルに日本法人本社設置） 2025年1月17日グランドオープン。 - 3階：オフィスサポート施設（カンファレンスルーム・コワーキングスペースなど） - 中層部（4-18階）：オフィスエリア - 高層部（20-27階）：ホテル「三井ガーデンホテル横浜みなとみらいプレミア」 <広場・歩行者ネットワーク> 隣接する横浜美術館側（東側）に「アートプラザ」、みなとみらい大通り側（南側）にアートプラザへの動線（通景）を確保し建物のゲートにも当たる「ゲートプラザ」という2つの広場を設け、同美術館（36街区）と2020年3月に完成したぴあアリーナMM（38街区、将来的に当ビルとペデストリアンデッキで接続予定）を結ぶ「芸術と文化軸」（歩行者動線・にぎわい空間）を形成。この他、北側と西側にも広場を設ける計画となっている。 <開発決定までの経緯> 「三菱重工横浜ビル#隣接地における計画」も参照 当地ではもともと三菱重工横浜ビル（現：KDX横浜みなとみらいタワー）の二期棟計画があったが、当面延期となり住宅展示場の「横浜ホームコレクション」（暫定施設）が置かれてきた経緯がある。2013年に二期棟計画（下記参照）が再浮上したが、開発の着手までには至らなかった。 その後、2017年3月にケネディクスが組成した特別目的会社・KRF48が土地を取得し、みなとみらい地区全体やIR法案等の状況も見据えた上で新規開発プロジェクトを模索することとなった。同年11月にはパナソニックホームズ（旧パナホーム）および鹿島建設もKRF48に出資し開発プロジェクトに参画することとなり、開発計画の具体化に向けて大きく進展。2018年5月に複合高層ビル（上記）の開発計画が公表された。なお、横浜ホームコレクションは2019年7月末で営業を終了し、翌8月より解体されている。 （過去：当地では三菱重工横浜ビル〈現：KDX横浜みなとみらいタワー〉の新たな二期棟計画が2013年に公表され、2015年の着工および2017年の竣工を目指すとしていたが、未着工のままその後の進展がなく2017年3月までに白紙撤回となった） | （北区画）横浜コネクトスクエア 〈みなとみらい21中央地区37街区開発計画/MM37タワー（仮称）〉 （設計：鹿島建設・三菱地所設計、施工：鹿島建設） （敷地面積：約10,082m2、そのうち建築面積は約6,106m2） オフィス・ホテル・店舗を主とした複合高層ビル。 ケネディクス・パナソニックホームズ・鹿島建設で構成される合同会社KRF48による旧：三菱重工横浜ビル隣接地における開発計画。当計画は国土交通大臣の民間都市再生事業計画に認定されている。 <フロア構成> （建物の規模：地上28階・地下1階、高さ約146m/延床面積約121,727m2） - 低層部 - 地下1階：駐車場（駐車台数254台） - 1-2階：商業施設 - フェラーリのショールーム「Nicole Competizione 横浜ショールーム」（ディーラー：ニコル・グループ） 25街区の暫定施設より2023年10月23日に移転。 - ヒョンデ みなとみらい 本社ショールーム（当ビルに日本法人本社設置） 2025年1月17日グランドオープン。 - 3階：オフィスサポート施設（カンファレンスルーム・コワーキングスペースなど） - 中層部（4-18階）：オフィスエリア - 高層部（20-27階）：ホテル「三井ガーデンホテル横浜みなとみらいプレミア」 <広場・歩行者ネットワーク> 隣接する横浜美術館側（東側）に「アートプラザ」、みなとみらい大通り側（南側）にアートプラザへの動線（通景）を確保し建物のゲートにも当たる「ゲートプラザ」という2つの広場を設け、同美術館（36街区）と2020年3月に完成したぴあアリーナMM（38街区、将来的に当ビルとペデストリアンデッキで接続予定）を結ぶ「芸術と文化軸」（歩行者動線・にぎわい空間）を形成。この他、北側と西側にも広場を設ける計画となっている。 <開発決定までの経緯> 「三菱重工横浜ビル#隣接地における計画」も参照 当地ではもともと三菱重工横浜ビル（現：KDX横浜みなとみらいタワー）の二期棟計画があったが、当面延期となり住宅展示場の「横浜ホームコレクション」（暫定施設）が置かれてきた経緯がある。2013年に二期棟計画（下記参照）が再浮上したが、開発の着手までには至らなかった。 その後、2017年3月にケネディクスが組成した特別目的会社・KRF48が土地を取得し、みなとみらい地区全体やIR法案等の状況も見据えた上で新規開発プロジェクトを模索することとなった。同年11月にはパナソニックホームズ（旧パナホーム）および鹿島建設もKRF48に出資し開発プロジェクトに参画することとなり、開発計画の具体化に向けて大きく進展。2018年5月に複合高層ビル（上記）の開発計画が公表された。なお、横浜ホームコレクションは2019年7月末で営業を終了し、翌8月より解体されている。 （過去：当地では三菱重工横浜ビル〈現：KDX横浜みなとみらいタワー〉の新たな二期棟計画が2013年に公表され、2015年の着工および2017年の竣工を目指すとしていたが、未着工のままその後の進展がなく2017年3月までに白紙撤回となった） | 2020年4月着工 2023年1月竣工 |
| 38街区 | 今後開発予定地（最北部の区画） （敷地面積：約5,200m2） （2018年7月よりコインパーキングのPEN〈みなとみらい3丁目パーキング〉あり） | 今後開発予定地（最北部の区画） （敷地面積：約5,200m2） （2018年7月よりコインパーキングのPEN〈みなとみらい3丁目パーキング〉あり） | 開発内容等詳細は不明 （所有：三菱地所）                                                                                                |
| 38街区 | ぴあアリーナMM （敷地面積：38街区全体約19,700m2のうち、約12,000m2 ） ぴあが収容客数1万人規模の大型コンサートアリーナ（地上4階建て・高さ約32m、飲食店も入居）を開設。同社はこれを機にホール・劇場運営事業に本格参入する。 - 当初は2020年4月25日の開業を予定していたが、新型コロナウイルスの感染拡大により全公演中止または延期され、同年7月10日に改めて正式開業となった。 - 民間企業単独による同規模のアリーナ建設・運営は日本国内初。東京オリンピック開催（※当初2020年夏に開催予定）による大型ホール・会場不足問題への対策も兼ねている。 - 音楽コンサートをメインとするものの、公演のジャンルについては限定しない。 - アーティストとの距離感や音響・照明環境の強化に加え、機材搬入の効率化なども考慮し新しいタイプの音楽アリーナを目指す。 - 周辺の集客施設およびエンターテインメント関連企業、横浜市と連携して地域の活性化にも取り組む。 - みなとみらい大通りに面する2階部分にはペデストリアンデッキを設置し、下記の首都高神奈川局を経由して桜木町駅方面とも接続（この他、将来的にみなとみらい大通りの頭上を横切るようにデッキが分岐して、KRF48による37街区複合ビルにも接続予定。また、44街区（ウェスティンホテル横浜）方面にも延伸する計画がある）。 （三菱地所が所有する土地を定期借地権〈営業期間：30年〉で借り受け、佐藤工業の施工で建設） （過去：暫定施設の中古車センター「日産カーパレス」と「トヨタジョイパーク」が2017年3月に閉鎖） （過去には38街区にて、三菱地所による高さ180m級の高層オフィスビル計画も明らかになっている） | ぴあアリーナMM （敷地面積：38街区全体約19,700m2のうち、約12,000m2 ） ぴあが収容客数1万人規模の大型コンサートアリーナ（地上4階建て・高さ約32m、飲食店も入居）を開設。同社はこれを機にホール・劇場運営事業に本格参入する。 - 当初は2020年4月25日の開業を予定していたが、新型コロナウイルスの感染拡大により全公演中止または延期され、同年7月10日に改めて正式開業となった。 - 民間企業単独による同規模のアリーナ建設・運営は日本国内初。東京オリンピック開催（※当初2020年夏に開催予定）による大型ホール・会場不足問題への対策も兼ねている。 - 音楽コンサートをメインとするものの、公演のジャンルについては限定しない。 - アーティストとの距離感や音響・照明環境の強化に加え、機材搬入の効率化なども考慮し新しいタイプの音楽アリーナを目指す。 - 周辺の集客施設およびエンターテインメント関連企業、横浜市と連携して地域の活性化にも取り組む。 - みなとみらい大通りに面する2階部分にはペデストリアンデッキを設置し、下記の首都高神奈川局を経由して桜木町駅方面とも接続（この他、将来的にみなとみらい大通りの頭上を横切るようにデッキが分岐して、KRF48による37街区複合ビルにも接続予定。また、44街区（ウェスティンホテル横浜）方面にも延伸する計画がある）。 （三菱地所が所有する土地を定期借地権〈営業期間：30年〉で借り受け、佐藤工業の施工で建設） （過去：暫定施設の中古車センター「日産カーパレス」と「トヨタジョイパーク」が2017年3月に閉鎖） （過去には38街区にて、三菱地所による高さ180m級の高層オフィスビル計画も明らかになっている） | 2017年12月着工 2020年3月竣工 （30年間の定期借地） （所有：三菱地所）                                                                   |
| 38街区 | 首都高速道路株式会社神奈川局（事務所・駐車所） （敷地面積：約2,500m2/最南部の区画：首都高速神奈川1号横羽線みなとみらい出入口至近） （建物の規模：地上10階、高さ47m/基本設計：UG都市建築） - 神奈川局（神奈川管理局と神奈川建設局を統合）の事務所の他に、パトロールカーなどの駐車スペース（60台分）も確保。 （京急東神奈川駅近くより事務所を移転し2021年4月に開業） - 低層部の1・2階には見学自由（無料）の展示スペース「首都高MMパーク」が2021年6月にオープン。 - 道路を挟んで向かい側にある30街区の横浜銀行本店ビル（桜木町駅方面）および上記のぴあアリーナMMとペデストリアンデッキで接続。 | 首都高速道路株式会社神奈川局（事務所・駐車所） （敷地面積：約2,500m2/最南部の区画：首都高速神奈川1号横羽線みなとみらい出入口至近） （建物の規模：地上10階、高さ47m/基本設計：UG都市建築） - 神奈川局（神奈川管理局と神奈川建設局を統合）の事務所の他に、パトロールカーなどの駐車スペース（60台分）も確保。 （京急東神奈川駅近くより事務所を移転し2021年4月に開業） - 低層部の1・2階には見学自由（無料）の展示スペース「首都高MMパーク」が2021年6月にオープン。 - 道路を挟んで向かい側にある30街区の横浜銀行本店ビル（桜木町駅方面）および上記のぴあアリーナMMとペデストリアンデッキで接続。 | 2019年4月着工 2021年3月竣工 （同年4月開業） （土地売却か定期借地かは不明） （所有：三菱地所）                                          |

##### 39-49街区
| 街区   | 内容 | 内容 | 備考                                                                                                 |
| ------ | --- | --- | --- |

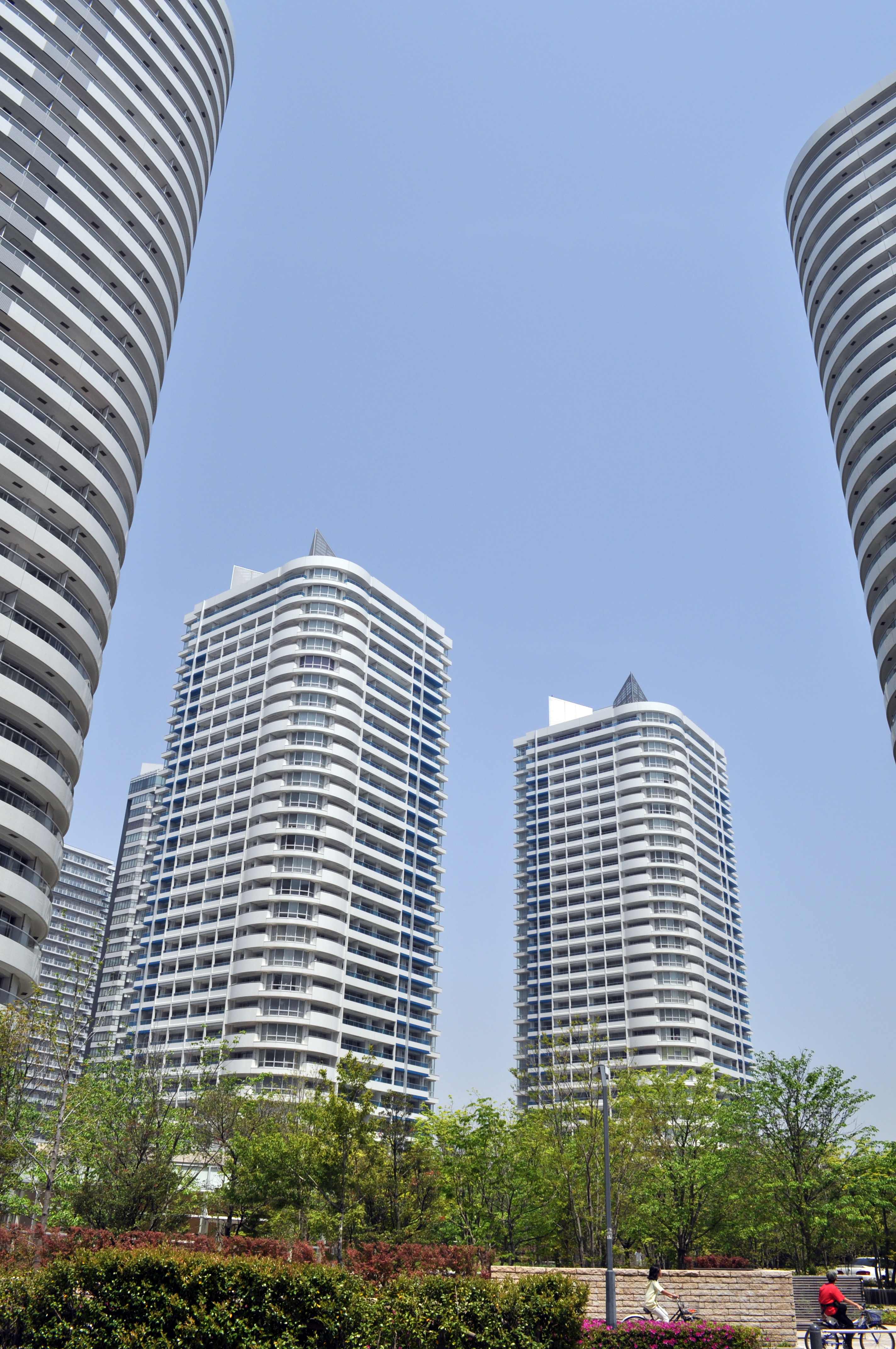
M.M.TOWERS、M.M.TOWERS FORESIS

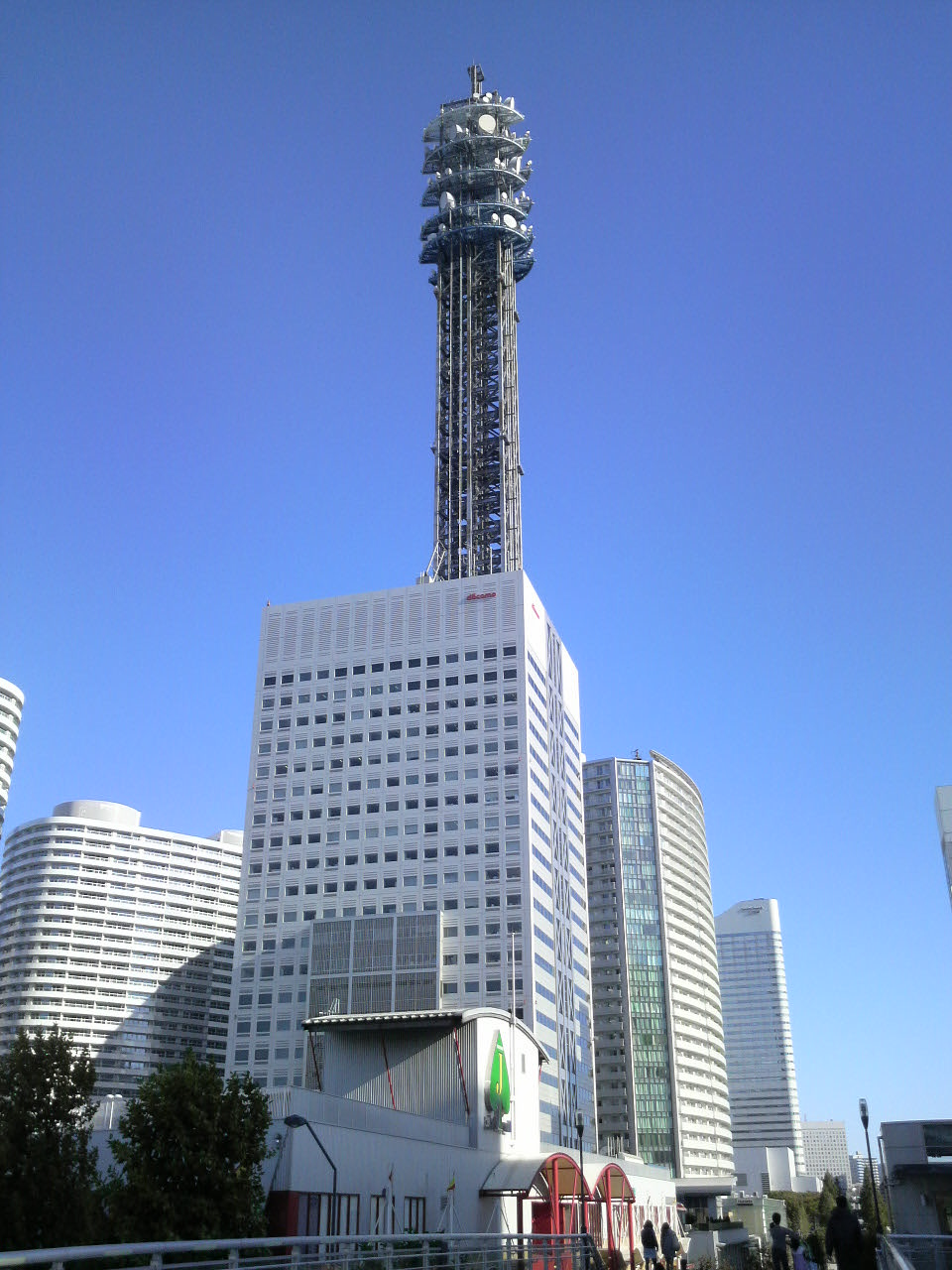
横浜メディアタワー

みなとみらいミッドスクエア（低層部のスターバックスコーヒー併設TSUTAYA）

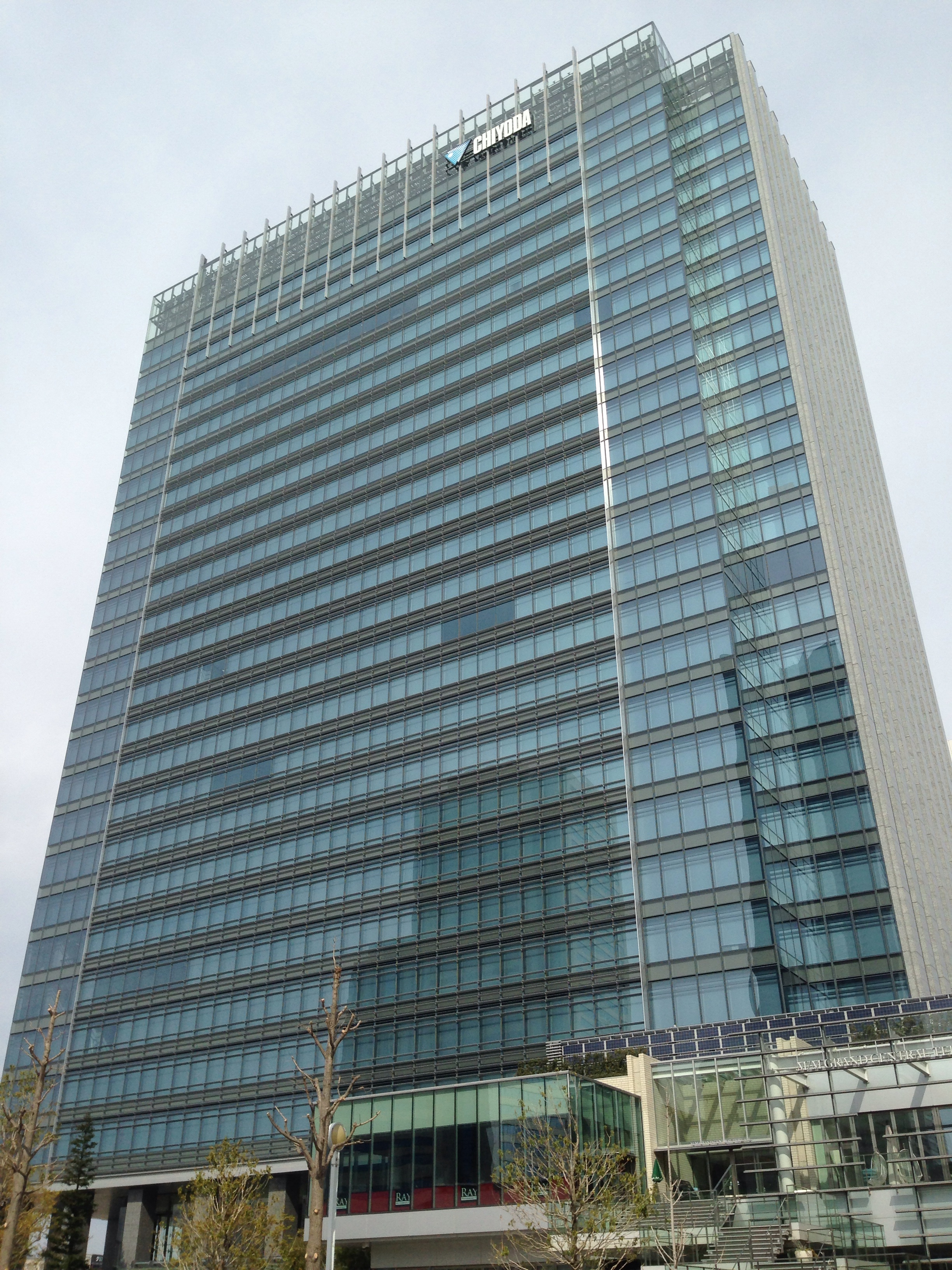
みなとみらいグランドセントラルタワー

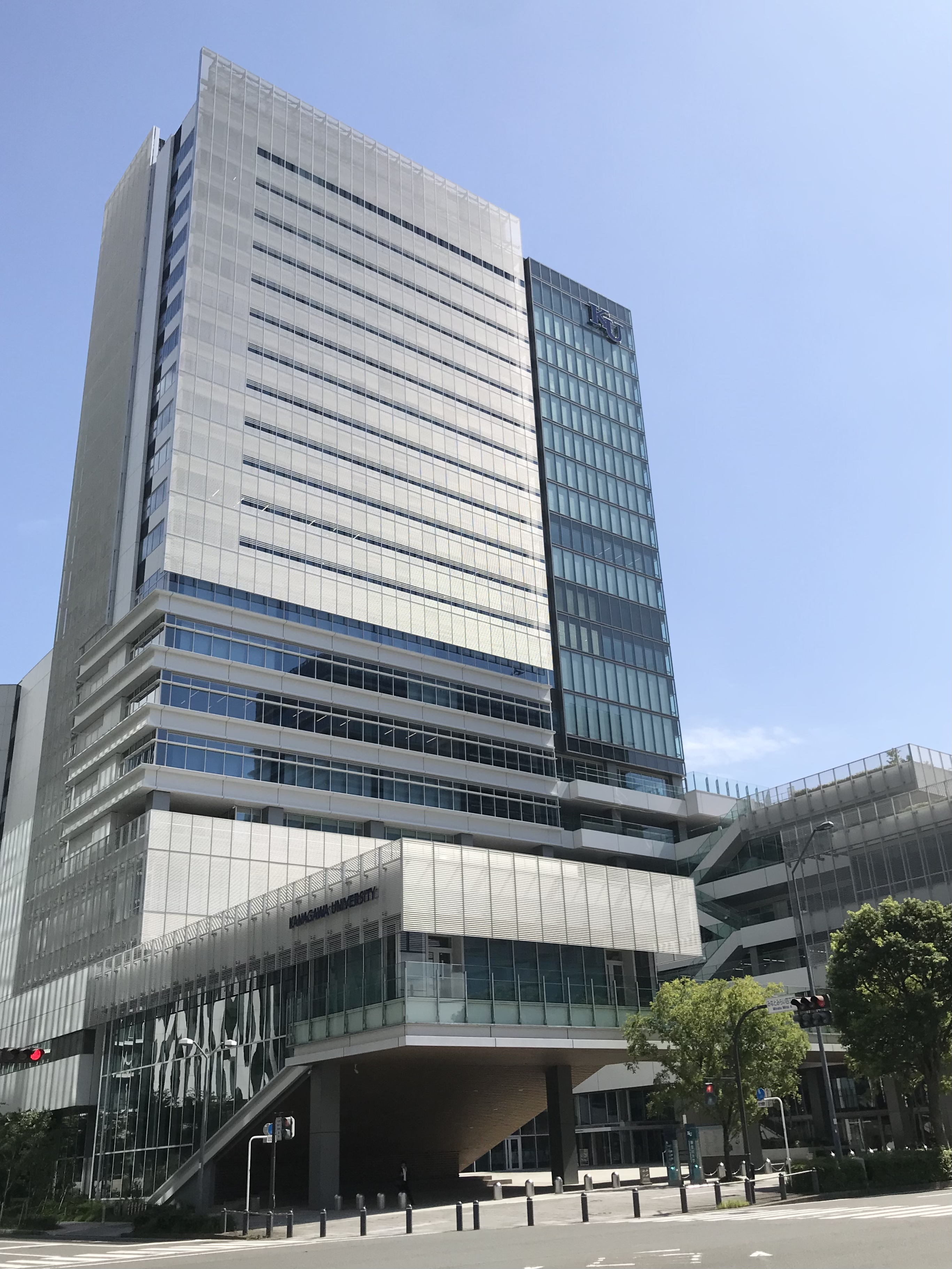
神奈川大学みなとみらいキャンパス

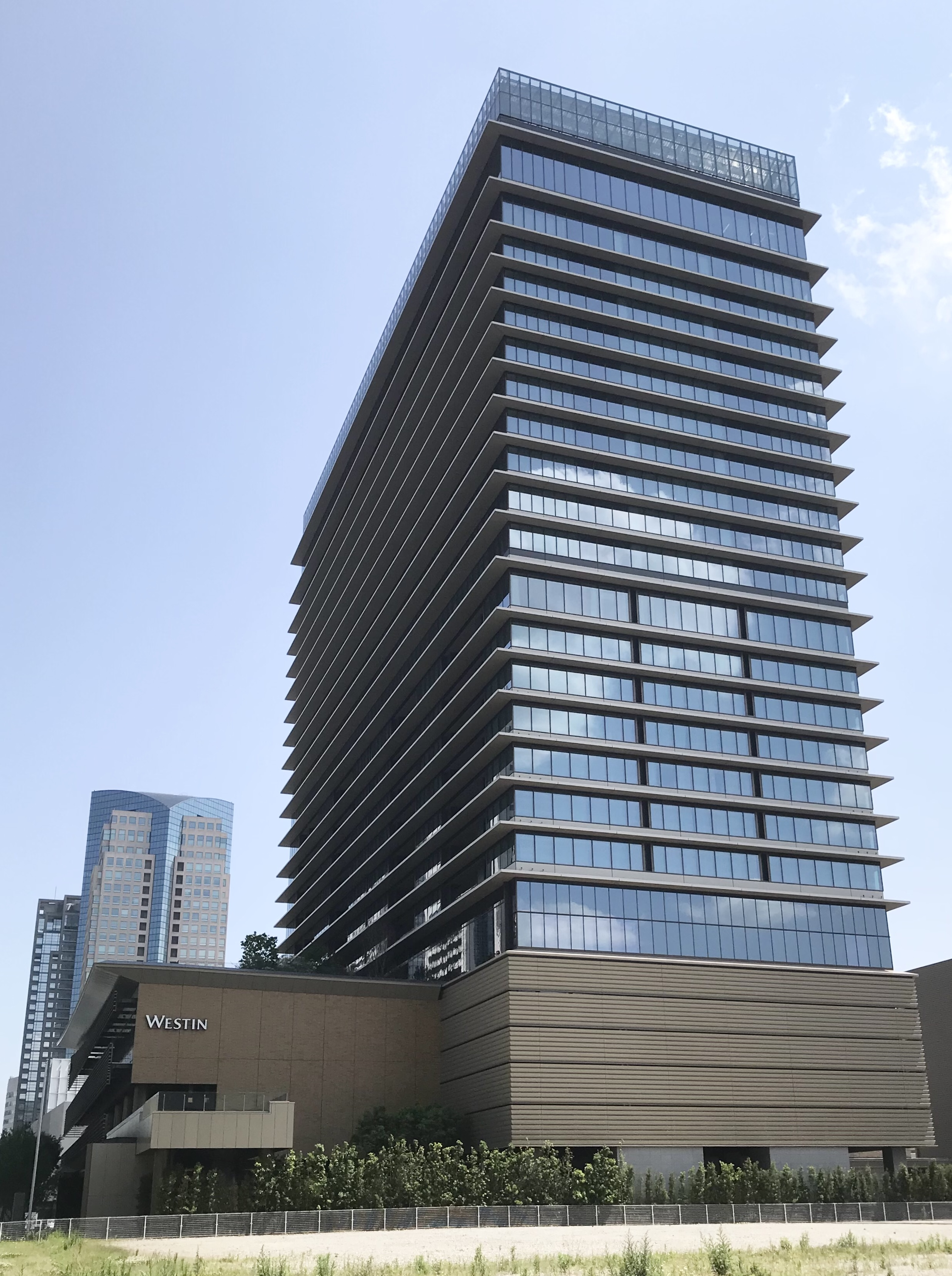
ウェスティンホテル横浜

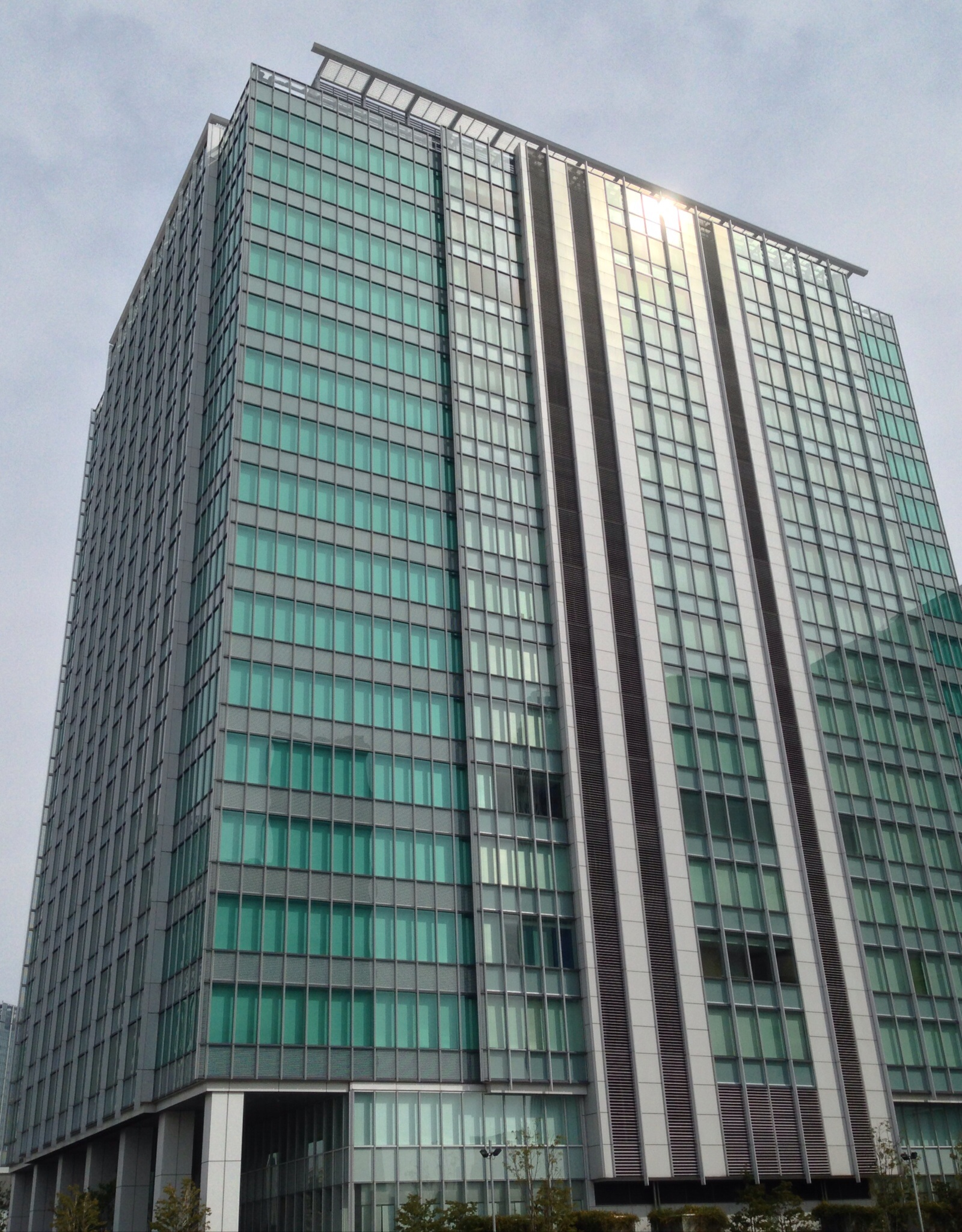
横浜ブルーアベニュー

横浜野村ビル

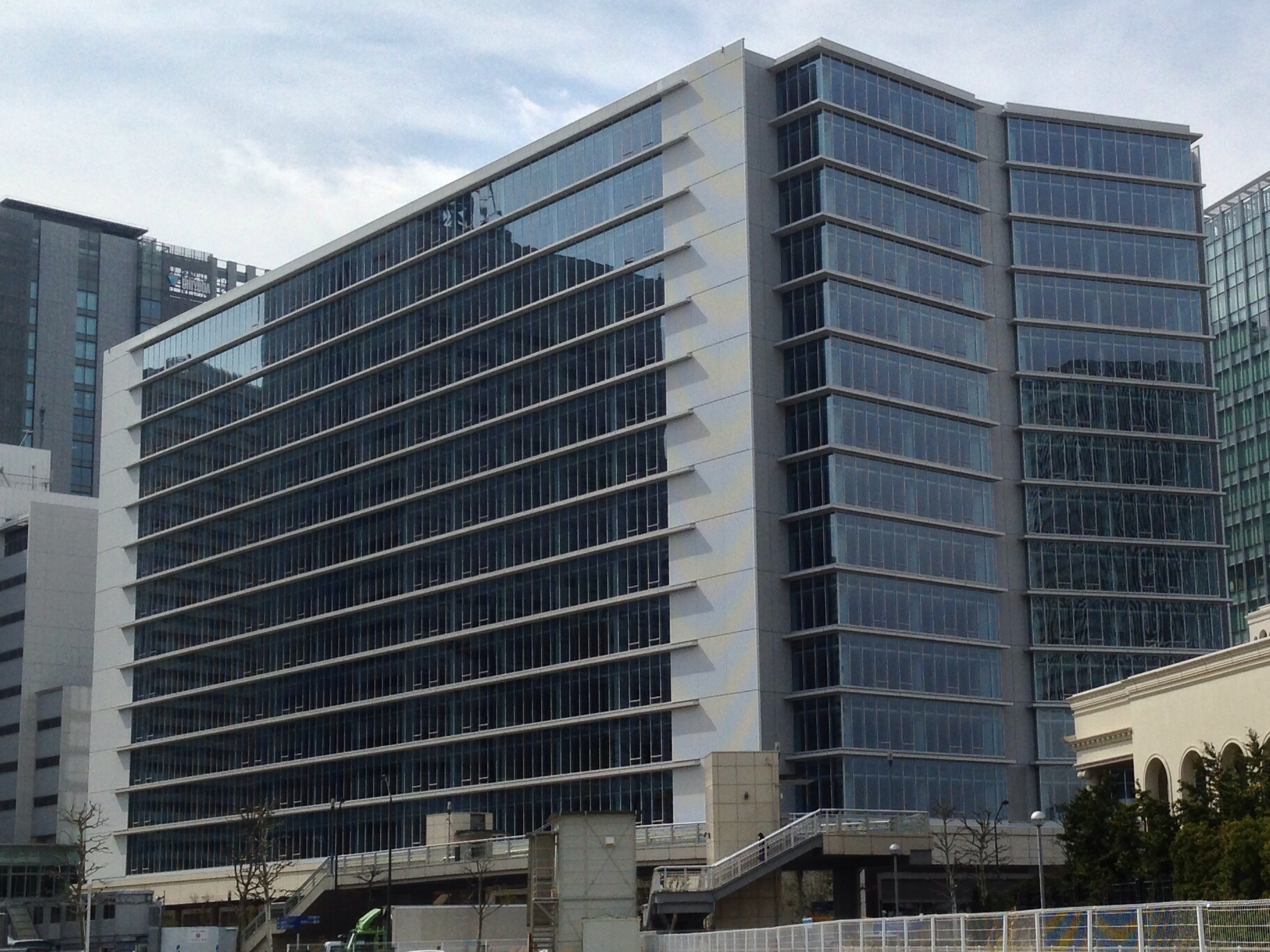
横浜アイマークプレイス

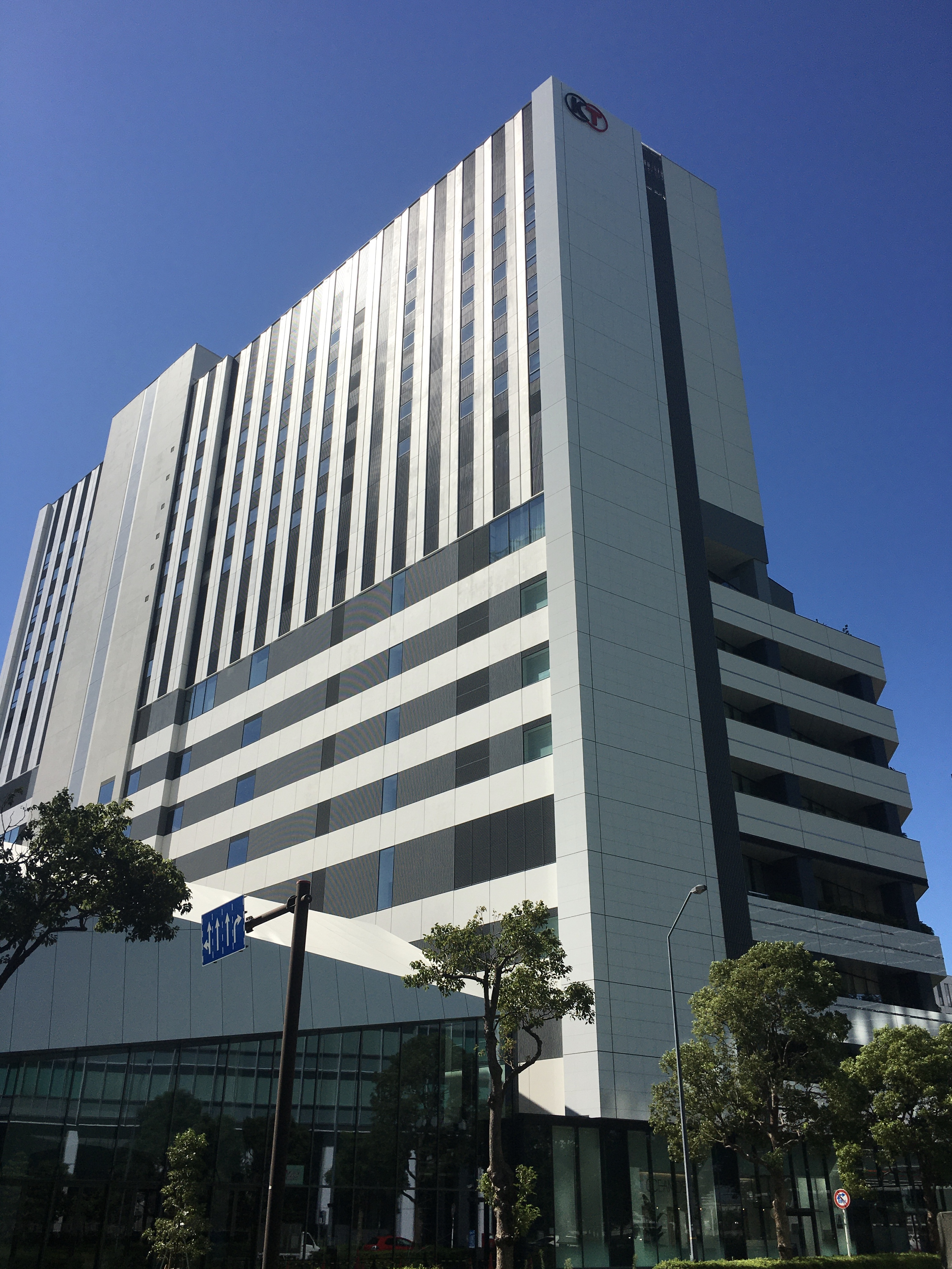
KTビル（コーエーテクモゲームス本社）

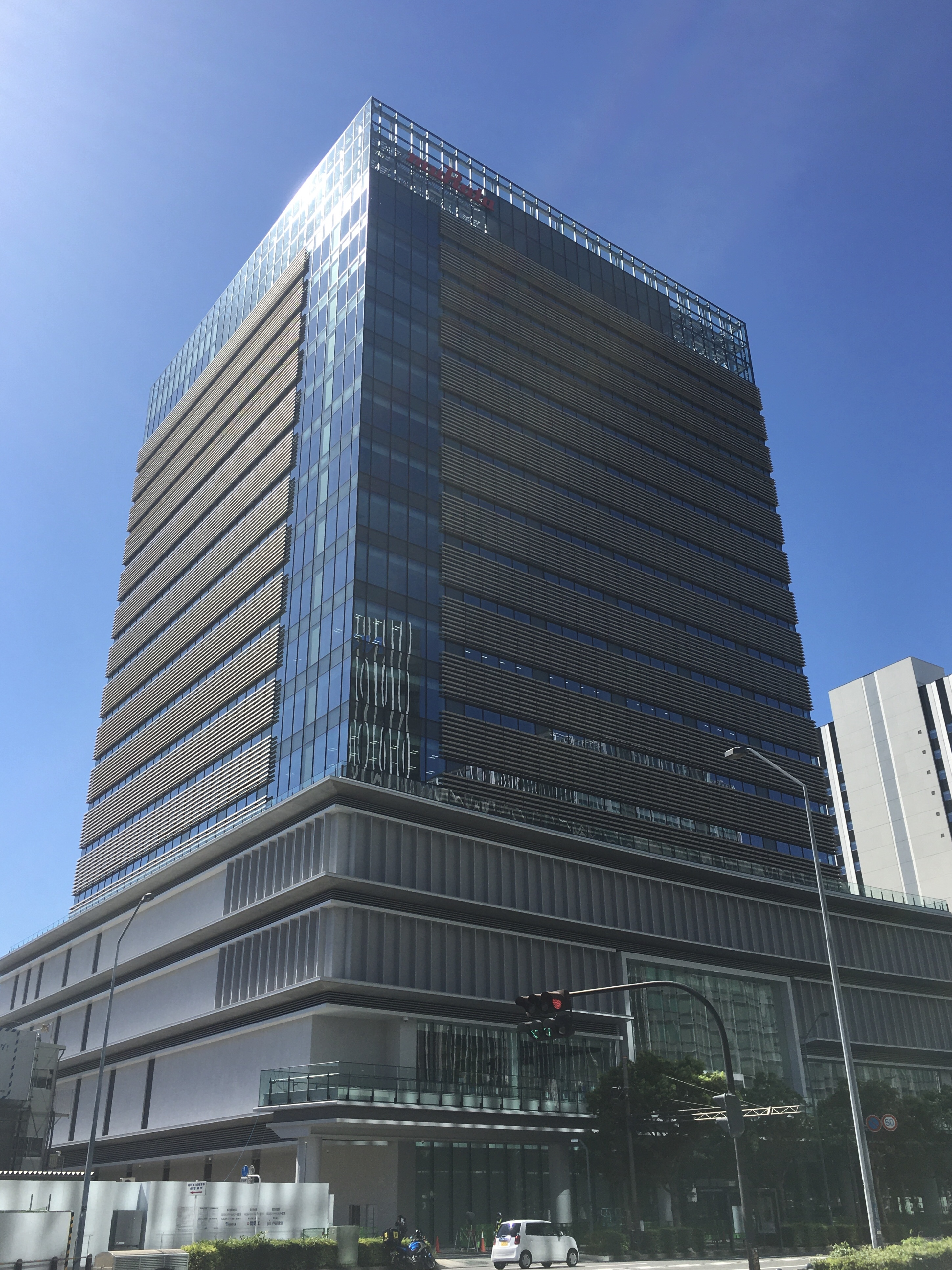
村田製作所みなとみらいイノベーションセンター

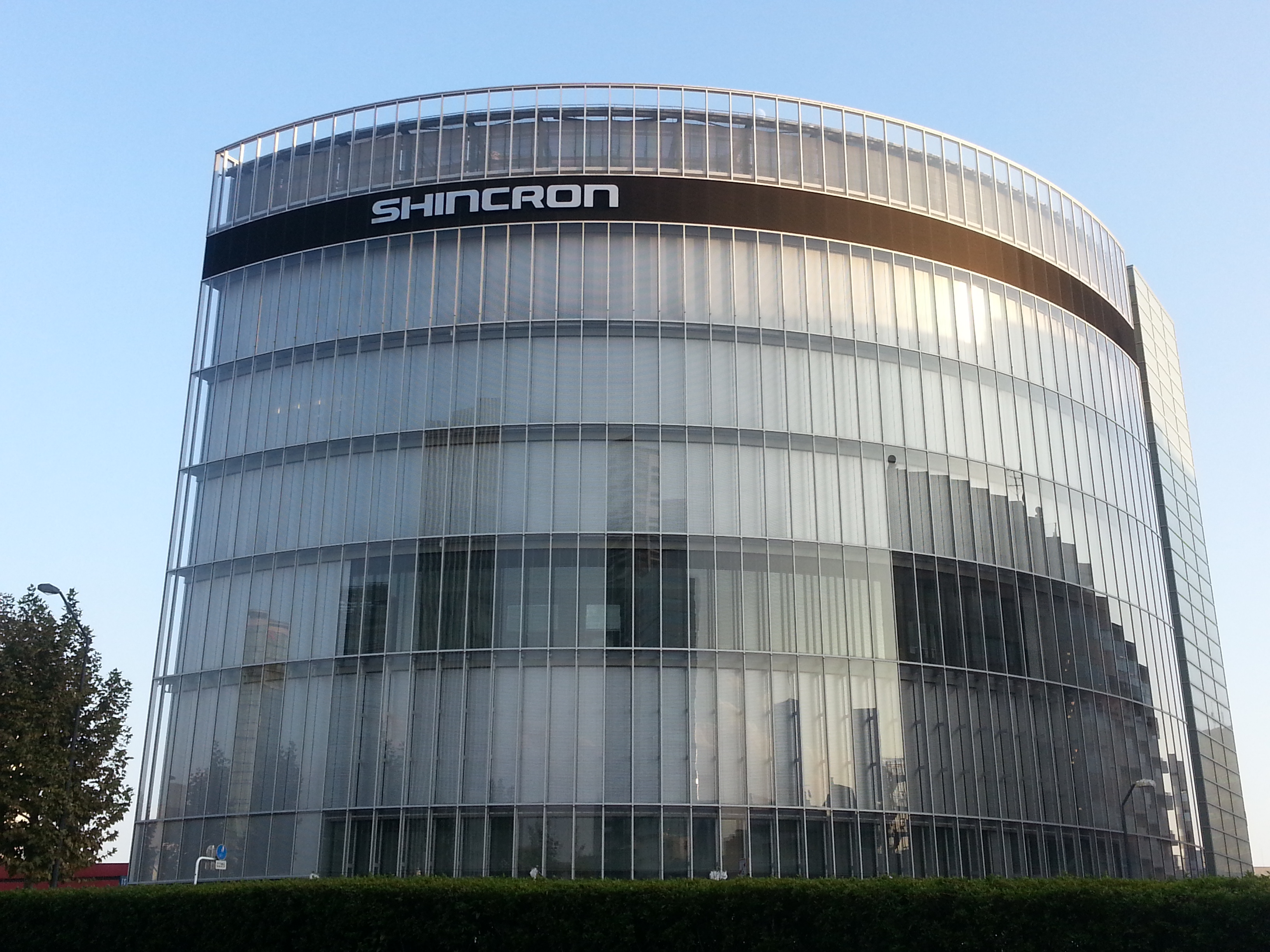
シンクロン本社ビル

| 39街区 | M.M.TOWERS（集合住宅） - THE West/THE East/THE Southの3棟からなる。 （いずれも地上30階・地下1階、高さ99.9m） | M.M.TOWERS（集合住宅） - THE West/THE East/THE Southの3棟からなる。 （いずれも地上30階・地下1階、高さ99.9m） | THE West：2003年10月竣工 THE East：同年2月竣工 THE South：同年10月竣工                               |
| 40街区 | M.M.TOWERS FORESIS（集合住宅） - R棟/L棟の2棟からなる。 （いずれも地上30階・地下1階、高さ99.95m） | M.M.TOWERS FORESIS（集合住宅） - R棟/L棟の2棟からなる。 （いずれも地上30階・地下1階、高さ99.95m） | R棟：2007年3月竣工 L棟：2008年2月竣工                                                                |
| 41街区 | （北区画）横浜メディアタワー（上部に通信用タワー設置） （地上22階・地下2階、高さ約105m〈通信用タワー込みの高さは約253m〉） - NTTドコモ神奈川支店 - NTT横浜遊電地（休館中） - ハックドラッグ（ドラッグストア） - Chef's Green（レストラン） - PLUS APPLI（各種自動販売機コーナー） - Simple Style（インテリア・家具）（2014年5月閉店） | （北区画）横浜メディアタワー（上部に通信用タワー設置） （地上22階・地下2階、高さ約105m〈通信用タワー込みの高さは約253m〉） - NTTドコモ神奈川支店 - NTT横浜遊電地（休館中） - ハックドラッグ（ドラッグストア） - Chef's Green（レストラン） - PLUS APPLI（各種自動販売機コーナー） - Simple Style（インテリア・家具）（2014年5月閉店） | 1997年5月開業 1999年5月開業 （通信用タワー：同年10月完成）                                           |
| 41街区 | （南区画）みなとみらいミッドスクエア ザ・タワーレジデンス（M.M.MID SQUARE、集合住宅） （地上31階・地下1階、高さ99.95m） - TSUTAYA 横浜みなとみらい店 - スターバックス（TSUTAYA併設） - kino cinéma (キノシネマ) 横浜みなとみらい（ミニシアター、TSUTAYAの2階部分に2019年4月12日開業） - キノフィルムズ（木下グループ）の関連会社であるkino cinéma（キノシネマ）が運営 - クリニックモール | （南区画）みなとみらいミッドスクエア ザ・タワーレジデンス（M.M.MID SQUARE、集合住宅） （地上31階・地下1階、高さ99.95m） - TSUTAYA 横浜みなとみらい店 - スターバックス（TSUTAYA併設） - kino cinéma (キノシネマ) 横浜みなとみらい（ミニシアター、TSUTAYAの2階部分に2019年4月12日開業） - キノフィルムズ（木下グループ）の関連会社であるkino cinéma（キノシネマ）が運営 - クリニックモール | 2007年6月竣工                                                                                        |
| 42街区 | （北区画）リーフみなとみらい （地上12階・地下4階、高さ約70m） - かつてはIDC大塚家具などが入る商業ビルだったが、2023年2月の閉店を機に4階から上層階をオフィス用途に転換した。 - サムスン電子が半導体パッケージ技術関連の研究開発拠点「みなとみらいPackage」を2024年11月に開設し、2027年3月に事業開始（本稼働）予定。 - 自動車ショールーム - テスラみなとみらい（テスラモーターズジャパン直営販売店） | （北区画）リーフみなとみらい （地上12階・地下4階、高さ約70m） - かつてはIDC大塚家具などが入る商業ビルだったが、2023年2月の閉店を機に4階から上層階をオフィス用途に転換した。 - サムスン電子が半導体パッケージ技術関連の研究開発拠点「みなとみらいPackage」を2024年11月に開設し、2027年3月に事業開始（本稼働）予定。 - 自動車ショールーム - テスラみなとみらい（テスラモーターズジャパン直営販売店） | 2002年4月着工 2004年4月開業                                                                          |
| 42街区 | （南区画）みなとみらいグランドセントラルタワー（オフィスビル・低層部商業施設） （事業者：丸紅・三菱商事/施工：鹿島建設） （建物の規模：地上26階・地下2階、高さ123.6m） - オフィスエリア（3-25階） - 千代田化工建設グローバル本社（8-25階に入居） - フォルクスワーゲン グループ ジャパン研究開発拠点（2020年4月開設） - MMテラス（1-2階、飲食店街） - コメダ珈琲店（サンマルクカフェ跡地に2024年7月オープン予定） - ファミマ!! - モッズ・ヘア（美容サロン） - Youth Theatre Japan (YTJ) みなとみらいスタジオ | （南区画）みなとみらいグランドセントラルタワー（オフィスビル・低層部商業施設） （事業者：丸紅・三菱商事/施工：鹿島建設） （建物の規模：地上26階・地下2階、高さ123.6m） - オフィスエリア（3-25階） - 千代田化工建設グローバル本社（8-25階に入居） - フォルクスワーゲン グループ ジャパン研究開発拠点（2020年4月開設） - MMテラス（1-2階、飲食店街） - コメダ珈琲店（サンマルクカフェ跡地に2024年7月オープン予定） - ファミマ!! - モッズ・ヘア（美容サロン） - Youth Theatre Japan (YTJ) みなとみらいスタジオ | 2009年1月着工 2011年9月竣工 （2012年1月開業）                                                        |
| 43街区 | （北区画）神奈川大学みなとみらいキャンパス （施工：竹中工務店） （建物の規模：地上22階・地下1階、高さ98.85m） 建物は22階建て高層棟と3階建て低層棟の2棟からなり、以下のゾーンで構成される。 - 1-3階〈交流ゾーン〉：ワールドビュッフェ（多国籍料理）や図書館、託児施設、多目的ホールなどを設け、一般市民にも開放する（年間約10万人の来所者を想定）。 - 6-20階〈教育・研究ゾーン〉：講義室や研究室など大学の関係施設が入る（最大約5,000人の学生を想定）。 - 外国語学部（横浜キャンパス）や経営学部（湘南ひらつかキャンパス）といった国際系の学部を集約。 - 外国語学部国際文化交流学科と日本常民文化研究所をベースとした「国際日本学部」を新設。 （横浜市と平塚市に分散している教育施設を、将来的には横浜市内の2つのキャンパスに集約することも検討） （将来的にみなとみらい大通り側〈PRYME GALLERY みなとみらいとの境界西端付近〉には、同道路を渡り44街区方面へのデッキを整備する計画がある） （過去：CSKが本社ビルの建設を予定していたが、業績悪化を理由に中止） | （北区画）神奈川大学みなとみらいキャンパス （施工：竹中工務店） （建物の規模：地上22階・地下1階、高さ98.85m） 建物は22階建て高層棟と3階建て低層棟の2棟からなり、以下のゾーンで構成される。 - 1-3階〈交流ゾーン〉：ワールドビュッフェ（多国籍料理）や図書館、託児施設、多目的ホールなどを設け、一般市民にも開放する（年間約10万人の来所者を想定）。 - 6-20階〈教育・研究ゾーン〉：講義室や研究室など大学の関係施設が入る（最大約5,000人の学生を想定）。 - 外国語学部（横浜キャンパス）や経営学部（湘南ひらつかキャンパス）といった国際系の学部を集約。 - 外国語学部国際文化交流学科と日本常民文化研究所をベースとした「国際日本学部」を新設。 （横浜市と平塚市に分散している教育施設を、将来的には横浜市内の2つのキャンパスに集約することも検討） （将来的にみなとみらい大通り側〈PRYME GALLERY みなとみらいとの境界西端付近〉には、同道路を渡り44街区方面へのデッキを整備する計画がある） （過去：CSKが本社ビルの建設を予定していたが、業績悪化を理由に中止） | 2018年10月着工 （起工式：同年7月30日実施） 2020年11月竣工 （キャンパスは2021年4月開設）              |
| 43街区 | （南区画）PRYME GALLERY みなとみらい（プライムギャラリーみなとみらい） （事業者：岡田ビル/施工：大成建設） - 自動車ショールーム（1階）・サービス工場 - ポルシェセンターみなとみらい 認定中古車センター（ディーラー：インプロブ） サービス工場も設置。元々は「ポルシェセンターみなとみらい」があったが、2022年5月20日にみなとみらい大通りを挟んで向かい側（44街区）のウェスティンホテル横浜の1階に移転し、当ショールームは「認定中古車センター」に変更。 - みなとみらいBMW（認定中古車「BMW Premium Selection みなとみらい」）/MINIみなとみらい（認定中古車「MINI NEXT みなとみらい」）（ディーラー：ウエインズインポートカーズ） サービス工場も設置。LIVINGTOWN みなとみらいに今後移転予定。 - AOKI（1階） - ニトリ（2階） （過去：モリモトのオフィスビル「コンカードみなとみらい」(延床約7万m2、17階建て・高さ約85m) が開発中止） | （南区画）PRYME GALLERY みなとみらい（プライムギャラリーみなとみらい） （事業者：岡田ビル/施工：大成建設） - 自動車ショールーム（1階）・サービス工場 - ポルシェセンターみなとみらい 認定中古車センター（ディーラー：インプロブ） サービス工場も設置。元々は「ポルシェセンターみなとみらい」があったが、2022年5月20日にみなとみらい大通りを挟んで向かい側（44街区）のウェスティンホテル横浜の1階に移転し、当ショールームは「認定中古車センター」に変更。 - みなとみらいBMW（認定中古車「BMW Premium Selection みなとみらい」）/MINIみなとみらい（認定中古車「MINI NEXT みなとみらい」）（ディーラー：ウエインズインポートカーズ） サービス工場も設置。LIVINGTOWN みなとみらいに今後移転予定。 - AOKI（1階） - ニトリ（2階） （過去：モリモトのオフィスビル「コンカードみなとみらい」(延床約7万m2、17階建て・高さ約85m) が開発中止） | 2013年6月新規着工 2014年4月開業 暫定施設（10年間契約） （元所有：UR都市機構） （現所有：岡田不動産） |
| 44街区 | （北区画）LIVINGTOWN みなとみらい エイトノットアンドカンパニーJVによる暮らし提案型暫定施設。一部区画を除き2023年9月に開業。 （旧アルカエフの敷地〈約19,200m2〉のうち、北側約9,604m2） - 以前はUR都市機構により2018年度以降に土地譲渡方針と告知されていたが、以下の通り土地賃貸方針に変更された。 - UR都市機構は2020年2月〜3月に駐車場、商業・業務施設等（住宅不可）用途かつ土地賃貸（暫定土地利用/借地期間：2020年7月1日から10年間）として事業者の公募（総合評価方式による入札）を実施。これにより、当区画の事業者（土地利用者）はエイトノットアンドカンパニーJVに決まった。 - 単なる住宅展示場ではなく、暮らし提案型の体験施設や子どもの遊び場、カフェなども計画。複合型住宅展示場「アイメッセみなとみらい」が入る「LIFE CREATION区画」、自動車ショールームが入る「LIFE STYLE区画」、飲食店などが入る「LIFE RESIDENCE区画」からなる。 - 他の施設より自動車ショールームが移転している。 - ロールス・ロイス・モーター・カーズ横浜（ディーラー：ニコル・グループ） 25街区の暫定施設より2024年1月19日に移転。 - みなとみらいBMW/MINIみなとみらい（ディーラー：ウエインズインポートカーズ） PRYME GALLERY みなとみらいより今後移転予定。 （過去：暫定施設「アルカエフ」のテナントとしてファミリーレストランのジョナサンなどが運営されていた） | （北区画）LIVINGTOWN みなとみらい エイトノットアンドカンパニーJVによる暮らし提案型暫定施設。一部区画を除き2023年9月に開業。 （旧アルカエフの敷地〈約19,200m2〉のうち、北側約9,604m2） - 以前はUR都市機構により2018年度以降に土地譲渡方針と告知されていたが、以下の通り土地賃貸方針に変更された。 - UR都市機構は2020年2月〜3月に駐車場、商業・業務施設等（住宅不可）用途かつ土地賃貸（暫定土地利用/借地期間：2020年7月1日から10年間）として事業者の公募（総合評価方式による入札）を実施。これにより、当区画の事業者（土地利用者）はエイトノットアンドカンパニーJVに決まった。 - 単なる住宅展示場ではなく、暮らし提案型の体験施設や子どもの遊び場、カフェなども計画。複合型住宅展示場「アイメッセみなとみらい」が入る「LIFE CREATION区画」、自動車ショールームが入る「LIFE STYLE区画」、飲食店などが入る「LIFE RESIDENCE区画」からなる。 - 他の施設より自動車ショールームが移転している。 - ロールス・ロイス・モーター・カーズ横浜（ディーラー：ニコル・グループ） 25街区の暫定施設より2024年1月19日に移転。 - みなとみらいBMW/MINIみなとみらい（ディーラー：ウエインズインポートカーズ） PRYME GALLERY みなとみらいより今後移転予定。 （過去：暫定施設「アルカエフ」のテナントとしてファミリーレストランのジョナサンなどが運営されていた） | 暫定施設 （公募時点の借地期間は2020年7月1日から10年間の予定） （所有：UR都市機構）                   |
| 44街区 | （南区画）ウェスティンホテル横浜・長期滞在型ホテル「The Apartment Bay YOKOHAMA」等複合ビル開発 〈みなとみらい44街区計画（仮称）/建物名：みなとみらい44街区ビル〉 （事業者：積水ハウス/設計：日本設計、施工：竹中工務店） （旧アルカエフの敷地のうち、南側約9,604m2） 積水ハウスによる当地の複合ビル開発計画は、ウェスティンブランドのホテルと長期滞在型ホテル「The Apartment Bay YOKOHAMA」（アパートメントベイ横浜）をメインとした以下の施設（2棟）から構成される。 ホテル棟 （建物の規模：地上23階・塔屋1階、高さ約100m/延床面積約63,600m2） - ラグジュアリーホテル「ウェスティンホテル横浜」（373室〈13-22階〉/運営：マリオット・インターナショナル/2022年6月13日開業） - ロビーラウンジは最上階の23階に配置。 - 長期滞在型ホテル「The Apartment Bay YOKOHAMA」（201室〈6-12階〉/運営：ケン・コーポレーション/2022年5月20日開業） - この他、レストランやバー、バンケット、スパ、フィットネス、商業施設なども併設。 - 1階にはPRYME GALLERY みなとみらい（43街区）より、「ポルシェセンターみなとみらい」（ディーラー：インプロブ）が2022年5月20日に移転。 駐車場棟（タワーパーキング） （建物の規模：地上1階、高さ約28m/延床面積約2,500m2） - 駐車台数は247台。 （将来的にペデストリアンデッキにより、38街区のぴあアリーナMM方面（さらにはその先の桜木町駅方面）や47街区の村田製作所みなとみらいイノベーションセンター方面、43街区の神奈川大学みなとみらいキャンパス方面に接続する計画がある） （UR都市機構が2016年12月9日に行った入札で積水ハウスが落札し土地を取得。1年後の2017年12月に土地の引渡しが実施された） （過去：暫定施設「アルカエフ」のテナントとしてホームセンターのセキチューなどが運営されていた） | （南区画）ウェスティンホテル横浜・長期滞在型ホテル「The Apartment Bay YOKOHAMA」等複合ビル開発 〈みなとみらい44街区計画（仮称）/建物名：みなとみらい44街区ビル〉 （事業者：積水ハウス/設計：日本設計、施工：竹中工務店） （旧アルカエフの敷地のうち、南側約9,604m2） 積水ハウスによる当地の複合ビル開発計画は、ウェスティンブランドのホテルと長期滞在型ホテル「The Apartment Bay YOKOHAMA」（アパートメントベイ横浜）をメインとした以下の施設（2棟）から構成される。 ホテル棟 （建物の規模：地上23階・塔屋1階、高さ約100m/延床面積約63,600m2） - ラグジュアリーホテル「ウェスティンホテル横浜」（373室〈13-22階〉/運営：マリオット・インターナショナル/2022年6月13日開業） - ロビーラウンジは最上階の23階に配置。 - 長期滞在型ホテル「The Apartment Bay YOKOHAMA」（201室〈6-12階〉/運営：ケン・コーポレーション/2022年5月20日開業） - この他、レストランやバー、バンケット、スパ、フィットネス、商業施設なども併設。 - 1階にはPRYME GALLERY みなとみらい（43街区）より、「ポルシェセンターみなとみらい」（ディーラー：インプロブ）が2022年5月20日に移転。 駐車場棟（タワーパーキング） （建物の規模：地上1階、高さ約28m/延床面積約2,500m2） - 駐車台数は247台。 （将来的にペデストリアンデッキにより、38街区のぴあアリーナMM方面（さらにはその先の桜木町駅方面）や47街区の村田製作所みなとみらいイノベーションセンター方面、43街区の神奈川大学みなとみらいキャンパス方面に接続する計画がある） （UR都市機構が2016年12月9日に行った入札で積水ハウスが落札し土地を取得。1年後の2017年12月に土地の引渡しが実施された） （過去：暫定施設「アルカエフ」のテナントとしてホームセンターのセキチューなどが運営されていた） | 2019年11月着工 2022年2月竣工 （元所有：UR都市機構）                                                  |
| 45街区 | MUFGグローバルラーニングセンター （事業者：三菱地所/設計：三菱地所設計、施工：竹中工務店） - 講義室や宿泊施設（企業向け）などを設ける地上8階建て（高さ約42m）の研修施設。 - 三菱UFJフィナンシャル・グループが1,000人規模の研修施設を開設。 - 建物は第59回神奈川建築コンクール（2015年度）の一般建築物部門で最優秀賞を受賞している。 - グランモール公園沿いの1階には商業店舗も開設。 - ドトールコーヒー - ジャガー・ランドローバー横浜（自動車ショールーム、ディーラー：ミッドランズ） （横浜ジャックモール跡地） | MUFGグローバルラーニングセンター （事業者：三菱地所/設計：三菱地所設計、施工：竹中工務店） - 講義室や宿泊施設（企業向け）などを設ける地上8階建て（高さ約42m）の研修施設。 - 三菱UFJフィナンシャル・グループが1,000人規模の研修施設を開設。 - 建物は第59回神奈川建築コンクール（2015年度）の一般建築物部門で最優秀賞を受賞している。 - グランモール公園沿いの1階には商業店舗も開設。 - ドトールコーヒー - ジャガー・ランドローバー横浜（自動車ショールーム、ディーラー：ミッドランズ） （横浜ジャックモール跡地） | 2013年9月着工 2015年2月竣工 （同年4月開業）                                                          |
| 45街区 | 上記区画外 - ファミリーマート（コンビニ、2020年9月閉店） | 上記区画外 - ファミリーマート（コンビニ、2020年9月閉店） | 暫定施設                                                                                             |
| 46街区 | （北西区画）横浜ブルーアベニュー（オフィスビル・低層部商業施設） （事業者：オーク・デベロップメント/施工：長谷工コーポレーション） （地上17階・地下2階、高さ約85m） （過去：46街区内〈旧ジャックモール隣接地〉の特設会場で、2004年2月〜4月に「木下大サーカス」の横浜公演開催） | （北西区画）横浜ブルーアベニュー（オフィスビル・低層部商業施設） （事業者：オーク・デベロップメント/施工：長谷工コーポレーション） （地上17階・地下2階、高さ約85m） （過去：46街区内〈旧ジャックモール隣接地〉の特設会場で、2004年2月〜4月に「木下大サーカス」の横浜公演開催） | 2007年9月着工 2009年12月竣工                                                                         |
| 46街区 | （南西区画）横浜野村ビル （事業者：野村不動産・野村総合研究所/施工：清水建設） （建物の規模：地上17階、高さ89m） - 野村総合研究所の横浜地区オフィス（横浜総合センター）が入居。 - 1階・地上部にはフィットネス施設や飲食店、自動車ショールームなど商業テナント、保育所が入居。 - 女性専用フィットネス施設「メガロスルフレ みなとみらい」（運営：野村不動産ライフ&スポーツ、2017年6月開業） - ジープ横浜みなとみらい（自動車ショールーム、ディーラー：シリウス、2022年7月開業） - 同社の社員が利用できる事業所内保育所を開設（運営：テンプスタッフ・ウィッシュ、2017年6月開設） （将来的にみなとみらい大通り側には、同道路を渡り47街区の村田製作所みなとみらいイノベーションセンターと接続するデッキを整備する計画がある〈ただし、横浜野村ビルとの接続は想定されていない〉） <災害対策・環境性能> - 中間免震構造を採用している。 - 中圧ガスによるデュアルフューエル式非常用発電機およびコージェネレーションシステムを採用し、BCP性能を高めている。 - 縦基調の外観デザインには自然換気フィンの機能を持たせており、外気を直接取り入れることにより中間期の空調負荷の低減を実現している。 - 雨水利用システムやエネルギーの見える化システムを採用。これらの環境性能によりCASBEEのSランク取得を目指している。 <着工までの動き> 当ビルの開発に向けた準備工事として、2014年9月1日より清水建設の施工で地中障害等の撤去工事に着手。その後、2015年3月より同社の施工で当ビルの本工事（建築工事）が着工している。 | （南西区画）横浜野村ビル （事業者：野村不動産・野村総合研究所/施工：清水建設） （建物の規模：地上17階、高さ89m） - 野村総合研究所の横浜地区オフィス（横浜総合センター）が入居。 - 1階・地上部にはフィットネス施設や飲食店、自動車ショールームなど商業テナント、保育所が入居。 - 女性専用フィットネス施設「メガロスルフレ みなとみらい」（運営：野村不動産ライフ&スポーツ、2017年6月開業） - ジープ横浜みなとみらい（自動車ショールーム、ディーラー：シリウス、2022年7月開業） - 同社の社員が利用できる事業所内保育所を開設（運営：テンプスタッフ・ウィッシュ、2017年6月開設） （将来的にみなとみらい大通り側には、同道路を渡り47街区の村田製作所みなとみらいイノベーションセンターと接続するデッキを整備する計画がある〈ただし、横浜野村ビルとの接続は想定されていない〉） <災害対策・環境性能> - 中間免震構造を採用している。 - 中圧ガスによるデュアルフューエル式非常用発電機およびコージェネレーションシステムを採用し、BCP性能を高めている。 - 縦基調の外観デザインには自然換気フィンの機能を持たせており、外気を直接取り入れることにより中間期の空調負荷の低減を実現している。 - 雨水利用システムやエネルギーの見える化システムを採用。これらの環境性能によりCASBEEのSランク取得を目指している。 <着工までの動き> 当ビルの開発に向けた準備工事として、2014年9月1日より清水建設の施工で地中障害等の撤去工事に着手。その後、2015年3月より同社の施工で当ビルの本工事（建築工事）が着工している。 | 2015年3月着工 2017年1月竣工 （同年6月開業）                                                          |
| 46街区 | （東区画）横浜アイマークプレイス （オフィス・商業等複合、事業者：清水建設） （地上14階、高さ約65m） - エバラ食品工業が本社を移転・グループ会社集約 - 富士通コミュニケーションサービスが本社を移転 - 日本KFCホールディングスが本社を移転・カーネルセンター（商品開発）を集約 - Pioneer DJが本社を移転（建物1階にはスタジオ・ショールームも設置） - エクサが本社を移転 - ジョンソンが本社機能を移転・集約 - NTTテクノクロス（旧NTTソフトウェア）が横浜市内の事業所を集約 - PFUが関東地区の拠点を集約 - LIXILショールーム横浜（2016年10月、47街区の暫定施設から移転） - Appleが研究開発拠点「テクニカル・デベロップメント・センター」を設置 （横浜ジャックモール跡地） | （東区画）横浜アイマークプレイス （オフィス・商業等複合、事業者：清水建設） （地上14階、高さ約65m） - エバラ食品工業が本社を移転・グループ会社集約 - 富士通コミュニケーションサービスが本社を移転 - 日本KFCホールディングスが本社を移転・カーネルセンター（商品開発）を集約 - Pioneer DJが本社を移転（建物1階にはスタジオ・ショールームも設置） - エクサが本社を移転 - ジョンソンが本社機能を移転・集約 - NTTテクノクロス（旧NTTソフトウェア）が横浜市内の事業所を集約 - PFUが関東地区の拠点を集約 - LIXILショールーム横浜（2016年10月、47街区の暫定施設から移転） - Appleが研究開発拠点「テクニカル・デベロップメント・センター」を設置 （横浜ジャックモール跡地） | 2012年11月着工 2014年3月竣工 （同年5月開業）                                                         |
| 46街区 | 上記区画外（参照） - 香露庵（蕎麦屋） - MYMビル（賃貸など） - 東急リバブルみなとみらいセンター - 学研ほっぺんくらぶみなとみらい教室 - 中国美食 親惠（旧：唐苑酒楼、中華料理店） | 上記区画外（参照） - 香露庵（蕎麦屋） - MYMビル（賃貸など） - 東急リバブルみなとみらいセンター - 学研ほっぺんくらぶみなとみらい教室 - 中国美食 親惠（旧：唐苑酒楼、中華料理店） | みなとみらい地区再開発計画の対象外 （中国美食のみ暫定施設 ）                                         |
| 47街区 | （北区画）KTビル （コーエーテクモゲームス本社・東急REIホテル・Zeppライブハウス型ホール等複合ビル開発） （事業者：三菱地所） （敷地面積：約8,670m2、下記開発全体（3棟）延床面積：36,713m2） （地上15階・地下1階、高さ約81m） - コーエーテクモゲームス本社オフィスと横浜東急REIホテルなどからなる複合ビル（15階建て/2020年1月完成）。 - 1-8階：同本社オフィスとして使用（港北区から本社を移転）。収容可能な従業員数は1,600人規模を想定。 （親会社のコーエーテクモホールディングスの移転も検討） - 9-15階：東急ホテルズが展開するビジネスホテル「横浜東急REIホテル」（客室約230室）、2020年6月開業。 （MYプロパティおよびAKフォーチュンが取得しているホテル部分に出店する形をとる） - 上記複合ビルの隣にZeppホールネットワークが運営するライブハウス型ホール、「KT Zepp Yokohama」（約2,000人収容）も併設。 - コーエーテクモホールディングスとZeppホールネットワークが業務提携を行い、共同展開していく。2020年3月に開業したが、新型コロナウイルスの感染拡大により一部の無観客ライブを除き全公演中止または延期となっていた。その後、同年7月3日にライブホールとしての営業を開始した。 （コーエーテクモホールディングスのコンテンツなど、同社のエンタテインメント事業におけるノウハウも活用した新しいスタイルのホールを目指す） （複合ビルと一体構造：低層部のホール部分が張り出した一棟建物として建設） （三菱地所が開発し、完成後に本社オフィスとホール部分をコーエーテクモゲームスに譲渡） （過去：オートバックスやPC DEPOT、西松屋、LIXILショールームが2016年10月まで所在） （オートバックスがサービスピットに使用していた49街区増設分の敷地にて暫定利用の計画あり〈49街区の欄を参照〉） | （北区画）KTビル （コーエーテクモゲームス本社・東急REIホテル・Zeppライブハウス型ホール等複合ビル開発） （事業者：三菱地所） （敷地面積：約8,670m2、下記開発全体（3棟）延床面積：36,713m2） （地上15階・地下1階、高さ約81m） - コーエーテクモゲームス本社オフィスと横浜東急REIホテルなどからなる複合ビル（15階建て/2020年1月完成）。 - 1-8階：同本社オフィスとして使用（港北区から本社を移転）。収容可能な従業員数は1,600人規模を想定。 （親会社のコーエーテクモホールディングスの移転も検討） - 9-15階：東急ホテルズが展開するビジネスホテル「横浜東急REIホテル」（客室約230室）、2020年6月開業。 （MYプロパティおよびAKフォーチュンが取得しているホテル部分に出店する形をとる） - 上記複合ビルの隣にZeppホールネットワークが運営するライブハウス型ホール、「KT Zepp Yokohama」（約2,000人収容）も併設。 - コーエーテクモホールディングスとZeppホールネットワークが業務提携を行い、共同展開していく。2020年3月に開業したが、新型コロナウイルスの感染拡大により一部の無観客ライブを除き全公演中止または延期となっていた。その後、同年7月3日にライブホールとしての営業を開始した。 （コーエーテクモホールディングスのコンテンツなど、同社のエンタテインメント事業におけるノウハウも活用した新しいスタイルのホールを目指す） （複合ビルと一体構造：低層部のホール部分が張り出した一棟建物として建設） （三菱地所が開発し、完成後に本社オフィスとホール部分をコーエーテクモゲームスに譲渡） （過去：オートバックスやPC DEPOT、西松屋、LIXILショールームが2016年10月まで所在） （オートバックスがサービスピットに使用していた49街区増設分の敷地にて暫定利用の計画あり〈49街区の欄を参照〉） | 2017年12月着工 2020年1月竣工 （同年3月開業） （元所有：三菱地所）                                    |
| 47街区 | （南区画）村田製作所の研究開発拠点「みなとみらいイノベーションセンター」 （敷地面積：約7,415m2） （建物の規模：地上18階・地下2階・塔屋1階、高さ99.95m/延床面積約65,608m2） - 同社の国内5箇所目となる研究拠点。2020年12月開業。 - 滋賀県の野洲事業所（同社最大の拠点）に次ぐ規模を想定しており、1,000人以上の勤務を見込む。 - 車載向け専用施設（展示施設「Murata みらい Mobility」・ピット施設・大型電波暗室）、共創スペース「Murata Interactive Communication Space」、オープンコラボレーションスペース（健康・医療系の部門間交流やイベントなど）も設けられている（これらの施設は2021年5月にオープン）。 - 中核の通信市場だけでなく、自動車・エネルギー・ヘルスケアなどの注力市場やIoTなどの新規市場における基礎研究、企画・デザイン・設計力の強化を図る。 - 協業先とのコミュニケーションやアイデアの実証・実験、さらに来訪者への技術開示を行う場として「オープンイノベーションセンター」を開設。 - 立地を生かして、他社との連携強化や大学・企業などからの人材確保を目指す。特にエネルギー・ヘルスケア市場では顧客や市場（業界）との接点強化も図っていく。 - 屋上緑化や壁面緑化による緑化推進（緑化率20%以上目標）、さらに太陽光発電パネル・雨水利用システムなどの環境技術を導入して、CASBEEのSランク取得を目指す。 - 災害発生時における帰宅困難者などの対応も可能とする目標を掲げており、建物を制振構造とすることで業務・生活継続計画 (BLCP) 性能の強化も図っている。 - 横浜市の企業立地促進条例に基づく事業計画に認定されている。 <フロア構成> - 低層部：開発エリア、にぎわい施設 - Mulabo!（ムラーボ!/「科学」をテーマにした体験・展示・学習ゾーン、2020年12月開設） 以下の4つのゾーンからなる。 - DISCOVER（ディスカバーゾーン）：科学に関する体験展示など - THINK（シンクゾーン）：カフェ・ライブラリー（STEM関連の本など）を設置 - SYMBOL（シンボルゾーン）：アート展示・同社のロボットデモなど - HISTORY（ヒストリーゾーン）：エレクトロニクス製品・同社の電子部品づくりの歴史を紹介 - 中層部：開発エリア - 高層部：厚生施設 （地下には電波暗室や駐車場などを設置） （現状の2階外部デッキは周辺街区と接続できずに孤立している（参照〈Commons〉）が、将来的には44街区方面やみなとみらい大通りを渡り46街区〈横浜野村ビル〉方面へデッキを延伸する計画がある） （三菱地所が村田製作所に土地を売却） | （南区画）村田製作所の研究開発拠点「みなとみらいイノベーションセンター」 （敷地面積：約7,415m2） （建物の規模：地上18階・地下2階・塔屋1階、高さ99.95m/延床面積約65,608m2） - 同社の国内5箇所目となる研究拠点。2020年12月開業。 - 滋賀県の野洲事業所（同社最大の拠点）に次ぐ規模を想定しており、1,000人以上の勤務を見込む。 - 車載向け専用施設（展示施設「Murata みらい Mobility」・ピット施設・大型電波暗室）、共創スペース「Murata Interactive Communication Space」、オープンコラボレーションスペース（健康・医療系の部門間交流やイベントなど）も設けられている（これらの施設は2021年5月にオープン）。 - 中核の通信市場だけでなく、自動車・エネルギー・ヘルスケアなどの注力市場やIoTなどの新規市場における基礎研究、企画・デザイン・設計力の強化を図る。 - 協業先とのコミュニケーションやアイデアの実証・実験、さらに来訪者への技術開示を行う場として「オープンイノベーションセンター」を開設。 - 立地を生かして、他社との連携強化や大学・企業などからの人材確保を目指す。特にエネルギー・ヘルスケア市場では顧客や市場（業界）との接点強化も図っていく。 - 屋上緑化や壁面緑化による緑化推進（緑化率20%以上目標）、さらに太陽光発電パネル・雨水利用システムなどの環境技術を導入して、CASBEEのSランク取得を目指す。 - 災害発生時における帰宅困難者などの対応も可能とする目標を掲げており、建物を制振構造とすることで業務・生活継続計画 (BLCP) 性能の強化も図っている。 - 横浜市の企業立地促進条例に基づく事業計画に認定されている。 <フロア構成> - 低層部：開発エリア、にぎわい施設 - Mulabo!（ムラーボ!/「科学」をテーマにした体験・展示・学習ゾーン、2020年12月開設） 以下の4つのゾーンからなる。 - DISCOVER（ディスカバーゾーン）：科学に関する体験展示など - THINK（シンクゾーン）：カフェ・ライブラリー（STEM関連の本など）を設置 - SYMBOL（シンボルゾーン）：アート展示・同社のロボットデモなど - HISTORY（ヒストリーゾーン）：エレクトロニクス製品・同社の電子部品づくりの歴史を紹介 - 中層部：開発エリア - 高層部：厚生施設 （地下には電波暗室や駐車場などを設置） （現状の2階外部デッキは周辺街区と接続できずに孤立している（参照〈Commons〉）が、将来的には44街区方面やみなとみらい大通りを渡り46街区〈横浜野村ビル〉方面へデッキを延伸する計画がある） （三菱地所が村田製作所に土地を売却） | 2018年5月着工 2020年10月竣工 （同年12月開業） （元所有：三菱地所）                                   |
| 47街区 | （最南部）上記の開発に使用されない残存区画あり（用途不明） （2021年4月よりコインパーキングのタイムズ〈みなとみらい第5〉あり） （三菱地所が所有していた47街区の敷地面積は約16,700m2であるが、この残存区画も含まれるかは不明。ただし、土地区画整理事業ではこの区画も含めて三菱重工および三菱地所に換地されている） （三本珈琲が将来的に当地区へ本社を移転する計画があり、2017年に三菱地所から土地を購入している。当区画や38街区の残存街区の可能性もあるが場所の詳細は不明） | （最南部）上記の開発に使用されない残存区画あり（用途不明） （2021年4月よりコインパーキングのタイムズ〈みなとみらい第5〉あり） （三菱地所が所有していた47街区の敷地面積は約16,700m2であるが、この残存区画も含まれるかは不明。ただし、土地区画整理事業ではこの区画も含めて三菱重工および三菱地所に換地されている） （三本珈琲が将来的に当地区へ本社を移転する計画があり、2017年に三菱地所から土地を購入している。当区画や38街区の残存街区の可能性もあるが場所の詳細は不明） | 土地所有者を含み詳細不明 （所有：三菱地所?）                                                         |
| 48街区 | UR都市機構が今後事業者を公募予定（下記暫定施設跡地の敷地〈約6,700m2〉） （48街区はプロット48 (PLOT 48) として、2020年にはヨコハマトリエンナーレ2020の会場、2021年以降は横浜みなとみらいホール・横浜美術館の仮事務所として使用されていた〈下記参照〉） （過去：暫定施設「横浜アンパンマンこどもミュージアム&モール」、61街区〈一部区画〉への移転に伴い2019年5月26日閉館） | UR都市機構が今後事業者を公募予定（下記暫定施設跡地の敷地〈約6,700m2〉） （48街区はプロット48 (PLOT 48) として、2020年にはヨコハマトリエンナーレ2020の会場、2021年以降は横浜みなとみらいホール・横浜美術館の仮事務所として使用されていた〈下記参照〉） （過去：暫定施設「横浜アンパンマンこどもミュージアム&モール」、61街区〈一部区画〉への移転に伴い2019年5月26日閉館） | 今後公募予定 （所有：UR都市機構）                                                                    |
| 48街区 | プロット48（PLOT 48） - ヨコハマトリエンナーレ2020（会期：2020年7月17日〜10月11日）の会場の一つとして、様々な作品を展示。また、2019年11月にはプレイベント「エピソード00 ソースの共有」も開催された。 - 2021年より共に長期休館となる横浜みなとみらいホール（2022年10月まで休館）や横浜美術館（2024年3月まで休館）の仮事務所（移転先）として使用されていた。 - 横浜都市みらいの管理により、賑わいや文化芸術の創出などを目的として様々な用途で暫定利用を数年間継続することとなり、2024年12月には約1年間限定イベント「MYSTERY OF TUTANKHAMEN/ミステリー・オブ・ツタンカーメン〜体感型古代エジプト展〜」の会場「ツタンカーメン・ミュージアム」となっているほか、BankART1929が同月よりアーティストシェアスタジオ「ExPLOT Studio」を開設している。 （横浜アンパンマンこどもミュージアム&モールの施設としても利用されていた「ブルーマリーナMM21」などの建物を活用） | プロット48（PLOT 48） - ヨコハマトリエンナーレ2020（会期：2020年7月17日〜10月11日）の会場の一つとして、様々な作品を展示。また、2019年11月にはプレイベント「エピソード00 ソースの共有」も開催された。 - 2021年より共に長期休館となる横浜みなとみらいホール（2022年10月まで休館）や横浜美術館（2024年3月まで休館）の仮事務所（移転先）として使用されていた。 - 横浜都市みらいの管理により、賑わいや文化芸術の創出などを目的として様々な用途で暫定利用を数年間継続することとなり、2024年12月には約1年間限定イベント「MYSTERY OF TUTANKHAMEN/ミステリー・オブ・ツタンカーメン〜体感型古代エジプト展〜」の会場「ツタンカーメン・ミュージアム」となっているほか、BankART1929が同月よりアーティストシェアスタジオ「ExPLOT Studio」を開設している。 （横浜アンパンマンこどもミュージアム&モールの施設としても利用されていた「ブルーマリーナMM21」などの建物を活用） | 暫定施設 （所有：UR都市機構）                                                                        |
| 49街区 | シンクロン本社ビル （地上6階・地下1階・塔屋1階、高さ約40m） | シンクロン本社ビル （地上6階・地下1階・塔屋1階、高さ約40m） | 2008年9月竣工                                                                                        |
| 49街区 | シンクロン本社ビル新館（増築棟） （地上7階・地下1階、高さ約40m） - 事務所の拡張の他、展示ルームや保育所を併設。 （2008年完成の本社ビルに増築） | シンクロン本社ビル新館（増築棟） （地上7階・地下1階、高さ約40m） - 事務所の拡張の他、展示ルームや保育所を併設。 （2008年完成の本社ビルに増築） | 2013年2月着工 2014年9月竣工                                                                          |
| 49街区 | トヨタレンタカー横浜みなとみらい店（運営：トヨタレンタリース神奈川） （かつてオートバックス〈2016年10月に閉鎖した47街区暫定施設〉がサービスピットに使用していた49街区増設分の敷地） | トヨタレンタカー横浜みなとみらい店（運営：トヨタレンタリース神奈川） （かつてオートバックス〈2016年10月に閉鎖した47街区暫定施設〉がサービスピットに使用していた49街区増設分の敷地） | 暫定施設 （2018年4月20日オープン） （所有：横浜市?）                                                 |

##### 50-67街区（新高島駅方面）
| 街区         | 内容 | 内容 | 備考                                                                                                   |
| ------------ | --- | --- | --- |

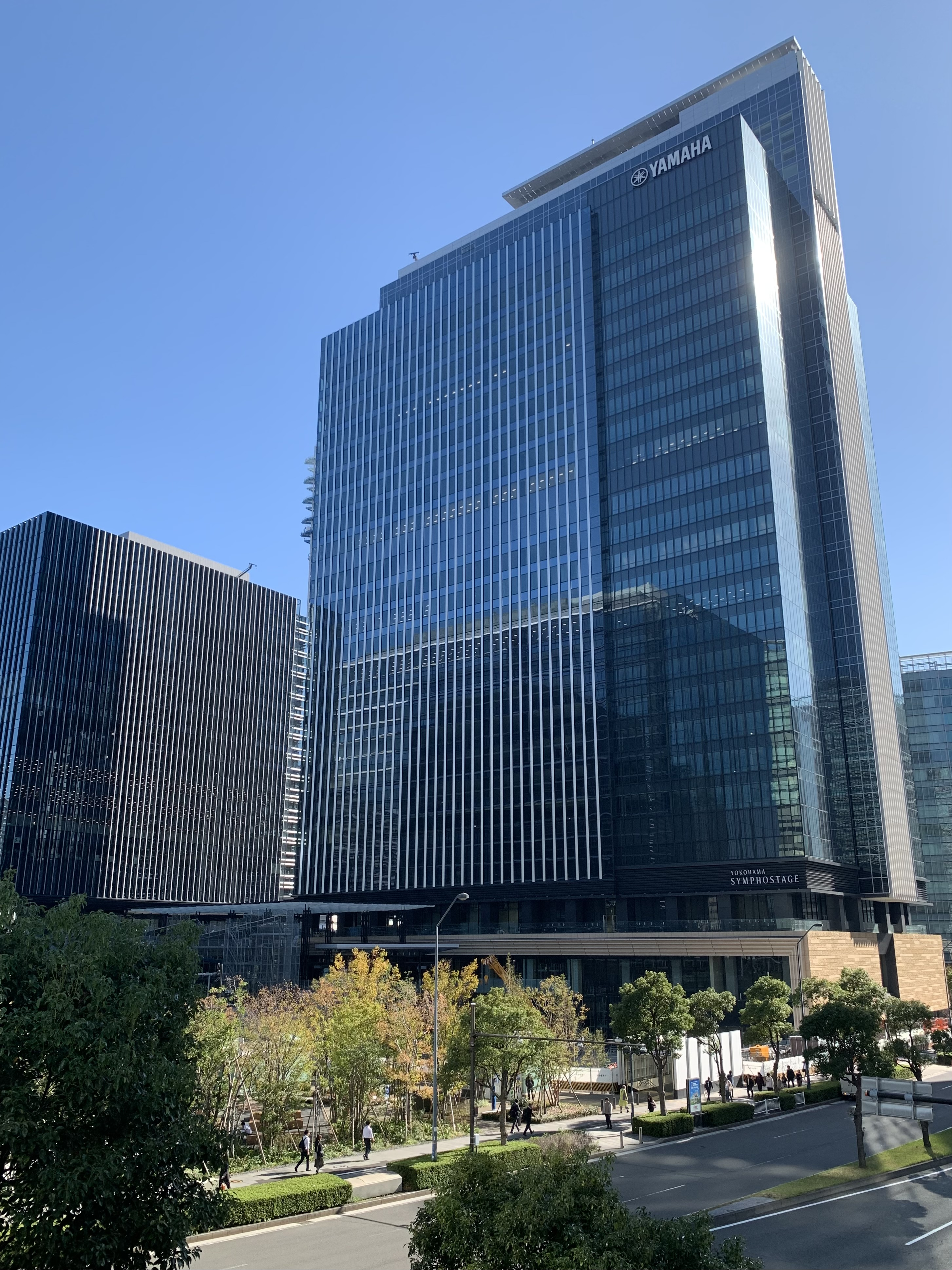
横浜シンフォステージ

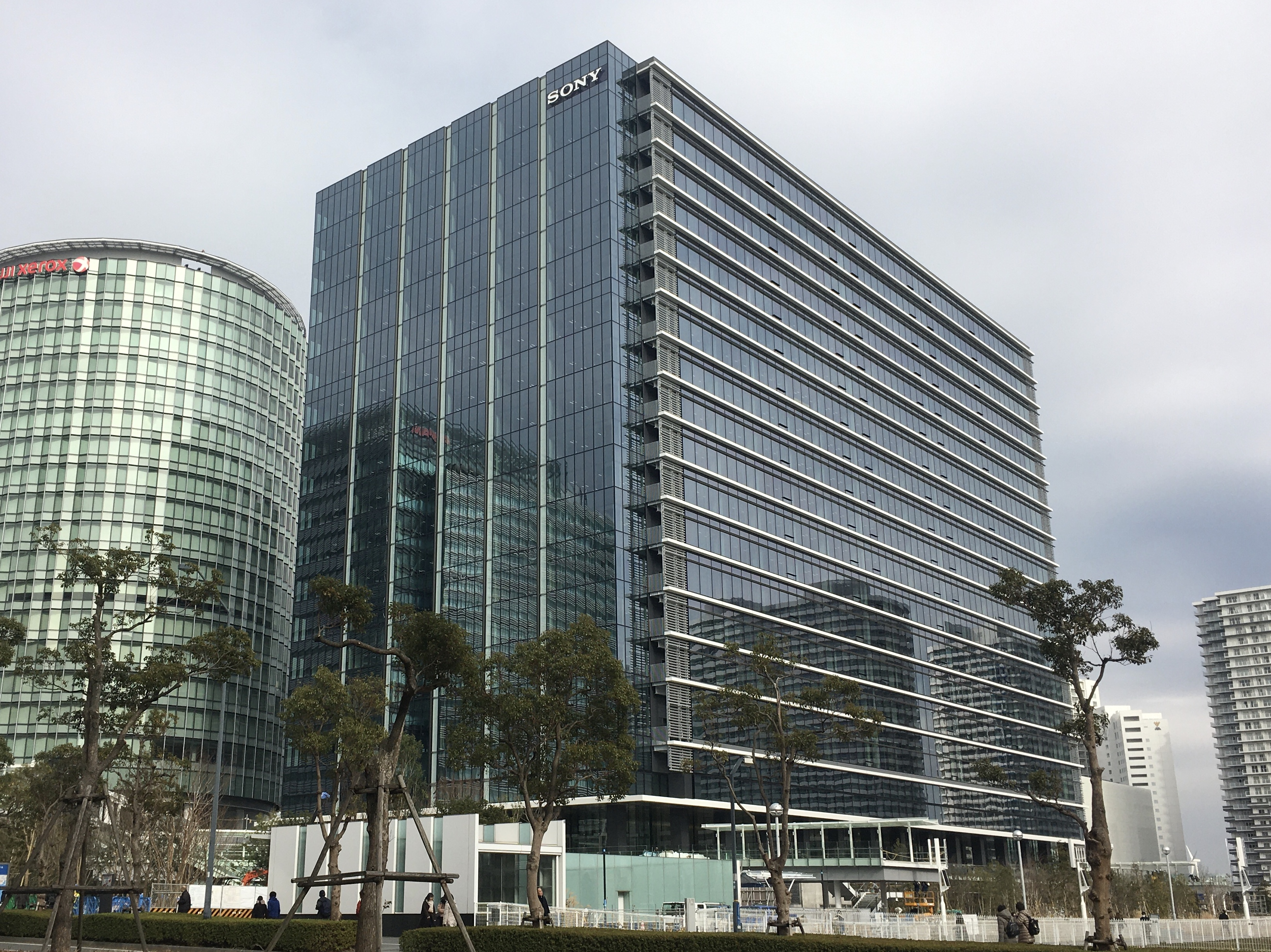
横浜グランゲート

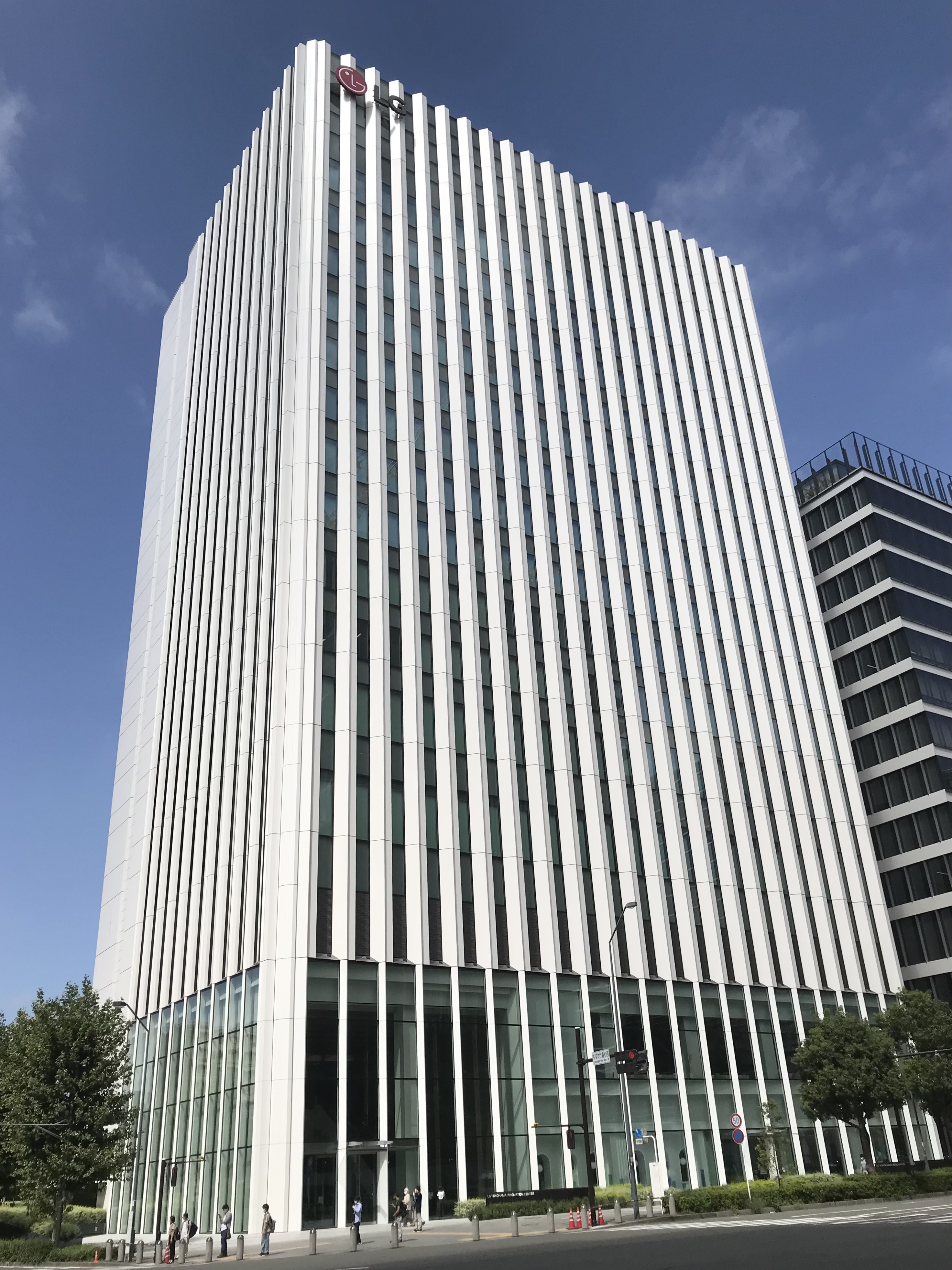
LG YOKOHAMA INNOVATION CENTER

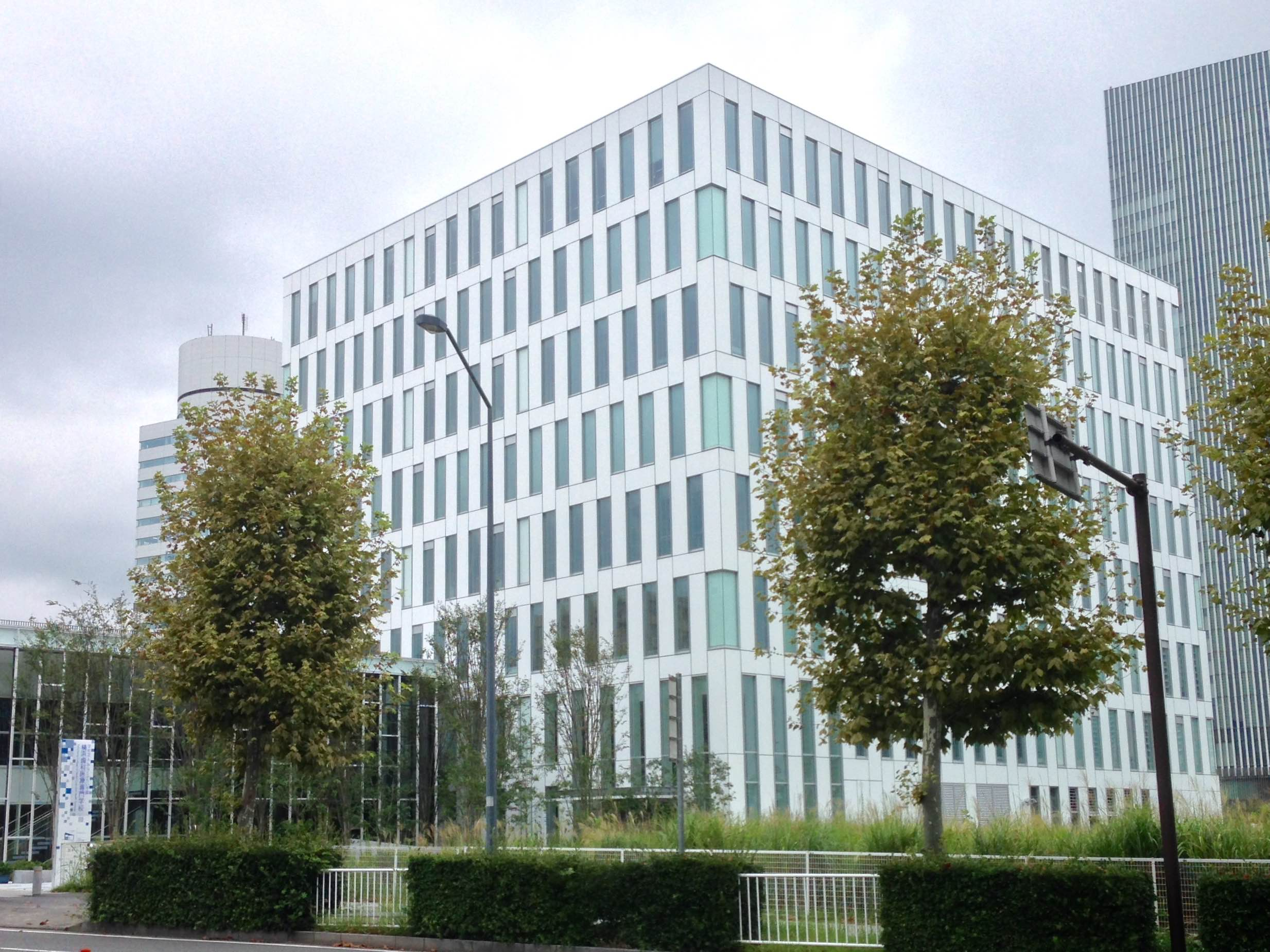
みなとみらい学園 横浜歯科医療専門学校

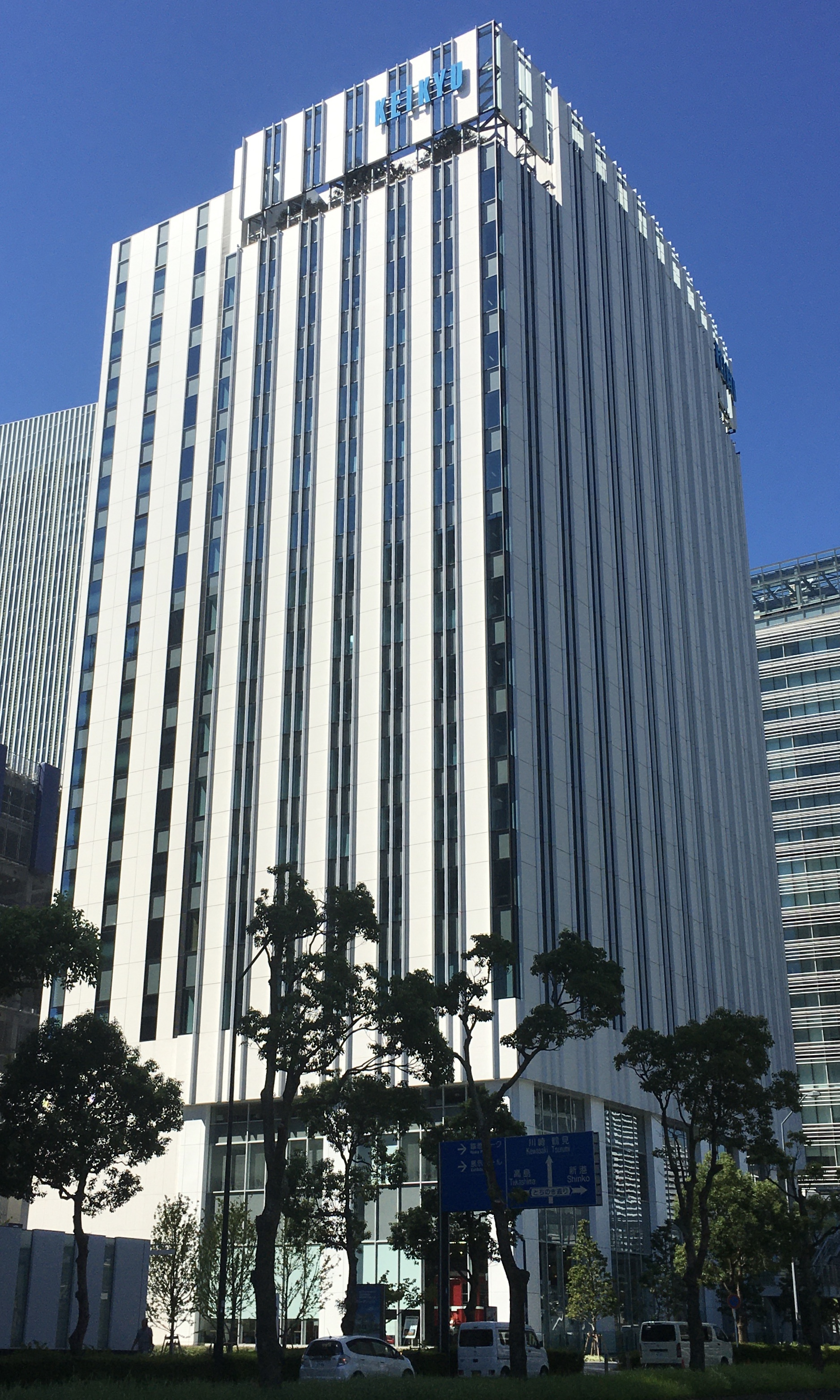
京急グループ本社

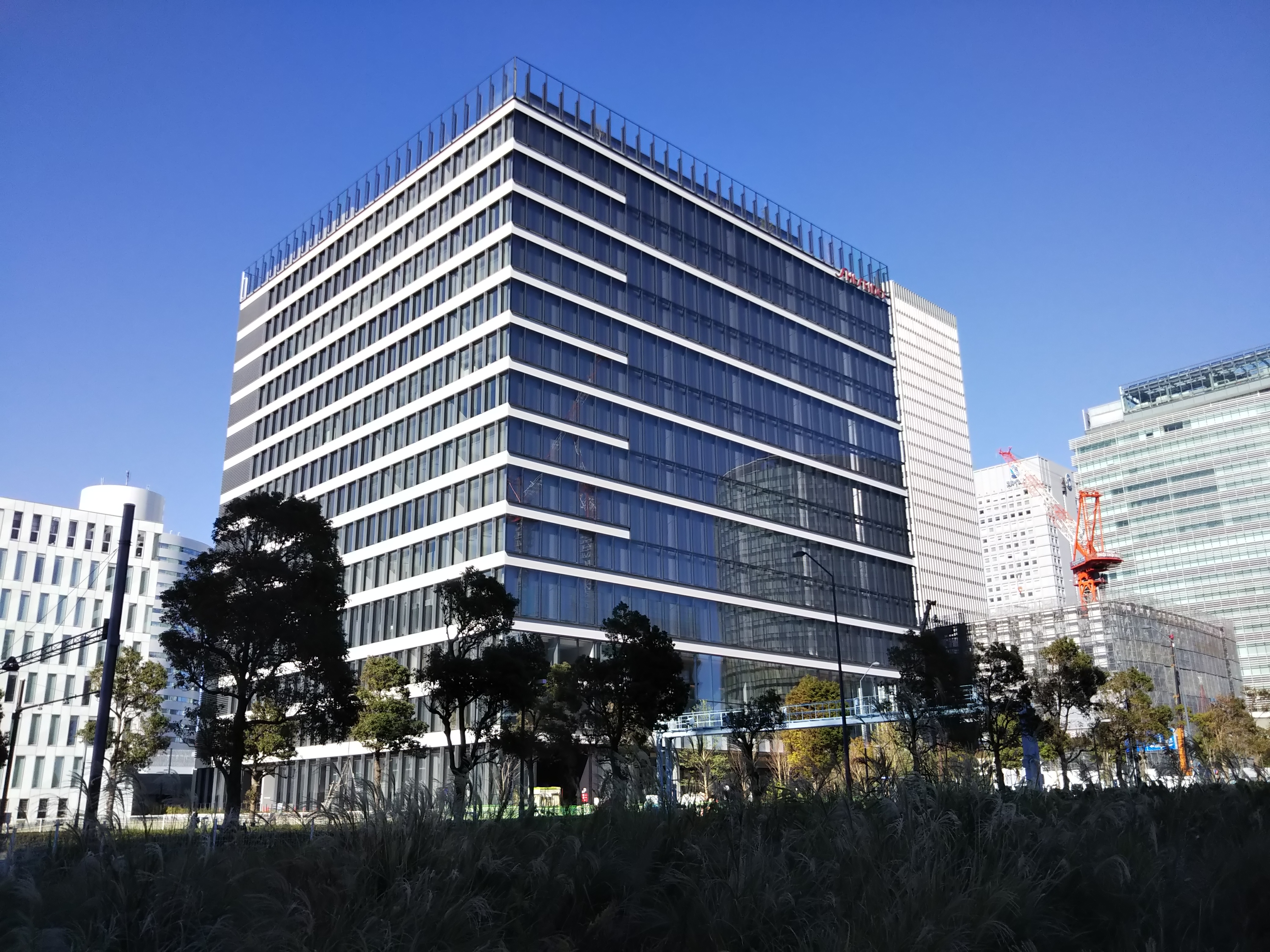
資生堂グローバルイノベーションセンター (S/PARK)

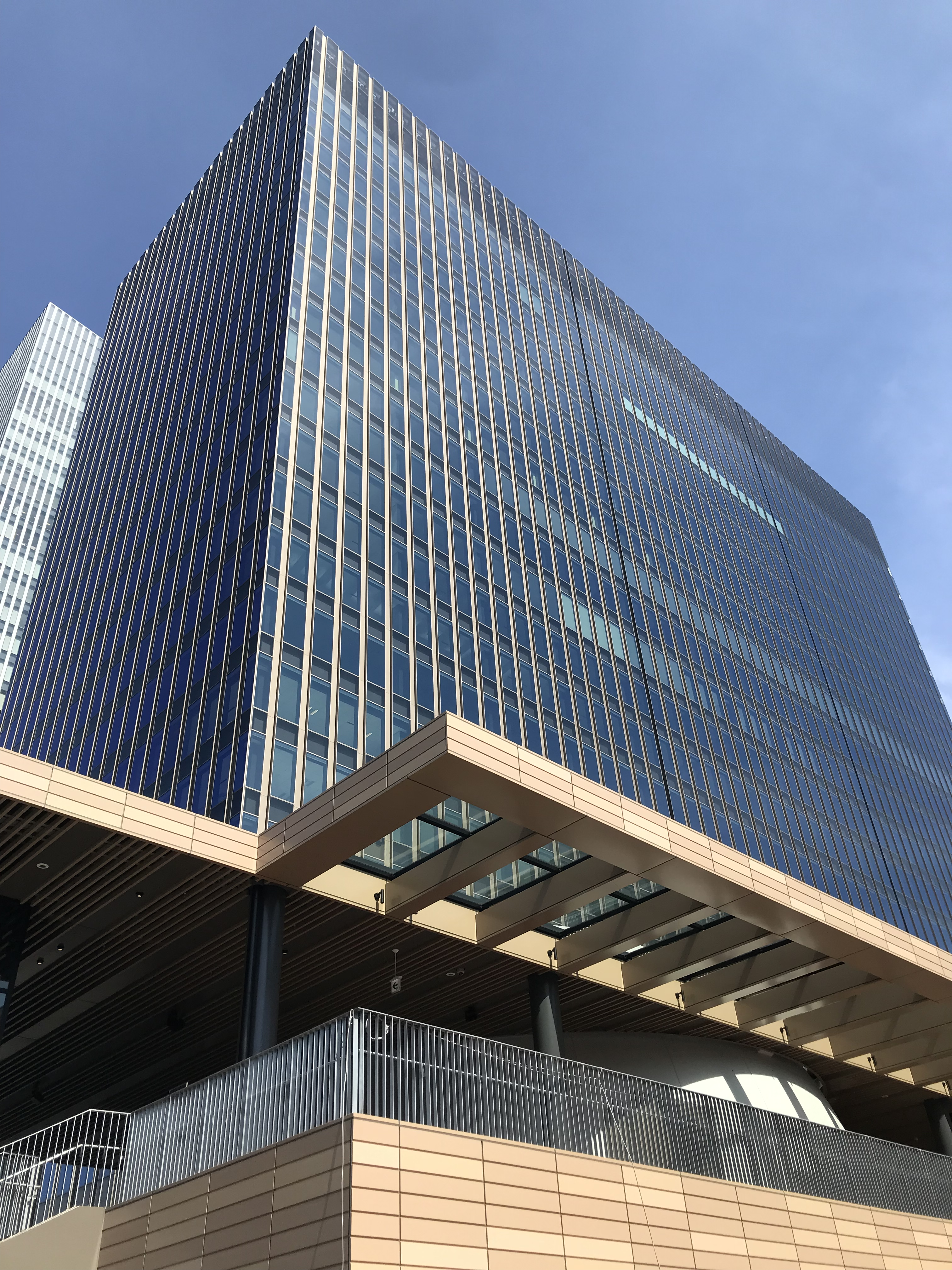
横濱ゲートタワー

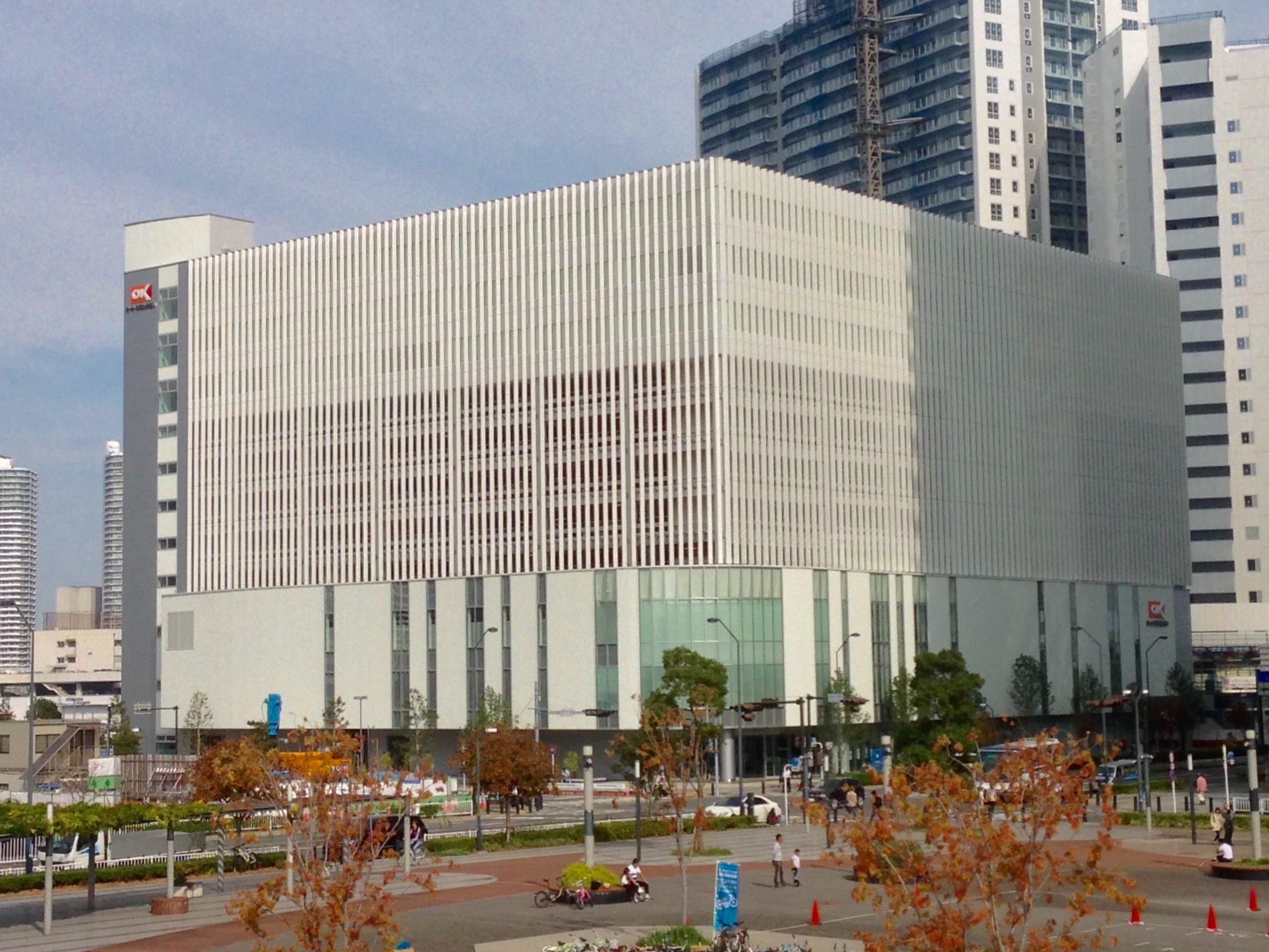
オーケー本社ビル

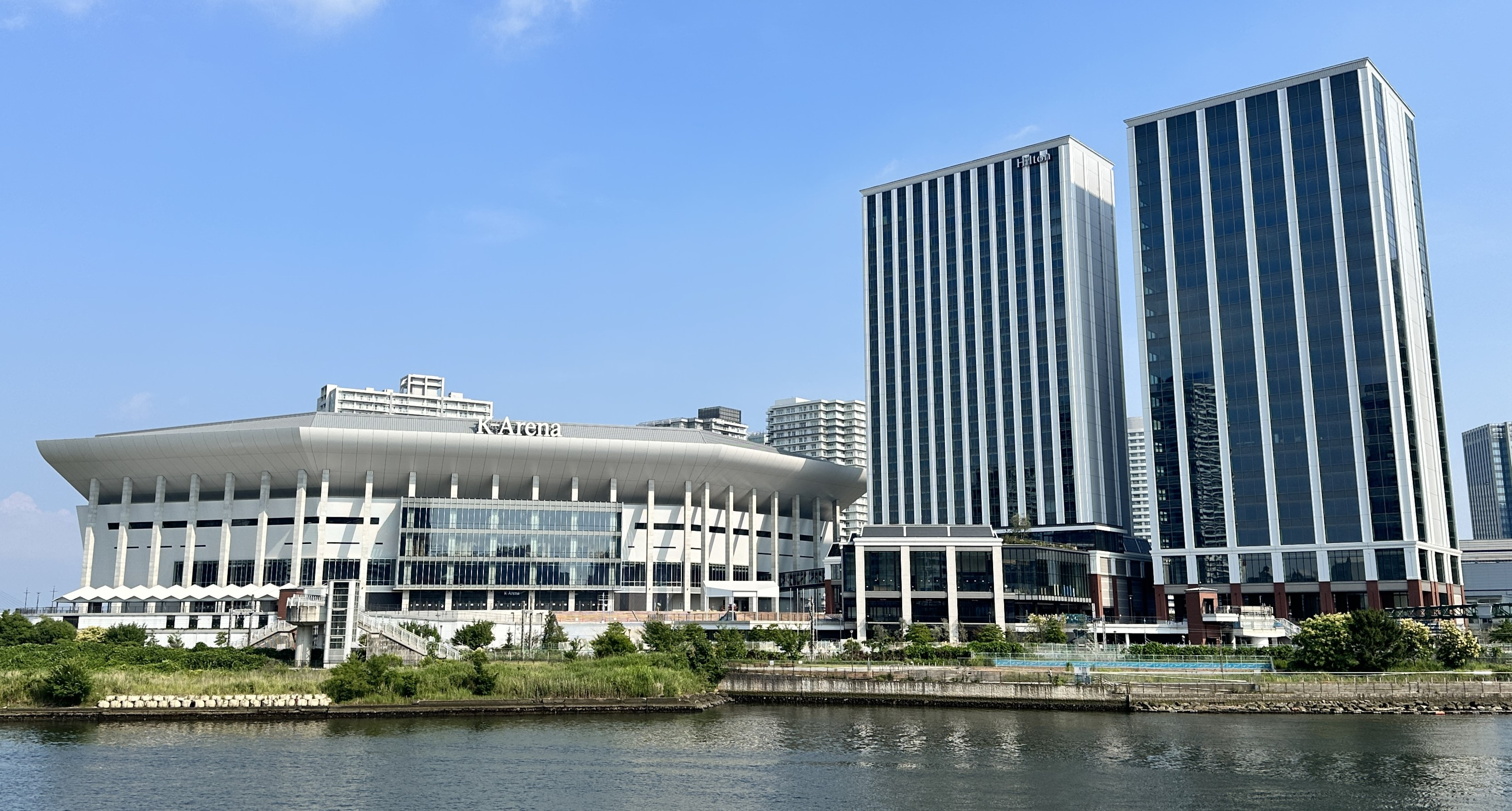
ミュージックテラス
（左からKアリーナ横浜、ヒルトン横浜、Kタワー横浜）

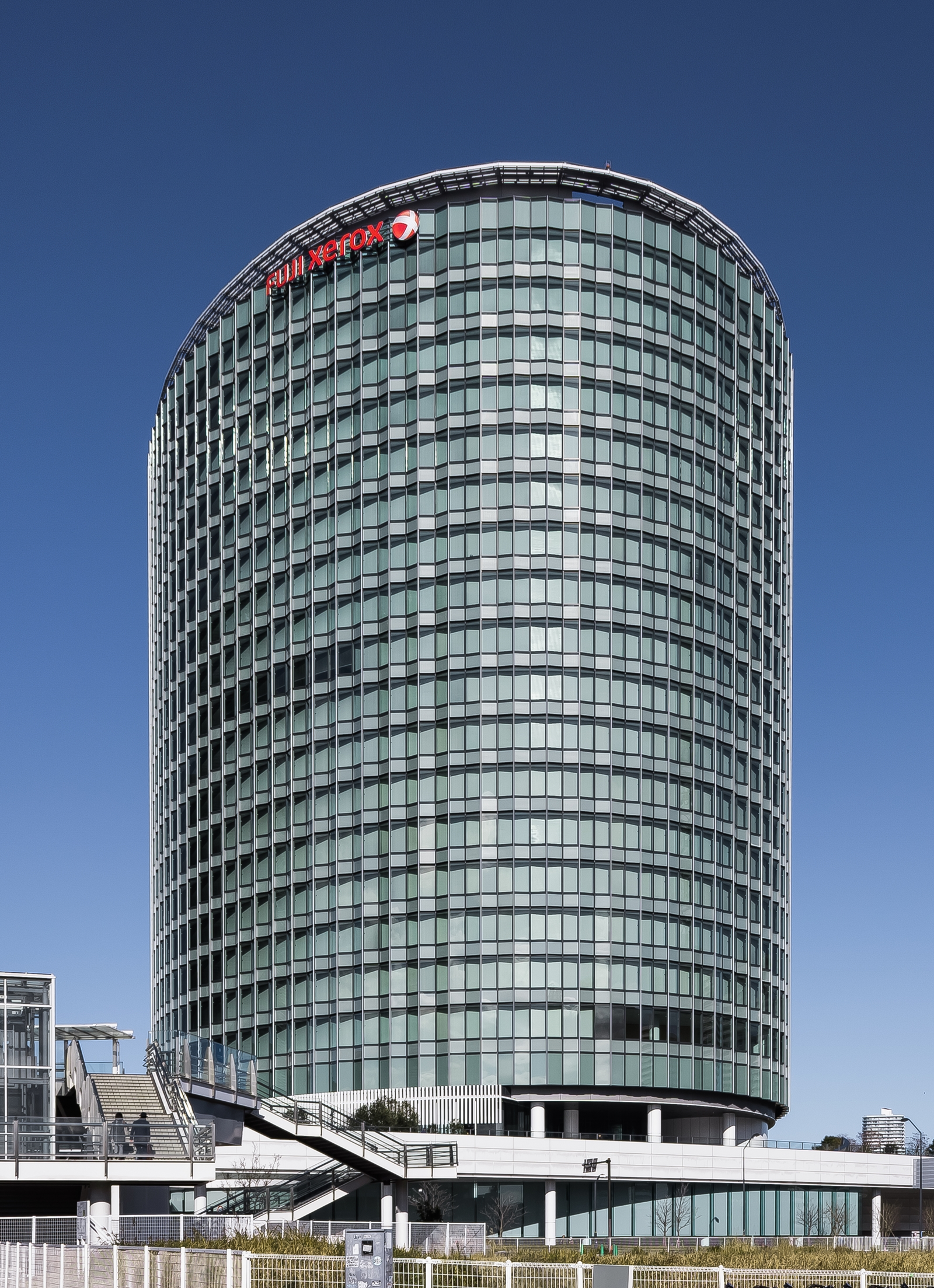
富士ゼロックスR&Dスクエア

| 50街区       | Brillia Grande MM OCEAN&PARK（集合住宅、2棟） （地上30階・地下1階、高さ99.95m） - Filmee - ブリリア・ショートショートシアター（短編映画専門の商業映画館/2017年12月閉館） - 横浜みなとみらいブロンテ ライブ (Bronth.LIVE)（ライブハウス・多目的ホール、上記短編映画館を改装利用し2019年7月開設） - まいばすけっとみなとみらい店 （旧TESCO EXPRESS・TSURUKAME） | Brillia Grande MM OCEAN&PARK（集合住宅、2棟） （地上30階・地下1階、高さ99.95m） - Filmee - ブリリア・ショートショートシアター（短編映画専門の商業映画館/2017年12月閉館） - 横浜みなとみらいブロンテ ライブ (Bronth.LIVE)（ライブハウス・多目的ホール、上記短編映画館を改装利用し2019年7月開設） - まいばすけっとみなとみらい店 （旧TESCO EXPRESS・TSURUKAME） | 2007年11月竣工                                                                                         |
| 50街区       | Pacific Royal Court MM OCEAN&URBAN（集合住宅、2棟） （地上29階・地下1階、高さ約96.3m） | Pacific Royal Court MM OCEAN&URBAN（集合住宅、2棟） （地上29階・地下1階、高さ約96.3m） | O棟：2007年11月竣工 U棟：2008年6月竣工                                                                 |
| 50街区       | 「キング軸」歩行者専用通路（両集合住宅の間に整備） （新たなMICE施設およびホテルを整備する20街区方面に向けて歩行者デッキ「キングモール橋」を架橋し、2020年4月に供用開始） | | |
| 51街区       | 高島中央公園 （52街区方面と高島中央歩道橋で接続） | 高島中央公園 （52街区方面と高島中央歩道橋で接続） | 2007年7月開園                                                                                          |
| 52街区       | 大和ハウス工業などによるオフィスビル・ゲームアートミュージアムなどからなる複合開発 〈みなとみらい21中央地区52街区開発事業計画〉 （北側半分が市有地〈約5,618m2〉、南側半分が国有地〈約6,200m2〉/敷地面積合計：約11,818m2） （設計：久米設計、施工：フジタ・大和ハウス工業共同企業体） 当街区は国有地も含まれるため、「二段階一般競争入札」による横浜市と国（財務省関東財務局）の合同公募を実施している。 2021年6月22日、審査を通過した2者で競争入札が行われ、大和ハウス工業と光優が開発事業予定者に選ばれた。なお、光優はコーエーテクモホールディングス（傘下のコーエーテクモゲームスは47街区のKTビル内に本社を移転）の関連会社である。 両社（SPC「DKみなとみらい52街区特定目的会社」を組成）によりオフィス、イノベーションプラットフォーム、商業、ゲームアートミュージアムなどからなる複合開発（延床面積110,142m2）が計画されている。 当計画は国土交通大臣の民間都市再生事業計画に認定されている。 （土地売買契約：国有地は2021年7月21日に締結、市有地は2022年6月22日までに締結） （事業者により当街区開発に関する都市計画の変更提案が2023年3月に出され、手続きや審議を経て同年8月末には変更が告示されて都市再生特別地区の「みなとみらい21中央地区52街区地区」となった） <当開発の概要> 市有地側（北側） - 高層棟：複合オフィスビル（地上29階・地下2階・塔屋6階/高さ179.8m、両社が組成するSPCが区分所有） - 4-29階：オフィス - 研究開発（R&D）部門や横浜国立大学のサテライトスタジオを誘致予定。 - 2・3階：イノベーションプラットフォーム等 - 会議室・シェアオフィス・コワーキングスペース・コミュニケーションカフェなど。 - 1階：店舗・駐車場 国有地側（南側、地下にみなとみらい線のトンネルが通る） - 低層棟（地上3階/高さ約31m、光優が区分所有） - 1-3階：ゲームアートミュージアム・店舗（2027年7月開業予定） - らせん状の建物は渦巻や巻貝、DNAをモチーフとしており、生命の源「LIFE」を表現。外観のらせんデザインはグラフィックデザイナーの永井一正が担当。 - 展示コンテンツは『信長の野望シリーズ』や『三國志シリーズ』などコーエーテクモゲームスのゲームのほか、他社とも連携して世界中のゲームファンに向けた施設とする方針。 - 総合ディレクターは演出家の吉谷晃太朗、統括プロデューサー・アドバイザーはチームラボボーダレスの企画運営を手がけた杉山央が担当。 - 低層棟の周辺には木々などの植栽を施したアートガーデン（約3,000m2の広場で、樹木や小川などを配置）を整備 - 『信長の野望シリーズ』に登場した庭園のモチーフも一部に取り入れ、グラフィックデザイナー・永井一正の立体作品展示も計画。 - 外周路やポケットパークはオープンスペースで誰でも入ることが可能であるが、その内側の大部分にあたるアートガーデンに入る際はアートミュージアムの入場券が通常時必要となる見込み。 地下（両棟の地下含む） - 地下1階：みなとみらい21熱供給の地域冷暖房システム第3プラント（光優が区分所有） （52街区内に整備されるデッキは、高島中央公園〜52街区間に設置されている高島中央歩道橋と接続する方針〈キング軸の一部〉） （また同デッキは、53・54街区方面のデッキや60・61街区方面に今後設置される歩道橋とも接続する方針） | 大和ハウス工業などによるオフィスビル・ゲームアートミュージアムなどからなる複合開発 〈みなとみらい21中央地区52街区開発事業計画〉 （北側半分が市有地〈約5,618m2〉、南側半分が国有地〈約6,200m2〉/敷地面積合計：約11,818m2） （設計：久米設計、施工：フジタ・大和ハウス工業共同企業体） 当街区は国有地も含まれるため、「二段階一般競争入札」による横浜市と国（財務省関東財務局）の合同公募を実施している。 2021年6月22日、審査を通過した2者で競争入札が行われ、大和ハウス工業と光優が開発事業予定者に選ばれた。なお、光優はコーエーテクモホールディングス（傘下のコーエーテクモゲームスは47街区のKTビル内に本社を移転）の関連会社である。 両社（SPC「DKみなとみらい52街区特定目的会社」を組成）によりオフィス、イノベーションプラットフォーム、商業、ゲームアートミュージアムなどからなる複合開発（延床面積110,142m2）が計画されている。 当計画は国土交通大臣の民間都市再生事業計画に認定されている。 （土地売買契約：国有地は2021年7月21日に締結、市有地は2022年6月22日までに締結） （事業者により当街区開発に関する都市計画の変更提案が2023年3月に出され、手続きや審議を経て同年8月末には変更が告示されて都市再生特別地区の「みなとみらい21中央地区52街区地区」となった） <当開発の概要> 市有地側（北側） - 高層棟：複合オフィスビル（地上29階・地下2階・塔屋6階/高さ179.8m、両社が組成するSPCが区分所有） - 4-29階：オフィス - 研究開発（R&D）部門や横浜国立大学のサテライトスタジオを誘致予定。 - 2・3階：イノベーションプラットフォーム等 - 会議室・シェアオフィス・コワーキングスペース・コミュニケーションカフェなど。 - 1階：店舗・駐車場 国有地側（南側、地下にみなとみらい線のトンネルが通る） - 低層棟（地上3階/高さ約31m、光優が区分所有） - 1-3階：ゲームアートミュージアム・店舗（2027年7月開業予定） - らせん状の建物は渦巻や巻貝、DNAをモチーフとしており、生命の源「LIFE」を表現。外観のらせんデザインはグラフィックデザイナーの永井一正が担当。 - 展示コンテンツは『信長の野望シリーズ』や『三國志シリーズ』などコーエーテクモゲームスのゲームのほか、他社とも連携して世界中のゲームファンに向けた施設とする方針。 - 総合ディレクターは演出家の吉谷晃太朗、統括プロデューサー・アドバイザーはチームラボボーダレスの企画運営を手がけた杉山央が担当。 - 低層棟の周辺には木々などの植栽を施したアートガーデン（約3,000m2の広場で、樹木や小川などを配置）を整備 - 『信長の野望シリーズ』に登場した庭園のモチーフも一部に取り入れ、グラフィックデザイナー・永井一正の立体作品展示も計画。 - 外周路やポケットパークはオープンスペースで誰でも入ることが可能であるが、その内側の大部分にあたるアートガーデンに入る際はアートミュージアムの入場券が通常時必要となる見込み。 地下（両棟の地下含む） - 地下1階：みなとみらい21熱供給の地域冷暖房システム第3プラント（光優が区分所有） （52街区内に整備されるデッキは、高島中央公園〜52街区間に設置されている高島中央歩道橋と接続する方針〈キング軸の一部〉） （また同デッキは、53・54街区方面のデッキや60・61街区方面に今後設置される歩道橋とも接続する方針） | 2024年2月着工 2027年5月竣工予定                                                                        |
| 52街区       | 「キング軸」歩行者専用通路（52街区内に整備予定のデッキ、53・54街区方面のデッキや高島中央歩道橋とも接続する方針） | | |
| 53街区       | 横浜シンフォステージ (YOKOHAMA SYMPHOSTAGE) 〈みなとみらい21中央地区53街区開発計画（仮称）〉 （敷地面積：約20,620m2、下記開発全体（2棟）延床面積：約182,825m2） 大林組（代表企業）、京浜急行電鉄、日鉄興和不動産（旧：新日鉄興和不動産）、ヤマハの4社で構成される企業グループによるオフィス・ホテル・商業施設・にぎわい施設、オープンイノベーションスペースなど複合開発。2022年8月29日、当開発を進めている街区名称が「横浜シンフォステージ (YOKOHAMA SYMPHOSTAGE)」と発表された。 <当開発の概要> 歩行者動線の「グランモール軸」と「キング軸」が交差する結節点となっている当街区に以下の2棟を建設。 ウエストタワー（地上30階・塔屋2階/高さ約158m） - 26-30階：京急EXホテルみなとみらい横浜（宿泊特化型上位グレード/客室計150室/大浴場設置/2024年6月24日開業） - 5-24階：オフィスエリア （9-24階：賃貸オフィス/5-8階：ヤマハグループが自社オフィスとして使用〈首都圏に点在する拠点を集約「首都圏事業所横浜オフィス」〉/9階：ヤマハ発動機が横浜オフィスを開設〈技術開発・共創スペース「YAMAHA MOTOR Regenerative Lab（通称：リジェラボ）」〉） - 1-3階（低層部商業ゾーン〈2024年5月9日先行開業〉） - ヤマハの体験型ブランドショップ「ヤマハミュージック横浜みなとみらい」（1-3階/同年6月6日オープン） - ヤマハグランドピアノショールーム/ベーゼンドルファーショールーム/ヤマハブランド体験エリア「エクスペリエンスゾーン」（1階） - ヤマハ楽器・楽譜/ライブ＆カフェ（2階） - ヤマハ音楽教室「ミュージックアベニュー横浜みなとみらい」（3階/大人向け） - この他、飲食店やコンビニ、クリニックなどが入居 （低層部にはオープンアトリウムも設けられている） イーストタワー（地上16階・塔屋2階/高さ約90m） - 16階：屋上テラス - 5-15階：オフィスエリア （10-15階：賃貸オフィス/5-9階：コーエーテクモゲームスが当地区内47街区のKTビル〈本社ビル〉に続き2拠点目となる新オフィスとして取得） （当初は自社利用希望事業者による1棟利用も想定されていた） - 1-3階（低層部商業ゾーン〈2024年5月9日先行開業〉/オープンイノベーションエリア） - YAMAHA E-Ride BASE（1階/ヤマハ発動機のeBike等ショールーム/同年6月6日オープン） - みなとみらい一番街（2階/飲食店4業態が出店） - ヤマハ音楽教室「ミュージックアベニュー横浜みなとみらいⅡ」（3階/主に子ども向け/2025年6月6日オープン） - この他、飲食店やドラッグストアなどが入居 店舗の他に以下の施設も設ける。 - 3階：オフィス・オープンイノベーションオフィス「chilink WORKSITE MINATOMIRAI」（2024年5月9日開設） - 1階：オープンアトリウム ※この他、両棟とも1階に駐車場を設置 <当開発の特徴> - 当開発全体での総投資額は約1100億円規模となり、就業者数は1万2000人程を見込んでいる。 - 事業主体企業グループの各企業が中心となって、オフィス・ホテル・商業施設などを運営。 - 周囲では研究開発 (R&D) 拠点などの集積が進んでいることから、オープンイノベーションを誘発するハブ機能スペースを設置。 （ウエストタワーに自社オフィス拠点を設けるヤマハもR&D機能を設置） - 帰宅困難者受け入れスペースを確保するほか、CASBEE横浜のSランク認証や建築物省エネルギー性能表示制度 (BELS) の評価において建築物全体は最高ランクの星5つ、オフィス部分は当地区内初のZEB Ready認証を取得している。また、感染症対策のグローバル評価基準として「WELL Health Safety Rating」の取得も目指している。 - 当地区に進出している周辺企業との連携や音楽による街づくりプロジェクトなどにより地域コミュニティを形成する。 - 上記2棟の周辺に整備するコモンスペース（広場）にて、当企業グループのノウハウを活かした様々なイベントも開催していく。 なお、広場は以下の4種を整備する。 - グランモールプラザ：ガラス大屋根やステージを設置し、音楽イベントなども開催 - ゲートプラザ：芝生広場や大階段を設置し、展示・体験イベントなども開催 - キングプラザ：休憩できる空間とし、周辺店舗によるイベントやマルシェなども開催 - グランモールストリート：街路状広場として上記2棟間に整備 - 横浜駅方面より隣接する54街区のオフィスビル「横浜グランゲート」までペデストリアンデッキで接続しているが、このデッキを当開発エリアを介してグランモール軸（グランモール公園方面の「すずかけ通り歩道橋」）までさらに延伸、一体的に整備する（この他、デッキは東側の52街区開発地とも接続する方針）。 - 当計画は国土交通大臣の民間都市再生事業計画に認定されている。 （過去：1990年代前半にはこの辺りにゴルフ練習場「横浜ゴルフドーム」があった） （過去：総合エンタテイメント施設「GENTO YOKOHAMA」、2015年1月25日閉店） | 横浜シンフォステージ (YOKOHAMA SYMPHOSTAGE) 〈みなとみらい21中央地区53街区開発計画（仮称）〉 （敷地面積：約20,620m2、下記開発全体（2棟）延床面積：約182,825m2） 大林組（代表企業）、京浜急行電鉄、日鉄興和不動産（旧：新日鉄興和不動産）、ヤマハの4社で構成される企業グループによるオフィス・ホテル・商業施設・にぎわい施設、オープンイノベーションスペースなど複合開発。2022年8月29日、当開発を進めている街区名称が「横浜シンフォステージ (YOKOHAMA SYMPHOSTAGE)」と発表された。 <当開発の概要> 歩行者動線の「グランモール軸」と「キング軸」が交差する結節点となっている当街区に以下の2棟を建設。 ウエストタワー（地上30階・塔屋2階/高さ約158m） - 26-30階：京急EXホテルみなとみらい横浜（宿泊特化型上位グレード/客室計150室/大浴場設置/2024年6月24日開業） - 5-24階：オフィスエリア （9-24階：賃貸オフィス/5-8階：ヤマハグループが自社オフィスとして使用〈首都圏に点在する拠点を集約「首都圏事業所横浜オフィス」〉/9階：ヤマハ発動機が横浜オフィスを開設〈技術開発・共創スペース「YAMAHA MOTOR Regenerative Lab（通称：リジェラボ）」〉） - 1-3階（低層部商業ゾーン〈2024年5月9日先行開業〉） - ヤマハの体験型ブランドショップ「ヤマハミュージック横浜みなとみらい」（1-3階/同年6月6日オープン） - ヤマハグランドピアノショールーム/ベーゼンドルファーショールーム/ヤマハブランド体験エリア「エクスペリエンスゾーン」（1階） - ヤマハ楽器・楽譜/ライブ＆カフェ（2階） - ヤマハ音楽教室「ミュージックアベニュー横浜みなとみらい」（3階/大人向け） - この他、飲食店やコンビニ、クリニックなどが入居 （低層部にはオープンアトリウムも設けられている） イーストタワー（地上16階・塔屋2階/高さ約90m） - 16階：屋上テラス - 5-15階：オフィスエリア （10-15階：賃貸オフィス/5-9階：コーエーテクモゲームスが当地区内47街区のKTビル〈本社ビル〉に続き2拠点目となる新オフィスとして取得） （当初は自社利用希望事業者による1棟利用も想定されていた） - 1-3階（低層部商業ゾーン〈2024年5月9日先行開業〉/オープンイノベーションエリア） - YAMAHA E-Ride BASE（1階/ヤマハ発動機のeBike等ショールーム/同年6月6日オープン） - みなとみらい一番街（2階/飲食店4業態が出店） - ヤマハ音楽教室「ミュージックアベニュー横浜みなとみらいⅡ」（3階/主に子ども向け/2025年6月6日オープン） - この他、飲食店やドラッグストアなどが入居 店舗の他に以下の施設も設ける。 - 3階：オフィス・オープンイノベーションオフィス「chilink WORKSITE MINATOMIRAI」（2024年5月9日開設） - 1階：オープンアトリウム ※この他、両棟とも1階に駐車場を設置 <当開発の特徴> - 当開発全体での総投資額は約1100億円規模となり、就業者数は1万2000人程を見込んでいる。 - 事業主体企業グループの各企業が中心となって、オフィス・ホテル・商業施設などを運営。 - 周囲では研究開発 (R&D) 拠点などの集積が進んでいることから、オープンイノベーションを誘発するハブ機能スペースを設置。 （ウエストタワーに自社オフィス拠点を設けるヤマハもR&D機能を設置） - 帰宅困難者受け入れスペースを確保するほか、CASBEE横浜のSランク認証や建築物省エネルギー性能表示制度 (BELS) の評価において建築物全体は最高ランクの星5つ、オフィス部分は当地区内初のZEB Ready認証を取得している。また、感染症対策のグローバル評価基準として「WELL Health Safety Rating」の取得も目指している。 - 当地区に進出している周辺企業との連携や音楽による街づくりプロジェクトなどにより地域コミュニティを形成する。 - 上記2棟の周辺に整備するコモンスペース（広場）にて、当企業グループのノウハウを活かした様々なイベントも開催していく。 なお、広場は以下の4種を整備する。 - グランモールプラザ：ガラス大屋根やステージを設置し、音楽イベントなども開催 - ゲートプラザ：芝生広場や大階段を設置し、展示・体験イベントなども開催 - キングプラザ：休憩できる空間とし、周辺店舗によるイベントやマルシェなども開催 - グランモールストリート：街路状広場として上記2棟間に整備 - 横浜駅方面より隣接する54街区のオフィスビル「横浜グランゲート」までペデストリアンデッキで接続しているが、このデッキを当開発エリアを介してグランモール軸（グランモール公園方面の「すずかけ通り歩道橋」）までさらに延伸、一体的に整備する（この他、デッキは東側の52街区開発地とも接続する方針）。 - 当計画は国土交通大臣の民間都市再生事業計画に認定されている。 （過去：1990年代前半にはこの辺りにゴルフ練習場「横浜ゴルフドーム」があった） （過去：総合エンタテイメント施設「GENTO YOKOHAMA」、2015年1月25日閉店） | 2021年4月着工 2024年3月竣工                                                                            |
| 54街区       | 横浜グランゲート (YOKOHAMA GRANGATE) （オフィス・商業等複合、事業者：清水建設） （建物の規模：地上19階、高さ99.5m/延床面積約102,000m2） - 清水建設が当地区において手がけた「横浜アイマークプレイス」に続く、大規模賃貸オフィスビル開発計画の第2弾に当たる。 - 国土交通大臣の民間都市再生事業計画に認定されている。 - ソニーシティみなとみらい：ソニーのカメラ事業（映像機器）が当ビル1棟を借り、事業所の集約および研究開発拠点の設置を計画（2020年12月開所、移転完了に伴い2021年3月事業開始）。従業員数は3,000〜4,000人規模を想定。 - 研究開発拠点ではカメラ事業だけでなく、ディスプレイ製品（プロジェクタを含む）やメディカル関連機器などの研究開発も進める。 <建物のコンセプト・概要＞ - オフィス空間は研究開発施設やショールームなど様々なニーズに対応した造りとし、託児施設なども設ける。 - 環境対策 (eco) と事業継続性 (BCP) を融合した ecoBCP 機能の充実を図る。 - eco：全館LED照明や太陽光発電等を採用し、エネルギー可視化システムを導入する。 - BCP：免震構造とする他、停電時に約72時間の電力を賄える非常用発電設備を導入する。 - これらの性能により、CASBEE横浜のSランクやLEEDゴールド認証、WELL認証の取得を目指す。 - 非常時にはカンファレンススペースを開放して帰宅困難者の受け入れを行う他、災害備蓄品・情報の提供なども実施する。 - 低層部にはカンファレンススペースを配置する他、オフィスワーカーや周辺地域にとって利便性の高い店舗を誘致。 - キング軸沿いに位置することから、敷地内には緑豊かた広場や賑わいを創出する。 - 横浜駅方面にアクセスする歩行者デッキ「みなとみらい歩道橋」と接続（さらに当ビルを経由した2階レベルのデッキは、南側の53街区複合開発や東側の52街区開発地とも接続する方針）。 （過去：2009年3月、観光バスターミナル54番館閉鎖） （過去：街区の一部に積水ハウスのスマートハウス実証実験住宅「観環居」（かんかんきょ）が設置されていた（2014年2月閉館）） | 横浜グランゲート (YOKOHAMA GRANGATE) （オフィス・商業等複合、事業者：清水建設） （建物の規模：地上19階、高さ99.5m/延床面積約102,000m2） - 清水建設が当地区において手がけた「横浜アイマークプレイス」に続く、大規模賃貸オフィスビル開発計画の第2弾に当たる。 - 国土交通大臣の民間都市再生事業計画に認定されている。 - ソニーシティみなとみらい：ソニーのカメラ事業（映像機器）が当ビル1棟を借り、事業所の集約および研究開発拠点の設置を計画（2020年12月開所、移転完了に伴い2021年3月事業開始）。従業員数は3,000〜4,000人規模を想定。 - 研究開発拠点ではカメラ事業だけでなく、ディスプレイ製品（プロジェクタを含む）やメディカル関連機器などの研究開発も進める。 <建物のコンセプト・概要＞ - オフィス空間は研究開発施設やショールームなど様々なニーズに対応した造りとし、託児施設なども設ける。 - 環境対策 (eco) と事業継続性 (BCP) を融合した ecoBCP 機能の充実を図る。 - eco：全館LED照明や太陽光発電等を採用し、エネルギー可視化システムを導入する。 - BCP：免震構造とする他、停電時に約72時間の電力を賄える非常用発電設備を導入する。 - これらの性能により、CASBEE横浜のSランクやLEEDゴールド認証、WELL認証の取得を目指す。 - 非常時にはカンファレンススペースを開放して帰宅困難者の受け入れを行う他、災害備蓄品・情報の提供なども実施する。 - 低層部にはカンファレンススペースを配置する他、オフィスワーカーや周辺地域にとって利便性の高い店舗を誘致。 - キング軸沿いに位置することから、敷地内には緑豊かた広場や賑わいを創出する。 - 横浜駅方面にアクセスする歩行者デッキ「みなとみらい歩道橋」と接続（さらに当ビルを経由した2階レベルのデッキは、南側の53街区複合開発や東側の52街区開発地とも接続する方針）。 （過去：2009年3月、観光バスターミナル54番館閉鎖） （過去：街区の一部に積水ハウスのスマートハウス実証実験住宅「観環居」（かんかんきょ）が設置されていた（2014年2月閉館）） | 2017年8月着工 2020年2月竣工 （同年4月開業）                                                            |
| 55街区       | (55-1) LGグループの研究開発拠点「LG YOKOHAMA INNOVATION CENTER」および賃貸オフィス複合ビル 〈LG Global R＆D Center 建設プロジェクト（仮称）〉 （設計・施工：大林組） （建物の規模：地上16階・地下2階・塔屋1階、高さ約90m） 事業主体はLGエレクトロニクス・ジャパン（構成企業としてLGホールディングス・ジャパンも名を連ねている）。「LG YOKOHAMA INNOVATION CENTER」（LG横浜イノベーションセンター、略称: LG YIC） として、LGグループの研究部門を集約（2022年2月にLG Japan Labが品川シーサイド〈グラスキューブ品川〉より本社を移転）する他、賃貸オフィスエリアにはグループの事業と親和性の高い企業の誘致を目指す。 - 地下：駐車場と研究所を配置。 - 低層部（にぎわい施設） - 1階：エンターテインメント・体験型施設「YUMESAKI GALLERY」（ユメサキギャラリー）を設置（2022年3月オープン） - 2階：複合コミュニケーション施設「EBC Hall」、オープンイノベーションルーム、デジタル工房を設置 - 中層部（3-9階）：LGグループの研究室・実験室を配置 - 高層部（10-15階）：賃貸オフィスエリア（事務所）を配置 | (55-1) LGグループの研究開発拠点「LG YOKOHAMA INNOVATION CENTER」および賃貸オフィス複合ビル 〈LG Global R＆D Center 建設プロジェクト（仮称）〉 （設計・施工：大林組） （建物の規模：地上16階・地下2階・塔屋1階、高さ約90m） 事業主体はLGエレクトロニクス・ジャパン（構成企業としてLGホールディングス・ジャパンも名を連ねている）。「LG YOKOHAMA INNOVATION CENTER」（LG横浜イノベーションセンター、略称: LG YIC） として、LGグループの研究部門を集約（2022年2月にLG Japan Labが品川シーサイド〈グラスキューブ品川〉より本社を移転）する他、賃貸オフィスエリアにはグループの事業と親和性の高い企業の誘致を目指す。 - 地下：駐車場と研究所を配置。 - 低層部（にぎわい施設） - 1階：エンターテインメント・体験型施設「YUMESAKI GALLERY」（ユメサキギャラリー）を設置（2022年3月オープン） - 2階：複合コミュニケーション施設「EBC Hall」、オープンイノベーションルーム、デジタル工房を設置 - 中層部（3-9階）：LGグループの研究室・実験室を配置 - 高層部（10-15階）：賃貸オフィスエリア（事務所）を配置 | 2019年6月着工 2021年11月竣工 （2022年2月開業）                                                         |
| 55街区       | (55-2) みなとみらい学園 横浜歯科医療専門学校（旧：鶴見歯科学園）校舎 （設計・施工：大林組） - 2016年9月に学科を移転集約。建物内には歯科診療所やギャラリー、カフェ、商業店舗などを併設している。 | (55-2) みなとみらい学園 横浜歯科医療専門学校（旧：鶴見歯科学園）校舎 （設計・施工：大林組） - 2016年9月に学科を移転集約。建物内には歯科診療所やギャラリー、カフェ、商業店舗などを併設している。 | 2015年6月着工 2016年8月竣工                                                                            |
| 56街区       | (56-1) 京急グループ本社 （建物の規模：地上18階・地下1階、高さ85.55m） - 京浜急行電鉄などグループ企業11社（社員数約1,200人）を移転集約、2019年9月17日より順次移転し10月に移転完了。 （なお、現在の京急電鉄本社ビル（東京都港区高輪）の敷地は再開発用地としての利用を検討している） - 1階にはにぎわい施設として、昭和初期に使われていた保存車両（デハ230形）などを展示する「京急ミュージアム」を2020年1月に開設。 - 防災機能として災害時に自社・他社線の運行情報を提供する他、従業員・帰宅困難者向けの災害備蓄品などを常備（災害時の一時滞在も可能とする）。 - 横浜駅方面にアクセスする歩行者デッキ「みなとみらい歩道橋」と接続。 | (56-1) 京急グループ本社 （建物の規模：地上18階・地下1階、高さ85.55m） - 京浜急行電鉄などグループ企業11社（社員数約1,200人）を移転集約、2019年9月17日より順次移転し10月に移転完了。 （なお、現在の京急電鉄本社ビル（東京都港区高輪）の敷地は再開発用地としての利用を検討している） - 1階にはにぎわい施設として、昭和初期に使われていた保存車両（デハ230形）などを展示する「京急ミュージアム」を2020年1月に開設。 - 防災機能として災害時に自社・他社線の運行情報を提供する他、従業員・帰宅困難者向けの災害備蓄品などを常備（災害時の一時滞在も可能とする）。 - 横浜駅方面にアクセスする歩行者デッキ「みなとみらい歩道橋」と接続。 | 2017年7月着工 2019年9月竣工                                                                            |
| 56街区       | (56-2) 資生堂グローバルイノベーションセンター：S/PARK (エスパーク) （資生堂の研究開発拠点） （建物の規模：地上16階・地下1階、高さ約78m） - 研究開発拠点の正式名称を「資生堂グローバルイノベーションセンター (GIC)」、呼称を「S/PARK (エスパーク)」としている。 - 2018年12月より順次稼働し、2019年4月には建物全体が全面開業（本格稼働）している。 - 横浜市都筑区の研究所「リサーチセンター」を全面移転。 - 基礎・基盤研究を行うハブ拠点として1,000人規模の研究者が働くことを想定しており、世界最大規模の化粧品研究施設となる見込み。 - 「ハブ&スポーク体制」により海外の研究所ともつながる他、「都市型オープンラボ」として国内外の最先端研究機関や異業種などからの多様な知見・情報・技術を融合。 - ここを拠点として、将来的には電機メーカーとの美容家電共同開発なども視野に入れている。 <フロア構成> - 5-15階が研究フロアとなる。 - また、3階に多用途ホール「S/PARK Hall」、4階に商談スペース「Collaboration Site」、11階にマンションの部屋を再現した試験室「Living Lab」などを配置。 - 1・2階は地域に開かれたコミュニケーションエリア「S/PARK」として2019年4月13日開業したが、2025年1月22日に「Shiseido Beauty Park」としてリニューアルオープン。 - 1階は16Kの高精細映像とAwe体験ができるCrystal LED Displayを設置している他、薬膳料理を提供する「Shiseido Kitchen Lab」、将来の顔予測ができる有料サービス「Shiseido Beauty Diagnosis Lab」などがある。 - 2階には資生堂の展示スペース・ライブラリ等のミュージアムが設置されている。 | (56-2) 資生堂グローバルイノベーションセンター：S/PARK (エスパーク) （資生堂の研究開発拠点） （建物の規模：地上16階・地下1階、高さ約78m） - 研究開発拠点の正式名称を「資生堂グローバルイノベーションセンター (GIC)」、呼称を「S/PARK (エスパーク)」としている。 - 2018年12月より順次稼働し、2019年4月には建物全体が全面開業（本格稼働）している。 - 横浜市都筑区の研究所「リサーチセンター」を全面移転。 - 基礎・基盤研究を行うハブ拠点として1,000人規模の研究者が働くことを想定しており、世界最大規模の化粧品研究施設となる見込み。 - 「ハブ&スポーク体制」により海外の研究所ともつながる他、「都市型オープンラボ」として国内外の最先端研究機関や異業種などからの多様な知見・情報・技術を融合。 - ここを拠点として、将来的には電機メーカーとの美容家電共同開発なども視野に入れている。 <フロア構成> - 5-15階が研究フロアとなる。 - また、3階に多用途ホール「S/PARK Hall」、4階に商談スペース「Collaboration Site」、11階にマンションの部屋を再現した試験室「Living Lab」などを配置。 - 1・2階は地域に開かれたコミュニケーションエリア「S/PARK」として2019年4月13日開業したが、2025年1月22日に「Shiseido Beauty Park」としてリニューアルオープン。 - 1階は16Kの高精細映像とAwe体験ができるCrystal LED Displayを設置している他、薬膳料理を提供する「Shiseido Kitchen Lab」、将来の顔予測ができる有料サービス「Shiseido Beauty Diagnosis Lab」などがある。 - 2階には資生堂の展示スペース・ライブラリ等のミュージアムが設置されている。 | 2016年10月着工 2018年10月竣工 （2019年4月全面開業）                                                    |
| 57街区       | （北側一部区画）横浜市立みなとみらい本町小学校 （設計：みかんぐみ） （敷地面積：約9,000m2） - 横浜市立本町小学校の分離新設校（第二方面校）であり、割り当てられる学区は当地区の他に北仲通地区が含まれる。 （過去：かつてキヤノン・キャッツ・シアターがあり、劇団四季の「キャッツ」を2009年11月より3年間上演していた） （過去：開発前暫定施設として2015年には「横浜MIDベース タワーレジデンス」のモデルルーム・住宅展示場が置かれた） | （北側一部区画）横浜市立みなとみらい本町小学校 （設計：みかんぐみ） （敷地面積：約9,000m2） - 横浜市立本町小学校の分離新設校（第二方面校）であり、割り当てられる学区は当地区の他に北仲通地区が含まれる。 （過去：かつてキヤノン・キャッツ・シアターがあり、劇団四季の「キャッツ」を2009年11月より3年間上演していた） （過去：開発前暫定施設として2015年には「横浜MIDベース タワーレジデンス」のモデルルーム・住宅展示場が置かれた） | 2018年4月開校 暫定施設 （所有：横浜市）                                                                |
| 57街区       | 事業者公募街区（上記、小学校新設予定地外約4,000m2） | 事業者公募街区（上記、小学校新設予定地外約4,000m2） | 所有：横浜市                                                                                           |
| 58街区       | 横濱ゲートタワー 鹿島建設（代表企業）、三井住友海上火災保険、住友生命保険によるオフィス、商業、にぎわい施設等の複合ビル開発計画。 （建物の規模：地上22階・地下1階、高さ109.56m） - 低層部（1-4階）：商業・にぎわい施設・オフィスサポート施設等が入居し、南側には低層棟「テラスモール」も整備 - 1・2階に飲食・物販店舗、2階にプラネタリウムやデジタルプラネットカフェを配置する他、保育所、クリニックモール、インキュベートオフィス、カンファレンス施設などが入る（一部テナントは2021年10月より順次オープン）。 - プラネタリウム「コニカミノルタプラネタリアYOKOHAMA」（運営：コニカミノルタプラネタリウム）は、一般的なスクリーン投影方式ではなく日本では名古屋（2021年10月開業）に続いて2例目となる「LEDドームシステム」を採用。客席数は約170席で2022年3月開業。デジタルプラネットカフェ「Cafe Planetaria」やギフトショップ「Gallery Planetaria」も併設。 - クリニックモールは4階に配置し、健診・人間ドックや内科、婦人科などが入る（2022年1月より順次オープン）。 - 高層部（5-21階）：オフィスエリア（三井住友海上火災保険が自社利用する他は賃貸とする方針） - いすゞ自動車が2022年5月に本社を移転（5〜15階部分の11フロア/後述の関連会社も含めて約2,500人就業）。また、本社機能の他に一部関連会社なども移転している。 - 三井住友海上火災保険が事務所を新設（地域本部・営業店などを集約）。 - ピーシーデポコーポレーションが2022年2月に本社（本店）を移転。また、子会社のイージェーワークスも同年1月末に本社を移転している。 - その他の特徴：災害時には帰宅困難者の一時待機スペースを確保し、地域の防災拠点として活用可能。環境分野ではCASBEE横浜のSクラス取得を目指す。 - 当開発を手がける上記の3社とSDGs未来都市に選定されている横浜市が連携し、イノベーションの創出やSDGs達成などに向けて取り組む。その一環として、関内駅周辺の横浜第一有楽ビルにある「ヨコハマSDGsデザインセンター」を当ビル内に2021年12月移設。 - 当ビルのオフィス賃貸事業は、横浜市の企業立地促進条例に基づく事業計画に認定されている。 - キング軸の西端に位置しており、当ビルの南側に整備された低層棟「テラスモール」の2階レベルのデッキは、国道1号（上部には首都高速横羽線の高架）を超えて高島二丁目地区方面にアクセスする「高島二丁目歩道橋」とも接続される。 （過去：セガが業績悪化を理由に開発中止を発表〈上記の55街区・56街区・57街区を含む4つの街区〉） | 横濱ゲートタワー 鹿島建設（代表企業）、三井住友海上火災保険、住友生命保険によるオフィス、商業、にぎわい施設等の複合ビル開発計画。 （建物の規模：地上22階・地下1階、高さ109.56m） - 低層部（1-4階）：商業・にぎわい施設・オフィスサポート施設等が入居し、南側には低層棟「テラスモール」も整備 - 1・2階に飲食・物販店舗、2階にプラネタリウムやデジタルプラネットカフェを配置する他、保育所、クリニックモール、インキュベートオフィス、カンファレンス施設などが入る（一部テナントは2021年10月より順次オープン）。 - プラネタリウム「コニカミノルタプラネタリアYOKOHAMA」（運営：コニカミノルタプラネタリウム）は、一般的なスクリーン投影方式ではなく日本では名古屋（2021年10月開業）に続いて2例目となる「LEDドームシステム」を採用。客席数は約170席で2022年3月開業。デジタルプラネットカフェ「Cafe Planetaria」やギフトショップ「Gallery Planetaria」も併設。 - クリニックモールは4階に配置し、健診・人間ドックや内科、婦人科などが入る（2022年1月より順次オープン）。 - 高層部（5-21階）：オフィスエリア（三井住友海上火災保険が自社利用する他は賃貸とする方針） - いすゞ自動車が2022年5月に本社を移転（5〜15階部分の11フロア/後述の関連会社も含めて約2,500人就業）。また、本社機能の他に一部関連会社なども移転している。 - 三井住友海上火災保険が事務所を新設（地域本部・営業店などを集約）。 - ピーシーデポコーポレーションが2022年2月に本社（本店）を移転。また、子会社のイージェーワークスも同年1月末に本社を移転している。 - その他の特徴：災害時には帰宅困難者の一時待機スペースを確保し、地域の防災拠点として活用可能。環境分野ではCASBEE横浜のSクラス取得を目指す。 - 当開発を手がける上記の3社とSDGs未来都市に選定されている横浜市が連携し、イノベーションの創出やSDGs達成などに向けて取り組む。その一環として、関内駅周辺の横浜第一有楽ビルにある「ヨコハマSDGsデザインセンター」を当ビル内に2021年12月移設。 - 当ビルのオフィス賃貸事業は、横浜市の企業立地促進条例に基づく事業計画に認定されている。 - キング軸の西端に位置しており、当ビルの南側に整備された低層棟「テラスモール」の2階レベルのデッキは、国道1号（上部には首都高速横羽線の高架）を超えて高島二丁目地区方面にアクセスする「高島二丁目歩道橋」とも接続される。 （過去：セガが業績悪化を理由に開発中止を発表〈上記の55街区・56街区・57街区を含む4つの街区〉） | 2019年4月着工 2021年9月竣工 （2022年3月グランドオープン）                                              |
| 59街区       | 国土交通省関東地方整備局 京浜港湾事務所旧庁舎（※事務所は移転済み、下記参照） （横浜市の要望により、2022年度に完成した新港9街区のよこはま新港合同庁舎内に同年9月移転、当庁舎は閉鎖となり建物や土地の以降の活用方法は同月時点で不明） | 国土交通省関東地方整備局 京浜港湾事務所旧庁舎（※事務所は移転済み、下記参照） （横浜市の要望により、2022年度に完成した新港9街区のよこはま新港合同庁舎内に同年9月移転、当庁舎は閉鎖となり建物や土地の以降の活用方法は同月時点で不明） | 《閉鎖》 2007年2月開業 2023年9月閉鎖                                                                   |
| 59街区       | オーケー本社ビル / PRYME COAST みなとみらい（プライムコーストみなとみらい） オーケー本社ビルおよび、岡田ビルによる複合高層ビル「PRYME COAST みなとみらい」（ホテル・集合住宅・商業店舗）の一体開発プロジェクト（オーケー、岡田ビル、大成建設横浜支店の3社による「オーアンドオーMM59グループ」が当街区の一体開発を行う）。 （A区画）オーケー本社ビル：スーパーマーケット「オーケーストア」を展開する同社が本社を移転。 （施工：大林組） （地上11階、高さ約52ｍ） - 低層部にはオーケーの大型店舗の他に専門店、直営の焼肉店などを配置。2016年9月開業。 - オーケーディスカウント・センターみなとみらい店（旗艦店） - PC DEPOT（パソコンショップ/閉鎖となった47街区の暫定施設より、2016年10月移転オープン） - 西松屋（乳幼児・子供用品/閉鎖となった47街区の暫定施設より、2016年12月移転オープン） - キャンドゥ（100円ショップ） - QBハウス（ヘアカット専門店） - オーケーフードコート（焼肉・カフェ・ダイニング/2017年2月オープン） （B区画）PRYME COAST みなとみらい：ホテル・集合住宅・商業店舗からなる複合高層ビル。 （施工：大成建設） （ホテル棟：地上21階・地下1階、高さ約80ｍ/集合住宅棟：地上27階・地下1階、高さ97.78m） - ホテル棟 - 「ザ・スクエアホテル横浜みなとみらい」（運営：ソラーレ ホテルズ アンド リゾーツ、2021年12月14日開業、2025年6月30日閉館予定/ビスタホテルグループが運営していた「ホテルビスタプレミオ横浜［みなとみらい］」〈2017年6月30日開業、2021年4月26日閉館〉を改装利用） - 再び改装工事を行い、2026年前半に「ヒルトン・ガーデン・イン横浜みなとみらい」（日本国内2軒目、関東初進出/三菱HCキャピタルリアルティとヒルトンが協力）として開業予定。 - 集合住宅棟：「BLUE HARBOR TOWER みなとみらい」（2017年4月入居開始） | オーケー本社ビル / PRYME COAST みなとみらい（プライムコーストみなとみらい） オーケー本社ビルおよび、岡田ビルによる複合高層ビル「PRYME COAST みなとみらい」（ホテル・集合住宅・商業店舗）の一体開発プロジェクト（オーケー、岡田ビル、大成建設横浜支店の3社による「オーアンドオーMM59グループ」が当街区の一体開発を行う）。 （A区画）オーケー本社ビル：スーパーマーケット「オーケーストア」を展開する同社が本社を移転。 （施工：大林組） （地上11階、高さ約52ｍ） - 低層部にはオーケーの大型店舗の他に専門店、直営の焼肉店などを配置。2016年9月開業。 - オーケーディスカウント・センターみなとみらい店（旗艦店） - PC DEPOT（パソコンショップ/閉鎖となった47街区の暫定施設より、2016年10月移転オープン） - 西松屋（乳幼児・子供用品/閉鎖となった47街区の暫定施設より、2016年12月移転オープン） - キャンドゥ（100円ショップ） - QBハウス（ヘアカット専門店） - オーケーフードコート（焼肉・カフェ・ダイニング/2017年2月オープン） （B区画）PRYME COAST みなとみらい：ホテル・集合住宅・商業店舗からなる複合高層ビル。 （施工：大成建設） （ホテル棟：地上21階・地下1階、高さ約80ｍ/集合住宅棟：地上27階・地下1階、高さ97.78m） - ホテル棟 - 「ザ・スクエアホテル横浜みなとみらい」（運営：ソラーレ ホテルズ アンド リゾーツ、2021年12月14日開業、2025年6月30日閉館予定/ビスタホテルグループが運営していた「ホテルビスタプレミオ横浜［みなとみらい］」〈2017年6月30日開業、2021年4月26日閉館〉を改装利用） - 再び改装工事を行い、2026年前半に「ヒルトン・ガーデン・イン横浜みなとみらい」（日本国内2軒目、関東初進出/三菱HCキャピタルリアルティとヒルトンが協力）として開業予定。 - 集合住宅棟：「BLUE HARBOR TOWER みなとみらい」（2017年4月入居開始） | <オーケー本社ビル> 2014年11月着工 2016年8月竣工 <PRYME COAST みなとみらい> 2015年1月着工 2017年3月竣工 |
| 60,61,62街区 | （60,61街区：北側区画）ケン・コーポレーションによる音楽アリーナ・ホテル・オフィスビル等複合開発「ミュージックテラス」 〈計画名称：Kアリーナプロジェクト/開発街区全体名称：ミュージックテラス〉 （敷地面積：約31,794m2〈60,61街区全体の半分程の面積〉、全体の延床面積：約119,200m2） （建物の規模：高さ約100m） ケン・コーポレーションによる収容客数2万人規模の音楽専用アリーナ「Kアリーナ横浜」やホテル「ヒルトン横浜」（ヒルトンブランドは横浜初進出）、賃貸オフィス「Kタワー横浜」などからなる複合開発「ミュージックテラス」。 2019年2月に公表された計画では当初より完成が2年延期となった一方、開発規模は各棟の階数が増え総延床面積も約1.7倍まで拡大されている。 両街区の中でも高島水際線公園（帷子川下流・港湾部沿岸）寄りの敷地に以下の3棟を建設。 - 音楽アリーナ「Kアリーナ横浜」（地上9階〈高さ約45m〉）：音楽専用アリーナとしては日本最大級。同社グループ会社と大手レコード会社の共同事業。 - ホテル棟「ヒルトン横浜」（地上26〈高さ約100m〉階）：客室は約340室、上階にラウンジを設ける。同社グループ会社が運営を行う予定。 - オフィス棟「Kタワー横浜」（地上21階〈高さ約100m〉）：賃貸オフィスとしており、今後同社が企業の誘致活動を行う。 - この他、2017年11月に公表された当初の情報によると、玩具コレクションをベースとした展示施設を併設予定としていたが、実際には設置されていない。 - 自動車ショールームとして「マクラーレン横浜」がグラウンドフロアに2024年4月開業予定。 - 両街区を貫通する歩行者通路を「ミュージックストリート」として、仮設店舗やキッチンカーなどによる賑わいも演出。 - 動線計画としてみなとみらい大橋まで接続する歩行者デッキ「高島水際線デッキ」が当初計画より遅れたものの2025年3月に暫定開通。また、62街区方面ともデッキ接続が計画されているほか、当街区内隣接地に計画されている複合施設「リンケージテラス」ともデッキ接続する予定で、さらに同施設は52街区方面からのデッキとも接続が計画されているため、将来的には横浜駅方面からデッキレベルでのアクセスも確保される見通しである（「Kアリーナ横浜#隣接地の開発」も参照）。 - 災害発生時における滞留者・帰宅困難者などの対応として、音楽アリーナの一時滞在施設としての活用も検討している。 - また、当プロジェクトは国土交通省の民間都市再生事業計画に認定されている。 （上記開発による残存区画〈南側半分程〉として、60街区の極一部と61街区の一部が残っている） （過去：60街区では横浜みなとみらいスポーツパーク、61街区ではマリノスタウンが2006年より約10年間の暫定施設として運営されていた） | （60,61街区：北側区画）ケン・コーポレーションによる音楽アリーナ・ホテル・オフィスビル等複合開発「ミュージックテラス」 〈計画名称：Kアリーナプロジェクト/開発街区全体名称：ミュージックテラス〉 （敷地面積：約31,794m2〈60,61街区全体の半分程の面積〉、全体の延床面積：約119,200m2） （建物の規模：高さ約100m） ケン・コーポレーションによる収容客数2万人規模の音楽専用アリーナ「Kアリーナ横浜」やホテル「ヒルトン横浜」（ヒルトンブランドは横浜初進出）、賃貸オフィス「Kタワー横浜」などからなる複合開発「ミュージックテラス」。 2019年2月に公表された計画では当初より完成が2年延期となった一方、開発規模は各棟の階数が増え総延床面積も約1.7倍まで拡大されている。 両街区の中でも高島水際線公園（帷子川下流・港湾部沿岸）寄りの敷地に以下の3棟を建設。 - 音楽アリーナ「Kアリーナ横浜」（地上9階〈高さ約45m〉）：音楽専用アリーナとしては日本最大級。同社グループ会社と大手レコード会社の共同事業。 - ホテル棟「ヒルトン横浜」（地上26〈高さ約100m〉階）：客室は約340室、上階にラウンジを設ける。同社グループ会社が運営を行う予定。 - オフィス棟「Kタワー横浜」（地上21階〈高さ約100m〉）：賃貸オフィスとしており、今後同社が企業の誘致活動を行う。 - この他、2017年11月に公表された当初の情報によると、玩具コレクションをベースとした展示施設を併設予定としていたが、実際には設置されていない。 - 自動車ショールームとして「マクラーレン横浜」がグラウンドフロアに2024年4月開業予定。 - 両街区を貫通する歩行者通路を「ミュージックストリート」として、仮設店舗やキッチンカーなどによる賑わいも演出。 - 動線計画としてみなとみらい大橋まで接続する歩行者デッキ「高島水際線デッキ」が当初計画より遅れたものの2025年3月に暫定開通。また、62街区方面ともデッキ接続が計画されているほか、当街区内隣接地に計画されている複合施設「リンケージテラス」ともデッキ接続する予定で、さらに同施設は52街区方面からのデッキとも接続が計画されているため、将来的には横浜駅方面からデッキレベルでのアクセスも確保される見通しである（「Kアリーナ横浜#隣接地の開発」も参照）。 - 災害発生時における滞留者・帰宅困難者などの対応として、音楽アリーナの一時滞在施設としての活用も検討している。 - また、当プロジェクトは国土交通省の民間都市再生事業計画に認定されている。 （上記開発による残存区画〈南側半分程〉として、60街区の極一部と61街区の一部が残っている） （過去：60街区では横浜みなとみらいスポーツパーク、61街区ではマリノスタウンが2006年より約10年間の暫定施設として運営されていた） | 2020年8月着工 2023年7月竣工 （ホテルとアリーナは同年9月開業）                                          |
| 60,61,62街区 | （60,61街区：南側区画）ケン・コーポレーション等によるオフィスビル・ホテル・ミュージアム・専門学校等複合開発「リンケージテラス」 〈MM60・61プロジェクト/Linkage Terrace Project（仮称）〉 （敷地面積：約23,149m2） 60・61街区のミュージックテラス残存区画（南側半分程の区画）においてケン・コーポレーション（代表企業）、SMFLみらいパートナーズ、鹿島建設、学校法人岩崎学園がオフィスビル・ホテル・ミュージアム・専門学校などからなる複合施設「リンケージテラス (Linkage Terrace)」を計画。 （基本計画協定：2025年1月31日締結/土地売買契約：同年2月20日締結） 東棟・西棟に分けて開発される。 東棟（地上27階・最高高さ100m/用途別に分節するが回廊やデッキで接続し東棟としている） - オフィス（21階建て、低層部の1・2階は商業施設） - ホテル（27階建て/運営：ケン・ホテル&リゾートホールディングス） - ミュージアム（7階建て） - 商業施設（2階建て） 西棟（地上13階・最高高さ64.25m/ミュージックテラスと横浜アンパンマンこどもミュージアムに挟まれたエリア） - 専門学校（13階建て/運営：岩崎学園） 事業代表者は隣接地「ミュージックテラス」の開発も手がけたケン・コーポレーションであり、一体的な開発により街区全体のにぎわいの創出を目指している。また、街区内の施設を回廊やデッキで接続し回遊性の向上も目指している（52街区方面からとちのき通りを横断するデッキも当開発施設に接続予定で、これにより横浜駅東口方面からのデッキレベルでのアクセスも確保される見通し）。 当計画は国土交通大臣の民間都市再生事業計画に認定されている。 （公募に先駆けて条件整理を行う目的で、2022年5月に民間事業者サウンディング調査〈対話〉を実施し、翌6月に結果が公表された） （過去：60街区では横浜みなとみらいスポーツパーク、61街区ではマリノスタウンが2006年より約10年間の暫定施設として運営されていた） （過去：61街区内の特設会場で、2017年2月〜5月および2020年12月〜2021年3月に「木下大サーカス」の横浜公演開催） （過去：一部区画に2020年8月〜10月まで日産自動車の体験型施設「NISSAN PAVILION」〈ニッサンパビリオン〉が開設されていた） （過去：横浜市では林文子市政の時にオペラ・バレエなどの劇場整備の検討が行われていたが、その整備検討適地を60・61街区としていた） | （60,61街区：南側区画）ケン・コーポレーション等によるオフィスビル・ホテル・ミュージアム・専門学校等複合開発「リンケージテラス」 〈MM60・61プロジェクト/Linkage Terrace Project（仮称）〉 （敷地面積：約23,149m2） 60・61街区のミュージックテラス残存区画（南側半分程の区画）においてケン・コーポレーション（代表企業）、SMFLみらいパートナーズ、鹿島建設、学校法人岩崎学園がオフィスビル・ホテル・ミュージアム・専門学校などからなる複合施設「リンケージテラス (Linkage Terrace)」を計画。 （基本計画協定：2025年1月31日締結/土地売買契約：同年2月20日締結） 東棟・西棟に分けて開発される。 東棟（地上27階・最高高さ100m/用途別に分節するが回廊やデッキで接続し東棟としている） - オフィス（21階建て、低層部の1・2階は商業施設） - ホテル（27階建て/運営：ケン・ホテル&リゾートホールディングス） - ミュージアム（7階建て） - 商業施設（2階建て） 西棟（地上13階・最高高さ64.25m/ミュージックテラスと横浜アンパンマンこどもミュージアムに挟まれたエリア） - 専門学校（13階建て/運営：岩崎学園） 事業代表者は隣接地「ミュージックテラス」の開発も手がけたケン・コーポレーションであり、一体的な開発により街区全体のにぎわいの創出を目指している。また、街区内の施設を回廊やデッキで接続し回遊性の向上も目指している（52街区方面からとちのき通りを横断するデッキも当開発施設に接続予定で、これにより横浜駅東口方面からのデッキレベルでのアクセスも確保される見通し）。 当計画は国土交通大臣の民間都市再生事業計画に認定されている。 （公募に先駆けて条件整理を行う目的で、2022年5月に民間事業者サウンディング調査〈対話〉を実施し、翌6月に結果が公表された） （過去：60街区では横浜みなとみらいスポーツパーク、61街区ではマリノスタウンが2006年より約10年間の暫定施設として運営されていた） （過去：61街区内の特設会場で、2017年2月〜5月および2020年12月〜2021年3月に「木下大サーカス」の横浜公演開催） （過去：一部区画に2020年8月〜10月まで日産自動車の体験型施設「NISSAN PAVILION」〈ニッサンパビリオン〉が開設されていた） （過去：横浜市では林文子市政の時にオペラ・バレエなどの劇場整備の検討が行われていたが、その整備検討適地を60・61街区としていた） | 2026年3月着工予定 東棟：2029年2月竣工予定 西棟：2028年8月竣工予定                                      |
| 60,61,62街区 | （61街区：南西側一部区画）横浜アンパンマンこどもミュージアム （敷地面積：約5,644m2） - 48街区にて2007年より暫定施設として営業していたが、長期の運営を視野に入れ当街区の一部区画（中低層エリア）への移転を計画。 - 全国5施設の旗艦施設となる。 - 建物は地上3階・地下1階建て（高さ：約18m）で、1階にショップ・レストラン（入場無料）、2階にミュージアムのチケットカウンター・ショップ・入口、3階にミュージアム（有料施設）を配置。駐車場は地下1階となる。 - 延床面積は約1万4000m2で、48街区の旧施設より2倍程度拡大される。 - 48街区の旧施設（横浜アンパンマンこどもミュージアム&モール）では2019年5月26日まで営業を継続した後、当地にて「横浜アンパンマンこどもミュージアム」として同年7月7日に移転開業。 （過去：61街区全体にはかつてマリノスタウンがあった） | （61街区：南西側一部区画）横浜アンパンマンこどもミュージアム （敷地面積：約5,644m2） - 48街区にて2007年より暫定施設として営業していたが、長期の運営を視野に入れ当街区の一部区画（中低層エリア）への移転を計画。 - 全国5施設の旗艦施設となる。 - 建物は地上3階・地下1階建て（高さ：約18m）で、1階にショップ・レストラン（入場無料）、2階にミュージアムのチケットカウンター・ショップ・入口、3階にミュージアム（有料施設）を配置。駐車場は地下1階となる。 - 延床面積は約1万4000m2で、48街区の旧施設より2倍程度拡大される。 - 48街区の旧施設（横浜アンパンマンこどもミュージアム&モール）では2019年5月26日まで営業を継続した後、当地にて「横浜アンパンマンこどもミュージアム」として同年7月7日に移転開業。 （過去：61街区全体にはかつてマリノスタウンがあった） | 2018年3月着工 2019年5月竣工 （同年7月開業） （30年間の定期借地） （所有：横浜市）                      |
| 60,61,62街区 | （62街区）グローバルラグジュアリーホテル&ホテルコンドミニアム・水族館・店舗などの複合施設 〈HARBOR EDGE PROJECT〉 （敷地面積：約22,188m2） マレーシアのベルジャヤ・コーポレーション（代表企業）、丸紅、大和ハウス工業の3社で構成される企業グループ（BMD 62/ベルジャヤ横浜ホスピタリティアセット特定目的会社を設立）によるグローバルラグジュアリーホテル&ホテルコンドミニアム、デジタル水族館、ミュージアム、店舗（レストラン・物販）などの複合施設開発計画。 - ホテルについては国際的なブランドのフォーシーズンズ・ホテル&リゾーツを誘致予定（LOI〈関心表明書〉を取得済み）。 - 当初計画によると、水辺にレストランなど飲食店舗群を配置し、水族館は本物の海洋生物と最新のデジタル技術を融合したものとなる予定であったが、事業内容の一部見直しにより海洋生物の展示はなくなり、完全なデジタル水族館となる見込みである。 - 着工予定月であった2025年7月のマレーシアの記事によると、ベルジャヤ・グループにおける日本で3番目のフォーシーズンズブランド開発となる「フォーシーズンズ横浜ハーバーエッジ」(Four Seasons Yokohama Harbour Edge) について、「設計はほぼ完了しており、今年 (2025年) 中に横浜でモデルユニットを建設する予定。開発の建設工事は来年 (2026年) 開始される見込み」とベルジャヤ・ランドグループCEOのサイエド・アリ (Syed Ali) が語っている。 - 当計画は国土交通大臣の民間都市再生事業計画に認定されている。 （土地売買契約：当初は2021年6月までに締結予定だったが延期となり、2023年6月に延長後、2024年3月に再延長され、ようやく締結に至った） （同時に運河に面する一部分の賃貸借契約も締結しているが、2025年の着工前に新たな交渉を行い契約期間が更新条項付きで20年に延長となる可能性もある） （建物の規模：地上14階・地下2階、高さ59.95m/延床面積：82,661.98m2 ） <フロア構成> 以下は2020年6月の当初公表時のフロア構成。その後に事業内容の一部見直し等があったため、フロア構成についても変更されている可能性がある。 ホテル棟 - 7-14階：ホテル客室 - 4階：ウェディング施設 - 3階：会議室 - 1-2階：レストラン・バンケットルーム（ホテルコンドミニアム棟と共通） - 地下1階：駐車場 ホテルコンドミニアム棟 - 4-14階：ホテルコンドミニアム - 3階：スパ - 1-2階：レストラン・バンケットルーム（ホテル棟と共通） - 地下1階：フィットネスルーム - 地下2階：プール 水族館棟 - 1-3階：水族館 - 地下1階：駐車場 <開発方針> - 当該区の開発事業者公募では、施設の床面積の25%以上を「展示、観覧、体験機能のいずれかの用途を成す集客施設」とする条件が示されていた。 - また、運河に面する一部分（北東側の約1200m2、護岸沿幅員5m）を24時間開放のプロムナード（賃貸借契約）として一体整備することも条件となっている。なお、運河に面する部分には小型桟橋2基の設置も計画されている。 - 60・61街区（ミュージックテラス）とは24時間開放の歩行者デッキで接続するが、事業者負担で設置する条件となっている。 | （62街区）グローバルラグジュアリーホテル&ホテルコンドミニアム・水族館・店舗などの複合施設 〈HARBOR EDGE PROJECT〉 （敷地面積：約22,188m2） マレーシアのベルジャヤ・コーポレーション（代表企業）、丸紅、大和ハウス工業の3社で構成される企業グループ（BMD 62/ベルジャヤ横浜ホスピタリティアセット特定目的会社を設立）によるグローバルラグジュアリーホテル&ホテルコンドミニアム、デジタル水族館、ミュージアム、店舗（レストラン・物販）などの複合施設開発計画。 - ホテルについては国際的なブランドのフォーシーズンズ・ホテル&リゾーツを誘致予定（LOI〈関心表明書〉を取得済み）。 - 当初計画によると、水辺にレストランなど飲食店舗群を配置し、水族館は本物の海洋生物と最新のデジタル技術を融合したものとなる予定であったが、事業内容の一部見直しにより海洋生物の展示はなくなり、完全なデジタル水族館となる見込みである。 - 着工予定月であった2025年7月のマレーシアの記事によると、ベルジャヤ・グループにおける日本で3番目のフォーシーズンズブランド開発となる「フォーシーズンズ横浜ハーバーエッジ」(Four Seasons Yokohama Harbour Edge) について、「設計はほぼ完了しており、今年 (2025年) 中に横浜でモデルユニットを建設する予定。開発の建設工事は来年 (2026年) 開始される見込み」とベルジャヤ・ランドグループCEOのサイエド・アリ (Syed Ali) が語っている。 - 当計画は国土交通大臣の民間都市再生事業計画に認定されている。 （土地売買契約：当初は2021年6月までに締結予定だったが延期となり、2023年6月に延長後、2024年3月に再延長され、ようやく締結に至った） （同時に運河に面する一部分の賃貸借契約も締結しているが、2025年の着工前に新たな交渉を行い契約期間が更新条項付きで20年に延長となる可能性もある） （建物の規模：地上14階・地下2階、高さ59.95m/延床面積：82,661.98m2 ） <フロア構成> 以下は2020年6月の当初公表時のフロア構成。その後に事業内容の一部見直し等があったため、フロア構成についても変更されている可能性がある。 ホテル棟 - 7-14階：ホテル客室 - 4階：ウェディング施設 - 3階：会議室 - 1-2階：レストラン・バンケットルーム（ホテルコンドミニアム棟と共通） - 地下1階：駐車場 ホテルコンドミニアム棟 - 4-14階：ホテルコンドミニアム - 3階：スパ - 1-2階：レストラン・バンケットルーム（ホテル棟と共通） - 地下1階：フィットネスルーム - 地下2階：プール 水族館棟 - 1-3階：水族館 - 地下1階：駐車場 <開発方針> - 当該区の開発事業者公募では、施設の床面積の25%以上を「展示、観覧、体験機能のいずれかの用途を成す集客施設」とする条件が示されていた。 - また、運河に面する一部分（北東側の約1200m2、護岸沿幅員5m）を24時間開放のプロムナード（賃貸借契約）として一体整備することも条件となっている。なお、運河に面する部分には小型桟橋2基の設置も計画されている。 - 60・61街区（ミュージックテラス）とは24時間開放の歩行者デッキで接続するが、事業者負担で設置する条件となっている。 | 2025年7月着工予定 2028年9月竣工予定                                                                    |
| 60,61,62街区 | 《3つの街区における街づくりの方針》 「観光・エンターテイメント」を軸とした街づくり（3つの街区を合わせた約8.3haの土地） あくまでも3つの街区における施設誘致の方向性を決めたものである。また、2017年1月の再公募開始時点で施設の床面積の過半を「展示、観覧、体験機能のいずれかの用途を成す集客施設」とすることも開発の条件となっていた（ただし、「映画館は除く」としている）。 <開発方針> - 施設の用途は文化、商業、業務施設等（住宅は不可）とし、文化・歴史・自然などを学び体験できるような大規模集客施設や博物館（ミュージアム）などを想定している。 - 一定の要件を満たすホテルについては、総敷地面積の4分の1を上限に開発可能（ホテルは当初不可であったが、2017年1月の再公募時に方針変更）。 - 新展示場（MICE施設）の整備が計画されている20街区と近距離にあることから、アフターコンベンション機能の充実についても考慮されている。 - マスターアーキテクトなどの手法により、3つの街区全体として調和のとれた街並み景観の形成を誘導する。 - 中規模施設（0.5〜1ha程度）および大規模施設（数ha）の開発を誘導する他、水辺までの空間的広がりを確保するため高島水際線公園側には「中低層エリア」を設定。またこのゾーンに沿って、その他（陸側）の開発区域との境界には3つの街区を貫通する歩行者通路（幅員15m程度）も整備する方針。 <土地処分方針> 土地の処分については事業者への売却を基本とするものの、定期借地（20年以上、最大49年間）として開発することも可能（観光・エンターテイメント事業の特性を考慮）。また、開発を行うことができる土地の範囲については、2017年1月の再公募開始時点で以下の中から選択可能であった。 - 1. 60・61・62街区（当初敷地総面積：約82,773m2） - a. 全体提案：3つの街区全体（約77,132m2）の一体開発。 - b. 部分提案：60・61街区の一部区画（20,000m2以上、または「中低層エリア」で5,000m2以上）と62街区全体（約22,188m2）の開発。 - 2. 60・61街区（当初敷地総面積：約60,585m2） - a. 全体提案：両街区全体（約54,943m2）の開発。 - b. 部分提案：両街区のうち、一部区画（20,000m2以上、または「中低層エリア」で5,000m2以上）の開発。 - 3. 62街区：街区全体（約22,188m2）の開発。 （※上記の条件や開発面積は2017年1月の再公募開始時点の情報） （なお、60街区「横浜みなとみらいスポーツパーク」および61街区「マリノスタウン」が共に2016年3月までに閉鎖されたことから、横浜市では「速やかに街づくりを進めていく方針」としていた） <開発事業者の公募・決定状況> 2015年8月より事業者の公募を開始、2016年3月には61街区の一部区画（中低層エリア）において「横浜アンパンマンこどもミュージアム&モールの移転プロジェクト」の事業計画が選ばれた。残る60-62街区の残存部においても2017年1月より再公募を開始し、同年11月には60・61街区の一部区画においてケン・コーポレーションによる音楽アリーナ・ホテル・オフィスビル等複合開発の事業計画が選ばれた（音楽アリーナ「Kアリーナ横浜」を中心に「ミュージックテラス」を整備）。その後、2018年4月より62街区の単独再公募を開始し、2020年6月にはベルジャヤ・コーポレーションなどによるグローバルラグジュアリーホテル・水族館等複合開発の事業計画が選ばれており、60・61街区の残存部（60街区は極一部のみ）においても2023年4月より再公募を開始し、2024年2月にはケン・コーポレーションなどによるオフィスビル・ホテル・ミュージアム・専門学校等複合開発の事業計画が選ばれている（同社は隣接地のミュージックテラスも手掛けており、両街区の大部分における一体開発となる/この残存部は林文子市政の時に劇場整備構想の想定地にもなっていた/公募に向けて2022年5月に民間事業者サウンディング調査を実施し、翌6月に結果が公表された）。 （2014年に実施された60・61街区の開発方針に関する民間事業者へのサウンディング調査では、市が提案した「観光・エンターテイメント」を踏まえた街づくりに概ね賛同する意見が得られている） （60・61街区は、「横浜ドームを実現する会」によるドーム球場構想の候補地にもなっている） （62街区開発条件：運河に面する一部分〈北東側の約1200m2、護岸沿幅員5m〉をプロムナード〈賃貸借契約〉として一体整備） （この他、62街区には小型桟橋2基の設置も計画されている） | 《3つの街区における街づくりの方針》 「観光・エンターテイメント」を軸とした街づくり（3つの街区を合わせた約8.3haの土地） あくまでも3つの街区における施設誘致の方向性を決めたものである。また、2017年1月の再公募開始時点で施設の床面積の過半を「展示、観覧、体験機能のいずれかの用途を成す集客施設」とすることも開発の条件となっていた（ただし、「映画館は除く」としている）。 <開発方針> - 施設の用途は文化、商業、業務施設等（住宅は不可）とし、文化・歴史・自然などを学び体験できるような大規模集客施設や博物館（ミュージアム）などを想定している。 - 一定の要件を満たすホテルについては、総敷地面積の4分の1を上限に開発可能（ホテルは当初不可であったが、2017年1月の再公募時に方針変更）。 - 新展示場（MICE施設）の整備が計画されている20街区と近距離にあることから、アフターコンベンション機能の充実についても考慮されている。 - マスターアーキテクトなどの手法により、3つの街区全体として調和のとれた街並み景観の形成を誘導する。 - 中規模施設（0.5〜1ha程度）および大規模施設（数ha）の開発を誘導する他、水辺までの空間的広がりを確保するため高島水際線公園側には「中低層エリア」を設定。またこのゾーンに沿って、その他（陸側）の開発区域との境界には3つの街区を貫通する歩行者通路（幅員15m程度）も整備する方針。 <土地処分方針> 土地の処分については事業者への売却を基本とするものの、定期借地（20年以上、最大49年間）として開発することも可能（観光・エンターテイメント事業の特性を考慮）。また、開発を行うことができる土地の範囲については、2017年1月の再公募開始時点で以下の中から選択可能であった。 - 1. 60・61・62街区（当初敷地総面積：約82,773m2） - a. 全体提案：3つの街区全体（約77,132m2）の一体開発。 - b. 部分提案：60・61街区の一部区画（20,000m2以上、または「中低層エリア」で5,000m2以上）と62街区全体（約22,188m2）の開発。 - 2. 60・61街区（当初敷地総面積：約60,585m2） - a. 全体提案：両街区全体（約54,943m2）の開発。 - b. 部分提案：両街区のうち、一部区画（20,000m2以上、または「中低層エリア」で5,000m2以上）の開発。 - 3. 62街区：街区全体（約22,188m2）の開発。 （※上記の条件や開発面積は2017年1月の再公募開始時点の情報） （なお、60街区「横浜みなとみらいスポーツパーク」および61街区「マリノスタウン」が共に2016年3月までに閉鎖されたことから、横浜市では「速やかに街づくりを進めていく方針」としていた） <開発事業者の公募・決定状況> 2015年8月より事業者の公募を開始、2016年3月には61街区の一部区画（中低層エリア）において「横浜アンパンマンこどもミュージアム&モールの移転プロジェクト」の事業計画が選ばれた。残る60-62街区の残存部においても2017年1月より再公募を開始し、同年11月には60・61街区の一部区画においてケン・コーポレーションによる音楽アリーナ・ホテル・オフィスビル等複合開発の事業計画が選ばれた（音楽アリーナ「Kアリーナ横浜」を中心に「ミュージックテラス」を整備）。その後、2018年4月より62街区の単独再公募を開始し、2020年6月にはベルジャヤ・コーポレーションなどによるグローバルラグジュアリーホテル・水族館等複合開発の事業計画が選ばれており、60・61街区の残存部（60街区は極一部のみ）においても2023年4月より再公募を開始し、2024年2月にはケン・コーポレーションなどによるオフィスビル・ホテル・ミュージアム・専門学校等複合開発の事業計画が選ばれている（同社は隣接地のミュージックテラスも手掛けており、両街区の大部分における一体開発となる/この残存部は林文子市政の時に劇場整備構想の想定地にもなっていた/公募に向けて2022年5月に民間事業者サウンディング調査を実施し、翌6月に結果が公表された）。 （2014年に実施された60・61街区の開発方針に関する民間事業者へのサウンディング調査では、市が提案した「観光・エンターテイメント」を踏まえた街づくりに概ね賛同する意見が得られている） （60・61街区は、「横浜ドームを実現する会」によるドーム球場構想の候補地にもなっている） （62街区開発条件：運河に面する一部分〈北東側の約1200m2、護岸沿幅員5m〉をプロムナード〈賃貸借契約〉として一体整備） （この他、62街区には小型桟橋2基の設置も計画されている） | 所有：横浜市                                                                                           |
| 63,64街区    | 高島水際線公園（たかしますいさいせんこうえん） - 東海道本線貨物支線の高島線が園内を跨いで通っている。 | 高島水際線公園（たかしますいさいせんこうえん） - 東海道本線貨物支線の高島線が園内を跨いで通っている。 | 2011年5月開園                                                                                          |
| 65街区       | 富士フイルムビジネスイノベーション 横浜みなとみらい事業所（旧：富士ゼロックスR&Dスクエア） （施工：清水建設） （建物の規模：地上20階・地下1階、高さ99.9m） - Green Park FLOOP（体験型施設、2024年6月開設） | 富士フイルムビジネスイノベーション 横浜みなとみらい事業所（旧：富士ゼロックスR&Dスクエア） （施工：清水建設） （建物の規模：地上20階・地下1階、高さ99.9m） - Green Park FLOOP（体験型施設、2024年6月開設） | 2008年3月着工 2010年3月竣工 （同年4月開業）                                                            |
| 66街区       | 日産自動車グローバル本社（日産自動車の本社ビル） （施工：清水建設） （建物の規模：地上22階・地下2階、高さ99.4m） - 1階：日産グローバル本社ギャラリー（本社機能と共に東京都中央区銀座より移転） - 2階部分には横浜駅東口・横浜新都市ビル（68街区）から新高島駅周辺（53街区）および65街区方面に伸びるペデストリアンデッキが貫通している。 | 日産自動車グローバル本社（日産自動車の本社ビル） （施工：清水建設） （建物の規模：地上22階・地下2階、高さ99.4m） - 1階：日産グローバル本社ギャラリー（本社機能と共に東京都中央区銀座より移転） - 2階部分には横浜駅東口・横浜新都市ビル（68街区）から新高島駅周辺（53街区）および65街区方面に伸びるペデストリアンデッキが貫通している。 | 2007年1月着工 2009年4月竣工 （同年8月開業）                                                            |
| 66街区       | 水際線プロムナード | 水際線プロムナード | 2009年7月供用                                                                                          |
| 67街区       | 横浜三井ビルディング（オフィス・テナント） （事業者：三井不動産/施工：大成建設） （建物の規模：地上30階・地下2階、高さ152.2m） - 国連WAFUNIF日本アジア機構 - 横浜国立大学「未来情報通信医療社会基盤センター」サテライトオフィス - テツモポート（1-2階、商業文化ゾーン） - 原鉄道模型博物館 | 横浜三井ビルディング（オフィス・テナント） （事業者：三井不動産/施工：大成建設） （建物の規模：地上30階・地下2階、高さ152.2m） - 国連WAFUNIF日本アジア機構 - 横浜国立大学「未来情報通信医療社会基盤センター」サテライトオフィス - テツモポート（1-2階、商業文化ゾーン） - 原鉄道模型博物館 | 2009年10月着工 2012年2月竣工 （同年5月開業）                                                           |
| 67街区       | 水際線プロムナード | 水際線プロムナード | 2009年7月供用                                                                                          |

#### 横浜駅東口地区（68街区）
| 街区   | 内容 | 内容 | 備考 |
| ------ | --- | --- | --- |

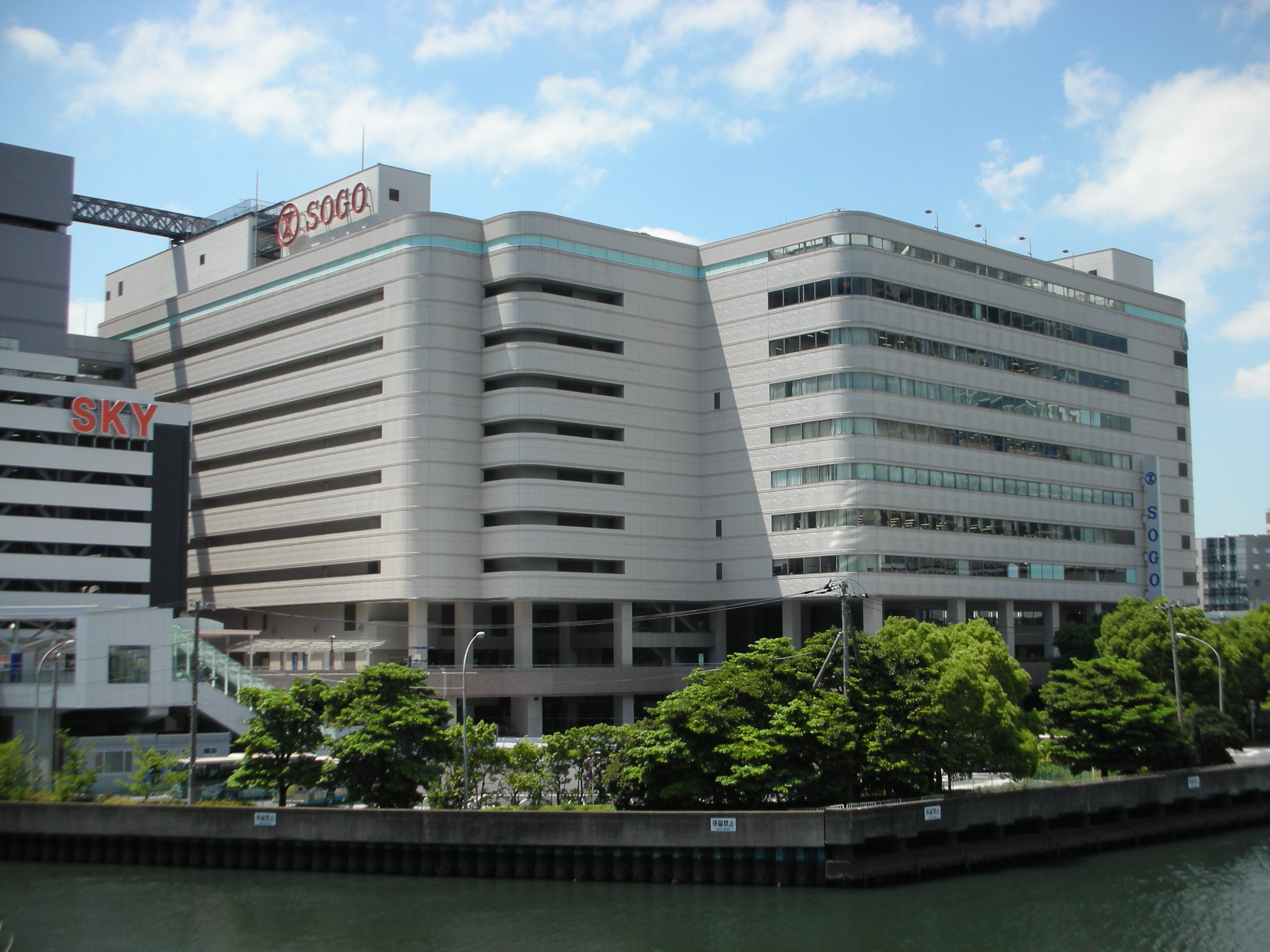
そごう横浜店（横浜新都市ビル）

| 68街区 | 横浜スカイビル （地上30階・地下3階、高さ約132ｍ） - 横浜シティ・エア・ターミナル (YCAT) - マルイシティ横浜        | 横浜スカイビル （地上30階・地下3階、高さ約132ｍ） - 横浜シティ・エア・ターミナル (YCAT) - マルイシティ横浜 | - 地下1階で地下街横浜ポルタと接続。 - 新都市ビル2階部分から日産自動車本社ビル方面へ、ペデストリアンデッキ「はまみらいウォーク」で接続。 - 68街区とみなとみらい大橋の接続道路として栄本町線支線1号が計画されている。 また上記の道路に関連して、同街区東側のバス駐車場を含む一帯（出島地区）では再開発も検討されている。 |
| 68街区 | 横浜新都市ビル （地上10階・地下3階、高さ約55ｍ） - そごう横浜店 - 新都市ホール - 「市民フロア」ミーティングルーム | | - 地下1階で地下街横浜ポルタと接続。 - 新都市ビル2階部分から日産自動車本社ビル方面へ、ペデストリアンデッキ「はまみらいウォーク」で接続。 - 68街区とみなとみらい大橋の接続道路として栄本町線支線1号が計画されている。 また上記の道路に関連して、同街区東側のバス駐車場を含む一帯（出島地区）では再開発も検討されている。 |

## ペデストリアン軸（歩行者動線）

クイーン軸（クイーンモール）
（2011年12月）

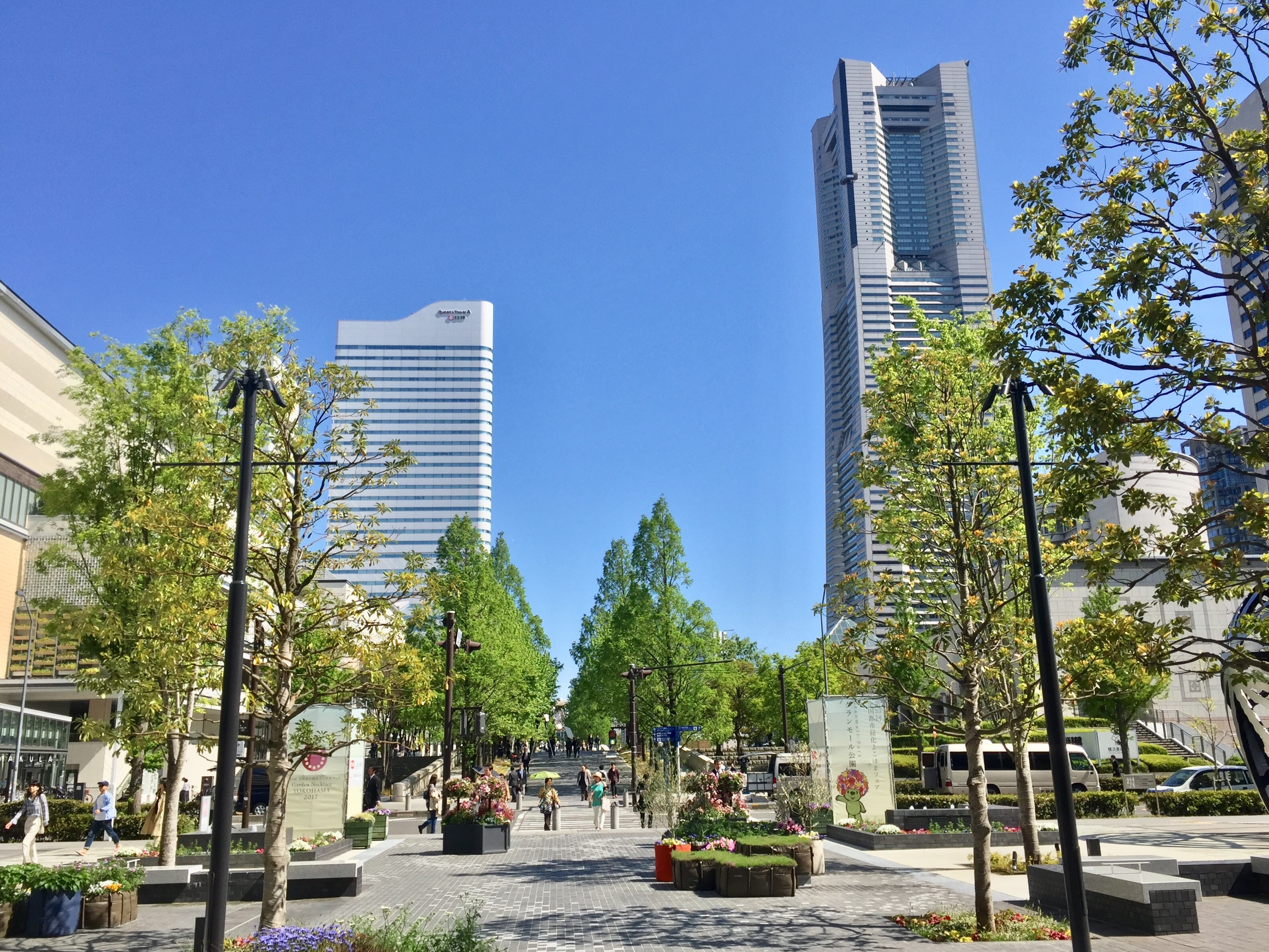
グランモール軸（2017年4月）

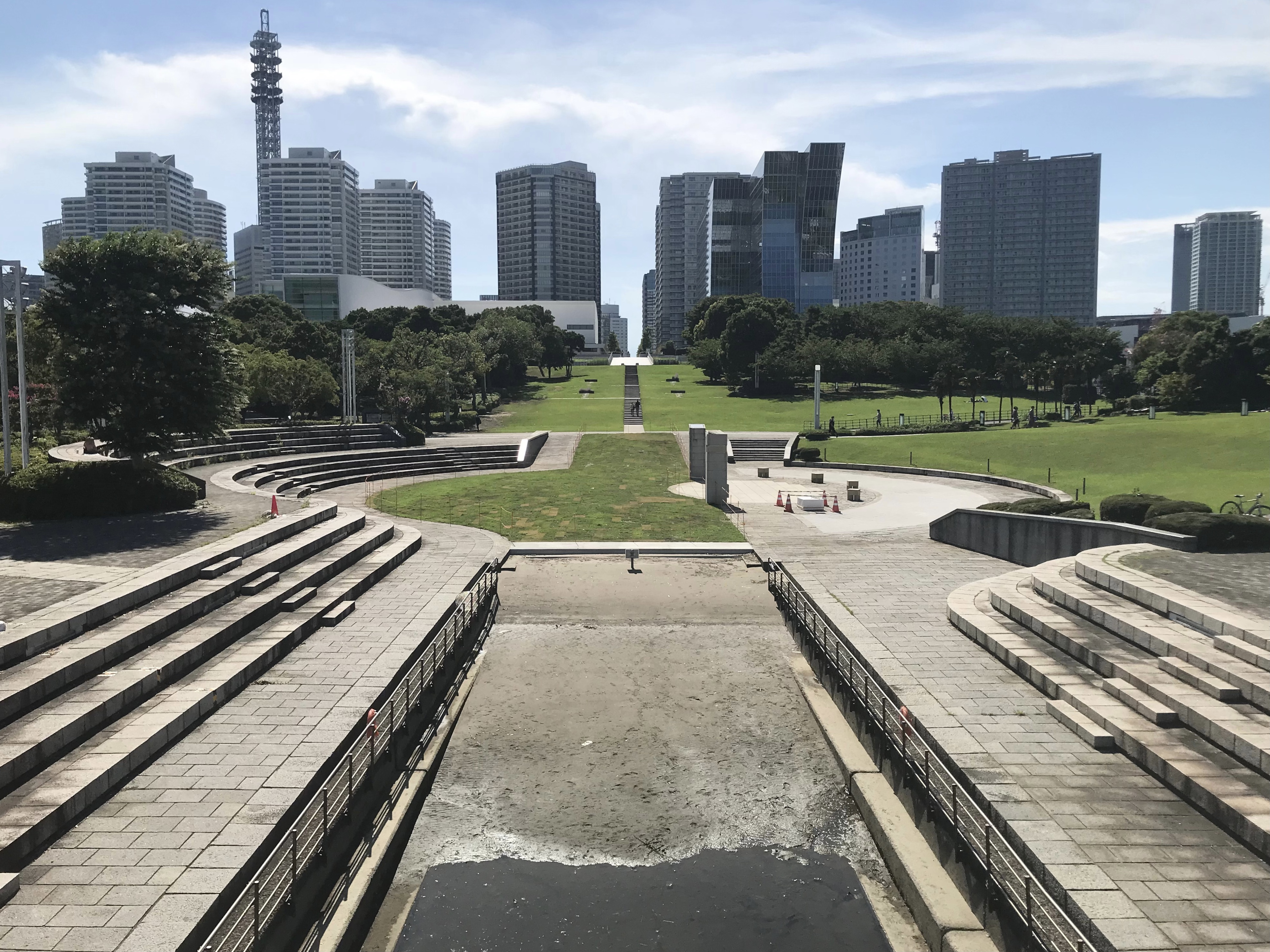
キング軸を海側より撮影
（2022年7月）

当地区では重要な歩行者ネットワーク（歩行者専用通路）として「キング軸」、「クイーン軸」、「グランモール軸」という三つのペデストリアン軸（英語で pedestrian には「歩行者」という意味がある、軸は都市の根幹を形成する都市軸）を整備する方針となっている。このうち、クイーン軸とグランモール軸の整備はほぼ完了しているが、キング軸は後述のように現在も未整備箇所が一部残る。また、キング軸とグランモール軸は横断歩道による軸の切れ目も存在する。
なお、キング軸とクイーン軸の名称は横浜三塔とされる建物の愛称からきており、残るジャックについては借用期限のある暫定施設として、グランモール軸に商業施設「横浜ジャックモール」（2012年9月営業終了）が造られた。

### クイーン軸
桜木町駅方面からの動線。商業の中心である横浜ランドマークタワーやクイーンズスクエア横浜、さらに国際会議場がある横浜国際平和会議場（パシフィコ横浜）といった当地区を象徴する施設が並ぶ。
まず、桜木町駅前からランドマークタワーまで続いている動く歩道と接続し、ランドマークタワーの2階部分に併設しているショッピングモール「ランドマークプラザ」からクイーンズスクエア内の「クイーンモール」（両建物間のヨーヨー広場ではグランモール軸と交差）を通り、パシフィコ横浜まで結んでいる。

### グランモール軸
クイーン軸とキング軸を繋ぐ動線で、軸の両端はそれぞれみなとみらい駅と新高島駅の近辺に当たる。
ランドマークタワーとクイーンズスクエアの中間部分にある「ヨーヨー広場」からクイーン軸と交差するようにMARK IS みなとみらいおよび横浜美術館前（美術の広場）、横浜アイマークプレイス（旧ジャックモール）前へと約700mにわたって整備されている「グランモール公園」、さらに新高島駅周辺の横浜シンフォステージ（旧GENTO YOKOHAMA）および横浜グランゲートまで結んでいる。
なお、新高島駅周辺から先は横浜グランゲートと接続する「みなとみらい歩道橋」、日産本社2階部分の「NISSANウォーク」と続いて「はまみらいウォーク」で帷子川を渡り、横浜駅東口のそごうがある新都市ビルおよびスカイビルの2階部分へアクセスが可能である。

### キング軸
横浜駅および新高島駅周辺のビジネスゾーンと海側を結ぶ動線。
軸の西端（横濱ゲートタワー付近）では「高島二丁目歩道橋」（高島二丁目地区にアクセスする、国道1号を渡る歩道橋）と接続しており、そこから東方の海側に向けてグランモール軸と交差する新高島駅周辺の横浜グランゲートおよび横浜シンフォステージ前や高島中央公園、さらには集合住宅地域（Brillia Grandeみなとみらいなどがある50街区）を通り、臨港パークの「潮入りの池」まで一直線に結ぶ計画となっている。しかし長年、新高島駅周辺や集合住宅地域と臨港パークの間など未開発街区が多く残されていたため、周囲の開発の進捗に合わせて軸の整備を行う方針としていた。2012年度には臨港パーク内でキング軸の一部となる階段の整備が行われた。また、2010年代半ば以降には後述の20街区における開発が決まったほか、その他の街区でも開発の進捗と共に軸の整備が進んでおり、2024年4月時点の未整備箇所は52街区開発敷地内を残すのみとなっている。
臨港パーク寄りの20街区では稼働率が限界に近づくパシフィコ横浜の機能を拡張するため、新たな展示場（MICE施設）として「横浜みなとみらい国際コンベンションセンター」（パシフィコ横浜ノース）が整備され2020年に開業した。キング軸はこの20街区の中央付近を通るため、同街区周辺を中心としてMICE拠点都市の顔となるべく緑豊かなビジネス交流空間の形成を目指している。さらにキング軸沿いの開発計画では同軸の地区施設面積のうち50%以上の緑化を目指しており、象徴性かつ独創性のある緑化となるようガイドラインによる誘導も行う方針である。なお、当初の計画では軸の中心線に沿って臨港パークの「潮入りの池」まで、“流れる水のネットワーク”（水路）を敷くイメージが描かれていたが、かつて存在したグランモール軸の水路も既に廃止されており（参照）、現在では水路を設けない計画に変更されている。2021年4月にはキング軸の東端にあたる臨港パークとパシフィコ横浜ノース周辺（20街区）から高島中央公園方面を結ぶキング軸整備の一環として、キングモール橋が供用開始された。

## 交通

### 鉄道
- みなとみらい駅
  - 横浜高速鉄道みなとみらい線
- 新高島駅
  - 横浜高速鉄道みなとみらい線
- 桜木町駅
  - 東日本旅客鉄道（JR東日本）根岸線
  - 横浜市営地下鉄ブルーライン
- 高島町駅
  - 横浜市営地下鉄ブルーライン
- 横浜駅

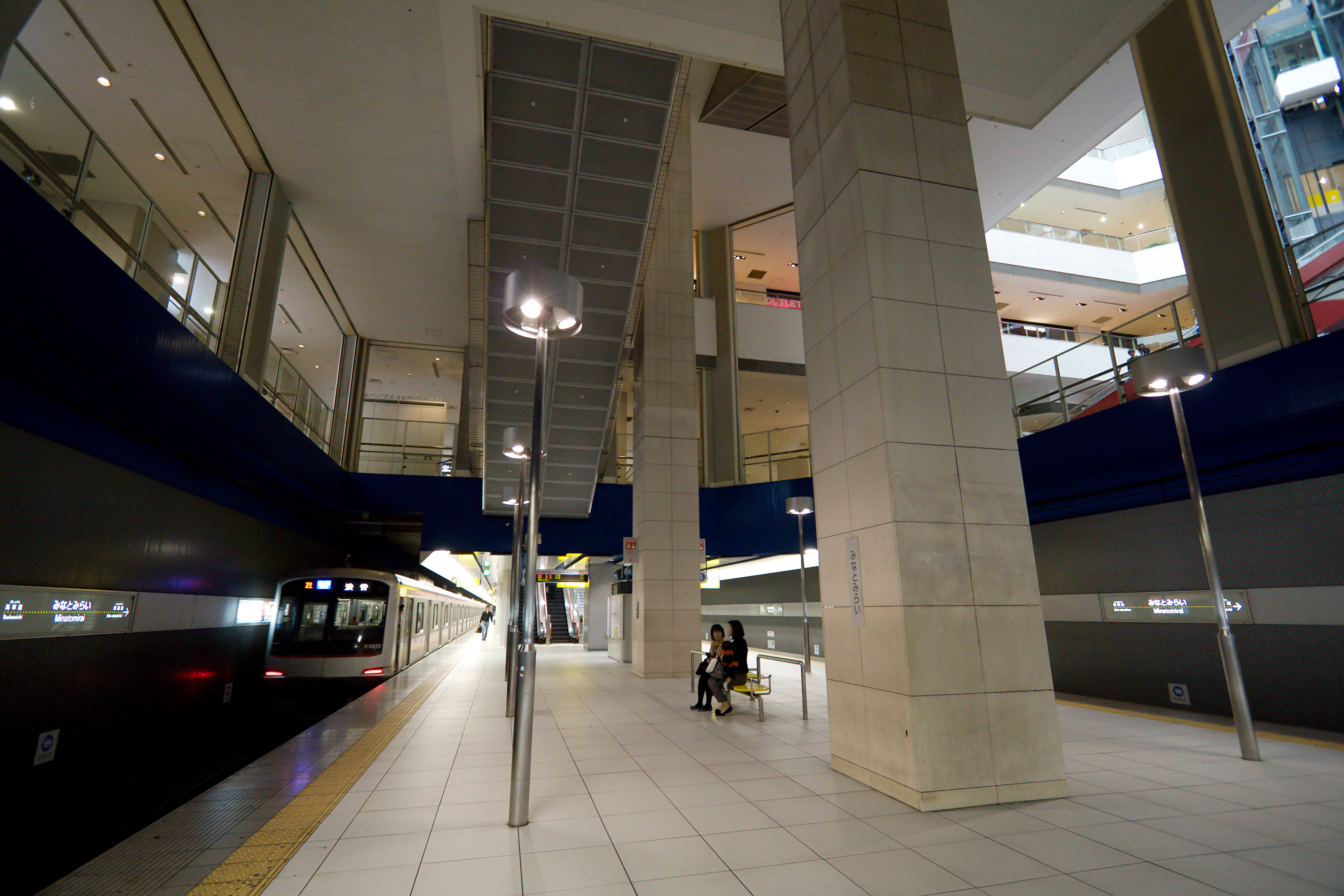
みなとみらい駅

  - JR東海道本線・横須賀線・湘南新宿ライン・上野東京ライン・京浜東北線・根岸線
  - 京急本線
  - 東急東横線
  - 横浜高速鉄道みなとみらい線
  - 相鉄本線
  - 横浜市営地下鉄ブルーライン

なお、明治末期の1911年から1980年代まではこの地区に東海道本線の貨物支線（横浜臨港線）が存在し、横浜港に設けられた「横浜港駅」へは東京駅から「ボート・トレイン」と呼ばれる外国航路へ接続する臨時旅客列車も設定されていた。現在、その廃線跡地が遊歩道の「汽車道」として整備されており、この地区の観光名所にもなっている。

### バス

#### 路線バス
- 横浜市営バス

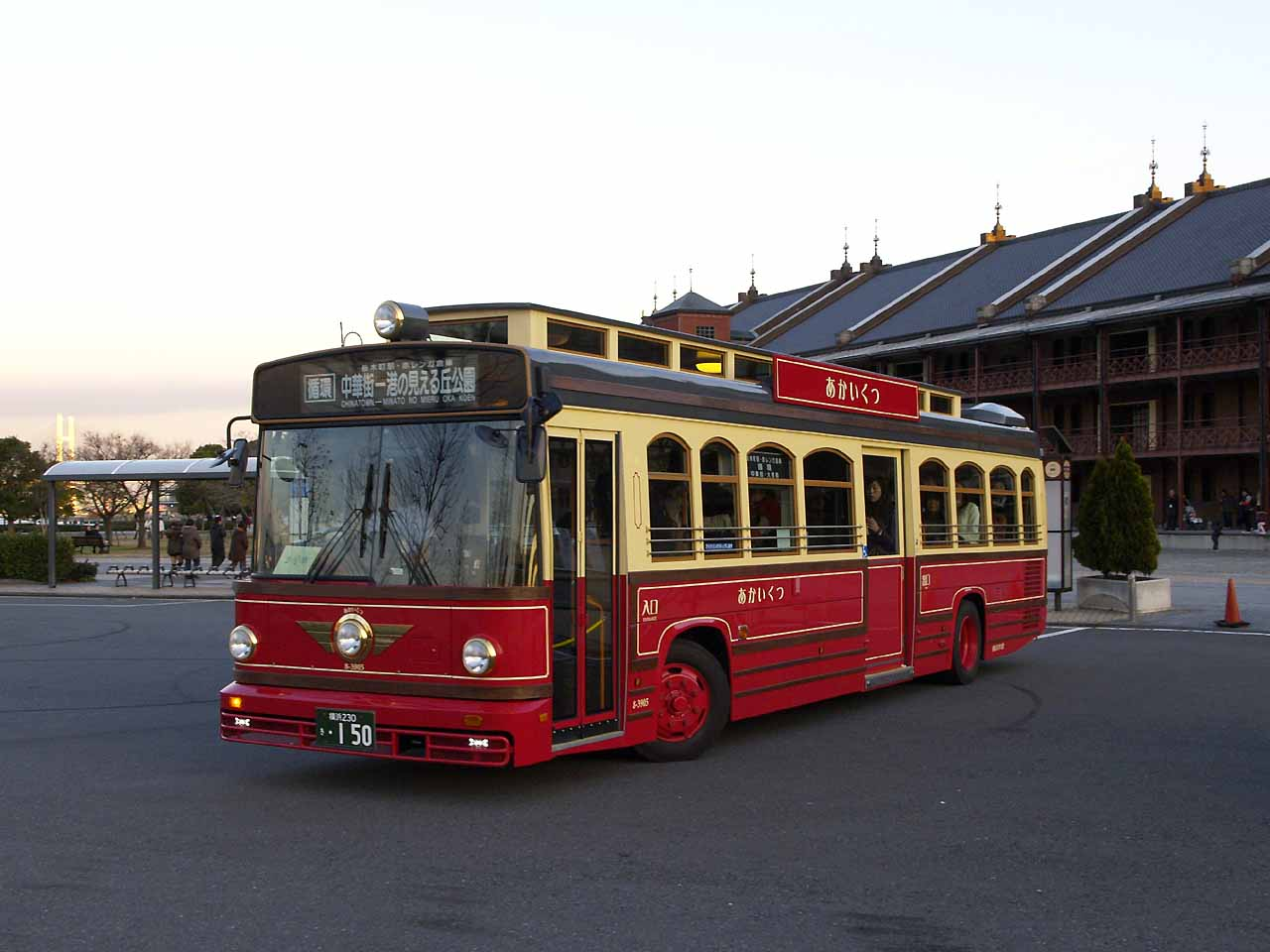
レトロな外観の周遊バス「あかいくつ」

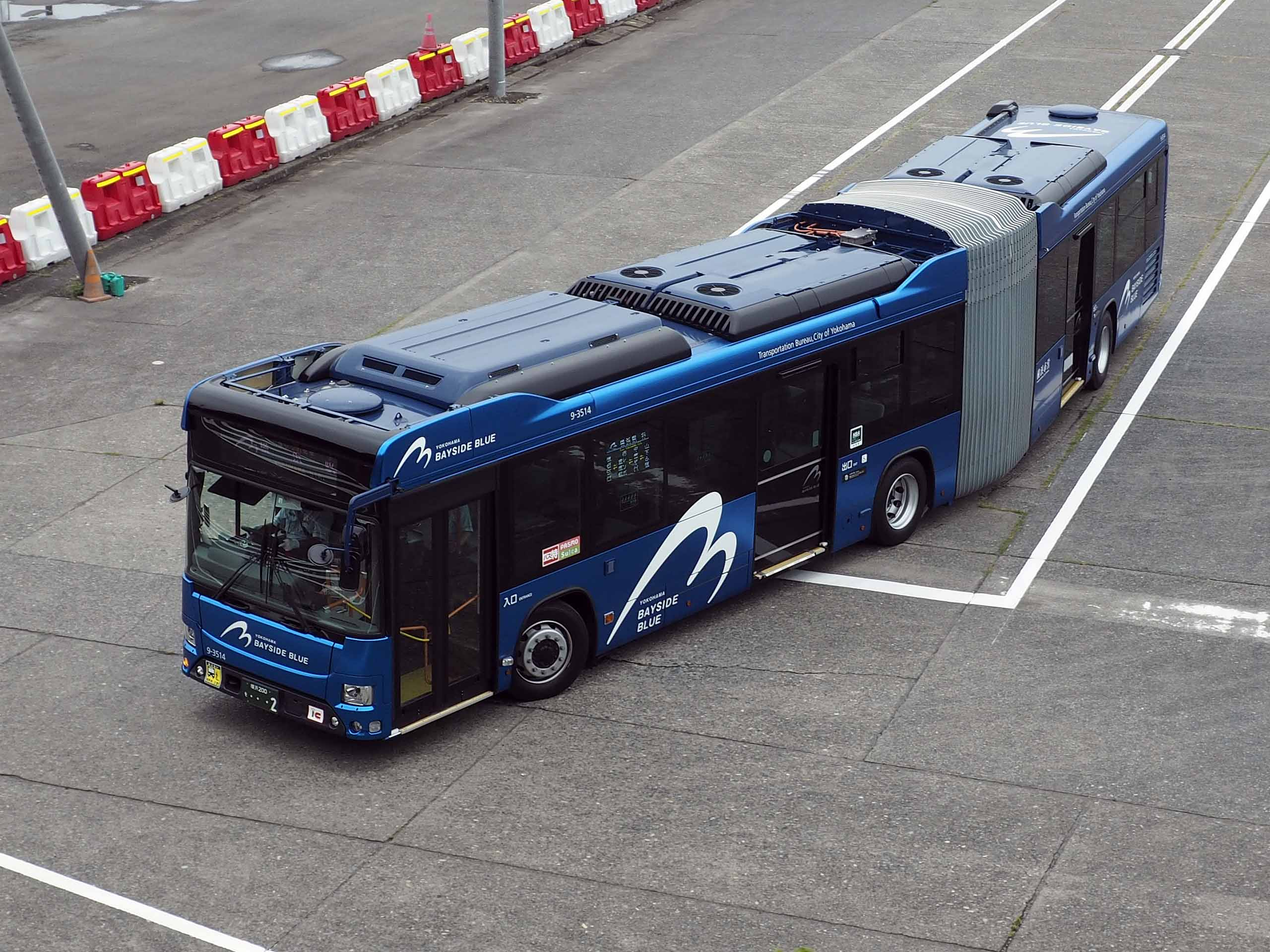
連節バス「ベイサイドブルー」

  - 156系統（滝頭〜日ノ出町駅前〜桜木町駅前〜横浜美術館〜けいゆう病院〜パシフィコ横浜）※土休日は桜木町駅〜パシフィコ横浜間は運休
  - 連節バス「ベイサイドブルー (BAYSIDE BLUE)」〈200系統〉（横浜駅→パシフィコ横浜→カップヌードルパーク・ハンマーヘッド入口→大さん橋入口→山下公園前→山下町→中華街入口→赤レンガ倉庫前→パシフィコ横浜→横浜駅改札口前）[704]
  - 観光スポット周遊バス「あかいくつ」〈271系統〉（桜木町駅前→ハンマーヘッド (新港ふ頭客船ターミナル) →赤レンガ倉庫→中華街→港の見える丘公園前→大さん橋客船ターミナル→赤レンガ倉庫前→ハンマーヘッド→桜木町駅前：循環）[705]
  - 周遊バス「ピアライン」〈281系統〉（桜木町駅前〜横浜市役所前〜馬車道駅前〜万国橋・ワールドポーターズ前〜ハンマーヘッド (新港ふ頭客船ターミナル)〈日中：→大さん橋客船ターミナル→日本大通り駅県庁前→横浜市役所前→桜木町駅〉：循環）[706]
  - 292系統（浅間町車庫前〜岡野町〜西前町〜戸部本町〜野毛町〜桜木町駅前〜横浜美術館〜けいゆう病院〜パシフィコ横浜）

#### リムジンバス
- 京浜急行バス
- 京成バス
- 東京空港交通
  - 全て成田空港行。横浜ロイヤルパークホテル、横浜ベイホテル東急、パシフィコ横浜から発着。

なお、かつては当地区隣のポートサイド地区にYCATがあった（この時も成田空港線のみ）。

#### 水陸両用バス
- スカイバス東京
  - 水陸両用バス「スカイダック横浜」（日本丸メモリアルパーク内の専用スロープより進水）[707]

### 航路
- ポートサービス

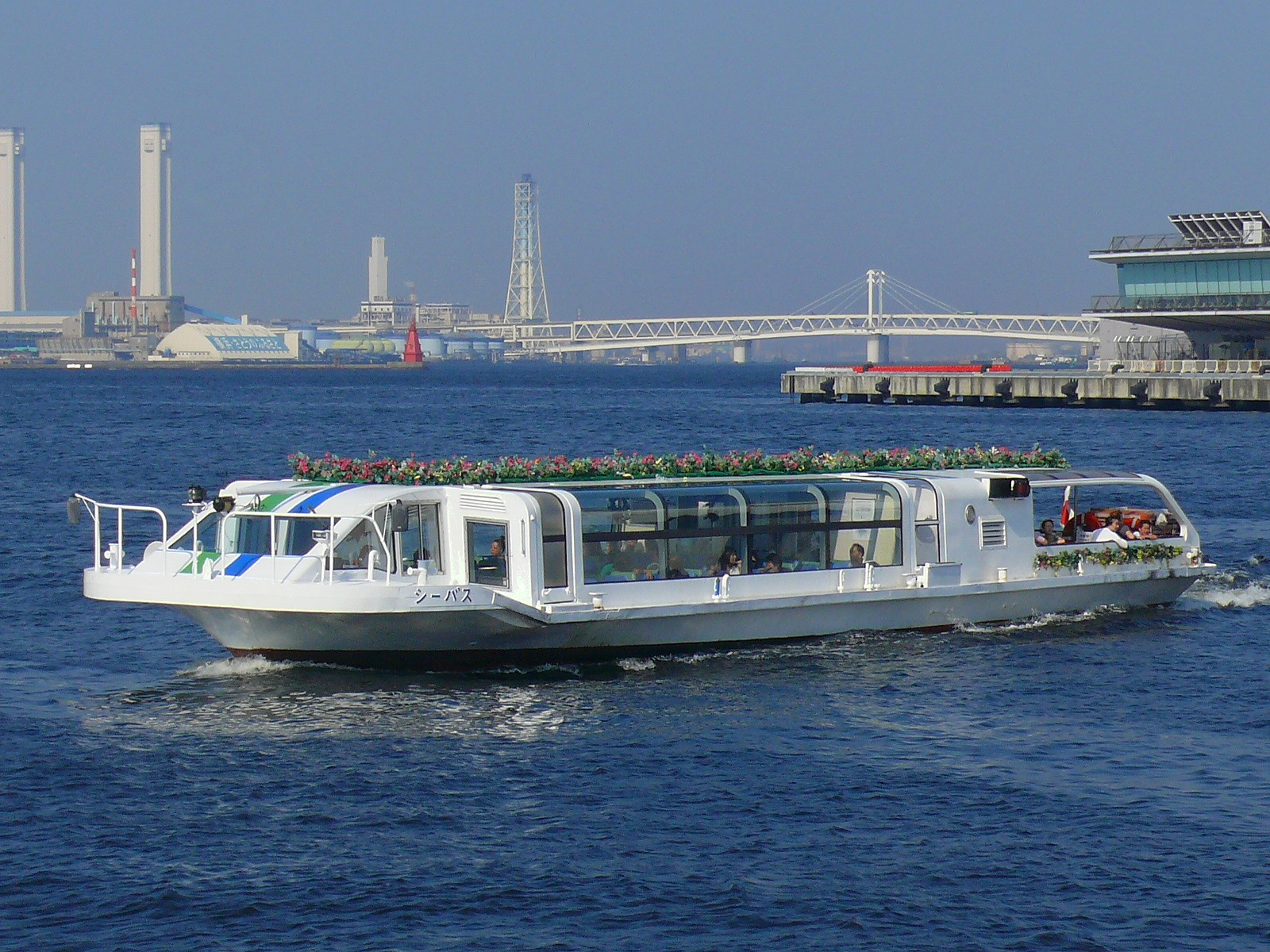
シーバス

  - シーバス（横浜駅東口 - ハンマーヘッド新港ふ頭桟橋 - ピア赤レンガ - 山下公園）
    - 2022年2月から、赤レンガ倉庫 - 山下公園間一時運休（桟橋改修工事のため）。
    - 2022年3月31日までは、みなとみらい21ぷかり桟橋を経由していた。

  - マリーンルージュ（ピア赤レンガ発着）
    - 2022年2月から、山下公園発着一時休止（桟橋改修工事のため）。
- 京浜フェリーポート
  - 水上バス（ピア運河パーク - ピア日本丸 - ピア象の鼻〈 - ピア大さん橋〉）
  - 横浜港内クルーズ（ピア象の鼻発着）

### 索道
- YOKOHAMA AIR CABIN（ヨコハマ・エア・キャビン）
  - 桜木町駅前と運河パーク（横浜ワールドポーターズ前）をロープウェイで接続、よこはまコスモワールドを運営する泉陽興業により2021年4月営業開始[48][49][51][52][53]。

## 周辺の地区
- 横浜駅周辺 - 駅の東口エリアと、はまみらいウォークで接続。
- 高島二丁目地区 - 国道1号を渡る高島二丁目歩道橋で接続。
- 桜木町
- 野毛
- 関内
  - 北仲通地区 - 新港地区とは万国橋、中央地区とは北仲橋により接続。
  - 大さん橋（海岸通）
  - 山下公園（山下町）
  - 馬車道
  - 横浜中華街
- 伊勢佐木町
- 元町
- 山下埠頭 - 今後の再開発が計画されており、当地区とも新たな交通で結ばれる予定である。
- ヨコハマポートサイド地区 - みなとみらい大橋により接続。
- 横浜市中央卸売市場本場 - 横浜市の中央卸売市場。みなとみらい橋により接続。
- コットンハーバー地区 - 山内埠頭の再開発地区（東神奈川臨海部周辺地区の一部）。中央卸売市場本場とコットン大橋で接続。

## 主なイベント
毎年あるいは数年おきに開催される主なイベントを以下に記す。
- 3月 - よこはまシティウォーク
- 3月 - 横浜マラソン（2015年より開催）
- 4月 - ヨコハマ大道芸 in みなとみらい21[708]
- 5月
  - シーサイドシネマ（2018年から毎年ゴールデンウィークに開催される無料の野外シアターイベント、みなとみらいに複数設けられる上映会場のうち横浜赤レンガ倉庫会場では2019年に1万人以上の集客を達成）[709][710]
  - ジャパン・ヒストリックカー・ツアー
- 6月上旬 - 横浜開港祭（花火あり）
- 7月 - 横浜スパークリングトワイライト[711]（7月頃に2日間開催、2010年に「横浜港花火ショー」として開催[712]、本格的な「横浜スパークリングトワイライト」として2012年より連年開催〈2020年〜2022年はコロナ禍により中止〉、花火あり）
- 8月
  - みなとみらいスマートフェスティバル[713]（8月頃に1日だけ開催〈初年の2018年は9月に開催、2020年と2021年はコロナ禍により中止〉、花火あり、神奈川新聞社をはじめ地元企業等による）
  - みなとみらい大盆踊り
- 9月〜11月 - 横浜トリエンナーレ（3年に1度開催）
- 10月 - 横濱JAZZプロムナード
- 11月中旬〜2月中旬 - ヨコハマミライト（横浜駅東口からみなとみらい地区まで全長約1.5kmに及ぶイルミネーション、2018年より開催）
- 12月 - TOWERS Milight 〜みなとみらい21 オフィス全館ライトアップ〜（主に24日夜、参加オフィスビル群が全館点灯し、街全体を彩る）

年越しイベント
観覧車「コスモクロック21」によるカウントダウン、年を越した直後には船の汽笛、花火などがある。
かつて存在したイベント
- 2月 - 横浜国際女子駅伝（2009年まで開催）
- 5月〜6月頃 - 横浜国際マリンエンターテイメントショー（2006年〜2010年まで開催）
- 6月 - フランス映画祭横浜（2005年まで開催、6月の「横浜フランス月間」の一環）
- 7月 - 横浜国際花火大会（山下公園地区、2008年まで開催）
（※2010年以降は花火の規模を縮小して「横浜スパークリングトワイライト」として開催[712]）
- 8月
  - 神奈川新聞花火大会（臨港パーク地区、2016年開催をもって休止）
（※2018年9月には神奈川新聞社が実行委員の代表を務めるイベント「みなとみらいスマートフェスティバル2018」（花火あり）開催、さらに同イベントは翌年8月にも引き続き開催しており、実質上記花火大会の代替イベントとなっている）[713]
  - ピカチュウ大量発生チュウ!（2014年〜2019年まで開催）
- 秋季 - スマートイルミネーション横浜[714]（2011年〜2019年まで開催[715]、10月〜11月頃の数日間）
- 11月 - 横浜国際女子マラソン（2014年まで開催）

## みなとみらいが舞台となった作品
映画
- あぶない刑事シリーズ
  - 『あぶない刑事リターンズ』 - ヨコハマインターコンチネンタルホテルのロビーおよび周辺で撮影。
  - 『あぶない刑事フォーエバーTHE MOVIE』 - ぷかりさん橋のピア21周辺で撮影。
  - 『まだまだあぶない刑事』 - カフェのシーンで登場。
  - 『さらば あぶない刑事』 - ヨコハマインターコンチネンタルホテルが登場。
- ゴジラシリーズ
  - 『ゴジラvsモスラ』や『ゴジラ・モスラ・キングギドラ 大怪獣総攻撃』の最終決戦の地として使われている。
- プリキュアシリーズ
  - 『映画 プリキュアオールスターズDX みんなともだちっ☆奇跡の全員大集合!』 - 同作の主な舞台。
  - 『映画 プリキュアオールスターズNewStage みらいのともだち』 - 上記と同じく同作の主な舞台で、同作の主人公である坂上あゆみ（キュアエコー）が住む町でもある。
  - 『映画 HUGっと!プリキュア♡ふたりはプリキュア オールスターズメモリーズ』 - 冒頭の戦闘シーンなどで作品舞台の一部に使われている。
  - 『わんだふるぷりきゅあ!ざ・むーびー! ドキドキ♡ゲームの世界で大冒険!』 - 終盤の戦闘シーンなどで作品舞台の一部に使われている。
- 『名探偵コナン 探偵たちの鎮魂歌』 - 映画中の舞台やエンディングの実写で登場。同シリーズでは他にも『名探偵コナン 天国へのカウントダウン』などでエンディングの実写に登場している。
- 『大決戦!超ウルトラ8兄弟』 - ほぼすべての撮影が横浜市内で行われた。
- 『犯人に告ぐ』 - 冒頭に大晦日カウントダウンの場面が登場する。
- 『踊る大捜査線 THE MOVIE』 - クイーンズスクエア横浜で撮影。
- 『ウルトラマントリガー エピソードZ』 - パゴスが出現した。

テレビドラマ
- 『あぶない刑事』（日本テレビ系列） - 横浜みなとみらい地区が完成される以前の高島ヤード（操車場）・東横浜駅（貨物駅）・高島埠頭が登場。また、日本テレビ開局45周年記念作品の『あぶない刑事フォーエバーTVスペシャル'98』では、横浜みなとみらい地区として登場した。
- 『喰いタン』・『喰いタン2』（日本テレビ系列）
- 『蘇える金狼』（日本テレビ系列） - インターコンチネンタルホテル等を背景に、最終話で朝倉哲也と茂義賀津夫が対峙する。
- 『たったひとつの恋』（日本テレビ系列）
- 『RESCUE〜特別高度救助隊』（TBS系列）
- 『海猿』（フジテレビ系列）
- 『救命病棟24時』第4シリーズ（フジテレビ系列）
- 『逃げるは恥だが役に立つ』（TBS系列） - 津崎の勤務するIT企業「3Iシステムソリューション」および土屋の勤務する化粧品会社「ゴダールジャパン」（いずれもみなとみらいグランドセントラルタワー）、その他のシーンにて登場。
- 『レンタルの恋』（TBS系列）
- 『ウルトラマントリガー』（テレビ東京系列） - 最終話で邪神メガロゾーア(第二形態)が出現してトリガーと戦った。

小説
- 『みなとみらいで捕まえて—ヨコハマ名探偵物語』（鯨統一郎 著）
- 『横浜みなと未来殺人事件—タロット日美子シリーズ』（斎藤栄 著）
- 『逆風の街—横浜みなとみらい署暴力犯係』（今野敏 著）

## 街の名称について
「みなとみらい21」という名称は、「みなと横浜」をイメージしつつ、「未来への発展を目指す21世紀の横浜にふさわしい」名称として、1981年、一般公募された2292点のなかから選出された。他の候補には、「アクアコスモ」「コスモポート」「ポートタウン」「ハマポート」「赤い靴シティ」「シーサイドタウン」「シーガルタウン」「ベイシティ」等があった。
決選投票は「赤い靴シティ」と「みなとみらい21」で行われた。なお、「みなとみらい21」の名称は横浜市役所の担当者が選んだ一次選考（96点）では落選しており、二次選考委員であった柳原良平が「横浜といえば港町である」という理由で強く推したことにより、再度発掘されたものである。

## 受賞歴
- 1997年に都市景観100選を受賞している。
- みなとみらい線の駅のデザインで2004年度グッドデザイン賞（建築・環境デザイン部門）を受賞。また、2006年には「横浜市の一連の都市デザイン」で同賞を受賞している。

## その他
- みなとみらい中央地区の広範囲における町名、住所表記としてもみなとみらいが使用されている。
- 2009年4月に設立された一般社団法人横浜みなとみらい21は、同地域における土地や建物の所有者、施設の管理・運営者などによって構成され、街づくりの企画・調整、プロモーション活動などを行っている[721]。前身は横浜市、神奈川県、独立行政法人都市再生機構（UR都市機構、旧：都市基盤整備公団）、地権者、地元経済界の出資により作られた第三セクターの株式会社横浜みなとみらい21（同年3月解散）である。